# 特別攻撃隊

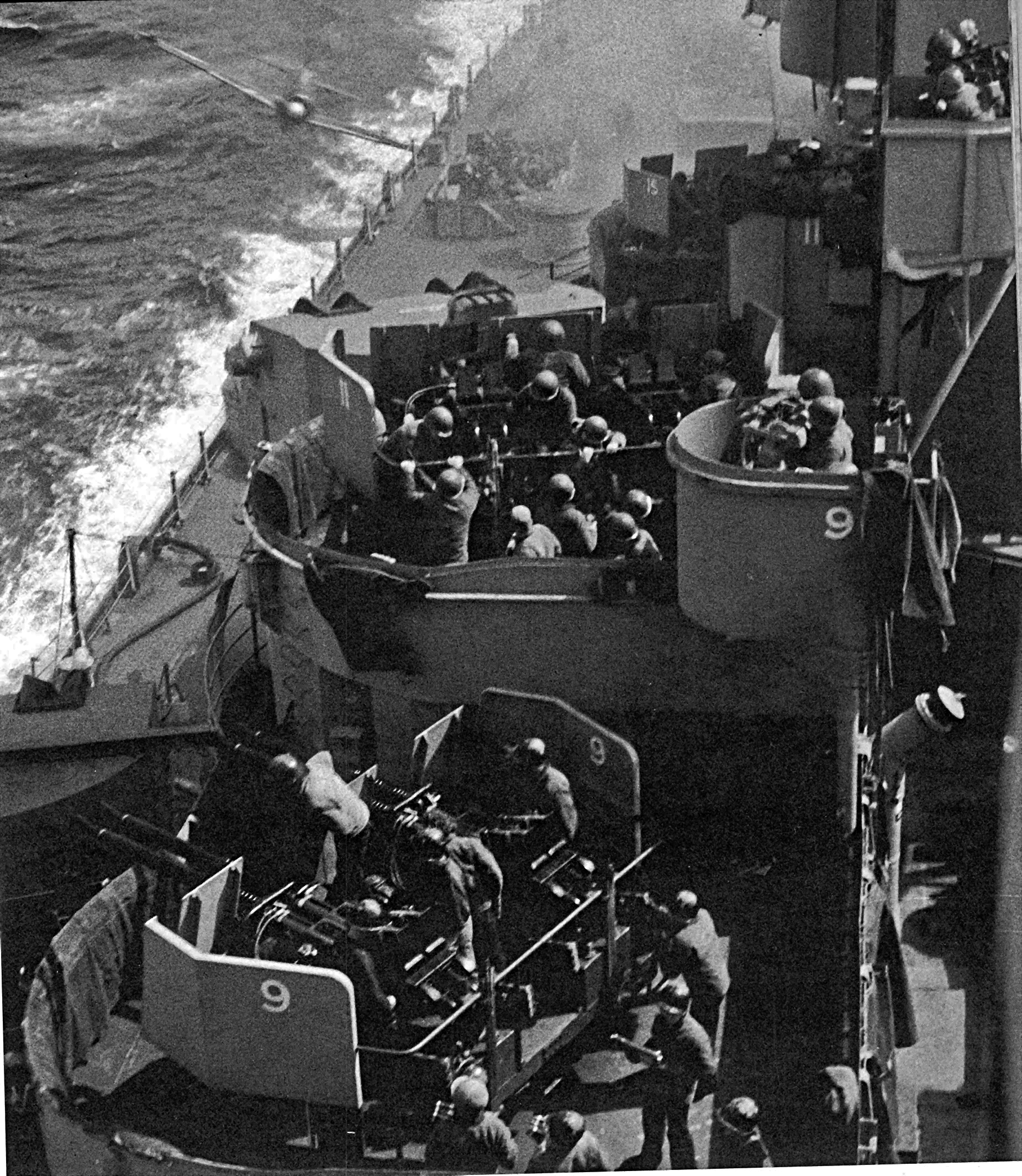
1945年4月11日、アメリカ海軍の戦艦ミズーリに突入直前の神風特別攻撃隊第5建武隊の零式艦上戦闘機（石野節雄二飛曹搭乗）。

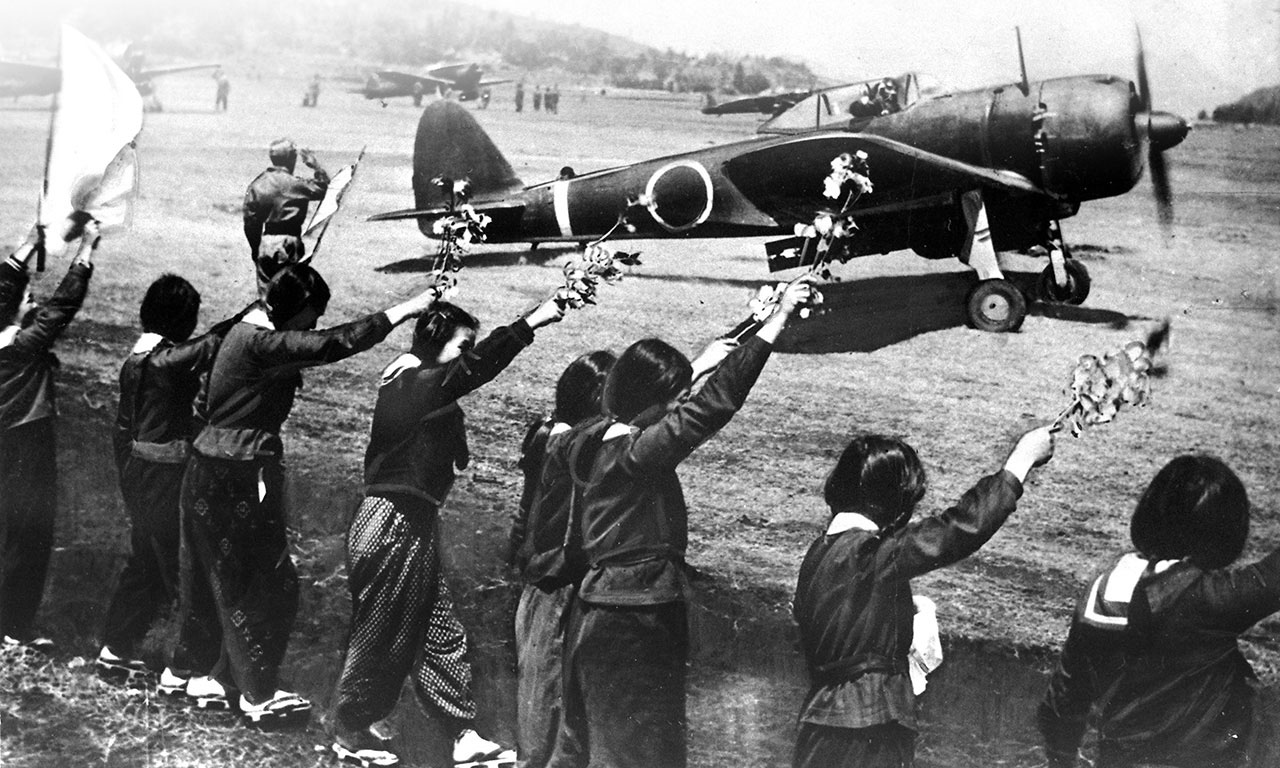
1945年4月12日、知覧陸軍飛行場より出撃する陸軍特別攻撃隊第20振武隊の一式戦闘機「隼」（穴沢利夫少尉搭乗）と、それを見送る知覧町立高等女学校（現鹿児島県立薩南工業高等学校）「なでしこ隊」の女学生達

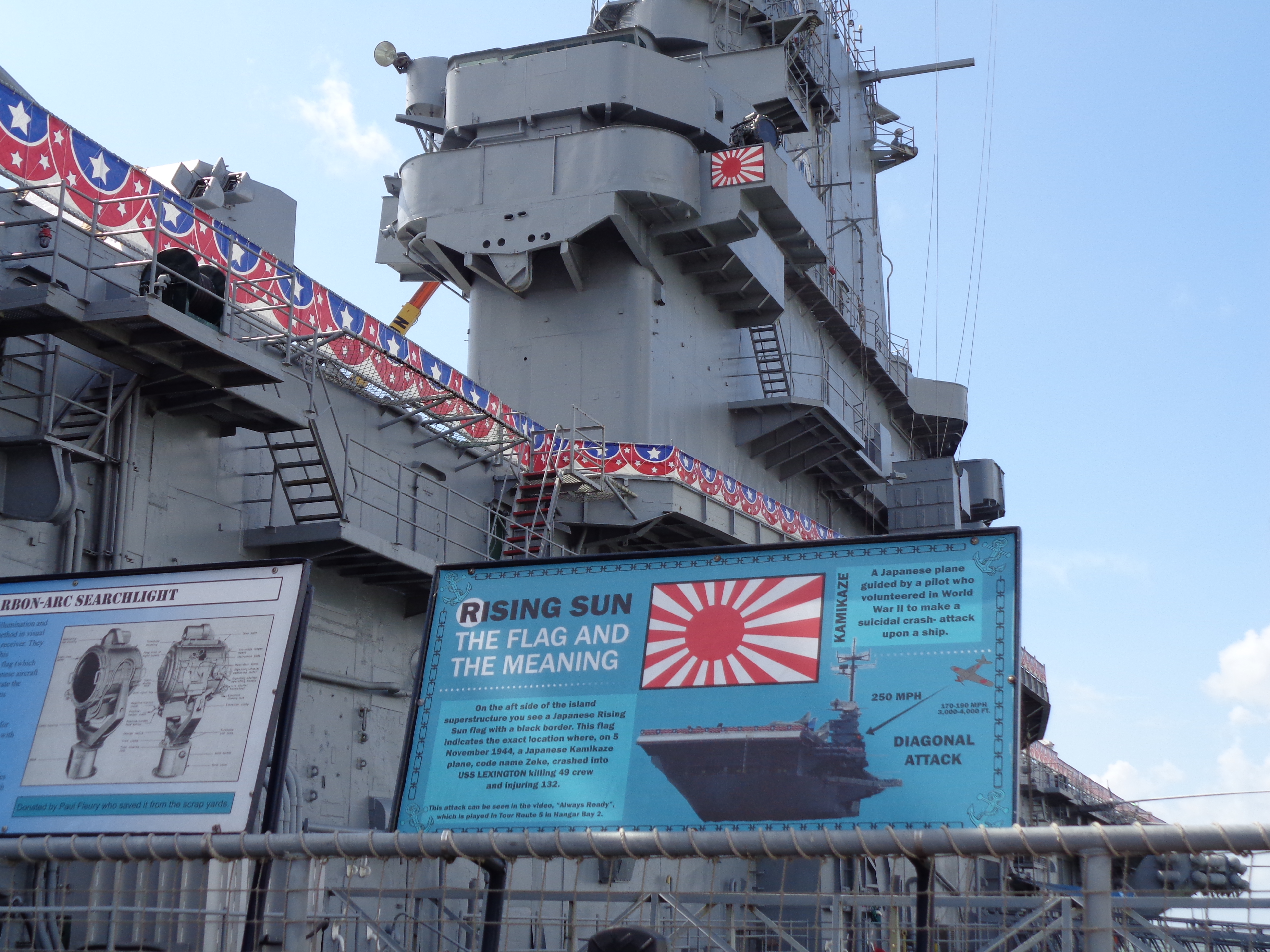
アメリカ合衆国コーパスクリスティの空母レキシントン博物館。レキシントンが1944年11月5日に受けた特攻の説明（旭日旗の箇所に特攻機が命中。）

特別攻撃隊（とくべつこうげきたい、旧字体：特別攻擊隊󠄁）は、決死の任務を行う部隊。略称は「特攻隊」（とっこうたい、旧字体：特攻隊󠄁）。
当記事では攻撃自体を指す特別攻撃（とくべつこうげき）およびその略称の特攻（とっこう）についても述べる。

## 定義
特別攻撃隊は多様な形態があり、定義も様々である。
語源は太平洋戦争の緒戦に日本海軍によって編成された特殊潜航艇「甲標的」の部隊に命名された「特別攻撃隊」の造語からであり、これは一応の生還方法を講じた決死的作戦であった。また、組織的な戦死前提の特別攻撃を任務とした部隊を意味するものとし、大西滝治郎中将（第一航空艦隊司令長官）の命令によって1944年10月20日に編成された神風特別攻撃隊が最初と見なすものもある。
特攻は「体当たり攻撃」とも呼称される。航空機による特攻を「航空特攻」、回天や震洋のような特攻兵器による特攻を「水中特攻」「水上特攻」と呼ぶこともある。沖縄の敵中に突入作戦を行った水上部隊は「海上特攻隊」と命名されている。敵軍基地に強行着陸して爆撃機の破壊や搭乗員の殺傷を行う空挺隊は空挺特攻隊と呼ばれる。爆装体当り攻撃でなくとも、必死の攻撃と認められれば、未帰還後に特攻隊として認定されたケースもある。日本海軍が定めた神風特別攻撃隊の場合は、戦死前提の爆装体当たり攻撃隊の他に掩護、戦果確認の部隊も含めた攻撃隊を意味する。第二次世界大戦末期の独空軍におけるゾンダーコマンド・エルベのような海外の体当たり攻撃部隊を特攻隊と呼称することもある。

## 歴史

### 戦死前提以前

#### 日本海軍

##### 決死の特攻
日露戦争の旅順閉塞隊 や、第一次世界大戦の青島の戦いで、会前岬（灰泉角）砲台に設置された24cmや15cmのドイツ軍要塞砲に対して、モーリス・ファルマン水上機により飛行将校の山本順平中尉が体当たりを志願するなど（実現せず）、特攻的決死戦法思想は古くからあったが、最高指揮官は攻撃後の生還収容方策手段を講じられる時のみ計画、命令したものであり、1944年10月以降に行われた特攻作戦とは本質的に異なる。
1934年（昭和9年）、第二次ロンドン海軍軍縮会議の予備交渉において日本側代表の一人山本五十六少将（太平洋戦争時の連合艦隊司令長官）は新聞記者に対し「僕が海軍にいる間は、飛行機の体当たり戦術を断行する」「艦長が艦と運命を共にするなら、飛行機も同じだ」と語った。
1941年（昭和16年）12月の真珠湾攻撃で出撃した甲標的の部隊が「特別攻撃隊」と命名され、後日広く報道された。1941年11月11日、第六艦隊において、首席参謀松村寛治中佐の発案で、長官の清水光美中将が命名した。清水によれば「日露戦争のときは決死隊とか閉塞隊という名も使われたが、特殊潜航艇の場合は連合艦隊司令長官も慎重検討の結果成功の算あり収容の方策もまた講じ得ると認めて志願者の熱意を受け入れたのだからということで、決死等という言葉は避け特別攻撃隊と称することに決まった。」とのことであった。その後も甲標的による特別攻撃隊は、1942年4月に「第2次特別攻撃隊」が編成され、オーストラリアのシドニー湾とマダガスカル島のディエゴ・スアレス港への攻撃が行われ、タンカーと宿泊艦を撃沈し戦艦ラミリーズを損傷させた。これらの出撃では生還者がいなかった。
1942年7月には、それまでの潜水艦を母艦とし港湾を奇襲攻撃する作戦を止め、占領地の局地防衛用として運用されることとなり、キスカ島に6隻の甲標的が配備された。しかし、ガダルカナル島の戦いが始まると、アメリカ軍の輸送船団を攻撃するため、従来同様に潜水艦を母艦とし敵泊地を奇襲攻撃する目的で「第3次特別攻撃隊」が編成され、アメリカ軍輸送船団を攻撃し2隻の輸送船を大破・座礁させたが、戦局好転せず12月には作戦は中止された。第3次特別攻撃隊は、今までの出撃とは異なり、8隻の甲標的が出撃したが5隻が生還し、この後の甲標的の運用に貴重な戦訓をもたらした。
第3次特別攻撃隊後の特殊潜航艇は、ラバウル、トラック島、セブ島、沖縄など重要拠点の局地防衛のため地上基地に配備されることとなり、「特別攻撃隊」の名前は使われなくなったが、後の特攻隊に名前は受け継がれた。

##### 水上・水中特攻の研究

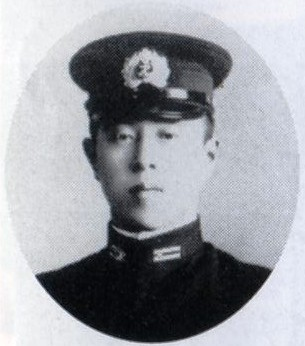
人間魚雷回天発案者の黒木博司大尉

連合艦隊主席参謀としてモーターボートによる特攻の構想（後の震洋）を軍令部に語っていた黒島亀人が軍令部第二部長に就任すると、1943年8月6日戦備考査部会議において突飛意表外の方策、必死必殺の戦を提案し、一例として戦闘機による衝突撃の戦法を挙げた。1943年8月11日には第三段作戦に応ずる戦備方針をめぐる会議で必死必殺戦法とあいまつ不敗戦備確立を主張した。
同時期に第一線からも、戦局を挽回する秘密兵器として同時多発的に人間魚雷の構想がなされた。その中で、甲標的搭乗員の黒木博司大尉は、甲標的が魚雷で攻撃するのではなく、敵艦に体当たりしそのまま自爆すれば効果が大きいと考え「必死の戦法さえ採用せられ、これを継ぎゆくものさえあれば、たとえ明日殉職するとも更に遺憾なし」と自らその自爆攻撃に志願するつもりであったが、後に海軍潜水学校を卒業し、同じ呉市倉橋島大浦崎の甲標的の基地訓練所（P基地）に着任した仁科関夫中尉と同じ部屋に同居することになると、仁科も黒木の考えに同調し共に人間魚雷の実現に向けて研究を行うこととなった。
人間魚雷を構想した内の1人、駆逐艦桐の水雷長三谷与司夫大尉は、卓越した性能を持ちながら戦局の悪化で活躍の機会を失っていた「九三式三型魚雷（酸素魚雷）」の体当たり兵器への改造を上層部に血書嘆願していたが、黒木と仁科の研究も甲標的の自爆から、九三式三型魚雷の改造に変更し、鈴川技術大尉の協力も得て設計を終えると、その構想を血書で軍令部に上申したが、この兵器があまりにも非道と考えた軍令部は黒木・仁科の上申を却下した。
一旦は人間魚雷の上申を却下した軍令部であったが、1944年2月17日のトラック島空襲で大損害を被るなど、戦局の悪化に歯止めがかからなくなったことを重くみて、1944年2月26日初の特攻兵器となる「人間魚雷」の試作を決定した。
海軍の組織的な特攻は航空特攻に先駆けて水中特攻から正式な計画が開始されたが、ここから組織的特攻に動き出した。
人間魚雷試作決定後の1944年4月4日、軍令部第二部長の黒島より提案された「作戦上急速実現を要望する兵力」の中には、体当たり戦闘機、装甲爆破艇（震洋）、1名速力50節航続4万米の大威力魚雷（回天）という特攻兵器も含まれており、軍令部はこれを検討後、他の兵器とともに「装甲爆破艇」「大威力魚雷」の緊急実験を海軍省に要望し、海軍省海軍艦政本部と海軍航空本部は仮名称を付して担当主務部定め特殊緊急実験を開始した。
仮名称は番号にマルを付けたもので、4番目の装甲爆破艇はマルヨン、6番目の大威力魚雷はマルロクと呼ばれた。1944年4月初めに装甲爆破艇マルヨンは艦政本部第4課で開発が開始されると、1944年5月27日には試作艇による試験が可能となった。開発速度を上げるためエンジンはトラックのエンジンが転用され、船体をベニヤ製とし軽量化を図った。試験により判明した問題点を修正し、1944年8月28日に新兵器として採用され「震洋」と名付けられた。制式採用時点では震洋には操舵輪を固定する装置が付いており、搭乗員は敵艦に狙いを定めた後は舵を固定して海に飛び込んで退避することが可能であった。
マルロクの大威力魚雷は既に黒島の提言前から開発が開始されていたが、開発決定前に海軍潜水艦部長三輪茂義中将が「搭乗員が命中500m前に脱出できない限りは、この兵器について検討もなされないであろう。」と苦言を呈した通り、海軍中央部の開発許可条件は脱出装置の設置であった。しかし、1944年7月25日に最初の航走実験を行ったマルロクの試作型には特別な脱出装置は装着されておらず、脱出も可能なハッチが操縦席下部に設置されているだけであった。訓練中の事故で操縦席下部ハッチを開けて脱出した例はあったが、実戦では脱出しても1,550kgの炸薬の爆発で生き残れる望みはなく、下部ハッチを脱出に使用した例はなかった。特別な脱出装置が設置できなかったのは、九三式三型魚雷を利用して作ったマルロクを更に大規模に改造しなければいけないからであった。試作型のテストに成功したマルロクは8月に海軍特攻部長に就任した大森仙太郎中将により幕末の軍艦回天丸より「回天」と命名された。
マリアナ沖海戦の敗北を受け、1944年6月25日元帥会議が行われた。その席で永野修身元帥が「状況を大至急かつ最小限の犠牲で処置する必要がある。なかでも航空機の活動がもっとも必要であり、陸海軍を統一して、どこでも敵を破ることが肝要である。」と発言した。これは既に陸海軍ともに特攻を開始すべく特攻兵器の開発を行っており、この元帥会議はその方針を確認するものであり、航空特攻開始の意を含んでいたと見る者もいる。それを受けて伏見宮博恭王が「陸海軍とも、なにか特殊な兵器を考え、これを用いて戦争をしなければならない。戦局がこのように困難となった以上、航空機、軍艦、小舟艇とも特殊なものを考案し迅速に使用するを要する」と発言し日清・日露戦争時の例も出し、特殊兵器の開発を促し、陸軍の参謀本部総長東條英機は「風船爆弾」と「対戦車挺身爆雷」他2〜3の新兵器を開発中と答え、海軍の軍令部総長嶋田繁太郎も2〜3考案中であると答えた。これは特攻を兵器と採用することの公式な承認を意味し、この具体的に説明しなかった2〜3の兵器が陸海軍とも特攻兵器のことであるとする意見もある。
元帥会議後、軍令部総長兼海軍大臣の嶋田繁太郎は海軍省に奇襲兵器促進班を設け、実行委員長を定めるように指示する。1944年7月1日、海軍水雷学校校長大森仙太郎が海軍特攻部長に発令される（正式就任は9月13日）。大森の人選は水上・水中特攻を重視しての人選であり、大森は全権を自分に委ねてどの部署も自分の指示に従うようにするという条件を出して引き受けた。1944年9月13日、海軍省特攻部が発足。特攻兵器の研究・調査・企画を掌握し実行促進を行う。
1944年7月10日、特攻兵器回天の部隊として第一特別基地隊の編成が行われる。1944年7月21日、嶋田は連合艦隊司令長官豊田副武に対して特殊奇襲兵器（「回天」）の作戦採用が含まれた「大海指四三一号」を発令した（水中特攻のみで航空では夜間の奇襲作戦が採用されている）。回天の量産は8月に開始され、同時期に搭乗員の募集が開始された。海軍兵学校卒の士官については、一部の志願者を除き海軍人事部からの辞令により、通常の転勤として隊員となったが、予備士官や海軍飛行予科練習生に対しては「この兵器（回天）は生還を期するという考えは抜きにして作られたものであるから、後顧の憂いなきか否かをよく考えるように」という特攻兵器であることを説明の上で志願を募り、志願者は募集人員を大幅に上回った。例えば甲種飛行予科練習生13期生では2,000名の卒業生の内熱望が94％、望が5％、保留が1％で熱望・望の約1,900名以上の中から100名が選抜された。1944年9月1日、山口県大津島に回天訓練所が開所されたが、8月中に量産型100基の生産を予定していたにもかかわらず、生産は捗っておらず、訓練所に配備された回天は試作型の3基だけであった。試作型は試験の結果改善される予定であった欠点もそのままだったので、回天発案者の黒木が訓練中の事故で殉職するなど、搭乗訓練は進まず、回天の実戦への投入時期は遅れていくこととなった。
回天と比較すると構造が簡単な震洋は製造が順調に進み、制式採用前の7月中には既に300隻の完成が見込まれており、内50隻が訓練用として水雷学校のある横須賀田浦に送られ、7月中には震洋の訓練が開始された。震洋の搭乗員は志願制とされ、司令官の大森が「決死の志願者が集まるか」と心配していたが、募集をかけると予想以上の志願者が集まり安心したという。訓練は田浦の沖長浦湾で行われた。横須賀港の海軍砲術学校沖に完成したばかりの空母信濃が係留されると、教育中の震洋隊は巨大な信濃を訓練の標的代わりにして、中にはあやうく激突しそうになった艇もあった。田浦で震洋の部隊編成も行われた。1個震洋隊は55隻の震洋が配備され、他に整備要員や事務を行う主計兵、通信兵、衛生兵など約195名で編成されていたが、これは陸軍の同じ特攻艇のマルレの1個戦隊よりは少ない人数である。後に長崎県の川棚町の臨時魚雷艇訓練所で震洋の訓練が行われるようになった。編成された震洋隊の内5隊は小笠原諸島に送られたが、次にアメリカ軍が侵攻してくる可能性が高いと判断されたフィリピンには9隊が送られた。しかし、海上輸送中に積載していた輸送艦がアメリカ軍潜水艦の餌食となり大損害を被り、戦う前に戦力が半減してしまった。

##### 航空特攻の研究
1943年6月末、侍従武官城英一郎が航空の特攻隊構想である「特殊航空隊ノ編成ニ就テ」を立案する。内容は爆弾を携行した攻撃機による艦船に対する体当たり特攻で、専用機の構想もあった。目的はソロモン、ニューギニア海域の敵艦船を飛行機の肉弾攻撃に依り撃滅すること、部隊構成、攻撃要領、特殊攻撃機と各艦船への攻撃法、予期効果がまとめられている。城は航空本部総務部長大西瀧治郎中将に相談して「意見は了とするが未だその時にあらず」と言われるが、城の決意は変わらず、上の黙認と機材・人材があれば足りると日記に残している。その後、軍令部第二部長黒島の提案や1944年春に海軍省兵備局第3課長大石保から戦闘機による大型機に対する体当たり特攻が中央に要望されていたが、1944年6月マリアナ沖海戦敗北まで中央に考慮する動きはなかった。
マリアナ沖海戦敗戦後は、通常航空戦力ではもはや対抗困難という判断が各部署でなされ、特攻検討の動きが活発化しており、城から機動部隊長官小沢治三郎、連合艦隊司令部、軍令部に対して航空特攻採用の上申が行われている。1944年6月19日、341空司令岡村基春大佐は第二航空艦隊長官福留繁中将に「戦勢今日に至っては、戦局を打開する方策は飛行機の体当たり以外にはないと信ずる。体当たり志願者は、兵学校出身者でも学徒出身者でも飛行予科練習生出身者でも、いくらでもいる。隊長は自分がやる。300機を与えられれば、必ず戦勢を転換させてみせる」と意見具申した。数日後、福留は上京して、岡村の上申を軍令部次長伊藤整一中将に伝えるとともに中央における研究を進言した。伊藤は総長への本件報告と中央における研究を約束したが、まだ体当たり攻撃を命ずる時期ではないという考えを述べた。また、また7月サイパン失陥で国民からも海軍省、軍令部に対して必死必殺の兵器で皇国を護持せよという意見が増加した。
マリアナ沖海戦前後に海軍省の航空本部、航空技術廠で研究が進められていた偵察員大田正一少尉発案の航空特攻兵器「桜花」を軍令部も承認して1944年8月16日正式に桜花の試作研究が決定する。1944年10月1日に桜花の実験、錬成を行う第七二一海軍航空隊（神雷部隊）を編制。この編制ではまだ特攻部隊ではなく、普通の航空隊新設と同様の手続きで行われている。
1944年10月12日に開始された台湾沖航空戦で、日本軍は大戦果と誤認したが、実際には巡洋艦2隻を大破しただけだった。攻撃隊の指揮を執った第26航空戦隊司令官有馬正文少将は、戦果判定が過大であることを認識しており、報道班員の新名丈夫に対し「もはや通常の手段では勝利を収めることは不可能である。特攻を採用するのは、パイロットたちの士気が高い今である」と語り、1944年10月15日の午後に、自ら攻撃部隊の空中指揮を執るために、参謀らの制止を振り切って一式陸上攻撃機に搭乗した。有馬は常々「戦争では年をとったものがまず死ぬべきである」と主張しており、一身を犠牲にして手本を示そうとしたものという意見もある。午後3時54分に有馬機からの「敵空母に突入せんとす、各員全力を尽くすよう希望する」という電報をニコルス基地が受信した後に連絡が途絶えたが、敵空母に突入することはできず、接近前に艦載戦闘機の迎撃で撃墜されている。しかし有馬の戦死は、「敵正規空母に突入しこれを撃沈した」「有馬少将の戦死は、部下の特攻への激しい要望に対する起爆剤となった」と公式発表され、特攻開始の空気の醸成に寄与することとなった。

#### 日本陸軍

##### 決死の特攻
日本陸軍は日露戦争において、白襷隊といった決死隊を臨時に編成したことはあったが、これは決して生還を期さない任務ではなく、ただ決死の覚悟で極めて困難で危険な任務を果たすというものであった。
第二次大戦末期に組織的な特攻が始まる以前より、現場で自発的な自爆攻撃（特攻）の必要性が訴えられたり、あるいは実施した事例があった。1943年3月初旬、ラバウルの飛行第11戦隊の上登能弘准尉は、防弾装備が整った大型のB-17爆撃機は弾丸を全弾命中させても撃墜できないため体当たり攻撃が必要、体当たり攻撃機を整備すべきと現地の上級部隊司令部に上申したが、陸軍中央へは届かなかった。5月上旬、同じ第11戦隊の小田忠夫軍曹はマダン沖でB-17に体当たりして戦死している。同年11月9日、ビルマ方面の重爆隊である飛行第98戦隊第2中隊長西尾常三郎大尉は、機体に500kg爆弾を装備しての組織的な体当たり攻撃を計画すべしと日記に記している例もある。
1944年（昭和19年）4月14日、アンダマン諸島へ向かう陸軍輸送船「松川丸」を護衛中の飛行第26戦隊の一式戦闘機「隼」（操縦石川清雄曹長）が、アメリカ海軍の潜水艦が発射した魚雷3本を発見、機銃掃射しつつ魚雷目掛け海面に突入し戦死するも爆破に成功した。
同年5月27日、ビアク島の戦いで来攻したアメリカ海軍艦隊に対し飛行第5戦隊長高田勝重少佐以下二式複戦「屠龍」4機は独断による自爆攻撃を実施。「屠龍」4機は超低空飛行で艦隊に接近し、2機が撃墜され1機は被弾撤退するも、残る1機は上陸支援を行う第77任務部隊司令官ウィリアム・フェクテラー少将の旗艦である駆逐艦サンプソンに接近。被弾のためサンプソンへの突入はわずかに逸れ、付近の駆潜艇SC-699に命中し損害を与えた。また現地で艦船攻撃に際し爆弾投下前に被弾し生還が望めない場合、機上で信管を外し体当たりできるように改修するものもあった。同年中後半、ビルマ方面の防空戦闘で陸軍戦闘隊は、新鋭爆撃機として投入されていたB-29に一式戦「隼」で数次の体当たりを行っていた。これらの訴えは飛行機への体当たりであり、一部破壊（撃破）でも墜落する可能性があり生還する余地もあった。

##### 水上特攻の研究
陸軍船舶司令部の司令官であった鈴木宗作中将が、陸軍中央で航空特攻が本格的に検討され始めた1944年4月ごろに「陸軍も海上交通の重要性を認識すべき」と考え、敵の輸送船団に大打撃を与えるためモーターボートを改造して攻撃してはと構想した。鈴木がこの構想を持ったのと同時期に大本営陸軍部も肉薄攻撃艇開発の検討が始まっていた。1944年4月27日に陸軍兵器行政本部に肉薄攻撃艇開発の命令が下され、肉薄攻撃艇の名称は「四式肉薄攻撃艇」と決定したが、情報秘匿のため正式名称は伏せられ「四式連絡艇」と称され、頭文字をとって「マルレ」とも呼ばれるようになった。
開発は1944年5月に姫路市に新設された第10陸軍技術研究所で開発が進められたが、海軍の特攻艇「震洋」の開発が進んでいるとの情報を知った船舶司令部司令官の鈴木は、開発責任者の内山鉄夫技術中佐に開発の加速を命じ、内山はそれに応えわずか2週間で設計を終え、試作艇が作られた。しかし、開発時点では「マルレ」は海軍の「震洋」とは異なり、初めから体当たり攻撃前提の特攻艇ではなく、あくまでも肉薄攻撃艇であり、敵輸送艦近くに爆雷を投下して退避するという運用を想定していたが、試作艇でデモンストレーションをした結果、爆雷が爆発して生じる大きな水柱をどうやって回避すべきかという問題が浮上した。開発を命じた大本営はUターンして避けるべきと主張したが、技術陣の方から「それは机上の空論だ、体当たりしたほうが戦果は確実だ」との反論がなされ、結局、技術陣の主張が通り、海軍の「震洋」と同様に体当たりも可能な設計とすることとした。しかし、投下・体当たりいずれも選択できるよう、操縦者がハンドルを引くか、ペダルを踏むと搭載されている250kgの三式爆雷が投下され、爆雷を抱いたまま体当たりすると艇首に設置している棒で爆雷の安全ピンが外れ海中に落下し7秒後に爆発するようにセットされていた。しかし、体当たりの際には搭乗員はマルレの舵を固定し水中に脱出することとなっており、その前提で大本営は採用を許可したが、実戦では脱出せずにそのままマルレごと体当たりする搭乗員が多かった。
マルレ開発開始とほぼ同じ時期の1944年5月に香川県豊浜で訓練が開始され、後に小豆島にも訓練施設が設けられた。1944年8月には訓練を受けた搭乗員によりマルレを運用する部隊、陸軍海上挺進戦隊が編成された。1個戦隊は100隻のマルレで編成され、特攻艇の搭乗員100名の他に整備班や医務班や警備艇を警護する重機関銃を装備した歩兵部隊など900名の大所帯となった。編成された海上挺進戦隊はアメリカ軍の侵攻が予想されるフィリピンに30個戦隊が送られた。しかし、海軍の「震洋」部隊と同様に、海上輸送中にアメリカ軍潜水艦により第11、第14戦隊が海没するなど、フィリピンに到着前に多大な損害を被った。

##### 航空特攻の研究

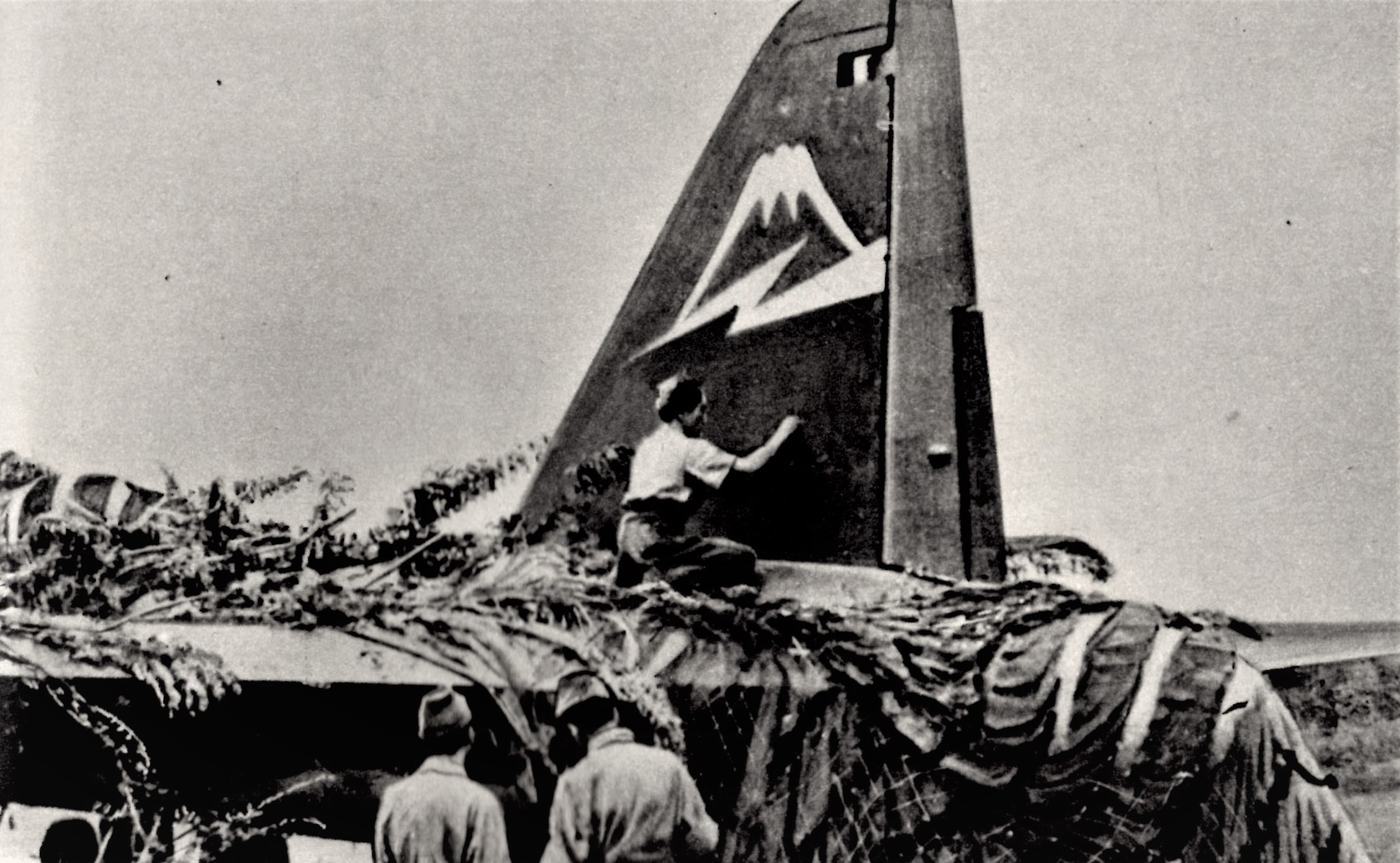
富嶽隊所属の四式重爆撃機「飛龍」の尾翼に描かれた富士山の絵

1943年（昭和18年）春、日本軍は超重爆 B-29の情報を掴み、「B-29対策委員会」を設置した。4月17日、東條英機陸軍大臣は敵情判断や本土防空の心構えについて語り、ハワイより飛来するであろう超々重爆撃機に対し「これに対して十分なる対策を講じ、敵の出鼻を叩くため一機対一機の体当たりで行き、一機も撃ち洩らさぬ決意でやれ。海軍はすでに空母に対し体当たりでゆくよう研究訓練している。」と述べ、特攻精神を強調した。
陸軍中央では1944年初頭に組織的な航空特攻の検討が始まった。陸軍はそれまでも前線からの切実な要望を受けて 浜松陸軍飛行学校が中心となって艦船に対する攻撃法を研究していた。まずは陸軍重爆の雷撃隊への改修を決定し、1943年12月に海軍より九六式陸上攻撃機の提供を受けて訓練が実施された。同時に四式重爆撃機「飛龍」の雷撃機改修も行われた。後に雷撃訓練は海軍指導のもとに行われ、陸軍の技量は向上したが、その頃には航空機による通常雷撃がアメリカ艦隊に対してほぼ通用しなくなりつつあった。また連合軍が採用し、ビスマルク海海戦などで成果を挙げていた跳飛爆撃（反跳爆撃）なども研究が行われ、1944年4月浜名湖で陸軍航空審査部との合同演習が行われ、8月には那覇で沈船を目標にした演習が行われ一定の成果はあったが、爆弾の初速が低下することや、航空機の軽快性を確保するためには大重量の爆弾を携行できないことが判明した。その後、実際に運用もされたがめぼしい成果を挙げることはできなかった。
以上の実績も踏まえて、陸軍中央航空関係者の間で 圧倒的に優勢な敵航空戦力に対し、尋常一様な方策では対抗できないとの結論に至り、1944年3月には艦船体当たりを主とした航空特攻戦法の検討が開始され、春には機材、研究にも着手した。1944年3月28日、陸軍航空本部には特攻反対意見が多かったことから、内閣総理大臣兼陸軍大臣兼参謀総長東條英機大将は航空総監兼航空本部長の安田武雄中将を更迭、後宮淳大将を後任に据えた。1944年春、中央で航空関係者が特攻の必要に関して意見を一致した。当初は精鋭と器材で編成し一挙に敵戦意をそぐことを重視した。そこでまず九九式双軽爆撃機と、四式重爆撃機「飛龍」を改修することになり、中央で2隊の編成準備を進めた。特攻隊の編成にあたっては、参謀本部の「特攻戦法を中央が責任をもって計画的に実行するため、隊長の権限を明確にし、その隊の団結と訓練を充実できるように、正規の軍隊編制とすることが必要である」という意見と陸軍省（特に航空本部）の「軍政の不振を兵の生命で補う部隊を上奏し正規部隊として天皇（大元帥）、中央の名でやるのはふさわしくない。現場指揮官の臨機に定めた部隊とし、要員、機材の増加配属だけを陸軍大臣の部署で行うべきである」という意見で議論が続けられたが、後者で実施された。また同年5月、体当たり爆弾桜弾の研究が第3陸軍航空技術研究所で開始される。
マリアナ沖海戦の敗北後に開催された1944年6月25日の元帥会議で、伏見宮博恭王が「陸海軍とも、なにか特殊な兵器を考え、これを用いて戦争をしなければならない。戦局がこのように困難となった以上、航空機、軍艦、小舟艇とも特殊なものを考案し迅速に使用するを要する」と発言し、陸軍の参謀本部総長東條英機と海軍の軍令部総長嶋田繁太郎は2〜3考案中であると答えた。サイパンの玉砕を受けると、1944年7月7日に開催された参謀本部の会議で航空参謀からもう特攻を行う以外にないとの提案があり、1944年7月11日、第4航空技術研究所長正木博少将は「捨て身戦法に依る艦船攻撃の考案」を起案し、対艦船特攻の方法を研究し、6つの方法を提案した。
1944年7月、鉾田教導飛行師団に九九双軽装備、浜松教導飛行師団に四式重爆「飛龍」装備の特攻隊を編成する内示が出た。8月中旬からは九九双軽と四式重爆「飛龍」の体当たり機への改修が秘かに進められた。9月28日、大本営陸軍部の関係幕僚による会議で「もはや航空特攻以外に戦局打開の道なし、航空本部は速やかに特攻隊を編成して特攻に踏み切るべし」との結論により、参謀本部から航空本部に航空特攻に関する大本営指示が発せられる。

### フィリピン戦

#### 日本海軍

##### 航空特攻

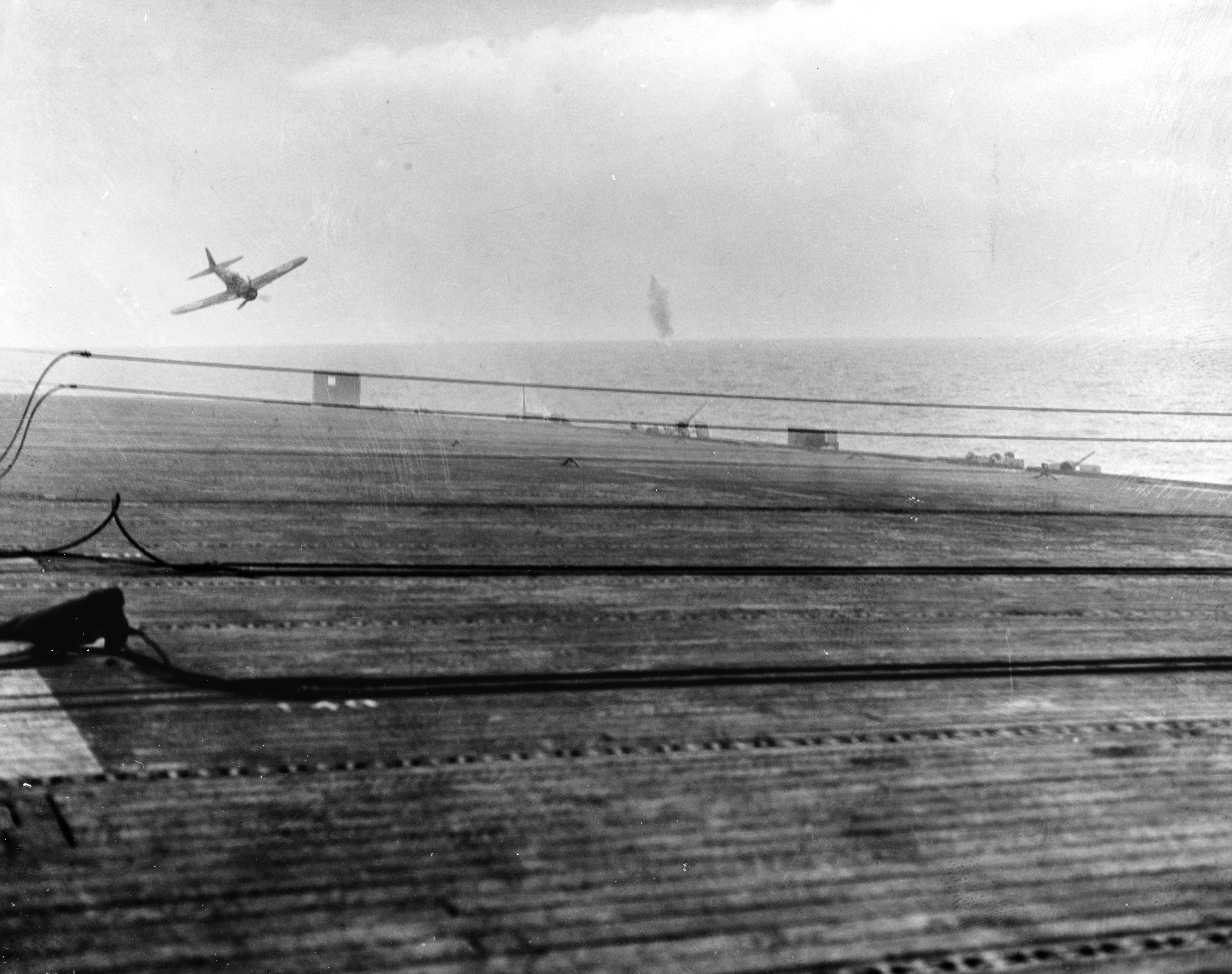
1944年10月25日、護衛空母ホワイト・プレーンズに肉迫する第1神風特別攻撃隊「敷島隊」の零戦。この直後、対空砲火によって右翼に被弾、撃墜された。

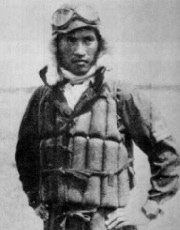
最初の特別攻撃隊となる第1神風特別攻撃隊「敷島隊」隊長として戦死し軍神と畏敬された関行男大尉

1944年10月5日、大西瀧治郎中将が第一航空艦隊司令長官に内定した。大西は「震洋」「回天」「桜花」など海軍が特攻兵器の開発を開始していることを知っており、航空特攻を採用しようと考えていた。大西はフィリピンに出発する前に海軍省大臣米内光政に現地で特攻を行う決意を語り承認を得て、軍令部総長及川古志郎に対しても決意を語り、「決して命令はしないように。戦死者の処遇に関しては考慮します。」「指示はしないが現地の自発的実施には反対しない」と及川の承認も得た。大西は「中央からは何も指示をしないように」と希望した。また大西は発表に関する打ち合わせも行い、事前に中央は発表に関して大西からの指示を仰ぐ電文も用意し、事後に発信している。
フィリピンに進出する前に大西は台湾に立ち寄り、連合艦隊司令長官豊田と共に台湾沖航空戦の戦局を見守っていたが、台湾新竹上空で繰り広げられた零戦とF6Fヘルキャットの空戦を見て、日本軍の不利を悟って、不利を克服して勝機を掴むのは敵空母に対する体当たりしかないと意を強くした。10月15日に敵空母に特攻をおこなった有馬の行動も大西を後押しするかたちとなり、豊田と特攻戦術採用について「単独飛行がやっとの練度の現状では被害に見合う戦果を期待できない、体当たり攻撃しかない、しかし命令ではなくそういった空気にならなければ実行できない」と自分の考えを述べるなど、長い時間打ち合わせした後に、10月17日にフィリピンのマニラに向け出発した。フィリピンに到着すると前任者である寺岡謹平に特攻隊の構想を打ち明けて同意を求めたが、寺岡は後任の大西に一任した。
大西は1944年10月19日夕刻に第201海軍航空隊司令部のあるマバラカットを訪れ、司令部として借上げていた洋館に副長玉井浅一中佐 や1航艦首席参謀猪口力平中佐ら航空隊幹部を招集し、「戦局はみなも承知の通りで、今度の捷号作戦にもし失敗すれば、それこそ由々しい大事をまねくことになる。従って、1航艦としては、是非とも栗田部隊のレイテ突入を成功させねばならないが、そのためには敵の機動部隊を叩いて、少なくとも1週間ぐらい、敵の空母の甲板を使えないようにする必要があると思う。」「そのためには、零戦に250kg爆弾を抱かせて体当たりをやるほかに、確実な攻撃法はないと思うが・・・どうだろうか？」と自分の考えを披瀝（）した。航空隊幹部らもかねてから同じようなことを考えていたが、玉井は即答を避け、一度席を外し先任飛行長の指宿正信大尉と協議した後、大西の意見に同意した。玉井はさらに「攻撃隊の編制については、全部航空隊に任せて下さい。」と人選については一任を申し出、大西の承諾を得た。玉井は士気を高揚させるために指揮官となる士官は海軍兵学校出身の現役士官がいいと考え、戦闘機搭乗員の菅野直を考えたが東京出張中であったので、艦上爆撃機搭乗員の関行男大尉ではどうか？と猪口に聞き、海軍兵学校時代に関の教官であった猪口も同意した。猪口と玉井は関を士官室に呼ぶと特攻隊の指揮官となることを打診し、関は少し考えた後応諾した。
翌10月20日午前10時、大西は編成された特攻隊4部隊敷島隊、大和隊、朝日隊、山桜隊の全特攻隊員24名を前にして、「日本は正に危機である。しかも、この危機を救い得る者は、大臣でも大将でも軍令部総長でもない、もちろん自分のような長官でもない。それは諸子の如き純真にして気力に満ちた若い人々のみである。従って自分は一億国民に代わり、皆にお願いする。どうか、成功を祈る。皆は、既に神である。神であるから欲望はないであろう、が、あるとすれば、それは自分の体当たりが、無駄ではなかったか、どうか、それを知りたいことであろう。しかし皆は永い眠りに就くのであるから、残念ながら知ることもできないし、知らせることもできない。だが、自分はこれを見届けて必ず上聞に達するようにするから、そこは、安心して行ってくれ・・・しっかり頼む。」と訓示した。訓示の後、大西は涙ぐみながら隊員の1人1人と熱い握手を交わした。
日本海軍では、航空機による体当たり攻撃を「神風特別攻撃隊」として統一名で呼称した。名称は猪口の発案によるもので、郷里の古剣術の道場「神風（）流」から名付けたものである。一方で第201航空隊飛行長中島正少佐の証言では「かみかぜ」と読む。
神風特別攻撃隊の初出撃は1944年10月21日であった。全24機が出撃したが悪天候などに阻まれ、ほぼ全機が帰還したが、大和隊隊長久納好孚中尉が未帰還、23日に大和隊佐藤馨上飛曹が未帰還となっている。関は酷い下痢で絶食しており疲労感が見て取れたが、25日の出撃前に「索敵しながら南下し、発見次第突入します。」と自ら提案し確実に突入する覚悟を示した。その日に4度目の出撃で関率いる敷島隊の6機は、サマール沖海戦を戦った直後のタフィー3を発見し突入した。内1機がアメリカの護衛空母セント・ローを撃沈、大和隊の4機、朝日隊の1機、山桜隊の2機、菊水隊の2機、若桜隊の1機、彗星隊の1機等が次々に突入し、護衛空母を含む5隻に損傷を与える戦果を挙げ、直掩機であった西沢広義飛曹長によりその戦果が確認された。これを大本営海軍部は大々的に発表し、新聞は号外で報じた。敷島隊指揮官であった関は軍神と呼ばれ、母が住む実家の前には「軍神関行男海軍大尉之家」と書いた案内柱が立てられて、多くの弔問客が訪れた。
10月26日、及川古志郎軍令部総長が神風特攻隊の戦果を奏上し、昭和天皇（大元帥）から、「そのようにまでせねばならなかったか。しかしよくやった。」と御嘉賞の勅語を賜った。また、10月30日には米内光政海軍大臣に、「かくまでせねばならぬとは、まことに遺憾である。神風特別攻撃隊はよくやった。隊員諸氏には哀惜の情にたえぬ。」と発言した。大西はこの昭和天皇のお言葉を、作戦指導に対する叱責と感じて恐れ入り、翌27日、参謀の猪口に「こんなことしなければならないのは日本の作戦指導がいかにまずいかを表している。統帥の外道だよ。」と語っている。
神風特攻隊編成当初は、参謀の猪口が「特攻隊はわずか4隊でいいのですか？」と訊ねたのに対し、「飛行機がないからなぁ、やむをえん。」と特攻は一度きりで止めたいとの意向を示していた大西であったが、10月23日の時点で大西の第1航空艦隊は連日の戦闘による消耗で、戦闘機30機、その他20機の合計50機まで稼働機数が激減していたため、もはや特攻を軸に戦う外ないという考えに至った。10月23日にクラーク基地に進出してきた第二航空艦隊（350機）の福留繁第2航空艦隊長官に大西は特攻採用を強く説いたが、福留は特攻採用による搭乗員士気の喪失を懸念、従来の大編隊による通常攻撃に固執し大西の申し入れを拒否している。
10月23日〜25日まで第1航空艦隊の特攻と並行して、第2航空艦隊は250機の総力を投じ従来の航空通常攻撃を行ったが、軽空母プリンストンを大破（後にアメリカ軍により処分）、アシュタブラ (タンカー)大破、駆逐艦ロイツェ損傷の戦果に対し、大量の航空機を喪失した。少数の特攻機で第2航空艦隊を上回る戦果を挙げた大西は、再度福留に「特別攻撃以外に攻撃法がないことは、もはや事実により証明された。この重大時期に基地航空部隊が無為に過ごすことがあれば全員腹切ってお詫びしても追いつかぬ。第2航空艦隊としても特別攻撃を決意すべきだと思う」と迫った。福留は幕僚と協議し10月26日に特攻を行うことに同意した。
第1航空艦隊と第2航空艦隊が特攻を採用したため、よりその機能を発揮させる目的で、両航空艦隊を統合した連合基地航空隊を編成し、先任の福留を司令官とし大西が参謀長となった。10月27日、大西によって特攻隊の編成方法、命名方法、発表方針などが軍令部、海軍省、海軍航空本部など中央に通達された。
連合基地航空隊には北東方面艦隊第12航空艦隊の戦闘機部隊や、空母に配属する予定であった第3航空艦隊の大部分などが順次増援として送られ特攻に投入されたが、戦力の消耗も激しく、大西は上京し、更なる増援を大本営と連合艦隊に訴えた。大西は300機の増援を求めたが、連合艦隊は、大村海軍航空隊、元山海軍航空隊、筑波海軍航空隊、神ノ池海軍航空隊の各教育航空隊から飛行100時間程度の搭乗員と教官から志願を募るなど苦心惨憺して、ようやく150機をかき集めている。これらの隊員は猪口により台湾の台中・台北で10日間集中的に訓練された後フィリピンに送られた。
大西の強引な特攻隊拡大に批判的な航空幹部もいたが、大西は「今後俺の作戦指導に対する批判は許さん」と指導している。大西は大阪毎日新聞特派員後藤基治からの「なんで特攻を続けるのですか？」という質問に対して、幕末会津藩の白虎隊の例を出して、「ひとつの藩の最後でもそうだ」「ここで青年が起たなければ、日本は滅びるだろう。青年たちが国難に殉じていかに戦ったかということを歴史が記憶しているかぎり、日本人は滅びることはないだろう。」と答え、その後も特攻を推進していった。しかし大西は深い憂鬱に囚われており、副官の門司親徳大尉へ「わが声価は、棺を覆うて定まらず、100年ののち、また知己を得ないだろう」とつぶやいている。
少数の特攻機が大きな成果を挙げたことはアメリカ軍側に大きな衝撃を与えた。レイテ島上陸作戦を行ったアメリカ海軍水陸両用部隊参謀レイ・ターバック大佐は「この戦闘で見られた新奇なものは、自殺的急降下攻撃である。敵が明日撃墜されるはずの航空機100機を保有している場合、敵はそれらの航空機を今日、自殺的急降下攻撃に使用して艦船100隻を炎上させるかもしれない。対策が早急に講じられなければならない。」と考え、物資や兵員の輸送・揚陸には、攻撃輸送艦（APA）や攻撃貨物輸送艦(AKA)といった装甲の薄い艦船ではなく、輸送駆逐艦（APD）や戦車揚陸艦（LST）など装甲の厚い艦船を多用すべきと提言している。またアメリカ軍は、最初の特攻が成功した10月25日以降、病院船を特攻の被害を被る可能性の高いレイテ湾への入港を禁止したが、レイテ島の戦いでの負傷者を救護する必要に迫られ、3時間だけ入港し負傷者を素早く収容して出港するという運用をせざるを得なくなった。
フィリピンの戦いを指揮した南西太平洋方面軍（最高司令官ダグラス・マッカーサー大将）のメルボルン海軍部は、指揮下の全艦艇に対して「ジャップの自殺機による攻撃が、かなりの成果を挙げているという情報は、敵にとって大きな価値があるという事実から考えて（中略）公然と議論することを禁止し、かつ第7艦隊司令官は同艦隊にその旨伝達した」とアメリカとイギリスとオーストラリアに徹底した報道管制を敷いた。これはニミッツの太平洋方面軍も同様の対応をしており、特攻に関する検閲は太平洋戦争中でもっとも厳重な検閲となっている。南西太平洋方面軍は更に、休暇等で帰還するアメリカ・オーストラリア兵士に対しても徹底した緘口令を敷いている。
アメリカ軍兵士の士気に与えた影響も大きく、パニックで神風ノイローゼに陥るものもいた。特攻開始後に、空母ワスプの乗組員123名に健康検査を行ったところ戦闘を行える健常者が30%で、他は全部精神的な過労で休養が必要と診察された。本来アメリカ海軍は、艦内での飲酒を固く禁じていたが、カミカゼの脅威に対峙する兵士の窮状を診かねた軍医から第7水陸両用部隊司令ダニエル・バーベイ少将へ、兵士らのカミカゼへの恐怖を振り払わせるために艦内での飲酒解禁の提案があり、兵士らは貯蔵してあったバーボン・ウィスキーを士気高揚剤として支給されている。酔った勢いのカラ元気は、カミカゼに対抗するために利用された一つの武器となった。それでも、精神病を発症するアメリカ海軍兵士は増加し、開戦後1,000人中9.5人の発症率であったのが、1944年の特攻開始時では1,000人中14.2人に跳ね上がっている。この要因を合衆国艦隊司令長官・海軍作戦部長アーネスト・キングは「現代戦のテンポの早さが兵士を疲労させたことと、予想もされない恐怖（特攻）によるものである。」と分析していた。アメリカ軍は特攻兵器を扱う日本軍兵士を、特別な素質を持った軍人と考え、陸軍参謀総長のジョージ・マーシャルは陸軍省に特攻の報告をおこなう際に、「もし、敵の勇気を軽視するようなことがあれば、わが軍の勝利を危うくすることになろう。」という意見を添えている。
その後も特攻機は次々とアメリカ軍の主力高速空母部隊第38任務部隊の正規空母に突入して大損害を与えていった。1944年10月29日イントレピッド、10月30日フランクリン 、ベローウッド 、11月5日レキシントン、11月25日エセックス、カボット が大破・中破し戦線離脱に追い込まれ、他にも多数の艦船が撃沈破された。
特攻機による空母部隊の大損害により、第38任務部隊司令ウィリアム・ハルゼー・ジュニアが11月11日に計画していた艦載機による初の大規模な東京空襲は中止に追い込まれた。ハルゼーはこの中止の判断にあたって「少なくとも、(特攻に対する)防御技術が完成するまでは 大兵力による戦局を決定的にするような攻撃だけが、自殺攻撃に高速空母をさらすことを正当化できる」と特攻対策の強化の検討を要求している。
フィリピン戦での特攻による損害を重く見たアメリカ海軍は、最初の特攻被害からわずか1か月後の1944年11月24日から26日の3日間に渡り、サンフランシスコにて、ワシントンからアメリカ海軍省首脳と、真珠湾から太平洋艦隊司令部幕僚と、フィリピンの前線から第三艦隊司令ハルゼーと第38任務部隊司令ミッチャー少将の海軍中央から実戦部隊までの幕僚らが一堂に会して、異例とも言える特攻対策の集中会議を行った。その会議で様々な特攻対策が検討され、一部は実現されていった（#特攻対策を参照）。その中の一つで、12月14日〜12月16日まで500機の戦闘爆撃機と40機の夜間戦闘機により、日本軍の特攻基地を集中攻撃する「ブルーブランケット」作戦が行われ、アメリカ軍は170機の特攻機を地上で撃破したと主張したが、特攻は衰えることなく、ミンドロ島やルソン島に侵攻してくるアメリカ軍艦隊に襲い掛かり、1945年1月4日に護衛空母オマニー・ベイを撃沈するなど、フィリピン戦の期間を通じてアメリカ軍の艦船22隻を撃沈、110隻以上を損傷させた。
フィリピンでの特攻が最高潮に達したのが、1945年1月6日に連合軍がルソン島上陸作戦のためリンガエン湾に侵入したときで、フィリピン各基地から出撃した32機の特攻機の内12機が命中し7機が有効至近弾となり連合軍は多大な損害を被った。戦艦ニューメキシコには、イギリス海軍太平洋艦隊司令ブルース・フレーザー大将と、イギリス陸軍観戦武官のハーバード・ラムズデン中将が乗艦していたが、その艦橋に特攻機が突入、ラムスデン中将とフレーザー大将の副官が戦死し、上陸作戦を指揮した南西太平洋方面最高司令官ダグラス・マッカーサー大将が衝撃を受けている。マッカーサー自身が乗艦していた軽巡洋艦ボイシも甲標的と特攻機に攻撃されたが損害はなかった。マッカーサーは特攻機とアメリカ艦隊の戦闘を見て「ありがたい。奴らは我々の軍艦を狙っているが、ほとんどの軍艦は一撃をくらっても耐えうるだろう。しかし、もし奴らが我々の軍隊輸送船をこれほど猛烈に攻撃してきたら、我々は引き返すしかないだろう。」と感想を述べている。日本軍の攻撃目標選定のミスを指摘しながらも、特攻がルソン島の戦いの帰趨（）を左右するような威力を有していると懸念していたものと思われる。

##### 水上・水中特攻
フィリピンにどうにか到着した震洋は300隻まで減っていたが、1944年12月23日にコレヒドール島に配置されていた第7震洋隊が、艇の整備途中に燃料のガソリンに引火し、その後搭載爆雷が爆発し火災が広まると、次々と震洋が誘爆し、第7震洋隊他の75隻の震洋を喪失し、150名の震洋隊隊員が事故死した。震洋のエンジンはトラックのエンジンを強引に転用したもので、気化したガソリンによる爆発事故が頻発しており、戦後の1945年8月16日にも高知県香南市の震洋基地で爆発事故が発生し111名が事故死している。リンガエン湾などで戦果を挙げていた陸軍海上挺進戦隊に対し、海軍の震洋は事故とアメリカ軍の空襲と艦砲射撃により、殆ど戦闘をしていないのにもかかわらず壊滅状態に陥っていた。
ようやく好機が到来したのは1945年2月15日の夜で、バターン半島のマリビエルに部隊を上陸させようとした戦車揚陸艦5隻が日没までに作業が完了せず、次の高潮を待って残りの物資を揚陸しようと海岸に停泊しており、その護衛の特攻艇対策部隊の上陸支援艇LCS5隻とともに残されることになった。コレヒドールの震洋隊司令官小山田正一少佐は残った震洋50隻全部でこれを叩こうと決め、全震洋に出撃を命じた。LCSはボフォース 40mm機関砲2連装3基とエリコンFF 20 mm 機関砲4基もしくはロケット発射機10基と大きさ（排水量300トン前後）の割には重武装で、突進してくる震洋を次々と撃破したが、数が多すぎたため接近を許し、LCS5隻の内3隻を撃沈、1隻を擱座させ、生き残ったのはたった1隻だった。一矢報いたこの攻撃で震洋は全滅し、残った搭乗員や震洋隊隊員は上陸してきたアメリカ軍と陸上戦を戦い玉砕した。

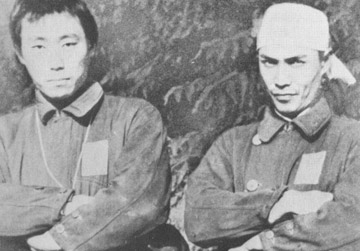
回天特別攻撃隊菊水隊で戦死した回天発案者の仁科関夫中尉（左）と上別府宜紀大尉（右）

一方、回天は、フィリピンにアメリカ軍が侵攻してくる前の1944年9月12日、軍令部の検討会で藤森康男中佐らの研究の結果として、大型潜水艦8隻（内2隻は予備）回天32基によって、メジュロ、クェゼリン、ブラウンの空母を奇襲攻撃する計画がなされ、後に目標がマーシャル諸島、アドミラルティ諸島、マリアナ諸島もしくはパラオに変更、攻撃日も11月上旬となり、作戦名は玄作戦と決定した。しかしフィリピンにアメリカ軍が侵攻してくると、その迎撃のために大型潜水艦隊はフィリピンに送られ、玄作戦の参加兵力は第15潜水隊の伊36潜、伊37潜、伊47潜の3隻の潜水艦と12基の回天に縮小された。
1944年11月7日に第6艦隊の司令官に就任していた三輪が自ら出撃回天隊員に対し訓示を行った。三輪は黒木・仁科らから人間魚雷の提言があったときは否定的な意見を述べていたが、皮肉にも回天の初陣を見送る立場となり、その見送られる隊員の中には、事故死した黒木の位牌を抱いた仁科もいた。第一回の回天部隊は菊水隊と命名された。目標は伊36潜、伊47潜がウルシー環礁で伊37潜がパラオのコッソル水道であったが、伊37潜は回天射出前の1944年11月19日に防潜網敷設艦ウィンターベリーに発見され、通報により駆け付けた2隻の護衛駆逐艦に撃沈された。伊36潜、伊47潜は無事にウルシーに到着し、1944年11月20日早朝4時15分の仁科艇が最初に出撃し伊47潜搭載の4基は全基出撃したが、伊36潜の回天は故障などで1基しか出撃できなかった。合計5基の回天の内1基が大型給油艦ミシシネワに命中した、ミシシネワは40万ガロンの航空ガソリン、85,000バレルの重油、9,000バレルのディーゼル燃料の3種類の燃料を満載しており、燃料に引火し大火災を起こした後横転沈没し、150人以上の死傷者を出した。
この攻撃は、安全なはずのウルシーを震撼させ、当時ウルシーで休養していた第38.3任務群司令フレデリック・C・シャーマンは「我々は一日終日、そして次の日も、今にも爆発するかもしれない火薬庫の上に座っている様なものだった。」感想を述べているが、損失は大型給油艦1隻のみであった。しかし日本軍はウルシーで空母2隻、戦艦2隻、コッソル水道で空母1隻を撃沈したと戦果を過大判定し、「回天はかくも絶大な威力をもっているのだから、さらに玄作戦を二次、三次と続けるべきだ」というムードを作り上げてしまった。そのためこの後も「菊水隊に続け」と、「菊水隊」より大規模な大型潜水艦6隻、回天22基で「金剛隊」が編成され、「菊水隊」と同様にアメリカ軍の泊地に対する奇襲攻撃を行ったが、歩兵揚陸艇1隻撃沈、 マザマ (弾薬輸送艦)を大破、他輸送艦1隻を損傷の戦果に対し伊48潜を失っている。菊水隊の攻撃でアメリカ軍の泊地は防潜網などで厳重に防備されており、奇襲は望めなくなっていることを海軍首脳部は認識し、回天作戦を泊地で停泊している艦船への攻撃から、侵攻してくるアメリカ軍艦隊を洋上で攻撃する戦術に変更した。
アメリカ軍が硫黄島に侵攻し硫黄島の戦いが始まると、「千早隊」と「神武隊」の合計4隻の潜水艦が回天作戦で出撃したが、回天警戒のため編成されていた護衛空母アンツィオとツラギと駆逐艦18隻の 対潜水艦部隊に、「千早隊」の伊368潜、伊370潜が撃沈され、戦果もなかった。これまで回天作戦中の母艦の潜水艦は通常魚雷で攻撃することを禁じられていたが、「神武隊」の伊58潜の橋本以行艦長が、目の前を航行する敵艦を攻撃する絶好の機会を逃したことから、海軍上層部に回天作戦中の通常魚雷での攻撃の許可を求める意見書を提出したところ認められた。このことが後の重巡洋艦インディアナポリスを撃沈することに繋がったのであった。

#### 日本陸軍

##### 航空特攻

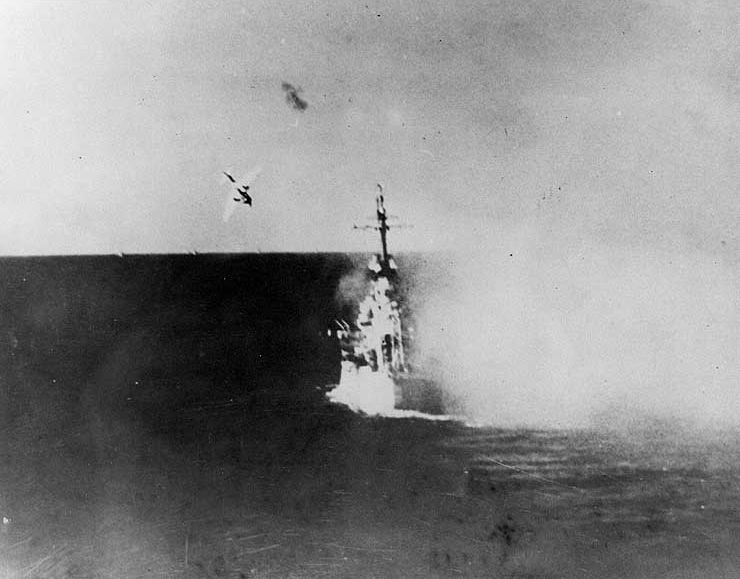
1945年1月6日（ルソン島の戦い）、軽巡洋艦コロンビアに急降下突入し命中直前の陸軍特別攻撃隊鉄心隊あるいは石腸隊の九九式襲撃機

陸軍の特攻は鉾田教導飛行師団の万朶隊と浜松教導飛行師団の富嶽隊によって最初に行われた。通常の編成は航空本部から電文で命令されるが、命令は天皇を介するため、任命電報が送れず、菅原道大中将が編成担当者に任務を与えて派遣した。
万朶隊は、1944年10月4日航空総監部から鉾田教導飛行師団に九九双軽装備の特攻隊編成の連絡があった。10月13日、師団長今西六郎中将は航空総監と連絡して特攻部隊の編成を打ち合わせ、中旬に九九双軽の特攻改修機が到着した。特攻改修機とは、機首の風防ガラスから3mの起爆管3本を突出させ海軍の八十番徹甲爆弾を積載できるように改修されたものであり、投下装置への配線が未実装であったが不時着時の主脚への負担と安全面の配慮からか内地にて手動索で投下できるように、安全装置も機上にて解脱できるよう改修が行われ、機首の起爆管も1本とした(その結果速度の向上が見られた)。
10月20日、参謀本部から編成命令が下され、21日岩本益臣大尉以下16名が決定した。22日、航空総監代理による総監訓示が行われ、今西師団長も訓示を行う。26日、九九双軽の特攻隊はフィリピンのリパに到着。29日、万朶隊と命名されたが、この名前は、梅津美治郎参謀総長が藤田東湖の「正気の歌」から命名したものであった。
万朶隊は初出撃を待つが11月5日、岩本の操縦する九九双軽で第4航空軍の司令部に作戦の打ち合わせに向かった際にアメリカ軍戦闘機に撃墜され、同乗中の将校を含めて5名全員が戦死した。万朶隊は岩本が「航法の天才」と呼ばれていたなど、全員が鉾田教導飛行師団の精鋭をもって組織されていたため、出撃前の大損害となった。11月12日に田中逸夫曹長以下4機が、岩本らの遺骨を抱いてレイテ湾に出撃し、全機未帰還、戦艦1隻、輸送艦1を撃沈したとして、南方軍司令官寺内寿一大将より感状が授与された。しかしこの戦果は、海軍の神風特別攻撃隊が空母を撃沈したという戦果発表に張り合って陸軍は戦艦を撃沈したという過大戦果発表であり、実際にアメリカ軍がこの日に被った損害は工作艦2隻の損傷のみであった。この日出撃した万朶隊の4機は全員戦死と思われていたが、後に佐々木友次伍長が敵艦に体当たりせず通常攻撃を行い、ミンダナオ島のカガヤン飛行場に生還していたことが判明している。佐々木はこの後も出撃を繰り返したが、敵艦に突入することなくいずれも生還している。
富嶽隊は、浜松教導飛行師団長川上淸志少将が特攻隊編成の内示を受けると、同師団の第1教導飛行隊を母隊として編成し、1944年10月24日から特別任務要員として南方へ派遣した。26日、参謀総長代理菅原道大航空総監が臨席して出陣式が行われ、富嶽隊と命名された。四式重爆撃機飛龍には海軍より支給された八十番徹甲爆弾2発を搭載する代わりに、軽量化のために爆撃装備や副操縦席に至るまですべてが撤去され、機首と尾部の風防ガラスをベニヤ板に変えられた特攻用改修機を配備された。四式重爆撃機には通常8名（機長、操縦士、整備兵2名、通信士、爆撃手機銃手など4名）が搭乗するが、「と」号機には操縦者と機関員（ないし通信員）の2名のみが搭乗した。富嶽隊もフィリピンに到着後、こちらも待機していたが11月7日早朝、初出撃した。この出撃は空振りに終わり、山本中尉機が未帰還となった。富嶽隊は13日に、隊長西尾常三郎少佐以下6名が米機動部隊に突入して戦死し、戦果確認機より戦艦1隻轟沈と報告され、南方軍より感状が授与された。残った富嶽隊は、1945年1月12日まで順次出撃を繰り返した。
1944年11月6日、陸軍中央は海軍が小回りの利く零戦などの小型機による特攻で成果を挙げていることを知り、明野教導飛行師団で一式戦闘機などの小型機を乗機とする特攻隊を編成し、「八紘隊」と名付けてフィリピンに投入した。名前の由来は日本書紀（淮南子）の「八紘をもって家となす」（八紘一宇）による。アメリカ軍のレイテ上陸により、一時司令部をネグロス島に移転していた第4航空軍司令官の富永恭次中将が11月7日にマニラ軍司令部に戻ると、「八紘隊第1隊」「八紘隊第2隊」などと呼ばれていた各隊を八紘隊、一宇隊、靖国隊、護国隊、鉄心隊、石腸隊と命名し、「諸子のあと第4航空軍の飛行機が全部続く、そして最後の1機には富永が乗って体当たりをする決心である。安心して大任を果たしていただきたい。」と訓示激励し、軍司令官自ら隊員一人一人と握手し、士気を鼓舞している。後に八紘隊は、明野教導飛行師団・常陸教導飛行師団・下志津教導飛行師団・鉾田教導飛行師団などにより合計12隊まで編成され、丹心隊、勤皇隊、一誠隊、殉義隊、皇魂隊、進襲隊と命名された。
八紘隊各隊は「十神鷲十機よく十艦船を屠る」と称されたほど、陸軍特攻隊では最も大きな戦果を挙げた部隊と言われている。以下はすべて確実な戦果として、11月27日に八紘隊（一式戦闘機「隼」）が戦艦「コロラド」、軽巡洋艦「セントルイス」、軽巡洋艦「モントピリア」に突入して損害を与え、駆潜艇「SC-744」を撃沈。11月29日、靖国隊（一式戦「隼」）が戦艦「メリーランド」、駆逐艦「ソーフリー」、駆逐艦「オーリック」に突入し、損害を与えている。さらに12月13日には一宇隊（一式戦「隼」）あるいは海軍特別攻撃隊第2金剛隊が軽巡洋艦「ナッシュビル」に、1月5日には重巡洋艦「ルイビル」に石腸隊あるいは進襲隊（九九式襲撃機）、1月8日には軽巡洋艦「コロンビア」に鉄心隊あるいは石腸隊（九九式襲撃機）、1月9日には戦艦「ミシシッピ」に一誠隊（一式戦「隼」）がそれぞれ突入し、損害を与えた。なかでも、靖国隊の一式戦「隼」が突入した戦艦「メリーランド」は大破炎上し、修理のために翌1945年3月まで戦列を離れている。メリーランドに突入した一式戦「隼」は、雲の中から現れて急降下で同艦に突入する寸前に機首を上げて急上昇をはじめ、尾翼を真下に垂直上昇してまた雲に入ると、1秒後には太陽を背にしての急降下でメリーランドの40.6cm砲（16インチ砲）を備える第1砲塔と第2砲塔の中間の甲板に突入した。その間、特攻機はまったく対空射撃を浴びることはなかった。その見事な操縦を見ていたメリーランドの水兵は、「これはもっとも気分のよい自殺である。あのパイロットは一瞬の栄光の輝きとなって消えたかったのだ」と日記に書き、その特攻機の曲芸飛行を見ていたモントピリアの艦長も「彼の操縦ぶりと回避運動は見上げたものであった」と感心している。

##### 水上特攻
大損害を被りながらフィリピンに到着していた海上挺進戦隊は出撃の機会がないままに空襲や艦砲射撃により損害を重ねていたが、1945年1月9日にルソン島上陸のためにリンガエン湾に来襲したアメリカ軍輸送艦隊に高橋功大尉率いる海上挺進第12戦隊の90隻のマルレが攻撃した。1月10日の午前3時にスゥアルの基地から発進したマルレは1艇あたり2名〜4名の搭乗員を乗せ、機銃や小銃を射撃しながら警戒が不十分だったアメリカ軍輸送艦隊に襲い掛かり、わずか1.45トンのマルレの攻撃で385トンの上陸支援艇LCI-974を撃沈し、6,200トンの攻撃輸送艦ウォー・ホーク (攻撃輸送艦)1,625トンのLST-925、LST-610（この2隻はそのまま放棄）LST-1028を大破させ、LCI-365他6隻に損傷を与えた。第12戦隊はこの戦いで壊滅したが、アメリカ軍はこの損害で特攻艇への警戒を強化せざるを得なくなった。
アメリカ軍はPTボートをかき集めると、魚雷を下ろす代わりに40mm、37mm、20mmといった機関砲やロケット砲を可能な限り搭載したPTボートで編成した特攻艇対策部隊を編成した。PTボートの他にも上陸支援艇や歩兵揚陸艇も機銃やロケット砲などで武装させパトロールに当たらせた。この特攻艇対策部隊と特攻艇の間の戦いが激化し、多数の特攻艇が攻撃前に撃破された。しかし1月31日にはマニラ湾のナスプで上陸船団の護衛艦隊に20隻の特攻艇が襲い掛かり、PC-1129を撃沈している。また護衛艦隊の駆逐艦ローフとカニンガムがPTボートを特攻艇と誤認し射撃を加えた。慌てたPTボートは味方識別信号を送ったが、駆逐艦はこれを日本軍の謀略と判断しPT-77とPT-79の2隻を撃沈してしまった。アメリカ軍の記録によれば「これは日本の特攻艇の勝利である。日本の特攻艇が、アメリカ軍水兵を不安に陥れた結果である。」と記された。しかし、陸軍の特攻艇による組織的な攻撃はここまでで、アメリカ海軍は2月11日にリンガエン湾での特攻艇の脅威はなくなったと宣言した。

#### 成果

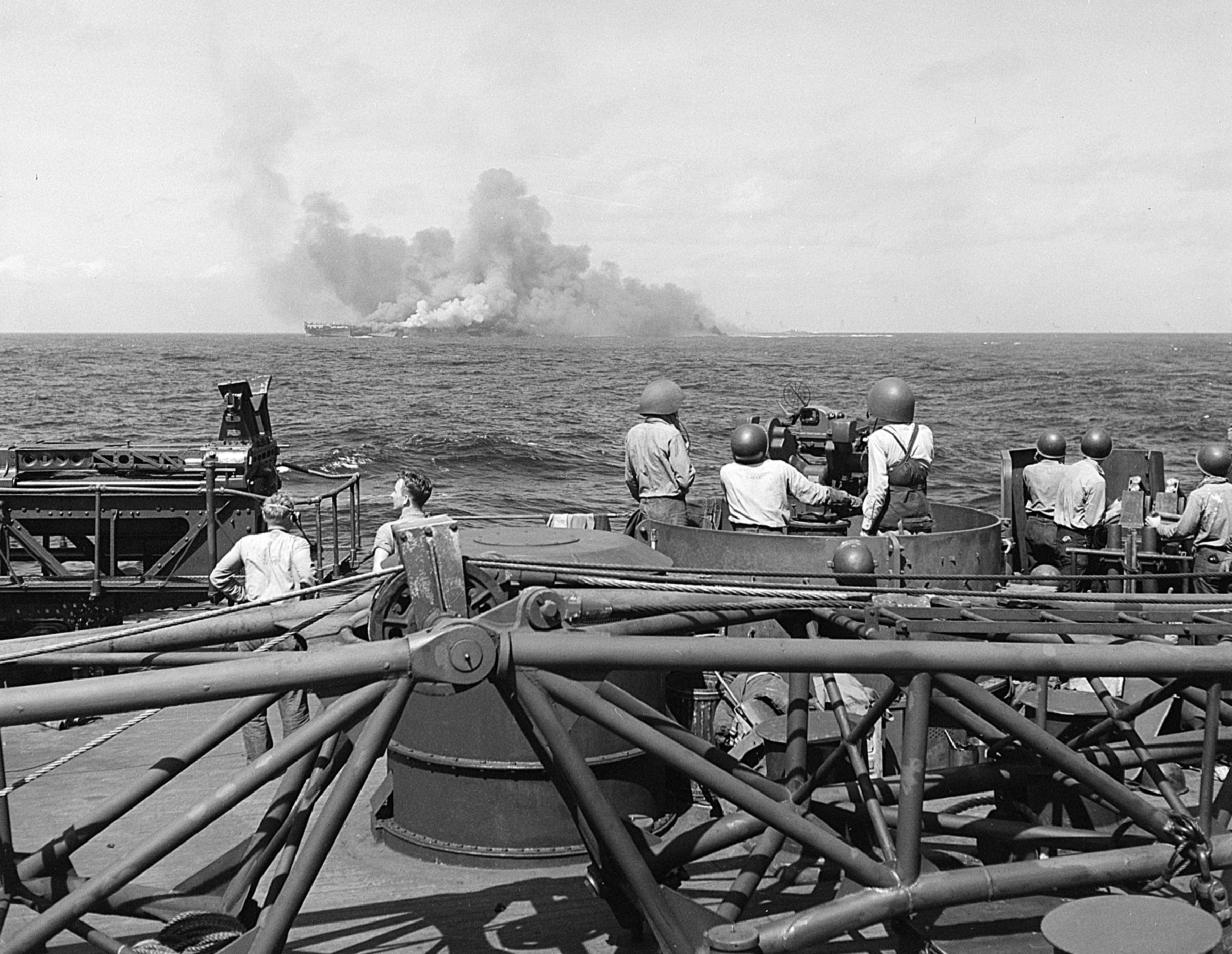
特攻により大破炎上する正規空母イントレピッドを戦艦ニュージャージーから望む

海軍航空隊はフィリピン戦で特攻機333機を投入し、420名の搭乗員を失い、陸軍航空隊は210機を特攻に投入し、251名の搭乗員を失ったが、アメリカ軍はレイテ島、ミンダナオ島、ルソン島と進撃を続け、特攻は遅滞戦術に過ぎなかった。フィリピン戦末期には四式戦闘機「疾風」の集成戦闘部隊として戦っていた第30戦闘飛行集団にて特攻隊である精華隊が編成され、250kg爆弾2発を装備した四式戦が1945年1月8日に護衛空母「キトカン・ベイ」に、同月13日には護衛空母「サラマウア」に突入、それぞれ大破の戦果を残した。この13日の精華隊の出撃でフィリピンでの特攻作戦は終結した。1月17日に陸軍第4航空軍司令官の富永は、一式戦4機の護衛を付けて九九式軍偵察機で台湾台北に脱出したが、脱出に際し上級司令部の許可はとっていなかったため、予備役に編入された。
海軍第1航空艦隊は1月6日のリンガエン湾攻撃により陸軍より先に航空機をほぼ全て消耗してしまったため、司令の大西はルソンの山中で陸戦隊としてアメリカ軍を迎え撃つべく陣地の構築を命じ、第2航空艦隊の福留らには台湾への撤退を提案した。大西は201空の玉井と中島に、神風特攻隊の戦績を報告するために台湾への脱出を命じ、自分らはルソン山岳地帯への移動の準備をしていたが、連合艦隊より第1航空艦隊は台湾に転進せよとの命令が届いた。大西は躊躇したが、猪口ら参謀の説得に応じて、第1航空艦隊司令部と生存していた搭乗員は台湾に撤退することとなった。1月10日に陸軍航空隊より一足早く第1航空艦隊の一部はルソン島から台湾に移動したが、整備兵や地上要員など多くの兵士がそのまま残されて後に地上戦で死ぬ運命に置かれた。残った兵士らは、杉本丑衛26航戦司令官の指揮下で「クラーク地区防衛部隊」を編成し地上戦を戦ったが、大西は残してきた兵士らに気を揉み、台湾に転進後も常々「いつか俺は、落下傘でクラーク山中に降下し、杉本司令官以下みんなを見舞ってくるよ」と部下に話していた。
日本軍からは特攻の戦果の確認が困難だったために、直援戦闘機などからの戦果報告は、実際に与えた損害より過大となり、その過大報告がそのまま大本営発表となった。NHKや新聞各社は、連日新聞紙上やラジオ放送などで、大本営発表の華々しい戦果報道や特攻隊員の遺言の録音放送など一大特攻キャンペーンを繰り広げた。国民はその過大戦果に熱狂し、新聞・雑誌は売り上げを伸ばすために争うように特攻の「大戦果」や「美談」を取り上げ続けた。やがてこの過大戦果は、軍の中で特攻に反対していた人々の意見を封殺するようになっていった。
フィリピン戦時点では、特攻による損失機数は戦闘における全損失機数の14％に過ぎなかったように、日本軍の航空作戦の中心は特攻ではなかった。アメリカ軍も、「特攻が開始されたレイテ作戦の前半には、レイテ海域に物資を揚陸中の輸送艦などの「おいしい獲物」がたっぷりあったのに対して、アメリカ軍は陸上の飛行場が殆ど確保できていなかったので、非常に危険な状況であったが、日本軍の航空戦力の主力は通常の航空作戦を続行しており、日本軍が特攻により全力攻撃をかけてこなかったので危機は去った。」と評価していた。しかし次の決戦地は沖縄になると考えていた軍令部第一部長兼大本営海軍部参謀富岡定俊少将らにより、過大な戦果判定を判断の材料として、沖縄戦では特攻戦法を軸にして戦うという方向性が示された。

### 対空特攻
1944年6月から中国大陸を基地とするアメリカ陸軍航空軍のB-29が、九州北部を中心とする日本本土への爆撃を開始した。排気タービン過給機を装備し、高高度を平然と飛行するB-29に対する日本軍戦闘機の迎撃は困難を極めていた。苦戦する日本軍の防空戦闘機が、自発的な体当たり攻撃をすることがあり、1944年8月20日の八幡空襲において、迎撃に出た飛行第4戦隊の二式複座戦闘機「屠龍」の搭乗員野辺重夫軍曹と後方射手高木伝蔵伍長は、搭載のホ203（37mm機関砲）で、第794爆撃飛行隊の「ガートルードC」号を攻撃するも撃墜できなかったため、「ガートルードC」に体当たり攻撃を敢行し、激突した両機は空中爆発し墜落、またその破片の直撃を受けた僚機の「カラミティ・スー」号も墜落した。体当りに成功した野辺・高木は戦死したが、屠龍1機で2機のB-29を撃墜することに成功している。
サイパン島が陥落し、首都圏へのB-29による空襲の懸念が高まると、B-29の必墜を期す戦術が求められた。1944年10月に首都防空部隊であった第10飛行師団師団長心得吉田喜八郎少将ら幕僚は、武装、防弾装備や通信アンテナなどを外して軽量化した戦闘機による体当たり攻撃がもっとも効果的と結論し、これまでのような搭乗員の自発的なものではなく、組織的な体当たり攻撃隊を編成することとした。吉田は隷下部隊に対し「敵機の帝都空襲は間近にせまっている。師団は初度空襲において体当たり攻撃を行い、大打撃を与えて敵の戦意を破砕し、喪失せしめんとする考えである。」と訓示し、体当たり攻撃の志願者を募った。
昭和19年11月7日に吉田から、隷下1部隊各4機ずつ体当たり機の編成命令が発令された。この対空特攻部隊は震天制空隊と命名された。初出撃は同年11月24日、サイパン島より東京に初来襲したB-29に対するものであった。この戦闘で飛行第47戦隊所属の見田義雄伍長が二式複戦「屠龍」で体当たりを敢行し1機を撃墜して戦死。同じく飛行第53戦隊入山稔伍長は突入間際に機体が空中分解し戦死するなど、特攻機以外の戦闘機も含め6機を喪失したのに対し、B-29の損失は2機であった。（日本軍は5機撃墜、8機撃破と主張） 第10飛行師団の目論見は外れて、東京空襲を防げなかったことにより、震天制空隊は各隊4機から8機に倍増し、強力に対空特攻を推進していくこととした。また、この後、大都市圏の防空任務部隊を中心に空対空特攻部隊が組織されていくこととなる。

### 全軍特攻

#### 沖縄戦前

##### 日本海軍

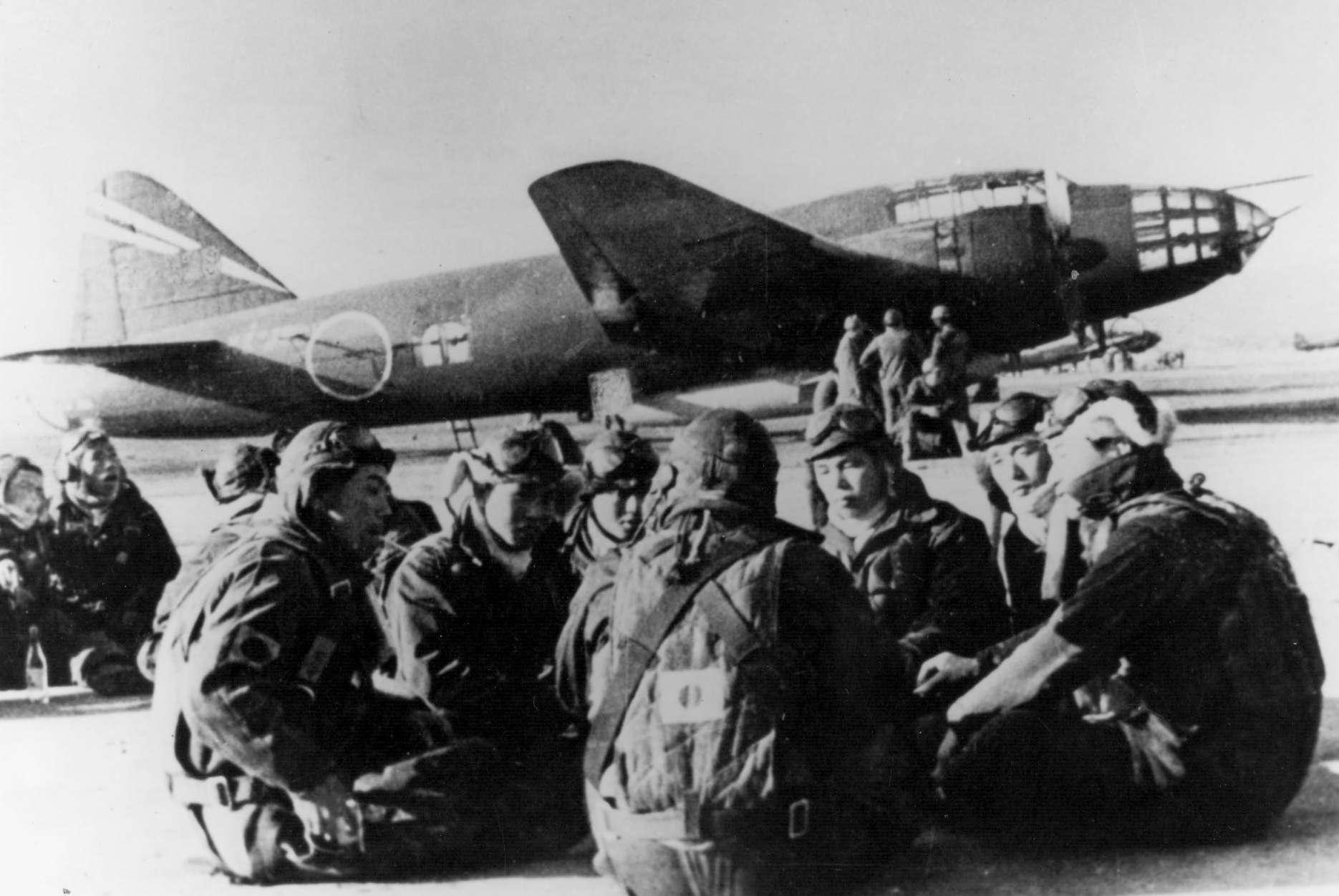
出撃直前の桜花を搭載した一式陸攻と第721海軍航空隊の搭乗員

ここまで航空特攻は現地部隊の自発による編成の形式をとっていたが、1945年1月19日に陸海軍大本営は「帝国陸海軍作戦計画大綱」の奏上で、天皇に全軍特攻化の説明を行い、1945年2月10日には第5航空艦隊の編成で軍令部、連合艦隊の指示・意向による特攻を主体とした部隊編成が初めて行われた。5航艦司令長官となった宇垣纏中将は長官訓示で全員特攻の決意を全艦隊に徹底させた。フィリピンでの大量損失で大打撃を受けていた海軍航空隊も再編成が進められ、3月上旬までに第5航空艦隊600機、第3航空艦隊800機が準備可能と見込まれていた。
1945年2月4日、軍令部の寺内義守航空部員は、松浦五郎とともに従来の訓練を止め命中の良さから特攻に集中すべきと主張した。田口太郎作戦課長は練習生が練習機で特攻を行う方法の研究を求め、寺崎隆治も練習機「白菊」が多数あることから戦力化が必要と発言した。1945年2月、硫黄島の戦いが開始されたことを受けて、全航空隊特攻化計画が決定する。同年3月1日、海軍練習連合航空総隊を第10航空艦隊に改編し、特攻隊員訓練のため一般搭乗員の養成教育を5月中旬まで中止した。第10航空戦隊は4月末を目途に、通常の作戦機700機と練習機1,100機を戦力化する計画であった。1945年5月15日、中止されていた新規搭乗員教育が再開したが、戦闘機搭乗員の他は特攻教育が主になった。
台湾に転進した大西ら第1航空艦隊は台湾でも特攻を継続し、残存兵力と台湾方面航空隊のわずかな兵力により1945年1月18日に「神風特攻隊新高隊」が編成された。台南海軍航空隊の中庭で開催された命名式で大西は「この神風特別攻撃隊が出て、万一負けたとしても、日本は亡国にならない。これが出ないで負けたら真の亡国になる」と訓示したが、幕僚らは「負けても」という表現を不思議に感じた。この訓示を聞いていた201空の中島は、この時点で大西は目先の戦争の勝敗ではなく、敗戦した場合の日本の悠久性を考えていたのだろうと戦後に述懐している。1月21日に台湾に接近してきた第38任務部隊に対し「神風特攻隊新高隊」が出撃、少数であったが正規空母 タイコンデロガ に2機の特攻機が命中し、格納庫の艦載機と搭載していた魚雷・爆弾が誘爆し沈没も懸念されたが、ディクシー・キーファー艦長が自らも右手が砕かれるなどの大怪我を負ったが、艦橋内にマットレスを敷き横になりながら、12時間もの間的確なダメージコントロールを指示し続け、沈没は免れた。
1945年2月6日に陸軍が沖縄方面で大規模な航空作戦をおこなうことを（大陸指第2382号）海軍に提案、当初海軍は陸軍の提案に難色を示していたが、3月1日に大本営により陸海軍の調整により「航空作戦に関する陸海軍中央協定」が結ばれ「海軍は敵機動部隊、陸軍は敵輸送船団」を主攻撃目標とする方針が決められ、作戦名は天号作戦と名付けられた。天号作戦は敵を迎え撃つ海域に応じた番号が付され、沖縄方面の場合は「天一号作戦」台湾方面は「天二号作戦」東シナ海沿岸方面を「天三号作戦」海南島以西を「天四号作戦」と呼称することとしたが、海軍は次に連合軍は沖縄に攻めてくる公算が大きいと考えており、3月20日に南西諸島の緊張が高まりつつあるのを受けて大本営海軍部は「帝国海軍当面作戦計画要綱」を発令し、沖縄での航空決戦に舵をきっていくことになった。
硫黄島の戦いには航空特攻の「第二御盾隊」と回天の「千早隊」「神武隊」が栗林忠道中将率いる小笠原兵団の支援のために送られた。「第二御盾隊」は32機と少数であったが、護衛空母ビスマーク・シーを撃沈、正規空母サラトガに5発の命中弾を与えて大破させた他、キーオカック(防潜網輸送船) など数隻を損傷させる戦果を挙げた。特攻によるアメリカ軍の被害は硫黄島からも目視でき、第27航空戦隊司令官市丸利之助少将が「敵艦船に対する勇敢な特別攻撃により硫黄島守備隊員の士気は鼓舞された」「必勝を確信敢闘を誓あり」と打電している。またこの成功を聞いた大西は特攻作戦について自信を深め、その後就任した軍令部次長として特攻を推進していく動機付けともなった。
1945年2月17日、豊田副武連合艦隊司令長官はアメリカ艦隊をウルシー帰着の好機をとらえて奇襲を断行する丹作戦を命令した。宇垣纏5航艦司令長官は陸上爆撃機「銀河」を基幹とする特攻隊を編成し菊水部隊梓特別攻撃隊と命名した。3月11日からウルシーに帰投した米機動部隊の正規空母を目標に24機の銀河で特攻が行われたが、途中で脱落する機が続出し、1機が 正規空母ランドルフに命中し中破させたに終わった 。
1945年3月17日、海軍大臣の内令兵第八号をもって、正式に兵器として採用された桜花は、3月18日に開始された九州沖航空戦が初陣となった。3月21日に第五航空艦隊司令宇垣纏中将が、第七二一海軍航空隊に第58任務部隊攻撃を命令したが、5航艦はそれまでの激戦で戦闘機を消耗しており、護衛戦闘機を55機しか準備できなかった。そこで第七二一海軍航空隊司令の岡村基春大佐が攻撃中止を上申したが、宇垣は「この状況下で、もしも、使えないものならば、桜花は使う時がない、と思うが、どうかね」と岡村を諭し、出撃を強行している。野中五郎少佐に率いられた一式陸攻18機の攻撃隊は、途中で護衛の戦闘機の多くが故障で脱落する不幸にも見舞われ、岡村の懸念通り、アメリカ空母に接近することもできずに全滅した。

##### 日本陸軍
1944年末、陸軍航空総監部は『航空高級指揮官「と」号部隊運用の参考』の作成に着手、これは1945年4月ごろ関係部隊に配布された。1945年1月19日陸海軍大本営は、「帝国陸海軍作戦計画大綱」の奏上で、天皇に全軍特攻化の説明を行う。1945年1月29日陸軍中央は『「と」号部隊仮編成要領』を発令。2月6日参謀本部は特攻要員の教育を『「と」号要員学術科教育課程』の通り示達。2月23日、中央はと号部隊の第二次編成準備を指示。3月20日実行発令。
陸軍航空隊は天号作戦に際し3月上旬までに1,830機の稼働機を準備したが、陸軍航空隊の主力第6航空軍は大陸命第一二七八号（1945年3月19日） にて連合艦隊司令長官の指揮下に置かれ、海軍と一体の特攻作戦を推進していくこととなった。連合艦隊の「天一号作戦計画」で、陸軍の特攻は「第6航空軍はおおむね沖縄本島以北の南西諸島及び九州方面に展開し、主として輸送船団を補足撃滅す。なお、なしうる限り一部をもって敵空母群撃滅に協力す。」と主に機動部隊主力を攻撃目標とした海軍と役割分担が定められた。
陸軍も海軍同様に天号作戦では特攻戦術に重点を置く決定をしていた。戦後の米国戦略爆撃調査団の事情聴取に対し、第6航空軍の高級参謀はその理由として下記の4つを挙げている。
1. オーソドックスな方法を使用していては、航空戦で勝利を得る見込みがなかった。
2. 特攻はオーソドックスな攻撃よりも効果が大きい。その理由は、爆弾の衝撃が飛行機の衝突によって増加され、またガソリンの爆発で火災が起きる。さらに、適切な角度でおこなえば通常の爆撃よりもスピードが大きく、命中率が高くなる。
3. 特攻は、地上部隊と日本人全体に精神的鼓舞をあたえる。
4. 特攻は、限定された訓練しかうけていない要員でおこなわなければならない攻撃のタイプのなかでは、たったひとつの確実で信頼できるものである。

アメリカ軍はこの証言を聞いて「日本空軍はフィリピン作戦がはじまるころまでに、オーソドックスな航空戦力として存在ができなくなるほど、叩きのめされていたのである。」と分析し、この第6航空軍の決定に対して「冷静で論理的（ロジカル）な軍事的選択の結果」と評価している。
6航軍航空参謀倉澤清忠少佐によると、当時の陸軍では部隊を天皇の命令で戦闘をする直結の「戦闘部隊」と志願によって戦闘する「特攻部隊」に区別されたと言う。決号作戦のために航空機を温存するため、また操縦が容易な機体である九七式戦闘機といった旧式機や九九式高等練習機などの練習機も特攻に投入されたが、 同時に三式戦闘機「飛燕」や四式戦闘機「疾風」といった主力戦闘機も多数特攻に投入されている。（詳細は#特攻兵器陸軍戦闘機を参照）第6航空軍所属の各振武隊と第8飛行師団所属の各誠飛行隊が次々と編成され、出撃していった。また飛行第62戦隊の重爆撃機による特攻も行われた。このうち、6航軍司令官は菅原道大中将が務め、知覧・都城などを基点に作戦が遂行された。

#### 沖縄戦

##### 航空特攻
日本軍は沖縄本島にアメリカ軍が上陸した1945年4月1日に「天一号作戦」を発動し、海軍は「菊水作戦」、陸軍は「航空総攻撃」という作戦名で九州・台湾から航空特攻を行った。特攻作戦が最大規模で実施されたのは、沖縄戦中の1945年4月6日の菊水一号作戦発動時であり、翌7・8日と合わせて陸海軍合わせて300機近くの特攻機が投入され、多大な戦果を挙げている。第54任務部隊（司令モートン・デヨ少将）は9隻の戦艦・巡洋艦と7隻の駆逐艦で作戦中に特攻機による集中攻撃を受けたが、まずは戦艦などの主力艦外周3,500mに展開していた駆逐艦隊が最初の目標となった。その様子を旗艦の戦艦テネシーに乗艦していたサミュエル・モリソン少将が目撃しているが、駆逐艦ブッシュとコルホーンが撃沈され、駆逐艦ニューコム とロイツェ が再起不能となる深刻な損傷を被った。ニューコムはスリガオ海峡海戦で西村艦隊の戦艦への魚雷攻撃を指揮した、アメリカ軍駆逐艦の中でもっとも敢闘精神が旺盛な艦と評されていたが、特攻機が戦艦ではなく自分たちへ突入したことに対し、乗員が「どうして我々なんだ？」と困惑していたという。
この戦闘のように、駆逐艦に損害が集中したのが沖縄戦の特攻作戦の特徴である。アメリカ軍はフィリピン戦での特攻による大損害を分析して様々な特攻対策を講じたが、その一つが戦艦や空母といった主力艦隊の外周にレーダー搭載の駆逐艦などのレーダーピケット艦を配置し、特攻機が主力艦隊に到達する前に効果的な迎撃を行うというものであった。この対策により、空母などの主力艦への突入機数は減少したが、逆にレーダーピケット艦の損害は増大することとなり、「弱いヤギ（ピケット艦）を犠牲に、狼（特攻機）から群れ（主力艦艇）を守るようなもの」 とか「まるで射的場の標的の様な形で沖縄本島の沖合に（駆逐艦が）配置されている」 と揶揄されている。アメリカ海軍水陸両用部隊司令リッチモンド・K・ターナー中将の幕僚は、「艦隊より優秀な艦を選んでレーダーピケット艦としたが、それはそのピケット艦と乗組員に対する死刑宣告も同然だった」と述懐している。デヨは駆逐艦の消耗があまりに激しいため、「駆逐艦の消耗具合が容易ならざる水準に達している」 と危機感を募らせている。あまりに特攻がレーダーピケット艦を攻撃してくるので、駆逐艦ラフィーの乗組員の1名が「Carriers This Way（空母はあちら）」という意味の矢印を書いた大きな看板を掲げたこともあったが、ラフィーはニューコムと同じく5機の特攻を受けて大破した。レーダーピケット艦の消耗により、早期警戒網を突破して主力艦隊に突入する特攻機も増え、戦艦・空母といった主力艦の損害も次第に増加していくこととなった。4月12日には第54任務部隊の旗艦戦艦テネシーにも2機の特攻機が命中し、死傷者199名の甚大な損傷を受けている。デヨも艦橋目がけて突入してきた特攻機が直前で撃墜され、九死に一生を得ている。その際、集中射撃してもなかなか撃墜できなかった特攻機を見て「彼奴らの体は何でできているのだろうか」と驚嘆している。
アメリカ海軍は日本軍による航空特攻を少しでも和らげようと、アメリカ陸軍航空軍戦略爆撃機部隊のB-29による航空支援の要請を行っている。海軍の申し入れに対して第20空軍司令官カーチス・ルメイ少将は、日本の都市への焼夷弾による絨毯爆撃を一旦中止し、B-29を九州を中心とする航空基地爆撃の戦術爆撃任務に回すことを了承し、延べ2,000機のB-29が日本の都市や工業地帯への絨毯爆撃から九州の航空基地への攻撃に転用されている。九州の各基地に配置されていた戦闘機部隊がB-29の迎撃を行ったが、海軍航空隊はB-29の迎撃に不慣れであったため、陸軍航空隊が主力となってその戦闘機による対空特攻も行われた。4月18日に太刀洗飛行場に来襲した112機のB-29のうちの1機「ゴナ.メイカー」機には、飛行第4戦隊で編成された特別攻撃隊「回天制空隊」の指揮官である山本三男三郎少尉搭乗の二式複座戦闘機屠龍が体当たりし、撃墜した。5月7日にも同じ第4戦隊の村田勉曹長機が「エンパイアエクスプレス」機に特攻して撃墜しているが、B-29がこれまで爆撃目標にしてきた大都市や産業施設と比べると、九州の航空基地は高射砲や戦闘機による迎撃は少なく損害は軽微であった。
しかし、B-29は分散していた特攻機に十分に損害を与えることができず、九州や台湾の航空基地にすぐに埋め戻される穴を開けたに過ぎなかったため、失望したアメリカ海軍は5月中旬にはルメイへの支援要請を取り下げ、B-29は都市や産業への戦略爆撃任務に復帰しているが、B-29が特攻機対策を行った1か月以上の期間は、都市や産業施設への戦略爆撃は軽減されることとなった。
初出撃が失敗に終わった桜花も沖縄戦に投入され、4月12日の3回目の出撃で駆逐艦マナート・L・エベールを撃沈した。アメリカ軍は桜花に自殺する愚かものが乗る兵器という意味で「BAKA」というニックネームを付けたが、一度発射されればほぼ迎撃は不可能であり、アメリカ艦隊には桜花に対する恐怖が蔓延した。しかし、その後は母機の脆弱性が制限要素となり、戦果は3隻の駆逐艦を大破（2隻は除籍）させたに止まり、アメリカ軍からは「この自殺兵器の使用は成功しなかった。」と評された。
特攻で損傷した艦艇は、8隻の工作艦が配置された慶良間諸島沖で応急修理がなされていたが、常に多数の損傷艦で溢れ、駆逐艦の墓場と呼ばれていた。それでも修理できない甚大な損害を被った艦は群れをなし、ハワイ・アメリカ本土に向けて太平洋を渡っていった。そして損傷した艦や負傷した兵士の代わりとして、アメリカ本土や大西洋から新鋭艦や兵士が沖縄に送られていった。
従軍記者ハンソン・ボールドウィンは「毎日が絶え間ない警報の連続だった。ぶっつづけに40日間も毎日毎夜、空襲があった。そのあと、やっと、悪天候のおかげで、短期間ながらほっと一息入れられたのである。ぐっすり眠る、これが誰もの憧れになり、夢となった。頭は照準器の上にいつしか垂れ、神経はすりきれ、誰もが怒りっぽくなった。艦長たちの目は真っ赤になり、恐ろしいほど面やつれした。敵の暗号を解読しその意図を判断する暗号分析班の活躍により、敵の大規模な攻撃を事前に予測することができた。時には攻撃の前夜に、乗員たちに戦闘準備の警報がラウンドスピーカーで告げられた。しかし、これはやめねばならなかった。待つ間の緊張、予期する恐怖、それが過去の経験によっていっそう生々しく心に迫り、そのためヒステリー状態に陥り、発狂し、あるいは精神消耗状態におちいった者もあったのである。」と当時の様子を語っている。
菊水作戦は第10号まで行われ、アメリカ海軍は沖縄戦において艦船36隻沈没、368隻損傷、航空機768機、人的損害として1945年4月から6月末で死者4,907名、負傷者4,824名を失ったが、これはアメリカ海軍の第二次世界大戦上で最悪の損害であった。沖縄戦でのアメリカ海軍の人的損失は、わずか3か月の間にヨーロッパ戦線・太平洋戦線全体を併せたアメリカ海軍の第二次世界大戦における人的損失の20%に達したという統計もある。沖縄戦でのアメリカ海軍、特にピケット艦の任務は、ドイツ軍のUボートの脅威に晒された大西洋の輸送船団護衛任務より遥かに厳しかったとの評価だった。第5艦隊内では、幕僚などから沖縄よりの一時撤退が話題に上ったほどであったが、第5艦隊司令のレイモンド・スプルーアンス大将は激怒し、アメリカ艦隊は特攻による大損害に耐えて沖縄に止まった。
一方、沖縄戦での特攻はアメリカ軍の特攻対策が強化されたことにより、有効率が下がって日本側の犠牲も多かった。そのため、特攻の効果があったのは奇襲的効果のあったフィリピン戦のみで、末期の沖縄戦の特攻は効果もないのに軍の面子や惰性で続けられたとする表現も多く、日本では過小評価されがちであるが、有効率がフィリピン戦26.8%から沖縄戦14.7%で12%減に対し、攻撃機数は約3倍（フィリピン戦650機、沖縄戦1,900機）であり、アメリカ海軍の損害は沖縄戦の方が遥かに大きかった。
特攻で海軍艦艇が大損害を被った沖縄戦はアメリカ軍にとって大戦で最大級の衝撃であり、沖縄戦での特攻作戦を「十分な訓練も受けていないパイロットが旧式機を操縦しても、集団特攻攻撃が水上艦艇にとって非常に危険であることが沖縄戦で証明された。終戦時でさえ、日本本土に接近する侵攻部隊に対し、日本空軍が特攻攻撃によって重大な損害を与える能力を有していたことは明白である。」と総括している。また、アメリカ海軍は公式文書で特攻に対して「この死に物狂いの兵器は、太平洋戦争で最も恐ろしい、最も危険な兵器になろうとしていた。フィリピンから沖縄までの血に染まった10ヶ月のあいだ、それは、我々にとって疫病のようなものだった」と率直に苦しみぬいた状況を吐露している。モリソンは沖縄戦での特攻を「ゼウス神の電光の様に青空からうなり出てくる炎の恐怖」や「かつてこのような炎の恐怖、責め苦の火傷、焼けつくような死に用いられた兵器は無かった」と表現し、その特攻と戦ったアメリカ軍の駆逐艦乗りに対して「沖縄の戦いの中で、来る日も来る日も、これらの艦船の乗組員が示した持続する勇気、臨機応変の才、敢闘精神は海軍の歴史にいくつもの類例を残している」と称賛している。
特攻機が命中すると「何百メートルもの高さに達する火柱」が上がり、沖縄本島上でアメリカ軍の陸海空の重囲下で戦う第32軍の将兵を勇気づけたという。特攻機の活躍を一目見ようと日本兵は洞窟陣地から飛び出し、特攻機が命中すると歓喜の声を上げて感謝の涙をこぼした。特攻機の活躍を見る行為を兵士らは「特攻隊を拝みに行く」という表現を用い、「やったなぁご苦労さん」と地面に手をついて沖の方を拝んだ。ただ、いくら特攻で損害を与えても一向に減ることのないアメリカ軍艦艇を見て、次第に将兵の中にも失望感が芽生え、1機でも2機でもいいから陸上のアメリカ軍を攻撃して欲しいと願う将兵が増え、第32軍の参謀が方面軍参謀長宛てに航空部隊による地上支援の要請の打電を行ったこともあった。
陸海で、アメリカ軍が第二次世界大戦最大級の損害を被った沖縄戦がようやく終わると、イギリスのウィンストン・チャーチル首相はアメリカのハリー・S・トルーマン大統領に向けて「この戦いは、軍事史の中で最も苛烈で名高いものであります。我々は貴方の全ての部隊とその指揮官に敬意を表します」と慰労と称賛の言葉を送っている。

##### 水中・水上特攻
フィリピン戦では陸軍の特攻艇マルレと比較すると活躍できなかった震洋であったが、沖縄戦でも石垣島にアメリカ軍が上陸してくると海軍は予想していたため、5隊を石垣島に送り、沖縄本島にはたった2隊しか配置されておらず、最初から戦力不足であった。海軍の予想に反しアメリカ軍は石垣島に上陸せず沖縄本島に進攻してきたが、アメリカ軍は更に陽動作戦をしかけ、実際には上陸しない沖縄本島東岸の中城湾に輸送船等からなる9隻の囮船団を近づけてきた。海軍根拠地隊の司令官大田実少将はまんまとこの囮作戦に引っかかってしまい、1945年3月27日に12隻、29日には全震洋に出撃を命じたが、囮船団は海岸近くまでは接近してこなかったため攻撃する機会はなく、そのまま基地に帰投した。その様子を偵察機で偵察していたアメリカ軍により震洋の発進基地は特定され、艦載機による空襲で、アメリカ軍上陸前にわずか20隻の震洋を残すのみとなってしまった。しかし太田指揮の他の海上部隊は活躍しており、第27魚雷艇部隊はスカイラーク (掃海艇)を撃沈し、特殊潜航艇部隊の蛟竜もしくは甲標的丙型がハリガンを撃沈する戦果を挙げている。
震洋の最後の出撃の機会はアメリカ軍が沖縄本島に上陸した後の1945年4月3日に訪れた。南部の糸満市沖に2隻の特攻艇対策部隊の40mmボフォースと25mmエリコンの機関砲を搭載した歩兵揚陸艇が現れたため、太田は残った14隻の震洋に出撃を命令したが、出撃用の運搬車も空襲で破壊されており、わずか4隻しか出撃できなかった。わずか4隻しか出撃できなかったので搭乗員が各艇に2人ずつ搭乗していたが、重さのために速度が出ず、2隻の内LCI-82は撃沈したが、もう1隻の14ノットしか出ない低速の歩兵揚陸艇に逃げられてしまった。この戦闘後残った震洋は自沈し、石垣島や奄美大島に配置されていた震洋隊で沖縄本島を攻撃しようとしたが空襲で阻止され、フィリピンに続き沖縄でも海軍の特攻艇は十分な成果を挙げることなく壊滅した。
フィリピンに引き続き沖縄でもマルレは投入されたが、沖縄本島上陸前の3月26日に3個戦隊300隻のマルレを配備していた慶良間諸島にアメリカ軍が上陸してきた。日本軍の作戦としては、沖縄本島に上陸してきたアメリカ軍の輸送艦隊を、慶良間の海上挺進戦隊が背後から叩く計画であったが、その作戦を立てた第32軍高級参謀八原博通大佐の懸念が的中し、沖縄のマルレ部隊の主力は、戦う前に壊滅し部隊巡視中の第32軍船舶隊長大町大佐も戦死した。マルレの多くは爆破されたが、一部が接収されたのと沖縄におけるマルレの配置図と戦術教本も発見され、アメリカ軍はこれらを特攻艇対策に大いに役立てている。PTボートなどによる特攻対策部隊と教本を元にした秘密特攻艇対策で、沖縄本島に配置されていたマルレは次々と撃破されたが、それでも中型揚陸艦LSM-12を撃沈、ハッチンス (駆逐艦)と特攻対策部隊のパトロール艇LCS-37を大破させ両艦ともそのまま廃棄に追い込み、チャールズ・J・バジャー (駆逐艦)を大破航行不能にさせ、リバティ輸送船カリーナ大破他数隻に損傷を与えるなどの損害を与えた後に組織的戦闘力を喪失し、残存艇は第32軍による逆上陸作戦の兵員輸送や補給・通信任務に転用された。

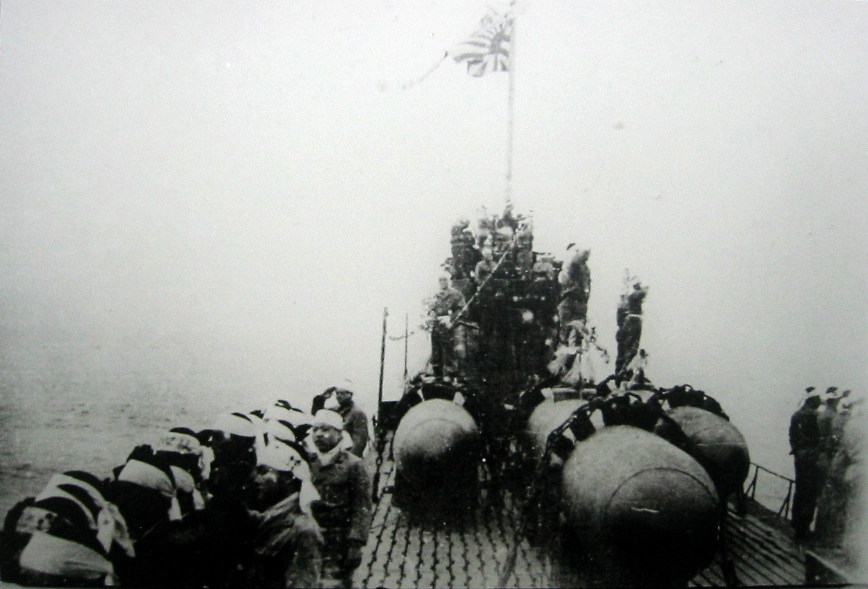
光基地から出撃する「天武隊」の伊47潜

「多々良隊」「天武隊」「轟隊」と、日本海軍のわずかに残った潜水艦で回天攻撃隊が次々と編成され、沖縄に侵攻してきた艦隊への攻撃や、沖縄とサイパンやウルシーなどのアメリカの後方基地との通商破壊作戦を実施したが、洋上での回天の運用は困難で、母艦の潜水艦の損失が増えるばかりで目ぼしい戦果は無かった。沖縄戦での日本軍の敗北が確定した1945年7月に、日本海軍が残存潜水艦戦力の総力を挙げて6隻の「多聞隊」を編成し、沖縄と後方基地の通商破壊作戦を行った。その内の伊53潜は1945年7月24日、ルソン島沖でLST7隻と冷凍船1隻とそれを護衛する護衛駆逐艦アンダーヒル他合計17隻の敵輸送船団を発見。勝山淳中尉（海兵73期）搭乗の回天を発射し、アンダーヒルを撃沈した。またその後の7月28日には、伊58潜が発射した回天の爆発でロウリー (駆逐艦)が損傷しており、この損害は日本軍潜水艦がまだフィリピン海域で活動していることを示していたが、この損害によりアメリカ軍が警戒を強化することはなかった。
広島、長崎へ投下予定の原子爆弾用の部品と核材料を、急ぎテニアン島へ運ぶ極秘任務を終えた重巡洋艦インディアナポリス（インディアナポリスは1945年3月31日に沖縄戦において陸軍特別攻撃隊誠第39飛行隊の一式戦1機の突入を受け大破。修理のためアメリカ本土に後送されたのちに与えられたのが当任務）は、7月28日にグアム島からレイテ島に向かっていた。艦長のチャールズ・B・マクベイ3世には多聞隊出撃の情報も、アンダーヒルの沈没やロウリーの損傷の情報も知らされていなかったことから、対潜警戒のジグザグ航行も隔壁の閉鎖の措置も取っていなかった。インディアナポリスを発見した伊58潜は残る3基の回天の発射準備を行っており、艦長の橋本に回天隊員らは何度も電話で「早く出撃させて下さい」と督促したが、橋本は通常魚雷で撃沈可能と判断し、「わざわざ人命を犠牲にする必要はない」と回天隊員らの督促を黙殺して、九五式酸素魚雷を合計6本を全門発射し、3本が右舷に命中、艦内第二砲塔下部弾薬庫の主砲弾が誘爆させ、わずか12分後に転覆、沈没した。橋本は撃沈したのをアイダホ級戦艦と誤認したまま暗号で戦果報告をしたが、これをアメリカ軍は傍受し暗号を解読したにもかかわらず、橋本が戦艦撃沈と誤認報告していたため、インディアナポリスのこととは気が付かなかった。救助活動は沈没後84時間経過してからようやく開始され、撃沈時に戦死したのが約350名だったのに、海上を漂流している84時間の間に500名以上が死亡し全体の戦死者は883名にも上り、アメリカ軍の第二次世界大戦でのもっとも悲惨な損害と言われた。伊58潜はこの後も回天で駆逐艦・水上機母艦・工作艦などを攻撃後（戦果はなし）無事に日本に帰投している。「多聞隊」は1隻の潜水艦を失うことなく、回天の初陣となった「菊水隊」を超える戦果を挙げ、回天作戦の有終の美を飾るものであり、アメリカ軍からも、戦争終結前の日本海軍の大きな成功と評された。

#### 決号作戦
海軍大臣の米内光政は決号作戦の準備として、全海軍部隊を指揮できる海軍総隊を新設し、その司令長官に連合艦隊司令長官豊田を兼務させ強力な権限を与えて本土決戦準備を進めた。また5月29日には豊田は軍令部総長に任じられ、連合艦隊司令長官には、軍令部次長の小沢治三郎中将が親補された。そして小沢の後任には「特攻生みの親」大西を任命した。米内は講和派であったが、陸軍の主戦派らの不満を抑え込むため、講和派の井上海軍次官更迭に加えて行われた人事であった。海軍内でも軍令部富岡作戦部長のような講和派からは煙たがられたが、作戦課長の田口らは本土決戦に向けてこの人事を歓迎している。
沖縄戦の大勢も決した1945年6月8日に、本土決戦の方針を定めた「今後採ルヘキ戦争指導ノ基本大綱」が昭和天皇より裁可されたが、その御前会議の席で参謀本部次長河辺虎四郎中将が「皇国独特の空中及び水上特攻攻撃はレイテ作戦以来敵に痛烈なる打撃を與えて来たのでありますが累次の経験と研究を重ねました諸点もあり今後の作戦に於きまして愈々其の成果を期待致して居る次第であります。」と、特攻を主戦術として本土決戦を戦う方針を示した。軍令部総長豊田は「敵全滅は不能とするも約半数に近きものは、水際到達前に撃破し得るの算ありと信ず」と本土に侵攻してくる連合軍を半減できるとの見通しを示したが、これは豊田自身も過大と自覚しており、隣席していた昭和天皇が一言も発さなかったのを見て、相当不満であったと感じている。
この豊田の御前会議での上陸部隊半数を洋上で撃破という言葉がそのまま決号作戦における海軍の方針となり、6月12日には軍令部で「敵予想戦力、13個師団、輸送船1,500隻。その半数である750隻を海上で撃滅する。」という「決号作戦に於ける海軍作戦計画大綱」が定められたが、その手段は、7月13日の海軍総司令長官名で出された指示「敵の本土来攻の初動においてなるべく至短期間に努めて多くの敵を撃砕し陸上作戦と相俟って敵上陸軍を撃滅す。航空作戦指導の主眼は特攻攻撃に依り敵上陸船団を撃滅するに在り」の通り、特攻であった。
海軍総隊参謀長兼連合艦隊参謀長であった草鹿龍之介によれば、本土決戦では九州に上陸してくる連合軍に対し、「六分の一が命中すれば上々」として、約1,000機を一波とし、これを10派、10,000機の特攻機で攻撃をかける目算であった。内命された時点ですでに九州南部に、訓練中のものを含めて5,000機が用意されていたという。
大本営の目論見では、フィリピンでも沖縄でもできなかった、連合軍の迎撃を無力化するほどの十分な数の特攻機を集め、陸海軍交互に300機 - 400機の特攻機が1時間ごとに連合軍艦隊に襲い掛かる情景を描いていた。その為に稼働機は練習機であろうが旧式機であろうがかき集めて全て特攻機に改造するつもりであった。
米国戦略爆撃調査団の戦後の調査では終戦時の日本軍の特攻機を含めた航空戦力は以下の通りであった。
|                                    | 陸軍航空隊 | 海軍航空隊 | 合計                                   |
| ---------------------------------- | ---------- | ---------- | -------------------------------------- |
| 通常作戦機                         | 2,150機    | 3,200機    | 5,350機                                |
| 特攻機                             | 2,650機    | 2,700機    | 5,350機（内4,450機は練習機改造特攻機） |
| 実動機合計                         | 4,800機    | 5,900機    | 10,700機                               |
| 修理・改装中・練習機（特攻未改造） | 3,000機    | 4,200機    | 7,200機                                |
| 総合計                             | 7,800機    | 10,100機   | 17,900機                               |

米国戦略爆撃調査団は沖縄戦での練習機などの低速機・旧式機による攻撃の有効性を見て（#練習機による特攻参照）「連合軍の空軍がカミカゼ（航空特攻）を上空から一掃し、連合軍の橋頭堡や沖合の艦船に近づかない様にできたかについては、永遠に回答は出ないだろう（中略）終戦時の日本軍の空軍力を見れば連合軍の仕事は生易しいものではなかったと思われる」と評価し、特攻機による撃沈破艦が990隻に達すると分析していた。
水中・水上特攻兵器も大量に投入される計画であった。生産が容易な震洋は1945年7月までに2,500隻を整備する計画であったが、物資の不足や空襲の激化により計画の21％しか生産できなかった。また、地上基地から発射される基地回天や特殊潜航艇海龍や蛟竜の生産も並行してこちらは計画の41％であった。それでも連合軍のオリンピック作戦に備えて整備された水上・水中特攻兵器は、特殊潜航艇100隻、回天120基、特攻艇4,000隻（陸軍マルレを含む）にもなり、連合軍の上陸が予想される南九州から四国にかけての各基地に配備された。主なものでは、鹿児島には海龍20隻、震洋500隻、宮崎の油津には海龍20隻、回天12基、震洋325隻、大分佐伯には海龍20隻、高知宿毛には海龍12隻、回天14基、震洋50隻、高知須崎には海龍12隻、回天24基、震洋175隻などである。またコロネット作戦に備えて、海龍180隻、回天36隻、震洋775隻が東京を中心とする関東一円に配備されていた。
また、潜水服を着用した兵士が、柄の付いた爆雷で敵上陸用舟艇を攻撃する特攻兵器伏龍も準備され、650名からなる伏龍部隊が編制された。海軍は連合軍が侵攻してくるまでに4,000名の伏龍部隊を訓練しておく計画であった。伏龍は元々はB-29が投下した機雷を除去する目的で、海軍工作学校研究部員清水登大尉らにより開発されていた潜水服であったが、沖縄戦中の1945年5月に清水らに、特攻兵器として開発するように命令が下っている。編成された伏龍部隊の訓練中の1945年7月24日に、九十九里浜に敵軍が上陸を開始したという通報により出撃準備がなされたことがあったが、夜明けの前には誤報と判明し、一度も実戦投入されることはなかった。

### 終戦

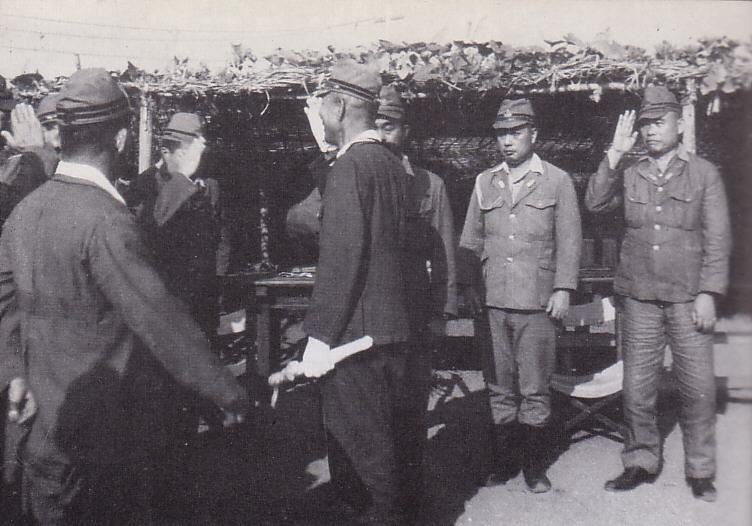
特攻出撃直前の第5航空艦隊司令宇垣纒中将（中央の白い短刀を持っている人物）

十次に渡る菊水作戦が終了し、沖縄が連合軍に占領されると、本土決戦に向けて戦力温存策で出撃のペースは鈍化しており、沖縄方面への特攻は1945年8月11日、喜界島に最後まで残っていた第2神雷爆戦隊岡島四郎中尉以下2機の爆戦が米機動部隊突入を行い途絶えた。本土からの特攻は1945年8月15日、百里原基地からの第4御楯隊の「彗星」8機、木更津から第7御楯隊の流星1機によって行われたが全機未帰還。これが玉音放送前の最後の出撃であった。
終戦間際になると、東日本を統括している第1航空軍の指揮下で各神鷲隊が編成された。これらの隊は主に太平洋側に配備され、大戦最末期の1945年（昭和20年）8月9日には第255神鷲隊（岩手より釜石沖に出撃）が、13日には第201神鷲隊（黒磯より銚子沖に出撃）、第291神鷲隊（東金より銚子沖に出撃）、第398神鷲隊（相模より下田沖に出撃）と3隊が出撃している。また、東南アジア地域でも侵攻してきた戦艦ネルソンや護衛空母アミールなどで編成されたイギリス軍艦隊に対して、わずかに残存していた陸軍航空隊による特攻が行われた。7月25日には教育飛行隊の練習機である九七式戦闘機3機がタイのプーケット沖で、イギリス軍艦載機の迎撃を掻い潜って突入しイギリス海軍の掃海艦 ヴェステル (英軍掃海艦)を撃沈した（イギリス軍は特攻機をソニアこと九九式襲撃機と誤認）。他にも数機が巡洋艦サセックスとアミールに突入しようとしたが、いずれも対空砲火に撃墜され、うち1機の破片がサセックスの側面に激突して、飛行機型の傷をつけたにとどまった。更にイギリス軍が計画していたシンガポールやマレー半島奪還作戦（ジッパー作戦 ）に対抗する為に残存航空兵力を特攻隊として編成している途中で終戦となった。
ポツダム宣言が連合国より日本に通告され、その後の原爆投下とソ連対日参戦により、戦争終結に向けての動きが加速していく中で、大西は徹底抗戦を唱え続け、1945年8月13日には東郷茂徳外相に「我々は戦争に勝つための方策を陛下に奉呈して、終戦の御決定を考えなおしてくださるようお願いしなければなりません」「我々が特攻で2,000万人の命を犠牲にする覚悟をきめるならば、勝利はわれわれのものとなるはずです」と訴えた。大西は全国民が特攻戦術を取るならば、日本は滅びない、これは日本民族の名誉にかかる問題であると考えていたが、東郷は「一つの戦闘に勝つことが、我々にとって戦争で勝利をおさめることにはならないだろう」と大西の訴えを拒否している。大西は内閣書記官長の迫水久常に対しても同じような訴えをした後、翌14日に友人の矢吹一夫宅を訪れた。矢吹は大西が死ぬ気だと悟り、思いとどまるように説得したが、大西は「俺はあんなにも多くの青年を死なせてしまった。俺にようなやつは無間地獄に墜ちるべきだが、地獄のほうが入れてはくれんだろうな」と答えている。大西は玉音放送の翌日の8月16日に「特攻隊の英霊に曰す」という遺書を遺して自決した。
1945年8月15日、敗戦を迎え菊水作戦の最高指揮官であった5航艦司令長官宇垣纏中将は、玉音放送終了後8月15日夕刻、大分から「彗星四三型」11機で沖縄近海のアメリカ海軍艦隊に突入を図ったが（うち3機は、途中で不時着）、伊平屋島に墜落して同乗していた中津留達雄大尉と遠藤秋章飛曹長共々戦死した。
また、陸軍航空本部長寺本熊市中将が「天皇陛下と多くの戦死者にお詫びし割腹自決す」と遺書を残して自決、他にも航空総軍兵器本部の小林巌大佐、練習機『白菊』特攻隊指揮官、高知海軍航空隊司令加藤秀吉大佐など58名の将官級を含む航空隊関係者が自決した。なかでも第4航空軍の参謀長として、フィリピン戦で敵前逃亡に等しい戦場離脱で予備役に回された司令官の富永（その後第139師団長として現役復帰、終戦後にシベリア抑留）の下で特攻を指揮した隈部正美少将は、フィリピン戦後に更迭されて陸軍航空審査部総務部長という閑職にあったが、8月15日の夜に、母親、妻、19才と17才の2人の娘と最後の夕食を囲んだ後、家族5人で多摩川の川べりに赴き、隈部が自分の拳銃で全員を射殺した後、自分もその拳銃で自決した。特攻作戦への責任と、富永の補佐をできなかったことへの悔恨に基づく自決とされる。
捕虜となった富永は、ハバロフスクの収容所に一時拘禁されたのち、モスクワに護送され、ルビャンカの監獄に拘置された。富永は、陸軍の中央で対ソ連謀略の最前線にいたこともあって、6年の長期に渡って厳しい尋問が行われた。その後に軍法会議にかけられ、死刑を求刑されていたが、懲役75年の判決が確定して、シベリア鉄道とバイカル・アムール鉄道（バム鉄道）の沿線となるタイシェットのラーゲリに送られた。バム鉄道沿線のラーゲリの労働条件はもっとも厳しく、特にバム鉄道の建設に従事させられた抑留者は｢枕木１本に日本人死者１人｣と言われたぐらい死亡者が多かったという。そのような環境下で、富永は将官であったからといって特別扱いを受けることは無く、一般の兵士と同様に、材木のノコギリ引き、建材製造等の重労働が課せられた。ラーゲリ内では看守から踏んだり蹴ったりという暴力を振るわれていたという。過酷な状況で、1954年春に高血圧症から脳溢血を発症して入院、医師の診断の結果、今後、強制労働につくのは無理とされて、裁判により釈放が決定された。
1955年4月18日、引揚船「興安丸」で舞鶴港に帰国、10年間の抑留生活と脳溢血の影響ですっかりと身体は弱っており、ひとりで満足に歩行できず、しゃべるのも困難となっていたが｢シベリアでわが将兵、わが同胞が現在なお、いかに苦しい思いをしているかを説明し、帰還を促進してもらうよう陳情します｣と、まだ帰国を果たせないシベリア抑留者の解放に向けて尽力することとし、国会で参考人として自身の体験を証言して、日本政府に問題解決を訴えている。国会では、相馬助治参議院議員から、｢率直に申して、あなたの評判はきわめてまずい。いわゆるフィリピンから引き揚げられたときのことがいろいろジャーナリストの諸君によってうわさされております。｣と、帰国後にマスコミなどから無断撤退について批判されたことの質問がなされているが、富永は｢皆、私の不徳不敏のいたすところでございまして、私としては、この敗軍の将たる私が、別に私から御説明申すことは一言もなく、ただすべて私の不徳不敏のいたすところと、深く皆様方を初め国民の各位におわびを申すほかはございません。みな私の至らぬ不敏不徳の結果でございまして、いかなる悪評をこうむりましても、私としては何の申し上げようもございません｣と陳謝し、後は少しの手記を残した以外で弁明をすることもなく、1960年1月14日、東京都世田谷区の自宅で心臓衰弱のために死去した。
終戦後の自発的な体当たり攻撃として、8月18日北千島の陸海軍航空部隊によって占守島に侵攻してきたソ連赤軍艦艇や輸送船団に対する反撃が行われ、九七式艦上攻撃機が赤軍掃海艇КТ-152に命中し撃沈、特攻による連合軍最後の損害となった。同18日には、ウラジオストクに停泊していたソ連タンカータガンログに鎮海海軍航空隊塩塚良二中尉の操縦する二式水上戦闘機が特攻を仕掛けるが、対空砲火で撃墜されている。8月19日には、満州派遣第675部隊に所属した今田均少尉以下10名の青年将校が、婚約者の女性2名を同乗させて、満州に侵攻してきたソビエト連邦軍の戦車隊に特攻している（「神州不滅特別攻撃隊」と呼称される）。
アメリカ軍の特攻に対する警戒は戦争が終わってからも継続しており、日本の降伏文書調印式場となった戦艦「戦艦ミズーリ」では、特攻機が突入してもアメリカ軍司令官全員が死傷することを避けるため、レイモンド・スプルーアンス提督と、マーク・ミッチャー中将は離れた場所に列席している。

## 戦術

### 航空特攻

#### 対艦船特攻
戦略上、海軍においては敵機動部隊を、陸軍においては輸送船団、上陸船団を主たる攻撃部署とした。
本来であれば、航空機で敵艦艇に攻撃するためには、まず敵の護衛戦闘機隊の迎撃を、次いで目標艦艇とその僚艦による対空砲火の弾幕を掻い潜らなければならない。こうした敵艦隊の防空網を突破するためには、本来なら最新鋭の機体に訓練を積んだ操縦者を乗せ、敵迎撃機を防ぐ戦闘機を含む大部隊が必要であり、攻撃機が雷爆撃を成功させるためには十分な訓練による技量が必要であった。さらに太平洋戦争後半には、レーダーによる対空管制、優秀な新型戦闘機による迎撃、また戦闘機の迎撃を突破しても、近接信管の対空砲や多数の搭載対空機関砲による対空弾幕が待ち構えており、攻撃の難易度はさらに上昇し、マリアナ沖海戦や台湾沖航空戦の様に通常の攻撃では、日本軍攻撃機が連合国軍の艦隊に接近することも困難になっていた。
それまでに熟練搭乗員を大量に喪失していた日本軍は、補充の搭乗員の育成が間に合わず、搭乗員の質の低下が止まらなかった。1943年1月に海軍航空隊搭乗員の平均飛行訓練時間は600時間であったが、1944年1月には500時間と100時間減少し、1年後の1945年1月には250時間と半減、終戦時には100時間を切っていた。そのような状況下で特攻は、熟練搭乗員でなくとも戦果を挙げることが可能であり、積極的に推進されることとなった。また訓練についても通常の搭乗員と比較すると簡単な課程で足り、陸軍飛行部隊は飛行時間70時間、海軍航空隊は30時間で出撃可能と考えられ、搭乗員の大量育成が可能なのも推進された理由であった。
最初の航空特攻隊となった神風特攻隊の目標は、連合艦隊による捷号作戦成功のため、創始者の大西瀧治郎中将の「米軍空母を1週間位使用不能にし捷一号作戦を成功させるため零戦に250キロ爆弾を抱かせて体当たりをやるほかに確実な攻撃法はないと思うがどうだろう」との提案通り、空母を一時的に使用不能とすることであったが、最初の特攻で大きな戦果があり、特攻の効果が期待より大きかったために、その後日本軍の主戦術として取り入れられ、目標に敵主要艦船も加えられた。そして1945年1月下旬には全ての敵艦船が目標になった。しかし、日本軍は過大な戦果報道とは裏腹に、特攻の命中率は現実的な評価をしており、沖縄戦の戦訓として当時の日本軍は航空特攻の予期命中率について対機動部隊に対しては9分の1、対上陸船団に対しては6分の1と判断していた。
特攻機の攻撃隊は、偵察機と特攻機と護衛の直掩機から編成されていた。まずは偵察機が敵艦隊まで誘導し、直掩機は戦場まで特攻機を護衛し、戦場に到達した後は特攻機による突入を見届けた後、帰還して戦果の報告を行った。しかし、台湾で陸軍航空隊の特攻を指揮した第8飛行師団司令部は、直掩機にも艦船攻撃をせるために「直掩機は爆装」との命令を出している。直掩機は特攻機を護衛中に敵戦闘機と接触すると、爆弾を投棄して迎撃したが、爆装したまま敵艦隊と接触した場合は、特攻機と共同で敵艦船を攻撃した。直掩機は敵艦船を爆撃したら帰投する計画であったが、そのまま敵艦に特攻する直掩機もあった。また、爆装していない直掩機も特攻機とともに連合軍艦隊の防空圏に突入を行うわけであり、特攻隊とともに未帰還になる機体も少なくなかった。大戦末期、終戦直前になると特攻機が直掩機なしで出撃するケースも増えた。
偵察機は陸軍一〇〇式司令部偵察機や海軍彩雲の高性能機が充てられたが、数が少ない上に、偵察機の特性上、重武装、急降下に不向きな他、偵察機を操縦できる搭乗員も不足しており、特攻機として十分な運用ができなかった。菊水作戦で偵察飛行をおこなっていた第一七一海軍航空隊の偵察第4飛行隊は、菊水作戦中に24機の彩雲の内10機が未帰還となり、116名の搭乗員の内30名が戦死している。
日本海軍
海軍航空隊は特攻機による接敵法として「高高度接敵法」と「低高度接敵法」を訓練していた。
高高度接敵法
高度6,000m - 7,000mで敵艦隊に接近する。敵艦を発見しにくくなるが、爆弾を搭載して運動性が落ちている特攻機は敵戦闘機による迎撃が死活問題であり、高高度なら敵戦闘機が上昇してくるまで時間がかかること、また高高度では空気が希薄になり、敵戦闘機のパイロットの視力や判断力も低下し空戦能力が低下するため、戦闘機の攻撃を回避できる可能性が高まった。しかし敵のレーダーからは容易に発見されてしまう難点はあった。
敵艦を発見したら、まず20度以下の浅い速度で近づいた。いきなり急降下すると身体が浮いて操縦が難しくなったり、過速となり舵が効かなくなる危険性があった。敵艦に接近したら高度1,000m - 2,000mを突撃点とし、艦船の致命部を照準にして角度35度 - 55度で急降下すると徹底された。艦船の致命部というのは空母なら前部リフト、戦闘艦なら艦橋もしくは船首から長さ1⁄3くらいの箇所であったが、これは艦船に甚大な損傷を与えられるだけでなく、攻撃を避けようと旋回しようとする艦船は、転心 を軸にして回るため、その転心が一番動きが少ない安定した照準点とされた。
低高度接敵法
超低高度（10m - 15m）で海面をはうように敵艦隊に接近する。レーダー及び上空からの視認で発見が困難となるが、高度な操縦技術が必要であった。敵に近づくと敵艦の直前で高度400m - 500mに上昇し、高高度接敵法の時より深い角度で敵艦の致命部に体当たりを目指す。突入角度が深ければ効果も大きいため、技量や状況が許すならこちらの戦法が推奨された。
複数の部隊で攻撃する場合は「高高度接敵法」と「低高度接敵法」を併用し、敵の迎撃の分散を図った。他にも特攻対策の中心的存在であった連合国軍のレーダーを欺瞞する為に、錫箔を貼った模造紙（電探紙、今で言うチャフ）をばら撒いたり、レーダー欺瞞隊と制空部隊ら支援隊と特攻機隊が、別方向から敵艦隊に突入する「時間差攻撃」を行ったり という戦法などで対抗している。
海軍航空隊における特攻の教育日程は、発進訓練（発動、離陸、集合）2日、編隊訓練2日、接敵突撃訓練3日を基本に、時間に応じこの日程を反復していた。
日本陸軍
陸軍航空隊は1945年3月に航空総監部にて作成された「と號部隊戦闘要領」等の教本を参考に訓練を行った様である。この戦闘要領を基に部隊で加筆して製本した「と號空中勤務必携」（下志津飛行部隊作成）という教本も現存する。両者とも各部隊に行き渡っていたか、否かを示す資料は確認されていない。
教範によるマニュアル化はなされていたものの、教育訓練は各隊長に委ねられていたため洋上飛行や艦船攻撃に関する認識及び練度は、隊員の特業（戦闘・襲撃・重爆・軽爆・偵察等）、技倆の度及び編成完結から出撃までの錬成期間により大きく差があったと考えられる。また夜間飛行可能な練度か否かも作戦計画上考慮された。

敵艦への突撃法については、奇襲と強襲の場合に分けている。
強襲の場合
高高度より敵艦に接近し、逐次降下しながら、突撃開始点までに1,200 - 1,500mまでに下降する。その後角度を35度 - 40度、初速を300km/hで急降下し、敵艦の致命部を目指す。
奇襲の場合
奇襲、夜間攻撃、雲底が低い場合は、超低空水平攻撃を実施する。高度は800m - 1,200mで初速は270 - 300km/hで加速しながら艦船の中央部を目指す。水平で体当たりするか、降下するかは、敵艦に至った時点の高度で決まる。
衝突点は、緩降下突入、急降下突入、水平突入かで別けている。降下角度は使用機種により考慮する必要があった。
急降下突入の場合
- 空母の場合　エレベーター部分、無理であれば飛行甲板後部
- 他の艦船　甲板中央部（艦橋と煙突の間）もしくは煙突内　　艦橋と砲塔は装甲が厚いから避ける

超低空水平突入の場合
- 喫水線より少々上部
- 空母の場合　格納甲板入口
- 煙突の根本
- 後部推進機関部位

以上のような技術面での訓練や指導の他に、生活面や心得などについての教育も重視されており、「と號部隊員の心得」として「健康に注意せよ」「純情明朗なれ」「精神要素の修練をなせ」「堅確なる意志を保持せよ」などが説かれている。また、乗機に対する愛情も強調されており、「愛機を悲しませるな」として「愛機に人格を見いだせ、出来るだけ傍に居てやれ、腹が減ってはいないか、怪我はしていないか、流れる汗は拭いてやれ」と機体のメンテナンスを率先して行うように指導している。
陸軍飛行部隊の、特攻機搭乗員訓練カリキュラムは、重装備による薄暮の離着陸、空中集合、中隊の運動に10時間、前述の攻撃法の訓練に10時間、海上航法に6時間とされており、他に地上での訓練や講習を含めても約1カ月という短期間で育成されていた。

#### アメリカ軍から見た特攻機の戦術
アメリカ軍による特攻対策が進むと、特攻機もその対策として突入方法を工夫するようになった。アメリカ軍はそれを映像化しアメリカ軍兵士に注意を促している。

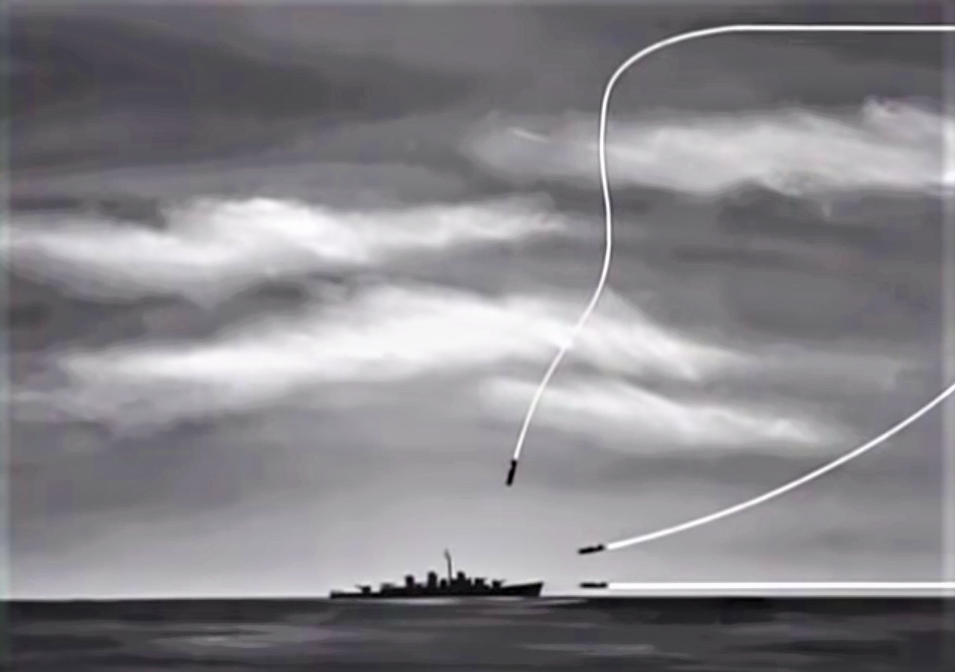
主に特攻機は急降下、緩降下、低空からの水平飛行で突入
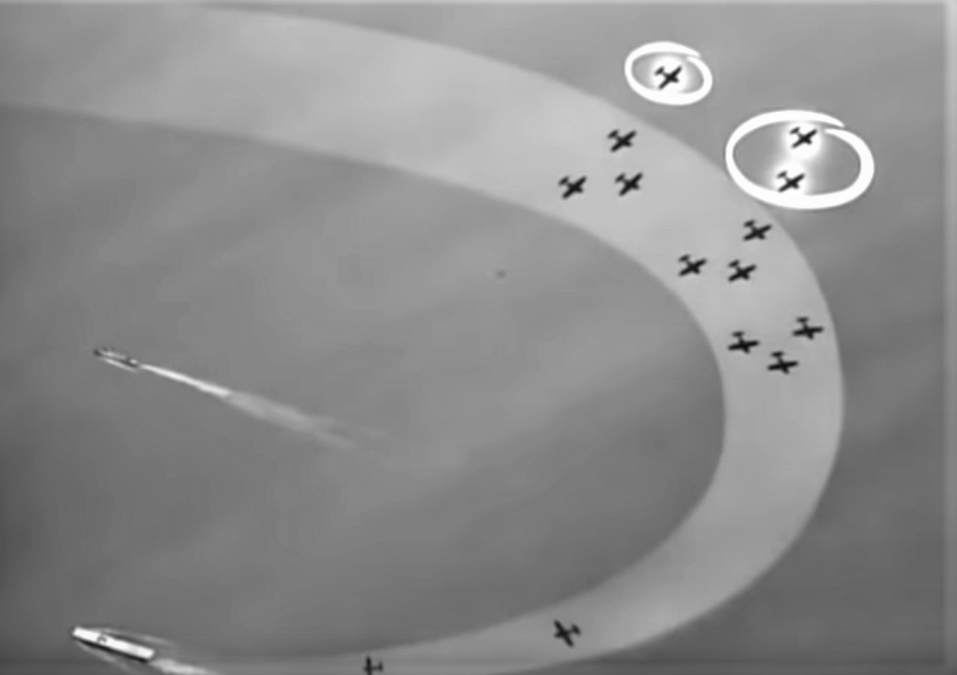
味方航空機に紛れて接近するケース（丸で囲まれているのが特攻機）
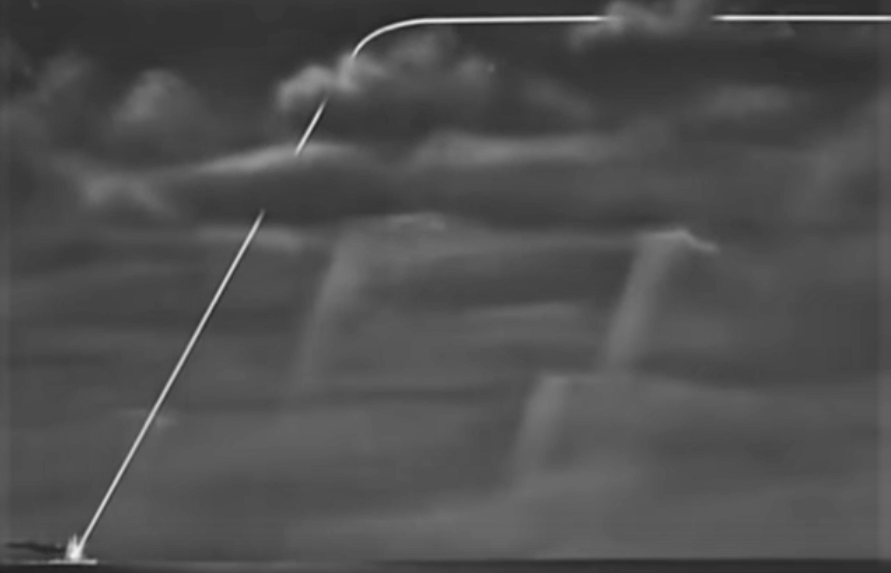
急降下の場合、最高速で一気に突入するケース
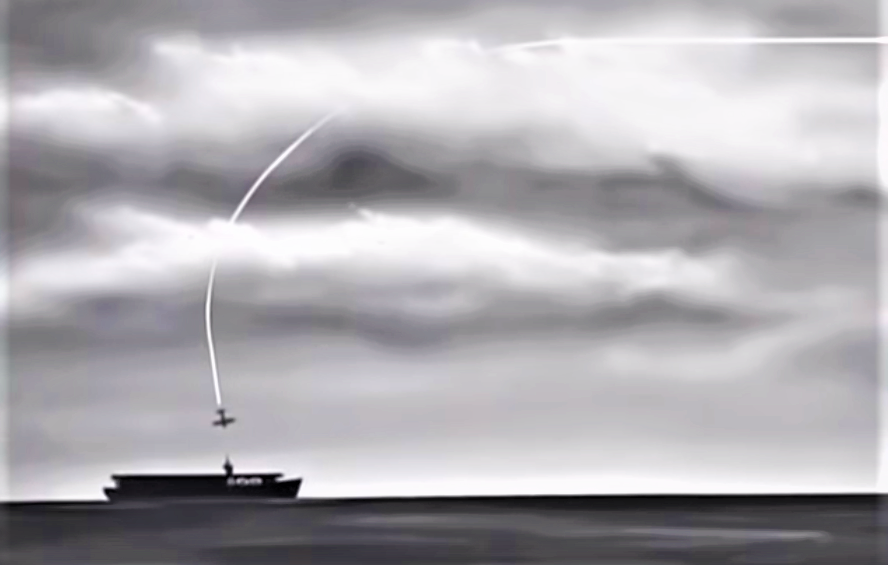
雲に隠れながら目標に接近し、雲の合間から急降下して突入するケース
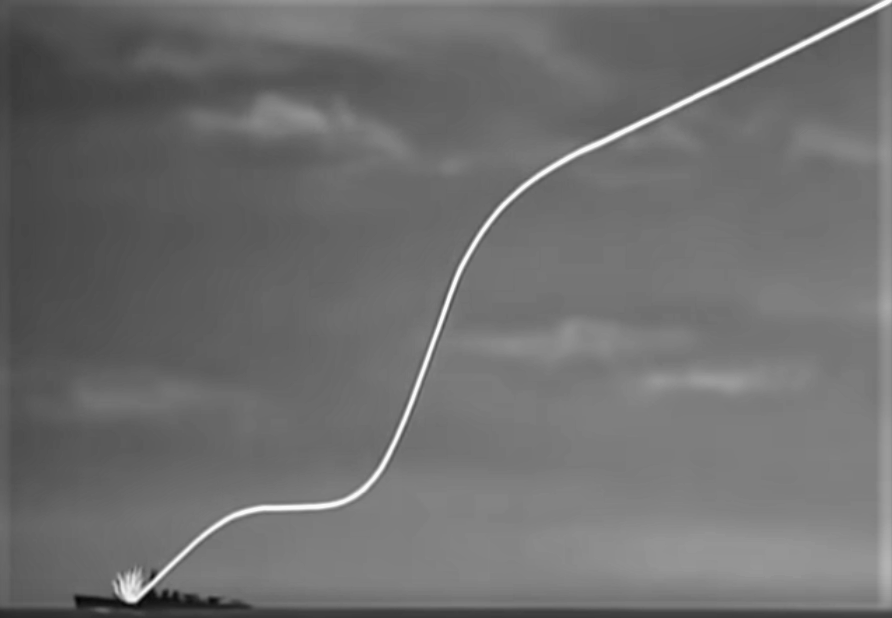
急降下後に目標が攻撃線上に入らなかった場合、一度水平飛行に戻して再度急降下して突入するケース
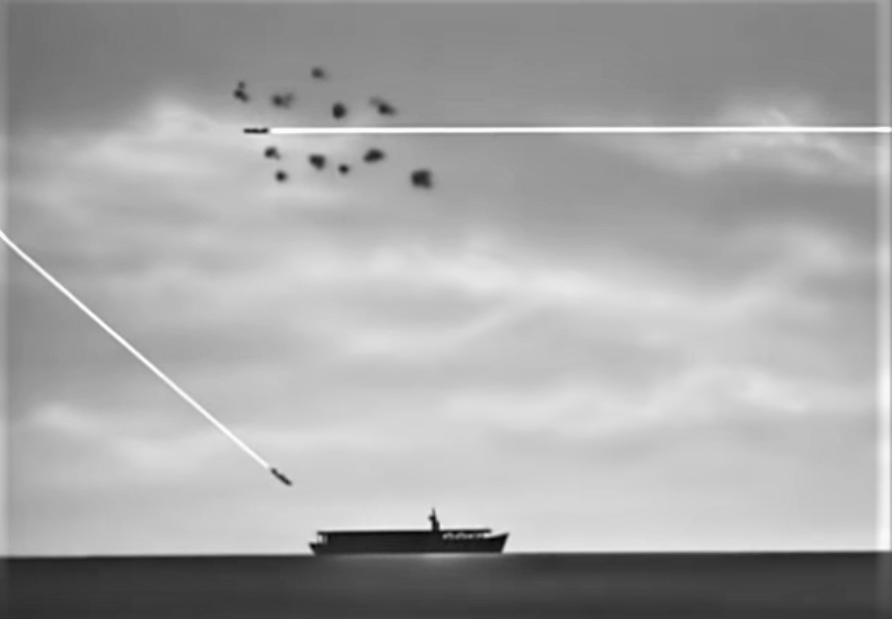
他の機が囮になって対空砲火を引きつけている間に急降下で突入するケース
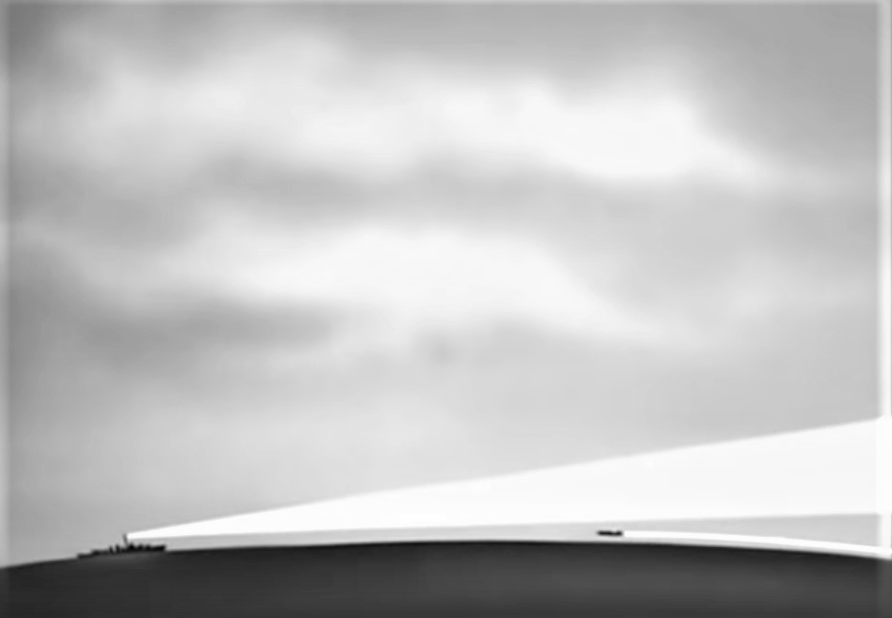
レーダー探知可能範囲外の超低空飛行で目標に接近するケース
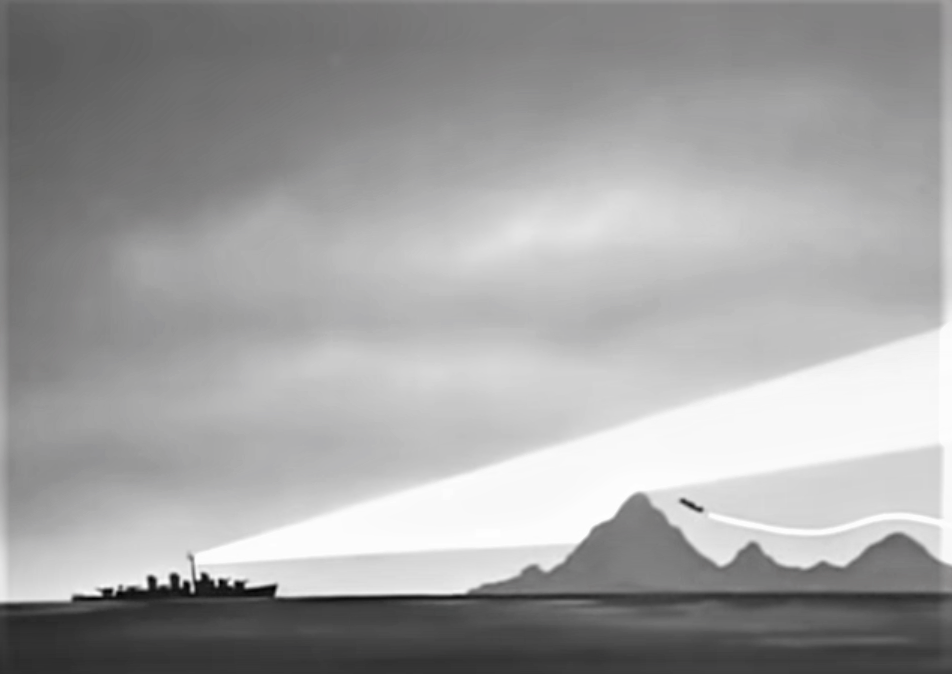
島影などに隠れながらレーダーに探知されないように目標に接近するケース
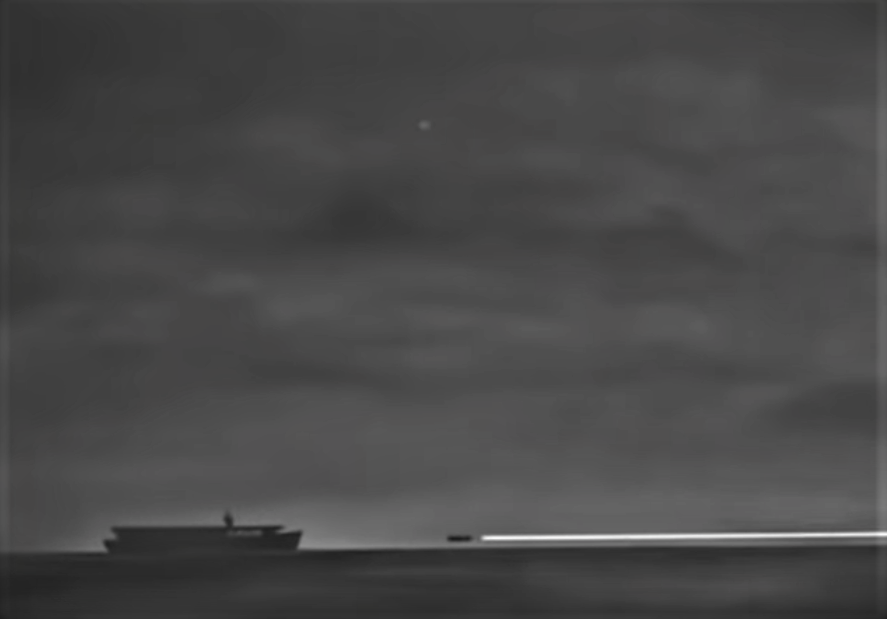
夜間や悪天候など視界不良時に低空飛行で目標に接近しそのまま突入するケース
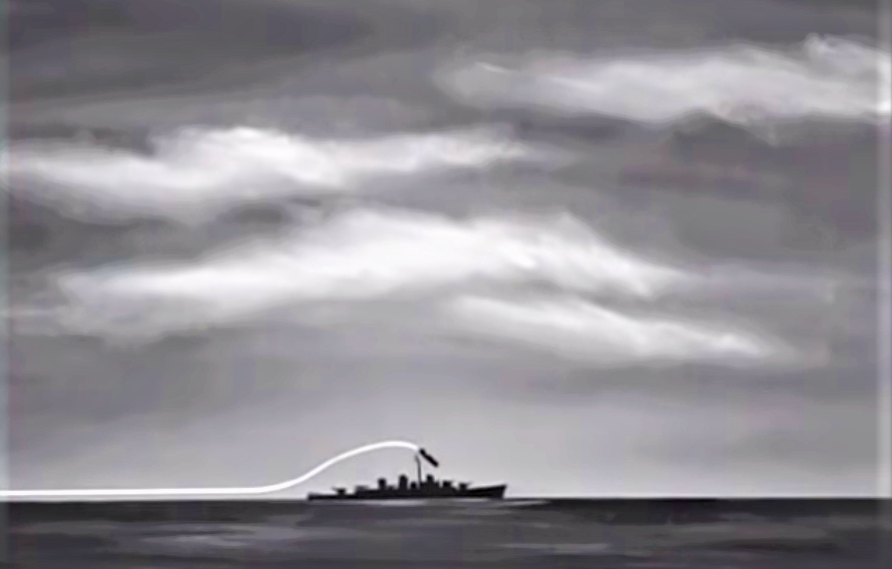
低空飛行で接近し目標の直前で上昇し急降下で重要箇所に突入するケース

特攻機の燃料搭載

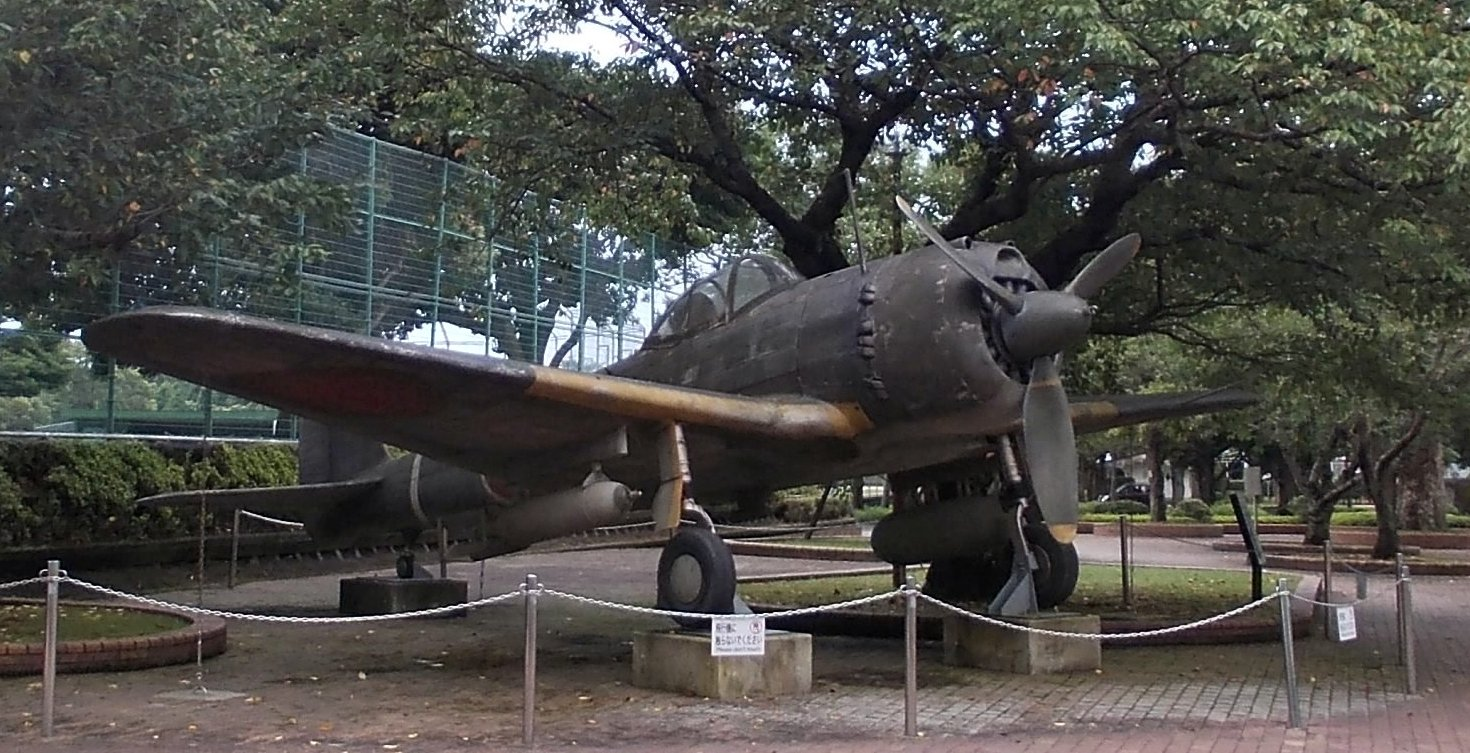
左翼に統一型落下タンク、右翼に250kg爆弾を懸吊している一式戦闘機の特攻機（知覧特攻平和会館展示）。これは映画「俺は、君のためにこそ死ににいく」の撮影のために制作された原寸大のモックアップであるが、当時の設計図を参考に精巧に作られている。

「特攻では敵艦に突入するから搭乗員は全員即死と決めてかかって片道の燃料しか積んでいなかった」との主張があるが、これは沖縄戦における陸軍特別攻撃隊員の宿舎で『振武寮』と呼ばれた施設に対する、エンジントラブル等で引き返した隊員は懲罰的に監禁されていたとする認識 などに伴う誤解で、あたかも特攻隊員が一度出撃したら引き返すことができないような認識をされていることがあるが、海軍の最初の神風特攻隊「敷島隊」は、悪天候に悩まされ1944年10月22日の初出撃以降3回連続で帰還し、陸軍航空隊の「富嶽隊」も初回の出撃では5機中4機が帰還するなど、特攻最初期から会敵できずに帰還する特攻機が存在するのは認識されており、事実誤認である。
フィリピンで海軍航空隊最初の特攻隊を出撃させた第201航空隊の第311飛行隊長横山岳夫中尉は、部下隊員に「例えば100の燃料があるなら、50まで行って敵が見えんかったら帰って来い。」「仮に戻れない場合は、燃料が尽きる前に陸地に不時着しろ。」と帰還の指示までおこなってから出撃させている。その理由は「目標が見つからなければ、燃料が尽きて墜落するだけだから、出撃させる以上は無駄には死なせたくない。」といった至極当然の理由であったという。
陸軍の下志津教導飛行師団においては、特攻隊員の教本「と號空中勤務必携」により帰還する方法や心得まで定められていた。内容は「中途から還らねばならぬ時は　天候が悪くて自信がないか、目標が発見できない時等　落胆するな　犬死してはならぬ小さな感情は捨てろ　国体の護持をどうする　部隊長の訓示を思い出せそして　明朗に潔く還ってこい」「中途から還って着陸する時は　爆弾を捨てろ　予め指揮官から示された場所と方法で　飛行場を一周せよ　状況を確かめ乍らたまっていたら小便をしろ（垂れ流してよし）　風向は風速は　滑走路か、路外か、穴は　深呼吸三度」というもの。実戦でも、飛行第62戦隊が九州沖航空戦中の1945年3月18日に、新海希典戦隊長が率いる特攻改修機「と」号機3機で浜松基地から沖合150kmに発見した敵機動部隊に向けて特攻出撃したが、機動部隊を発見できず出撃機の内2機が帰還しているが（新海の戦果確認機は未帰還）、地上で迎えた部隊指揮官は「ご苦労。よく帰ってきた。急いで死ぬばかりが国のためではない。よく休みなさい」と帰還機搭乗員らの労をねぎらっている。
沖縄戦においては、沖縄の制空権を完全にアメリカ軍に握られていたので、索敵も早朝に出した索敵機の報告に頼らざるを得ず、特攻機が到着するころには報告された海域から移動しているケースが殆どであったため、日本軍は初めから特攻機を数機ずつに分けて、報告のあった海域を中心に扇状の飛行コースで飛ばして、敵と接触した隊だけ突入するという戦術にせざるを得なかった。これを索敵と攻撃を同時に行うことから「索敵攻撃」と呼称したが、敵と接触できないことの方が多く、4回～5回覚悟を決めなおして出撃を繰り返す者もいた。日本海軍航空隊のエース・パイロット角田和男少尉は、特攻機ではなく直掩機として20回に渡り特攻機と出撃したが、そのうち敵機動部隊と接触したのはたった2回であった。角田は「一生懸命探しているんですが、なかなか見つからないものなんです」と述べているように、実際は初めから多くの特攻機が帰還することを前提の出撃となっていた。
特攻隊員たちが憂いなく出発できるように、出撃機には可能な限りの整備がなされたとも言われるが、現実問題として日本の工業生産力はすでに限界に達しており、航空機の品質管理が十分ではなかった ことや、代替部品の欠乏による不完全な整備から、特攻機の機体不調による帰投はも珍しいことではなかった。例えば、1945年5月4日に陸軍航空隊は62機を出撃させたが、そのうち1/3がエンジン不調などで引き返しており、第6航空軍司令官の菅原は頭を悩ませている。
沖縄戦での特攻では、日本本土から沖縄周辺海域までの距離は、鹿屋、知覧からでも約650km。レーダーピケット駆逐艦や戦闘機による戦闘空中哨戒(CAP)を避ける意味からも、迂回出来るならば迂回して侵入方向を変更するのが成功率を上げるためにも望ましく、また先行して敵情偵察や目標の位置通報を行うはずの大艇や陸攻もしばしば迎撃・撃墜され、特攻機自らが目標を索敵して攻撃を行わざるを得ない状況もあり、燃料は「まず敵にまみえるために」必要とされた。レーダーを避けるための低空飛行（空気抵抗の関係で燃料の消費大となる）と爆弾の積載のために、満タンの燃料でも足りなかったこともあるくらいで、出来る限り多くの燃料が積み込まれた。陸軍の一式戦は機体燃料タンクに加えて左翼下に燃料200L入りの統一型落下タンクを懸吊して出撃している。増槽内の燃料が減ってくると、右翼下には250kg爆弾が懸吊してあるため、爆弾の重量で機体が右に傾き操縦が困難になったという。
陸軍第六航空軍の青木喬参謀副長が「特攻隊に帰りの燃料は必要ない」と命令していた姿も目撃されているが その様な動きはむしろ例外で、陸軍第六航空軍の高級参謀は、戦後の米戦略爆撃調査団からの尋問で「特攻は通常攻撃より効果が大きい、その理由は爆弾の衝撃が飛行機の衝突によって増加され、また航空燃料による爆発で火災が起こる」と燃料による火災を特攻の大きな効果として認識しており、米戦略爆撃調査団による戦後の調査においても「命中時の効果を高める為、ガソリンが余分に積まれていた」ということが判明している。アメリカ軍も「特攻機は爆弾を積んでいなくてもその搭載燃料で強力な焼夷弾になる。」と、特攻機の燃料による火災を特攻の効果の一つとして挙げている。
特攻機が片道燃料しか搭載しなかったという誤った情報が広まった経緯について、知覧特攻平和会館の初代館長で、自らも振武隊員として特攻出撃した経験のある板津忠正は、「基地で丹念に機体を整備している整備員が、燃料がこれだけあれば十分だと言って満タンにせずに送り出せると思いますか？当時の整備員はできれば一緒に乗って行きたい心境でしたし」と、片道燃料で出撃させられたという事実を否定し、「戦場に着き、特攻が成功すれば、片道燃料だけですむということが戦後、一人歩きして、帰りの燃料は積まなかったと思われるようになったのです。片道燃料という説は、大きな誤りです。」と指摘している。燃料積載量については、一般に大型爆弾懸吊の上、特に低高度航進の場合は空気抵抗により燃料の消費量が大となるため、機種の性能、爆弾重量、飛行場の地質、航続距離を勘案して決定されたのではないかと思われる。南方資源地帯からの石油の輸送が途絶し、日本国内では燃料不足に陥っていたが、こと特攻用の航空燃料については優先的に確保されており、終戦時点でも100万バレルのストックがあった。戦後のアメリカ軍の調査によれば、1945年7～8月の日本軍の航空燃料使用量実績で換算すると、100万バレルはおよそ7か月分の備蓄量で20万機の特攻機を一度に出撃させられる量であり、特攻機の燃料を節約する必要はなかった。

#### 対空特攻

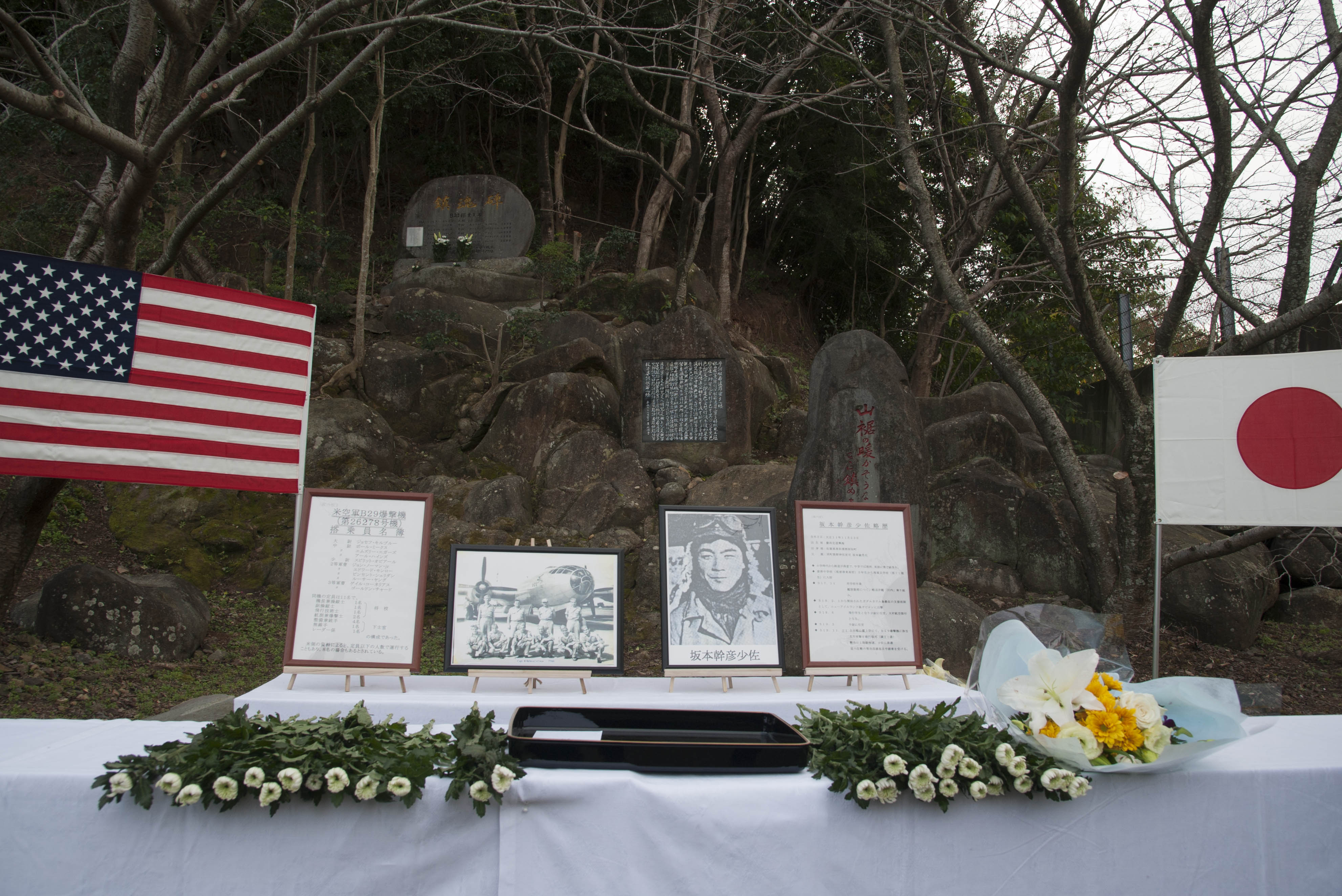
1944年11月21日長崎県大村市上空で、零戦でB-29に特攻して撃墜後戦死した坂本幹彦中尉（少佐に特進）と、撃墜されたB-29の11名のパイロットの慰霊碑

アメリカが入手した文書によれば日本軍は1939年12月から1942年7月にかけて戦闘機と志願パイロットによって空中衝突実験を行っている。その結果、敵に衝突することが最も効果的な方法という結論を得ている。
日本陸軍航空隊第10飛行師団で編成された対空特攻隊の震天制空隊で、中心戦力となった飛行第47戦隊の二式戦闘機「鍾馗」は、高高度性能が悪かったため、武装や防弾鋼板から燃料タンクの防弾ゴムに至るまで不要な部品を取り除いても、B-29の通常の来襲高度と同水準の10,500ｍまでしか上昇できなかった。B-29は特攻機を含む日本機の接近を知ると、目標の有無にかかわらず、全ての機銃で弾幕を張り、半径300mを機銃弾で覆い包んでしまったという。しかし唯一の死角がB-29の前下方で、そこから対進で攻撃するのが理想的であったが、一瞬のうちに接敵するため照準が困難で、特攻に失敗すると上昇姿勢となるため急速に失速し、B-29の銃座から恰好の目標となってしまうこと、またうまく離脱できても、高高度でのB-29と鍾馗の速度差から再度の攻撃が困難だという欠点があったという。
日本海軍でも日本陸軍と同様に、難敵B-29に対して自発的な空対空特攻が行われている。日本陸軍空対空特攻隊の初出撃に先駆けること3日前の昭和19年11月21日、第三五二海軍空所属の坂本幹彦中尉が零戦で迎撃戦闘中、長崎県大村市上空でB-29に体当たりして撃墜、戦死している。その後には組織的な対空特攻が行われたが、日本陸軍と比べると小規模で、第二二一海軍航空隊が1944年12月にルソン島でB-24爆撃機迎撃のために編成した「金鵄隊」と、訓練のみで終わった天雷特別攻撃隊にとどまった。金鵄隊は250kg爆弾で爆装した零戦6機で編成されたが、3度の出撃で体当りに成功しないまま3機未帰還となり、残機は対艦特攻任務へと切り替えられた。
大型攻撃機の編隊の中に突入して爆弾で自爆する特攻戦法も考案された。天雷特別攻撃隊においては零戦52型に3号爆弾を装備しB-29の編隊に前から50 - 60度の角度で侵入し敵一番機をかわした時に自爆ボタンを押し爆弾を爆発させる。直径250 - 300メートルの範囲でダメージを与えられると想定していた。戦闘機にやられず、味方にも被害がないように誘導機1機と特攻機1機の単機攻撃が原則であった。312空でも秋水によって同様の自爆特攻が予定されていた。
百中百死の対艦特攻と異なり、対空特攻ではB-29に特攻しても生還できた搭乗員も少なからず存在している。2回体当たりして2回とも生き残り、遂には沖縄艦船特攻で戦死した飛行第244戦隊の四之宮徹中尉や、同じくB-29に2回体当たりを敢行して生還した中野松美伍長 のような例もあり、搭乗員は落下傘降下やもしくは損傷した機体で生還できる可能性があったため、対艦船特攻のように100%死を覚悟しなければならないものではなかったが、死亡率は極めて高く、やはり特攻であることに変わりは無かった。
なお、これらの特攻は衆人環視の中で行なわれたものであったため、ラジオ放送では、敵機に体当たりしての戦死は名誉の戦死であり、青年は特攻隊員に志願すべきと呼びかけるなど戦意高揚に利用された。また、戦果の翌日は写真付で新聞紙面を飾ることが少なくなかったが、新聞の論説の中には、B-29のパイロットは全員打ち首にすべきであり、撃墜されてパラシュートで降下したアメリカ軍パイロットを見かけた場合は、報告する様にと国民によびかけるものまであった。
だが、一部では1機で2機を体当たり撃墜したような戦果もあったものの、全体的に見ると重防御を誇るB-29は、体当たりを受けて垂直尾翼が切断されながらも生還できた機体があったように、総合的な戦果はあまり芳しくなかった。B-29は日本本土空襲に延べ31,347機が出撃し、494機が任務中に失われたが、（日本本土爆撃において1回の攻撃あたりの最大の損失率は15.9%、平均1.38%であったと言われる。）その中で、対空特攻により撃墜したB-29は62機とも推定されている。しかし、こうした苦心の策を講じても、アメリカ軍による航空特攻を含む日本軍の本土防空戦力への評価は『poor（貧弱）』であった。
その後、硫黄島が占領され、B-29がP-51を初めとする優秀な最新鋭戦闘機を護衛に引き連れてくるようになると、さらに対空特攻は困難となっていった。また、日本本土決戦に備えて航空戦力の温存が図られるようになると、組織的な空対空特攻隊の編成は下火となっていった。しかし、そのような状況の中でもわずかながら戦果を挙げている。

#### 対陸上部隊特攻
対陸上部隊特攻は、航空機などの特攻兵器を使用した敵戦車、橋、司令部を目標とする体当たり、自爆攻撃のことである。主に、ソ連対日参戦以降に満州に侵攻してきたソ連軍地上部隊に対して行われたが、詳細はわかっていない。ソ連側の記録によれば、8月10日、特攻機3機が、第20親衛戦車旅団の戦車隊を攻撃しており、うち2機は撃墜されたが、3機目は戦車に体当たりした。8月12日から13日にかけても、第5親衛戦車軍の戦車に特攻が行われた。述べ14機の特攻機が飛来したが、ソ連軍戦闘機隊はそのうち3機を撃墜し、高射砲隊は2機を撃墜して撃退した。これらの攻撃による被害はごくわずかであった。
8月17日に関東軍司令官の山田乙三大将は各部隊に停戦命令を下達したが、極東ソ連軍司令官アレクサンドル・ヴァシレフスキー元帥がそれを黙殺したため、ソ連軍の満州侵攻は続き、現地部隊による特攻は継続された。8月18日には、第20、21機甲旅団の輸送隊が攻撃され、特攻隊は6機の航空機を失い、戦車と数台の車輛を撃破した。さらに、BM-13カチューシャの弾薬を運搬していた弾薬輸送車両数輌も特攻機により撃破されている。この時、ソ連軍兵士らはなんとか脱出し、死傷者は出なかった。 8月19日にも、9機の特攻機が第21戦車大隊を強襲、うち7機が激しい弾幕によって撃墜されたが、2機が戦車に突入して戦車1輌を撃破し1輌を損傷させた。他にも部隊名等詳細は不明であるが、6機の特攻機がソ連軍隊列を攻撃し、その結果、レンドリースのM4中戦車と医療車両の各1輌が撃破された。この日になってようやく山田とヴァシレフスキーの直接交渉による停戦が実現したが、その後も特攻は行われ、最後の特攻は8月20日に記録されている。ソ連参戦後、1945年8月中に50回にも渡って、日本軍による航空攻撃が侵攻してきたソ連軍地上部隊に対して繰り返されたが、特攻は大きな効果を上げることはなく、ソ連軍の侵攻に対してほとんど影響を与えなかった。
日本側のソ連軍に対する特攻の記録としては、8月18日北千島の陸海軍航空部隊によって占守島に侵攻してきたソ連赤軍艦艇や輸送船団に対する反撃が行われ、九七式艦上攻撃機が赤軍掃海艇КТ-152に命中し撃沈、特攻による連合軍最後の艦船の損害となった。同18日には、ウラジオストクに停泊していたソ連タンカータガンログに、第九〇一海軍航空隊所属の塩塚良二中尉の操縦する二式水上戦闘機が独断で特攻を仕掛けるが、対空砲火で撃墜されている。8月19日には、満州派遣第675部隊に所属した今田均少尉、二ノ宮清准尉以下10名の青年将校が、婚約者の女性2名を同乗させて、満州に侵攻してきたソビエト連邦軍の戦車隊に特攻している（「神州不滅特別攻撃隊」と呼称される。詳細は#選抜方法の日本陸軍項参照）。

### 空挺特攻
生還が極めて困難なエアボーン方式のコマンド作戦が行われた例があり、特別攻撃隊として評価されることがある。いずれも敵飛行場に航空機を用いて強行着陸し、地上部隊を突入させるものであった。最初の実行例は、レイテ島の戦いで高砂義勇兵によって編成された「薫空挺隊」を輸送機で強行着陸させようとした「義号作戦」である。同じレイテ戦では、正規空挺部隊である挺進部隊の大規模空挺作戦の「テ号作戦」でも、一部が海岸地帯の生還困難な飛行場へ強行着陸を試みている。
沖縄戦でも一時的に飛行場を制圧して対艦特攻を間接支援する目的で、挺進連隊の一部が「義烈空挺隊」として強行着陸を行っており、これも「義号作戦」と呼称している。沖縄戦中の1945年5月24日に12機の九七式重爆撃機に分乗した136名の義烈空挺隊が沖縄の読谷と嘉手納の飛行場に攻撃を謀ったが、激しい対空射撃で強行着陸できたのは読谷飛行場の1機のみであった。しかし搭乗していたわずか12名の空挺隊員はF4U戦闘機3機、C-47輸送機4機、PB4Y-2爆撃機2機の合計9機を撃破炎上させ、PB4Y-2爆撃機2機、F6F戦闘機3機、F4U戦闘機22機、C-47輸送機2機の合計29機が損傷させて、約70,000ガロンの航空燃料を焼き払い、海兵隊に22名の死傷者を出させたのちに全滅した。同飛行場は大きく混乱し半日使用不能に陥っている。このほか、マリアナ諸島の飛行場および原爆貯蔵施設を標的とした剣号作戦が計画されたが、終戦で実行に至らなかった。

### 水中特攻/水上特攻

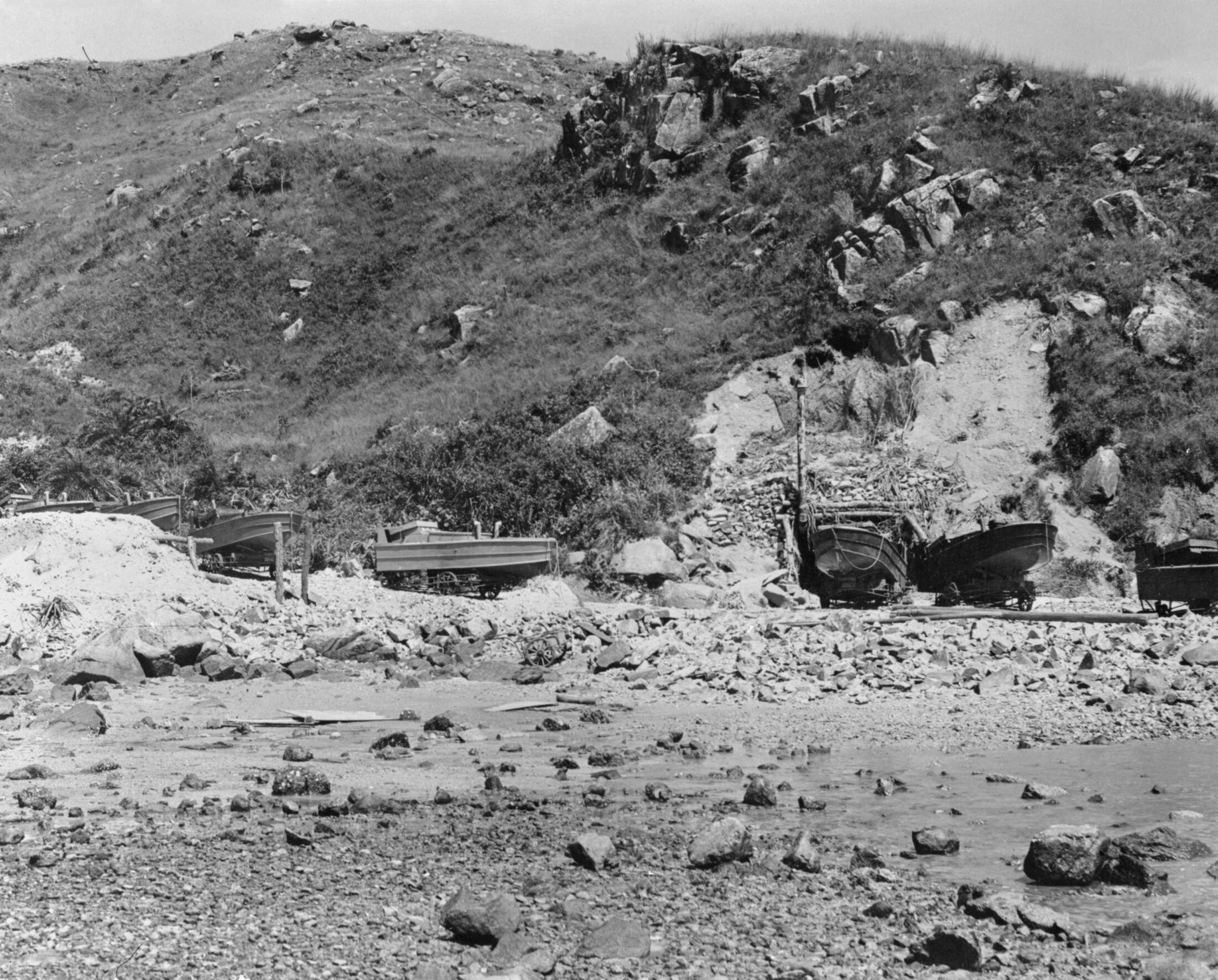
終戦後、香港で発見された震洋、香港にもアメリカ軍の侵攻に備えて3個震洋隊が配置されていた。

水中特攻、水上特攻は、回天、震洋などの特攻兵器を使用した敵艦船を目標とする体当たり、自爆攻撃のことである。
水上特攻は陸海軍とも当初は搭乗員の戦死が前提ではなく、陸軍の四式肉薄攻撃艇は敵艦近くの海中に爆雷を投下し、そのまま退避するのが前提であったが、実際に試作艇で試験してみると爆発時に生じる水柱の回避が困難なことが判明し、技術陣からそのまま体当たりした方が効率がいいという指摘がなされて、体当たり攻撃も可能な装備が付けられた。しかし、陸軍の原則はあくまでも爆雷投下後退避であり、1945年に作成された教範では、四式肉薄攻撃艇が「敵艦の側面に真っ直ぐ突進して爆雷を投下しUターンして退避する」とか「敵艦後方から両側から挟む様に2隻の特攻艇が敵艦に接近し、爆雷を投下してそのまま前進して退避する」とか「斜め後方より敵艦に接近し爆雷投下後直角に退避する」とかの攻撃法が図入りで説明されていた。実戦でも沖縄戦中の1945年4月9日に駆逐艦チャールズ・J・バジャーを攻撃した四式肉薄攻撃艇は、まだ暗い早朝4時に暗闇に紛れて気付かれず同艦に接近し爆雷投下後無事に退避している。この爆雷はチャールズ・J・バジャーのすぐそばで爆発し、艦体全体が湾曲し後部ボイラー室と機械室に大量に浸水し航行不能に陥る大損害を被った。一方で、同日夜に輸送艦スターを攻撃した四式肉薄攻撃艇は、退避が遅れて自分の爆雷の爆発で吹き飛んでいる。爆雷は4秒の時限信管付きで、投下後4秒間沈下し、水面下10mで直上の敵艦艇に最大の打撃を与えられた。しかし敵艦から10m離れると著しく威力が減少するため、実戦でも爆雷の投下までできたが敵艦に軽微な損傷しか与えられなかったケースが多くあった、そのため、自ら体当たりを選ぶ搭乗員も多かった。
一方で海軍の震洋は初めから体当たり攻撃用に開発されていたが、海軍中央は体当たり前の脱出を前提に開発を進めるよう要望している。昭和19年8月16日の特攻兵器に関する会議で連合艦隊参謀長草鹿龍之介中将が「せめて10分の1生還の途を考えてもらいたい」と意見し、海軍次官井上成美大将も捨身戦法は有益であるが、脱出装置は準備すべきと意見を述べている。これらの海軍の方針もあり、震洋の操舵輪には固定装置が付けられ、搭乗員は敵艦に命中する様にコースをセットしたら後ろから海に飛び込む様に設計されており、訓練所のあった海軍水雷学校で訓練したところ、走っている艇より海中に飛び込むことは容易で、スクリューに巻き込まれる事もなく安全であることが判明している。しかしこの固定装置は初期生産型のみの設置で、水雷学校で行われていた体当たり前に海中に脱出する訓練は、水雷学校の分校である長崎県川棚町の魚雷艇訓練所に訓練場所が移った後は行われなくなり、また訓練を受けている隊員たちもそのまま体当たりするのが当然と考えていた。

### 海上特攻
戦艦の巨砲で敵地へ突入し玉砕する戦法は海上特攻と呼ばれた。
海上特攻隊はマリアナ沖海戦の敗北後から神重徳大佐によって主張されていた。坊ノ岬沖海戦で行われた戦艦大和以下によって行われたものについて、豊田副武連合艦隊長官は「大和を有効に使う方法として計画。成功率は50%もない。うまくいったら奇跡。しかしまだ働けるものを使わねば、多少の成功の算あればと思い決定した」という。草鹿龍之介少将は大和の第二艦隊司令長官伊藤整一中将に「一億総特攻のさきがけになってもらいたい」と説得した。
戦艦の突入による玉砕攻撃は、豊田副武によって「海上特攻隊」と命名された。
海上特攻は、片道燃料での出撃を命じられていた。具体的には軍令部より2,000トンの重油が割り当てられ、連合艦隊もこれを了承、軍令部第一部長の富岡少将は連合艦隊参謀副長の高田少将にこれを厳守するよう命じていた。しかし連合艦隊の現場側は「はらぺこ特攻」を容認せず（参加駆逐艦長は「死にに行くのに腹いっぱい食わさないという法があるか!」と叫んだという）、呉鎮守府補給担当、徳山燃料廠まで巻き込み、責任追及を受けた場合には「命令伝達の不徹底であり過積載分は後日回収予定であったが果たせなかった」との口裏合わせまで行って燃料を補給し当初予定の5倍の燃料が搭載された。

### 陸上特攻
末期に日本陸軍では戦車に対戦車地雷を取り付けて敵戦車に体当たりする戦法や、歩兵が爆弾を抱えて敵戦車に体当たりする戦法が行われることが多数あった。

#### 戦車による対戦車特攻
日本軍戦車による対戦車特攻の実例としては、ルソン島の戦いの末期の1945年4月、第14方面軍の軍司令部の置かれていたバギオに連合軍が迫ってきた際に、司令官山下奉文大将が、司令部直轄戦車隊であった戦車第10連隊第5中隊の残存戦車3輌にアメリカ陸軍戦車部隊の侵攻阻止を命じたことから、中隊長の桜井隆夫中尉が、アメリカ軍の主力戦車であるM4中戦車と日本軍戦車の戦力差を考慮し、体当りでM4中戦車を撃退するため戦車特攻隊を編成したことがあげられる。
桜井は、丹羽治一准尉以下11名に、九五式軽戦車、九七式中戦車各1両での戦車特攻隊の編成を命じたが、その2輌の戦車には前方に先端に20kgの爆薬を装着した長さ1mの突出し棒を取付けてあるという異様な姿であった。また、2輌の戦車内に搭乗しきらなかった4名の戦車兵は、1輌に2名ずつタンクデサントすることとなったが、その車外戦車兵は各々爆雷を入れた雑嚢を抱え、手榴弾数発を腰から下げて肉弾で体当たり攻撃するつもりであった。
丹羽ら2輌に分乗した戦車特攻隊は、軍司令官山下の見送りを受けた後、バギオ近郊のイリサンまで進出すると、戦車を擬装し、アメリカ軍戦車隊を待ち受けた。17日午前9時、イリサン橋西北200mの曲がり角に差し掛かったアメリカ陸軍のM4中戦車に対して、擬装していた丹羽戦車隊が奇襲。不意の出現に慌てたアメリカ陸軍の先頭戦車は操縦を誤り50mの崖下に転落。さらに丹羽戦車隊の2両が後続車に体当り攻撃を仕掛けるため突進、M4中戦車の砲撃が丹羽が搭乗する九五式軽戦車の砲塔に命中し砲塔が吹き飛ばされたが、それに構わず2輌の日本軍戦車はそのままM4戦車に体当たりした。タンクデサントをしていた戦車兵らも、戦車の体当たり直前に戦車から飛び降り。戦車が突入すると同時にM4中戦車に体当たり攻撃をした。生き残った日本軍戦車兵は、M4中戦車から脱出しようとするアメリカ軍戦車兵に手榴弾を投擲したり、軍刀を抜刀して斬り込みした。
双方の戦車4両が爆発炎上して、その残骸がアメリカ軍戦車隊の侵攻路を妨害することとなったが、イリサン近辺の道路は狭隘であったために、戦車残骸の除去は難航、アメリカ陸軍は約1週間の足止めを受け、その間にバギオの司令部は、大量の傷病兵や軍需物資と共に整然と撤退することができた。日本の公刊戦史ではこれを「戦車の頭突き」と称している。

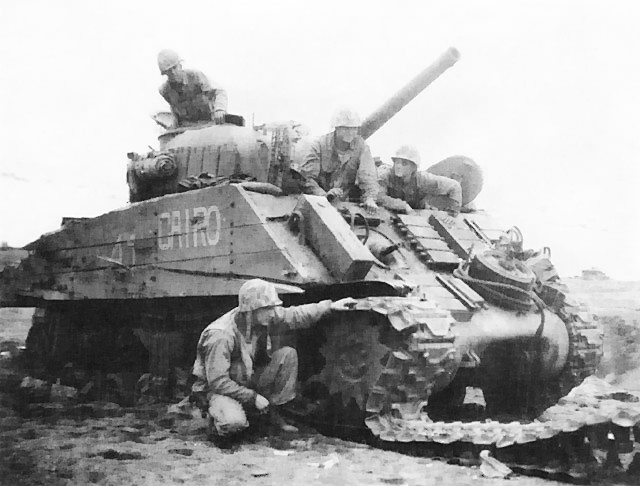
硫黄島の戦いで対戦車地雷で擱座したM4中戦車、九九式破甲爆雷対策として増加装甲が貼り付けられている

#### 歩兵による対戦車特攻
日本軍歩兵は連合軍が大量に投入してきた戦車に対して、相応の距離で阻止できる速射砲や野砲といった火砲や歩兵携帯の対戦車装備（他国ではアメリカのバズーカやドイツのパンツァーファウスト、イギリスのPIATとして大戦中に使用）を十分に保有していなかったため、戦車との近接戦闘を工夫せざるを得なくなった。
さまざまな形式の対戦車挺身肉弾攻撃が行われているが、制式装備による近接攻撃としては、九九式破甲爆雷を戦車の装甲板に吸着し爆発させる攻撃があった。日本軍歩兵は九九式破甲爆雷を持って敵戦車に肉薄し、車体に磁力で吸着させ、信管部分の安全ピンを引き抜いて頭部を叩くと、約5秒後に爆発する仕組みとなっていた。手榴弾のように投擲して使用することもあった。装甲板に吸着できた場合、1個の爆雷で約20mm、2個の爆雷を重ねて吸着しても30mmの貫通力と、決して破壊力があるとは言えなかったが、軽戦車には十分な威力であり、ビルマの戦場では判明しているだけで1か月間で6輌のM3A3戦車が撃破され、アメリカ陸軍情報部の報告書では「最近のビルマの戦闘経験に照らして、この報告（九九式破甲爆雷による損害）は、明らかに連合軍戦車に対する日本軍の主要な脅威の1つになるだろう。」と分析していた。また破甲爆雷は、沖縄の飛行場に突入した義烈空挺隊も使用しており、航空機撃破に威力を発揮している。
1944年末、沖縄を含む南西諸島に連合軍侵攻の懸念が高まると、陸軍参謀本部後宮次長が、第32軍八原高級参謀らの各軍参謀に「わが対戦車砲は数が少なく、しかも熾烈な敵の砲撃により直ちに破壊されてしまう。貧乏人が金持ちと同じ戦法で戦えば、負けるに決まっている。そこで日本軍には「新案特許」の対戦車戦法が発案された。それは10kgの火薬を入れた急造爆薬を抱えて、敵戦車に体当たりして爆破するのだ。実験の結果によると、この10kg爆薬をもってすれば、いかなる型の敵戦車でも撃破可能である。」との特攻戦術を披歴した。第32軍は後宮の戦術を参考に、段ボール大の木箱に爆薬を詰め込んだ急造爆雷を多数準備した。やがて沖縄に連合軍が上陸してくると、日本兵はこの急造爆雷をアメリカ軍戦車のキャタピラに向けて投げつけるか、もしくは爆雷をもったまま体当たり攻撃をかけた。この特攻戦術は効果があり、激戦となった嘉数の戦いでは、この歩兵による体当たり攻撃で1日に6輌のM4中戦車が撃破され、アメリカ陸軍の公式報告書でも「特に爆薬箱を持った日本軍兵士は、（アメリカ軍）戦車にとって大脅威だった。」と警戒していた。
アメリカ軍戦車兵は、急造爆雷や九九式破甲爆雷で対戦車特攻を行ってくる日本兵を警戒し、戦車を攻撃しようとする日本兵を見つけると、優先して車載機銃で射撃したが、日本兵が抱えている爆雷に銃弾が命中すると爆発し、周囲の日本兵ごと吹き飛ばしてしまうこともあった。また、戦車内に多数の手榴弾を持ちこみ、対戦車特攻の日本兵が潜んでいそうな塹壕を見つけると、戦車のハッチを開けて塹壕に手榴弾を投げ込み、特攻するため潜んでいた日本兵を掃討している。
しかし、アメリカ軍戦車にとっての一番の脅威は対戦車特攻ではなく、一式機動四十七粍砲や九〇式野砲といった対戦車砲か九三式戦車地雷であったという。対戦車特攻で主に使用された急造爆雷は、爆風が外に広がり戦車に大きな損傷を与えないケースも多かった。他にも、刺突爆雷といって円錐状の成形炸薬弾頭を棒の先に取り付け、敵の戦車を文字通り突いて爆発させるという兵器も開発して、実際に運用していたが効果は不明である。
対戦車特攻を含めた連携により、沖縄戦で第32軍はM4中戦車だけで、272輌(陸軍221輌 海兵隊51輌）を撃破している。

### 特攻兵器

#### 海軍
戦闘機
- 零式艦上戦闘機 - 沖縄戦特攻出撃延機数　602機　内未帰還　320機

爆撃機・攻撃機
- 九六式艦上爆撃機 - 沖縄戦特攻出撃延機数　12機　内未帰還　10機
- 九九式艦上爆撃機 - 沖縄戦特攻出撃延機数　135機　内未帰還　105機
- 艦上爆撃機「彗星」 - 沖縄戦特攻出撃延機数　251機　内未帰還　140機
- 九七式艦上攻撃機 - 沖縄戦特攻出撃延機数　95機　内未帰還　73機
- 艦上攻撃機「流星」 - 沖縄戦・本土近海特攻出撃延機数　21機　内未帰還　13機
- 艦上攻撃機「天山」 - 沖縄戦特攻出撃延機数　39機　内未帰還　28機
- 陸上爆撃機「銀河」 - 沖縄戦特攻出撃延機数　155機　内未帰還　78機
- 一式陸上攻撃機 - 沖縄戦特攻出撃延機数　78機　内未帰還　52機　全て桜花母機としての出撃

練習機
- 白菊 - 沖縄戦特攻出撃延機数　115機　内未帰還　56機
- 九三式中間練習機 - 沖縄戦特攻出撃延機数　11機　内未帰還　7機

偵察機
- 零式水上偵察機 - 沖縄戦特攻出撃延機数　水偵合計　75機　内未帰還　39機
- 零式水上観測機
- 九四式水上偵察機

特殊潜航艇
- 甲標的
- 蛟龍

特攻専用兵器
- 回天
- 震洋
- 海竜
- 桜花
- 伏龍

#### 陸軍
陸軍にあっては、特別攻撃隊の任務に共せられる機体を全般に「と」号機と称し、大型爆弾の装備、爆装による過重を軽減するために任務には不要となる兵装や備品の一部撤去を行った。
また、体当り時に爆弾の信管を作動させるために機体内部からの操作より爆弾の安全装置解除を行う改修が行われた例も多い。
また、多くは爆弾が投下可能となっていた。爆弾が投下出来ないようにする処置は、不時着時に多くの危険が伴う事が理由と考えられる。
「爆弾を機体に溶接」「ワイヤーで固定」等と様々な伝承があり、海軍の第三攻撃飛行隊に所属した増戸興助は、錆びたワイヤーロープで爆弾をぐるぐる巻きに固定した九九式襲撃機3機を喜界島で目撃している。
なお、四式重爆撃機「飛龍」改修機のみを指して「と」号機とする認識は誤りである。
戦闘機
- 九七式戦闘機 - 沖縄戦特攻出撃延機数　173機
- 一式戦闘機「隼」 - 沖縄戦特攻出撃延機数　171機
- 二式複座戦闘機「屠龍」 - 沖縄戦特攻出撃延機数　23機
- 三式戦闘機「飛燕」 - 沖縄戦特攻出撃延機数　98機
- 四式戦闘機「疾風」 - 沖縄戦特攻出撃延機数　118機

爆撃機・襲撃機
- 九九式双軽爆撃機 - 沖縄戦特攻出撃延機数　2機
- 九九式襲撃機 - 沖縄戦特攻出撃延機数　156機
- 九七式重爆撃機 - 東南アジアで特攻出撃あり
- 一〇〇式重爆撃機 - フィリピンで特攻出撃あり
- 四式重爆撃機「飛龍」 - 沖縄戦特攻出撃延機数　5機
- 二式双発襲撃機 - 沖縄戦特攻出撃延機数　12機

練習機
- 九九式高等練習機 - 沖縄戦特攻出撃延機数　62機
- 二式高等練習機 - 沖縄戦特攻出撃延機数　1機

偵察機
- 九八式直協偵察機 - 沖縄戦特攻出撃延機数　26機
- 九九式軍偵察機 - 沖縄戦特攻出撃延機数　15機　（ほぼ同型の九九式襲撃機と混用されたため、正確な機数の把握は困難と思われる。）
- 一〇〇式司令部偵察機 - 沖縄戦特攻出撃延機数　7機

特攻専用兵器
- 剣
- 桜弾
- タ号
- 四式肉薄攻撃艇（マルレ）

#### 練習機による特攻

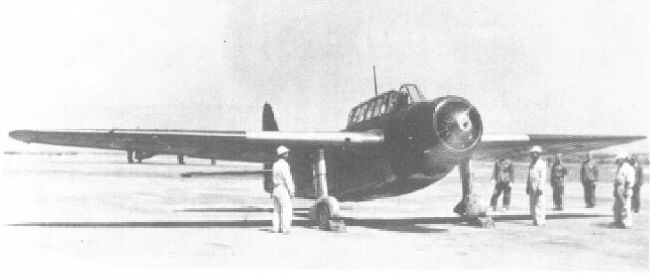
大戦末期に特攻機として投入された練習機白菊、低速であったが操縦性・安定性は優秀で特攻以外にも対潜哨戒や輸送などの実戦任務にも投入されていた

大戦末期には、本土決戦用に新型機や高性能機を温存させるために、本来戦闘には適さない低性能の機体、陸軍の九九高練、二式高練、海軍の機上作業練習機「白菊」、複葉練習機（九五式一型練習機・九三式中間練習機）などの練習機も特攻用に爆弾装備可能に改修、実戦で特攻作戦に使用された。練習機は、ガソリンを極力温存するためにアルコールを混入した「八〇丙」と言う劣悪な燃料でも飛行可能であったのも投入理由の一つである。実戦機に比べ非力な300馬力から800馬力程度のエンジンを積み、元々鈍足な上に重量のある爆弾を無理やり搭載していたため極端に速度が遅かった。
日本軍側もその低速ぶりは問題視しており、1945年5月25日に夜間特攻攻撃に特攻出撃した練習機白菊を発見したレーダーピケット艦が、「85 - 90マイル（時速140km/h前後）の日本機がアメリカ軍の駆逐艦を追っている」という打電を行ったが、その無電を傍受して聞いた第5航空艦隊の参謀が、「アメリカ軍の駆逐艦が日本機（白菊）を追いかけている」と聞き違いするぐらいであった。第5航空艦隊司令宇垣纏中将も「特攻機も機材次第に欠乏し練習機を充当せざるべからずに至る。夜間は兎も角昼間敵戦闘機に会して一たまりもなき情なき事なり（中略）数はあれども之に大なる期待はかけ難し」と、機材欠乏で練習機を特攻機にせざるを得ない状況となったが、戦力にはならないとの見解を示している。
実際にこの25日の夜間には練習機白菊合計49機（未帰還19機）が出撃しているが、駆逐艦ゲストに軽微な損傷を与えたのみだった。
練習機で出撃する搭乗員は年端もいかない少年兵が多く、その出撃時の指揮官と少年兵らのやり取りを聞いていた当時報道班員をしていた作家山岡荘八は、少年兵らの幼さにやりきれない思いになったという。ある少年兵が「沖縄に到達したらどのような艦船を目指せばいいんですか？」と質問したのに対し、指揮官が目を涙で真っ赤にしながら「艦種なんてなんでもいい、沖縄には敵はゴマンといるんだから目をつむってブンブン回せ、そしたら敵の方から当たってくれる。まごまごしてると撃ち落されるぞ」と答え、少年兵らが「はーい」と無邪気に返事をしているのを見て、居た堪れなくなってその場を立ち去り、葉桜の陰で慟哭したという。
しかし、司令部の期待度の低さに反して、白菊特攻は戦果を挙げるようになり、1945年5月28日に駆逐艦ドレクスラー、1945年6月21日に輸送駆逐艦バリー と中型揚陸艦 LSM-59の合計3隻を撃沈する戦果を挙げている。撃沈された駆逐艦ドレクスラーの乗組員は、白菊が通常の日本機よりも速度が速いと感じ、操縦も対空砲火を交わしながらほぼ艦中央に突入する巧みさであったため、実際は訓練も十分でなかったはずの白菊搭乗員であるが、非常に経験を積んだパイロットに見えたという。
劣速のため日中の攻撃ができず、苦肉の策で夜間攻撃を主に運用された白菊特攻隊ではあったが、夜間の特攻はレーダーを最大限活用していたアメリカ海軍艦艇にも脅威であり、特攻機が対空砲火の曳光弾を辿って、艦の中央部にある煙突などの重要箇所に突っ込んでくるため、夜間の特攻機に対する各艦個別の発砲を禁じたほどであった。
また終戦直前には、複葉機の九三式中間練習機も特攻に投入されたが、1945年7月29日出撃の「第3龍虎隊」が駆逐艦キャラハンを撃沈し、30日にはカッシン・ヤングを大破させプリチェットに損傷を与えた。
九三式中間練習機は7機の損失（出撃11機）で3隻（命中4機）の駆逐艦を撃沈破する戦果を挙げており、有効率が非常に高かったため、アメリカ軍は練習機での特攻を脅威と認識、効果が大きかった要因を以下のように分析し、高速の新鋭機による特攻と同等以上の警戒を呼び掛けている。
- 木製や布製でありレーダーで探知できる距離が短い。
- 近接信管が作動しにくい（通常の機体なら半径30mで作動するが、93式中間練習機では9mでしか作動しない）。
- 非常に機動性が高く、巧みに操縦されていた[注 9]。

アメリカ側はこういった練習機や、九九式艦上爆撃機の様に通常攻撃では連合国軍艦隊に通用しなくなっていた固定脚等の旧式機が、特攻では戦果を挙げていることを見て「こうした戦術（特攻）は、複葉機やヴァル（九九式艦上爆撃機）のような固定脚の時代遅れの航空機でも作戦に使用できるという付随的な利点があった」と、特攻では、旧式機でも戦力になると前向きな評価をしていた。

### 代替案
1944年5月、飛行第5戦隊長高田勝重少佐らの自発的な体当たり攻撃に対し、第一陸軍航空技術研究所の大森丈夫航技少佐と第二陸軍航空技術研究所の小笠満治少佐は「100％戦死する体当たり攻撃は技術者の怠慢を意味する不名誉なこと」として親子飛行機構想を提案したことで「イ号」の計画が進められた、1944年春のうちに遠隔操作・無線誘導（手動指令照準線一致誘導方式）の誘導爆弾であるイ号一型甲無線誘導弾・イ号一型乙無線誘導弾と自動音響追尾式対艦ミサイルのイ号一型丙自動追尾誘導弾が陸軍航空本部によって研究が開始された。
イ号一型乙無線誘導弾は実用化にこぎつけ150機を量産するも敗戦を迎え実戦には投入されなかった。敵艦艇の防空砲火射程外から投下できても、母機は誘導爆弾を誘導する為に敵艦に接近せねばならず、防空砲火の絶好の目標となってしまうと、誘導爆弾の開発に携わった陸軍航空本部坂本英夫部員は指摘している。陸軍は母機からの誘導が必要ないパッシブホーミング方式を採用した赤外線対艦誘導爆弾のケ号自動吸着弾も開発中であった。しかし、イ号一型丙自動追尾誘導弾と同じく試験中に敗戦を迎え、結局特攻に代わる兵器を開発できずに終わった。
対艦ミサイルや誘導爆弾といった無人の誘導兵器であれば、投下高度と命中精度を両立でき、実際に運用されたドイツ軍の誘導爆弾フリッツXは高度6000mから投下され音速近い速度が出たと言われるが、オペレーターが目視で手動で誘導しなくてはならなかったため、誘導兵器でありながら、命中率や命中誤差はオペレーターの技量に大きく依存していた。またオペレーターの誘導のために、母機が命中まで目標上空を旋回飛行しなければならず母機の損失が増大したため使用が中止された。

## 効果

### 戦果

#### 艦船
撃沈
参考文献
| 艦種       | 船体分類記号 | 撃沈艦（航空特攻） | 撃沈艦（水中特攻） | 撃沈艦（水上特攻） | 除籍艦 |
| ---------- | ------------ | ------------------ | ------------------ | ------------------ | ------ |
| 護衛空母   | CVE          | 3隻                |                    |                    | 1隻    |
| 駆逐艦     | DD           | 15隻               | 1隻                |                    | 9隻    |
| 護衛駆逐艦 | DE           | 1隻                | 1隻                |                    | 1隻    |
| 掃海駆逐艦 | DM           | 2隻                |                    |                    | 5隻    |
| 輸送駆逐艦 | APD          | 4隻                |                    |                    | 5隻    |
| 駆潜艇     | SC・PC       | 1隻                |                    | 1隻                | 1隻    |
| 掃海艇     | AM・YMS      | 3隻                |                    |                    |        |
| 魚雷艇     | PT           | 2隻                |                    | 2隻                |        |
| 戦車揚陸艦 | LST          | 6隻                |                    | 1隻                | 2隻    |
| 中型揚陸艦 | LSM          | 7隻                |                    | 1隻                |        |
| 上陸支援艇 | LCS          | 2隻                |                    | 3隻                | 1隻    |
| 歩兵揚陸艇 | LCI          | 1隻                | 1隻                | 2隻                |        |
| 上陸用舟艇 | LCVP         |                    |                    | 3隻                |        |
| タグボート | AT           | 1隻                |                    |                    |        |
| 宿泊艦     |              |                    | 1隻                |                    |        |
| タンカー   | AO・IX       | 1隻                | 2隻                |                    |        |
| 輸送艦     |              | 7隻                |                    |                    |        |
| 合計       |              | 56隻               | 6隻                | 13隻               | 25隻   |

損傷
※損傷艦数は延べ数
| 艦種         | 船体分類記号 | 損傷艦（航空特攻） | 損傷艦（水中特攻） | 損傷艦（水上特攻） |
| ------------ | ------------ | ------------------ | ------------------ | ------------------ |
| 戦艦         | BB           | 16隻               |                    |                    |
| 正規空母     | CV           | 21隻               |                    |                    |
| 軽空母       | CVL          | 5隻                |                    |                    |
| 護衛空母     | CVE          | 16隻               |                    |                    |
| 重巡洋艦     | CA           | 8隻                |                    |                    |
| 軽巡洋艦     | CL           | 8隻                |                    |                    |
| 駆逐艦       | DD           | 91隻               | 2隻                | 4隻                |
| 護衛駆逐艦   | DE           | 24隻               |                    |                    |
| 掃海駆逐艦   | DM           | 26隻               |                    |                    |
| 輸送駆逐艦   | APD          | 17隻               |                    |                    |
| 水上機母艦   | AV           | 4隻                |                    |                    |
| 潜水艦       | SS           | 1隻                |                    |                    |
| 駆潜艇       | SC・PC       | 1隻                |                    |                    |
| 掃海艇       | AM・YMS      | 16隻               |                    | 1隻                |
| 魚雷艇       | PT           | 4隻                |                    |                    |
| 戦車揚陸艦   | LST・LCT     | 15隻               |                    | 4隻                |
| 中型揚陸艦   | LSM          | 4隻                |                    |                    |
| 上陸支援艇   | LCS          | 13隻               |                    | 2隻                |
| 歩兵揚陸艇   | LCI          | 7隻                |                    | 2隻                |
| 哨戒艇       | FS           |                    |                    | 2隻                |
| 魚雷艇母艦   | AGP          | 1隻                |                    |                    |
| ドッグ艦     | ARL          | 2隻                |                    |                    |
| 病院船       | AH           | 1隻                |                    |                    |
| タグボート   | AT           | 1隻                |                    |                    |
| タンカー     | AO・IX       | 2隻                |                    |                    |
| 攻撃輸送艦   | AKA・APA     | 18隻               | 1隻                | 3隻                |
| 防潜網設置艦 | AKN          | 1隻                |                    |                    |
| 傷病者輸送艦 | APH          | 1隻                |                    |                    |
| 輸送艦       |              | 35隻               | 5隻                | 1隻                |
| 合計         |              | 359隻              | 8隻                | 19隻               |

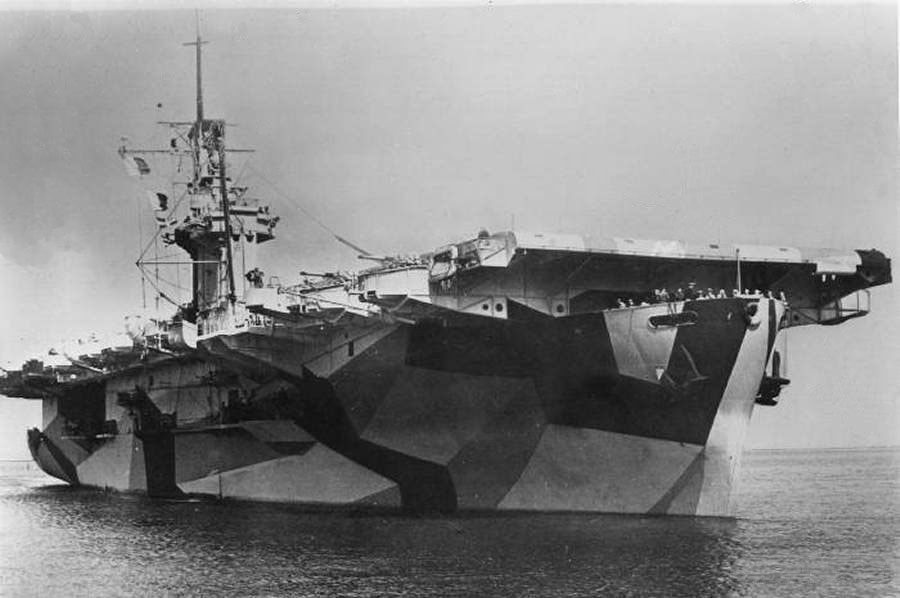
神風特別攻撃隊、敷島隊の特攻で撃沈された護衛空母セント・ロー

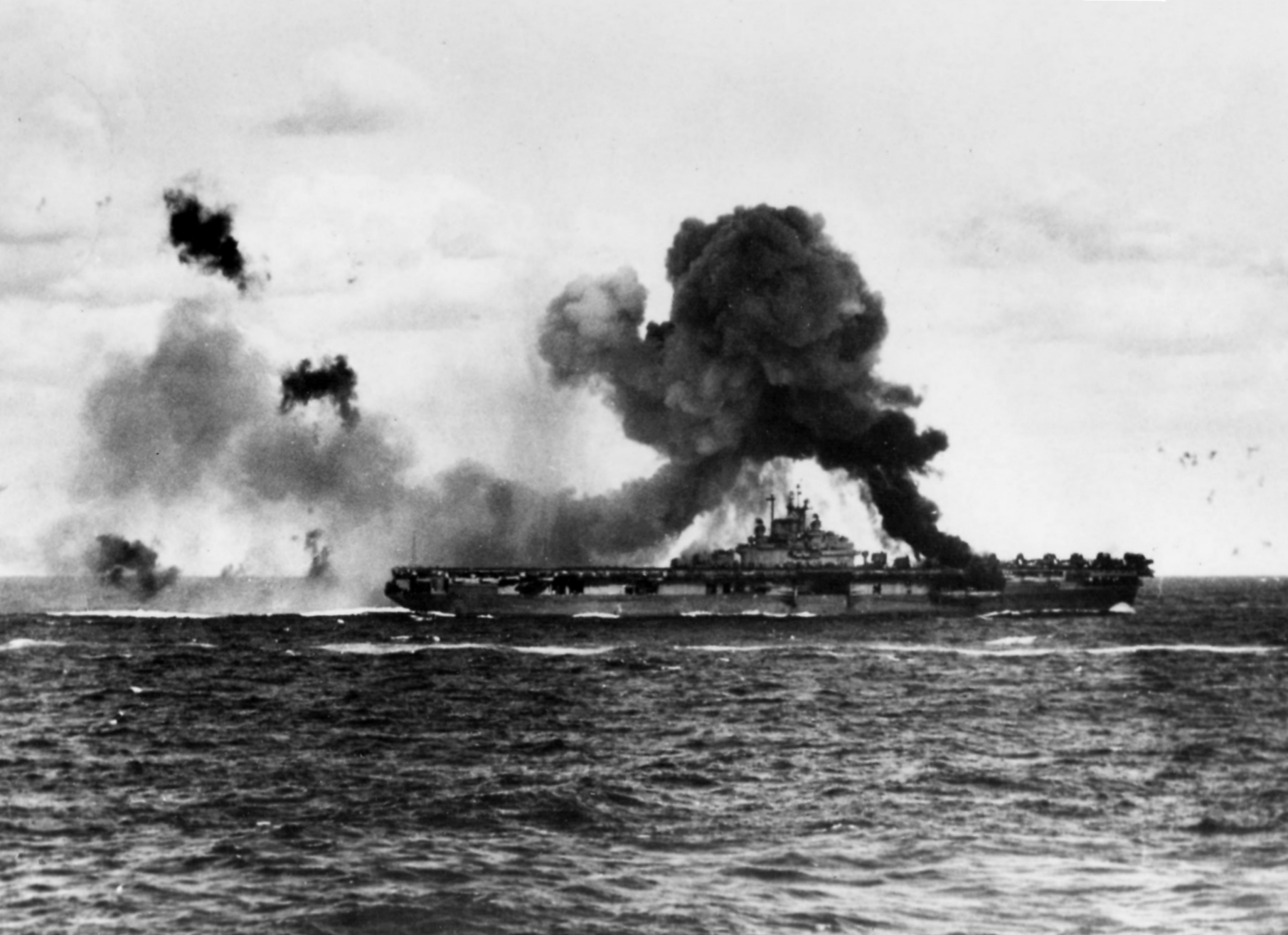
沖縄戦にて特攻機の命中で大破した正規空母イントレピッド

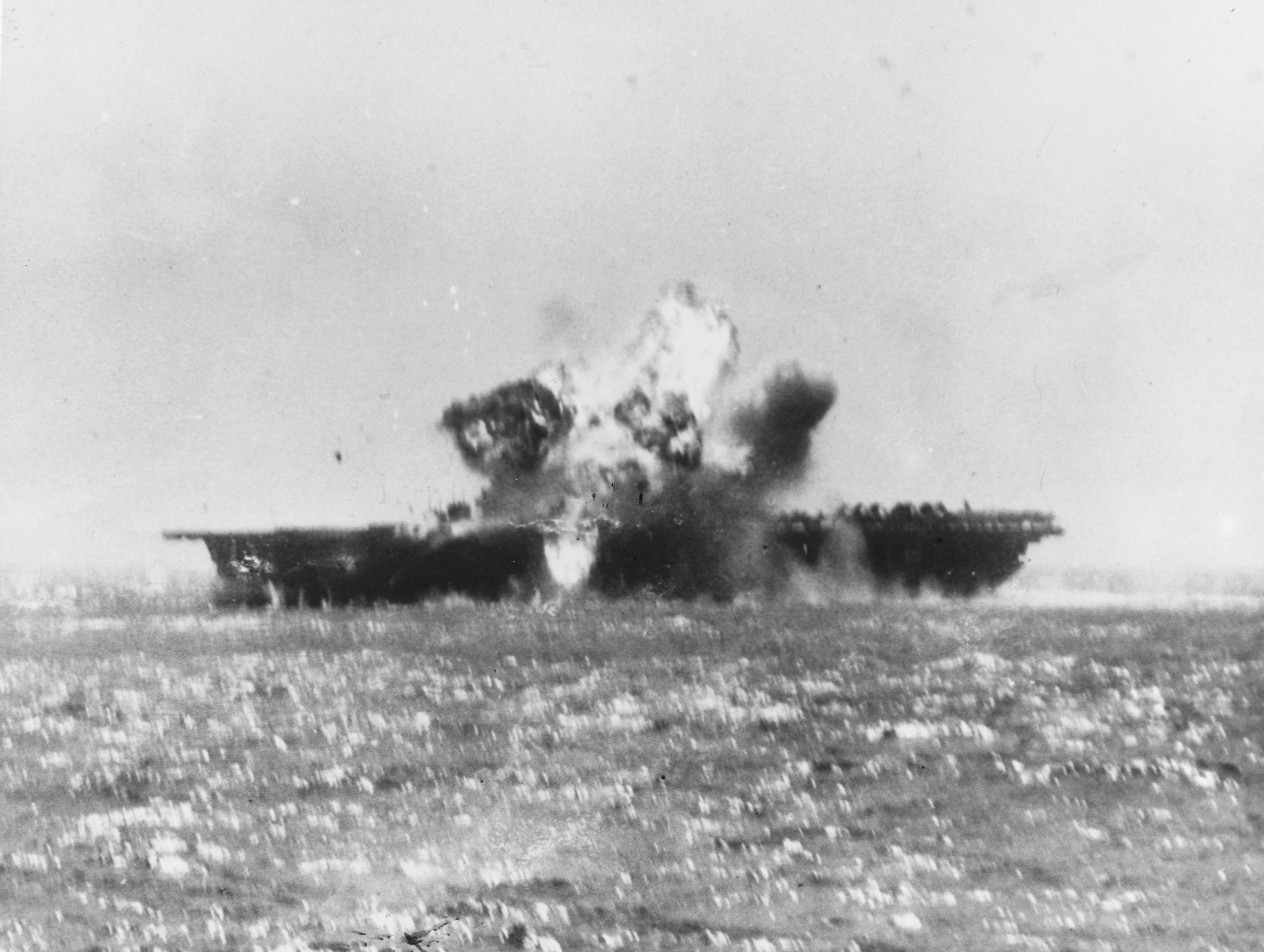
フィリピン戦で正規空母エセックスに特攻機が命中した瞬間

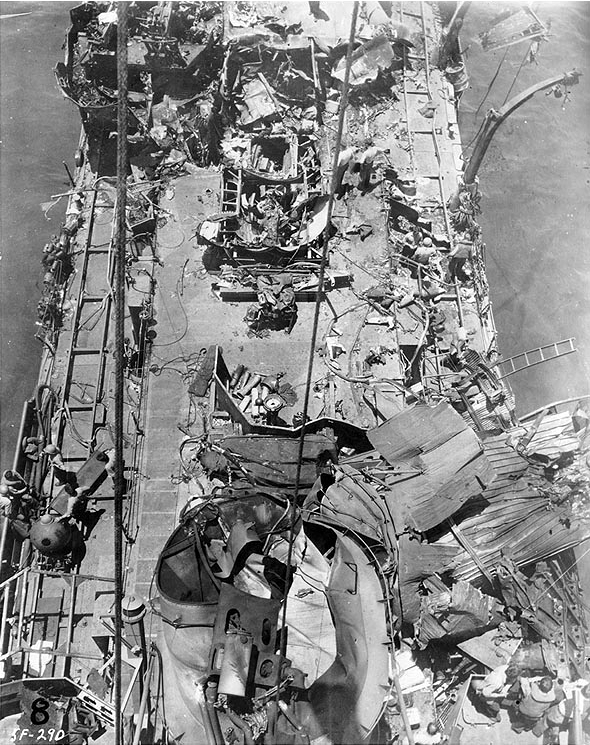
沖縄戦で特攻機の命中により大破した駆逐艦アーロン・ワード

特攻の戦果は、航空特攻で撃沈57隻　戦力として完全に失われたもの108隻　船体及び人員に重大な損害を受けたもの83隻　軽微な損傷206隻（元英軍従軍記者オーストラリアの戦史研究家デニス・ウォーナー著『ドキュメント神風下巻』）。航空特攻で撃沈49隻　損傷362隻　回天特攻で撃沈3隻　損傷6隻　特攻艇で撃沈7隻　損傷19隻　合計撃沈59隻　損傷387隻（イギリスの戦史研究家Robin L. Rielly著『KAMIKAZE ATTACKS of WORLD WAR II』）、航空特攻によるアメリカ軍のみの損害で、66隻が撃沈ないし修理不能、400隻が損傷など諸説ある。
アメリカ軍の特攻損害の公式統計は、「44カ月続いた戦争のわずか10カ月の間にアメリカ軍全損傷艦船の48.1%　全沈没艦船の21.3%が特攻機（自殺航空機）による成果であった」。「アメリカが（特攻により）被った実際の被害は深刻であり、極めて憂慮すべき事態となった」 とアメリカ軍の損害が極めて大きかったと総括している。
自らもイギリス軍の従軍記者として、空母フォーミダブルで取材中に特攻で負傷した経験を持つデニス・ウォーナーは「航空特攻作戦は、連合軍の間に誇張する必要もない程の心理的衝撃を与え、またアメリカ太平洋艦隊に膨大な損害を与えた。アメリカ以外の国だったら、このような損害に耐えて、攻勢的な海軍作戦を戦い続ける事はできなかったであろう。」「そして、日本軍の特攻機だけがこのような打撃を敵（アメリカ海軍）に与える事が可能であったことだろう。」と結論付けている。

#### B-29
B-29乗員報告による、日本軍から対空特攻を受けた出撃一覧表。
| 作戦番号    | 日付               | 爆撃目標    | 航空団                         | 出撃したB-29 | B-29損失数 |
| ----------- | ------------------ | ----------- | ------------------------------ | ------------ | ---------- |
| 7号         | 1944年8月20日      | 八幡        | 第58爆撃団                     | 88機         | 14機       |
| 7号         | 1944年11月24日     | 東京        | 第73爆撃団                     | 111機        | 2機        |
| 10号        | 1944年12月3日      | 東京        | 第73爆撃団                     | 86機         | 5機        |
| 19号        | 1944年12月7日      | 奉天        | 第58爆撃団                     | 108機        | 7機        |
| 12号        | 1944年12月13日     | 名古屋      | 第73爆撃団                     | 90機         | 4機        |
| 13号        | 1944年12月18日     | 名古屋      | 第73爆撃団                     | 89機         | 4機        |
| 23号        | 1944年12月21日     | 奉天        | 第58爆撃団                     | 49機         | 2機        |
| 14号        | 1944年12月22日     | 名古屋      | 第73爆撃団                     | 78機         | 3機        |
| 16号        | 1944年12月27日     | 東京        | 第73爆撃団                     | 72機         | 3機        |
| 17号        | 1945年1月3日       | 名古屋      | 第73爆撃団                     | 97機         | 5機        |
| 18号        | 1945年1月9日       | 東京        | 第73爆撃団                     | 72機         | 6機        |
| 24号        | 1945年1月27日      | 東京        | 第73爆撃団                     | 76機         | 9機        |
| 29号        | 1945年2月10日      | 太田        | 第73・第313爆撃団              | 118機        | 12機       |
| 37号        | 1945年2月19日      | 東京        | 第73・第313爆撃団              | 150機        | 6機        |
| 34号        | 1945年3月15日      | 名古屋      | 第73・第313爆撃団              | 117機        | 1機        |
| 43号        | 1945年3月16日-17日 | 神戸        | 第73・第313・ 第314爆撃団      | 330機        | 3機        |
| 58号        | 1945年4月7日       | 東京        | 第73爆撃団                     | 107機        | 3機        |
| 59号        | 1945年4月7日       | 名古屋      | 第313・第314爆撃団             | 194機        | 2機        |
| 70号-75号   | 1945年4月17日      | 九州        | 第73・第313・第314爆撃団       | 118機        | 0機        |
| 76号-81号   | 1945年4月18日      | 九州        | 第73・第313・第314爆撃団       | 112機        | 2機        |
| 151号-154号 | 1945年5月7日       | 九州        | 第313爆撃団                    | 41機         | 3機        |
| 186号       | 1945年5月29日      | 横浜        | 第73・第313・第314爆撃団       | 454機        | 7機        |
| 189号       | 1945年6月7日       | 大阪        | 第73・第313・第314爆撃団       | 409機        | 2機        |
| 223号-231号 | 1945年6月26日      | 大阪/名古屋 | 第58・第73・第313・第314爆撃団 | 426機        | 6機        |
| 合計        |                    |             |                                | 3,592機      | 111機      |

#### 人員
特攻の効果で、連合軍を苦しめたものの一つが、大きな人的損失であった。
大日本帝国の版図を拡げるという戦争目的を維持し存続するために特攻隊員の命は費やされたのにもかかわらず、結局日本は敗戦しその目的は果たされなかったので、特攻隊員は無駄死にであったなどと評価をされることもあるが、それは特攻した側の日本の戦後社会で幅を利かせた、戦争の現実を分析せずに思想や理念を優先させる考え方であって、受ける側のアメリカ軍は、たった1人の死を顧みない攻撃によって艦船であれば数百名以上の人員が危険に晒されており、「日本軍の機体とパイロットが100％失われたとしても、我々が耐えられない損害を当たえるのに十分だったであろう。」と評価していた。
連合軍の人的損失については、特攻のみによる死傷者の公式統計はないため推計の域は出ないが、父親が沖縄戦に従軍し、自らも永年アメリカ海兵隊に勤務した歴史研究家Robin L. Riellyが、アメリカ軍の公式記録等を調査した結果によれば、特攻によるアメリカ軍の戦死者6,830名負傷者9,931名合計16,761名、 Steven J Zaloga著『Kamikaze: Japanese Special Attack Weapons 1944-45』では戦死者7,000名超、多くの戦記の著書があるルポライター神立尚紀の調査で、戦死者8,064名負傷者10,708名合計18,772名とする説 など諸説ある。他にイギリス軍、オーストラリア軍、オランダ軍でも数百名の死傷者が出ている。連合軍全体では、戦死者12,260名、負傷者33,769名に達したという推計もある。日本側が特攻兵器に費やした人員よりも米軍側の損害が大きかった可能性があり、平均すると、特攻機1機の命中ごとにアメリカ軍将兵40名が死傷したという統計もある。
アメリカ海軍の太平洋戦域での戦闘における（除事故・病気等の自然要因）死傷者のアメリカ軍公式統計は、特攻が開始された1944年以降に激増し、1944年から1945年8月の終戦までで45,808名に上り、太平洋戦争でのアメリカ海軍の死傷者合計71,685名の63.9%にも達したが（1945年の8か月だけでも26,803名で37.4%）、1944年以降のアメリカ軍艦船の戦闘による撃沈・損傷等は約80%以上が特攻による損失であり 特攻がアメリカ海軍の死傷者を激増させた大きな要因となったことがうかがえる。
その内、特攻が開始された1944年10月以降の、アメリカ海軍兵士の直接の戦闘による戦死者だけでも下記の通りとなる。
| 戦域                      | 戦死者   | 負傷により後日死亡 | 小計     |
| ------------------------- | -------- | ------------------ | -------- |
| フィリピン戦域            | 4,026名  | 270名              | 4,296名  |
| 硫黄島戦域                | 934名    | 48名               | 982名    |
| 九州沖戦域                | 963名    | 6名                | 969名    |
| 沖縄戦域                  | 3,809名  | 219名              | 4,028名  |
| 1945年7月以降日本近海戦域 | 1,103名  | 14名               | 1,117名  |
| 合計                      | 10,835名 | 557名              | 11,392名 |

また上記の海軍以外でも、輸送艦などに乗艦していた、陸軍・海兵隊の兵士や輸送艦の船員なども多数死傷している。

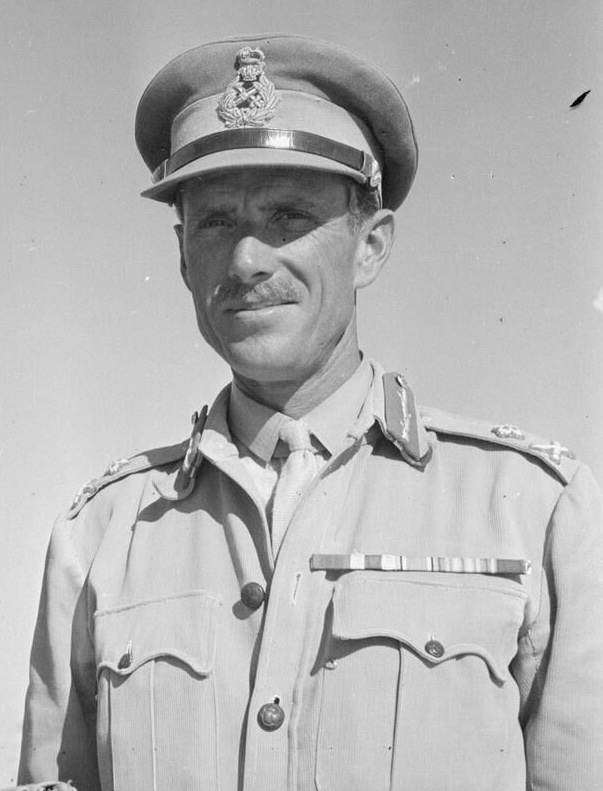
1945年1月6日チャーチルの名代としてフィリピン戦観戦中に、戦艦ニューメキシコの艦上で特攻により戦死したイギリス陸軍のハーバード・ラムズデン中将。バーナード・モントゴメリー大将の配下で北アフリカ戦線の勝利にも貢献した。

特攻による被害艦は、重篤な火傷を負った負傷者が多い事も特徴であった。航空燃料で生じた激しい火災による火傷の他に、特攻機や搭載爆弾の爆発で生じる閃光による閃光火傷を負う負傷者も多かった。フィリピンで特攻で大破した軽巡洋艦コロンビアでは100名以上の閃光火傷の負傷者が生じている。後送される特攻による負傷者は、包帯を全身に巻かれミイラの様になっており、チューブで辛うじて呼吸し、静脈への点滴でどうにか生き延びているという惨状であった、また、火傷が原因で後日死亡する負傷者も多かった。
沖縄戦で撃沈されたモリソン (駆逐艦)の乗組軍医は「（特攻による）負傷者処置には、どのような標準的治療設備もその機能を発揮する事ができなかった。駆逐艦の艦上における負傷者治療についての規定や、入念に作り上げられているアメリカ海軍の要綱は、この異常で野蛮的な戦法に対して何ら用をなさない。衛生科はもはや訓練された隊として活動する事はできなかった。（中略）士官室や作戦室を艦内の最も安全な場所として応急治療室として選ぶのはバカげている、その理由は（特攻から）艦内で安全な場所なんてどこにも存在しないからである」と特攻に対しては従来の負傷者処置ができなかったと述べている。
その為、アメリカ海軍は水兵に対して「対空戦闘に必要最低限の人数以外は退避させる」「一か所に大人数で集まることを禁止」「全兵員が長袖の軍服を着用し袖や襟のボタンをしっかりとめる、顔など露出部には火傷防止クリームを塗布する」「全兵員のヘルメット着用義務化」「対空戦闘要員以外はうつ伏せになる」など事細かに特攻による兵員の死傷の防止策を指導していた。
特攻による死傷者の中には高級将官も多く含まれていた。第二次世界大戦でのイギリス陸軍且つ特攻で戦死した最高位の軍人となるハーバード・ラムズデン中将や、アメリカ海軍最高位の戦死者セオドア・エドソン・チャンドラー少将らである。（同じアメリカ海軍少将の戦死者としては真珠湾攻撃でのアイザック・C・キッド少将、第三次ソロモン海戦でのダニエル・J・キャラハン少将とノーマン・スコット少将、マキンの戦いでのヘンリー・M・ムリニクス少将の4名がいる）ラムズデン中将が戦死した戦艦ニューメキシコの艦橋には、イギリス海軍太平洋艦隊（東洋艦隊 (イギリス)から改編）司令長官のブルース・フレーザー大将も同乗していたが、少し席をはずした際に、特攻機が命中したため難を逃れている（ただし副官が戦死）。東洋艦隊 (イギリス)はマレー沖海戦で前任者である司令長官のトーマス・フィリップス提督が戦死しており、2代に渡って大英帝国海軍の艦隊司令長官が太平洋戦域で戦死するところであった。
また沖縄戦で旗艦の空母バンカー・ヒルで艦載機の発艦準備を視察していた第58任務部隊司令マーク・ミッチャー中将のわずか6mの至近に特攻機が突入した。奇跡的にミッチャー自身は無傷であったが幕僚13名が戦死し、また司令官個室も破壊され機密文書からミッチャー個人の私物まですべて焼失してしまった。その後旗艦を空母エンタープライズとしたが、同艦も特攻攻撃を受け大破し、空母ランドルフに再び旗艦を変更せざるを得なくなった。ミッチャーはこの後も特攻対策で心労が重なり、体重は45kgと女性並みまで落ち込み、舷側の梯子を単独では登れないほどまで心身ともに追い込まれ、上官のスプルーアンスと同じように、沖縄戦途中に異例の艦隊指揮交代となっている。
アメリカ軍は日本本土侵攻作戦となるダウンフォール作戦では毒ガスの使用も検討していた。フランクリン・ルーズベルト大統領は毒ガスの使用は報復の場合に限るとしていたが、ハリー・S・トルーマン大統領は日本軍が731部隊などで毒ガスや生物兵器を研究しているという情報を掴んでおり、毒ガスの使用を禁じてはいなかった。アメリカ軍が毒ガスを使用した場合には、報復として日本軍が特攻機に化学・生物兵器の搭載する可能性があると考えて、その場合はより大きな人的損失が発生することが懸念されていた。

### 有効率

#### アメリカ軍の公式資料における有効率
攻撃を受けたアメリカ側の米国戦略爆撃調査団統計（USSBS Report 62, Japanese Air Power）による特攻作戦有効率は以下の通り。
|                          | フィリピン戦 | 沖縄戦  | 合計    |
| ------------------------ | ------------ | ------- | ------- |
| 特攻機損失数             | 650機        | 1,900機 | 2,550機 |
| 命中もしくは有効至近命中 | 174機        | 279機   | 475機   |
| 有効率                   | 26.8%        | 14.7%   | 18.6%   |

1944年10月 - 1945年3月（沖縄戦前）特攻機の有効率推移（U.S.NAVY TOP-SECRET 「suicide plane damage Table I」）
|                  | 1944年10月 | 1944年11月 | 1944年12月 | 1945年1月 | 1945年2月 | 1945年3月 | 合計  |
| ---------------- | ---------- | ---------- | ---------- | --------- | --------- | --------- | ----- |
| 特攻を試みた機数 | 43機       | 73機       | 97機       | 99機      | 17機      | 27機      | 356機 |
| 特攻機命中       | 18機       | 28機       | 33機       | 42機      | 8機       | 11機      | 140機 |
| 特攻機命中率     | 42%        | 38%        | 34%        | 42%       | 47%       | 41%       | 39%   |
| 有効至近命中     | 7機        | 11機       | 13機       | 22機      | 2機       | 4機       | 59機  |
| 有効至近命中率   | 16%        | 15%        | 13%        | 22%       | 12%       | 15%       | 17%   |
| 有効率           | 58%        | 53%        | 47%        | 64%       | 59%       | 56%       | 56%   |
| 艦船損傷数       | 17隻       | 26隻       | 30隻       | 42隻      | 4隻       | 11隻      | 130隻 |
| 艦船沈没数       | 3隻        | 2隻        | 11隻       | 3隻       | 1隻       | 0隻       | 20隻  |

#### 日本の戦後の調査による有効率
戦史叢書、安延多計夫（最終階級は海軍大佐）の算定による。ただし陸軍の機数が集計未完成につき確実性を欠く。
|                          | フィリピン戦・硫黄島戦 | 沖縄戦              | 合計                    |
| ------------------------ | ---------------------- | ------------------- | ----------------------- |
| 特攻実施機数             | 海軍315機 陸軍253機    | 海軍983機 陸軍932機 | 海軍1,298機 陸軍1,185機 |
| 命中もしくは有効至近命中 | 154機                  | 256機               | 410機                   |
| 奏功率                   | 27.1%                  | 13.4%               | 16.5%                   |
| 被害艦数                 | 129隻                  | 229隻               | 358隻                   |

1945年2月14日から菊水十号作戦(6月22日)までの、日本海軍航空隊の出撃機数は以下の通り（機数は延べ機数）。
| 出撃基地         | 攻撃機  | 哨戒偵察機 | 制空直掩機 | 合計    |
| ---------------- | ------- | ---------- | ---------- | ------- |
| 九州基地より出撃 | 3,167機 | 919機      | 3,004機    | 7,095機 |
| 台湾基地から出撃 | 580機   | 94機       | 109機      | 783機   |
| 通常作戦機合計   | 3,747機 | 1,013機    | 3,113機    | 7,878機 |
| 特攻機合計       | 1,868機 |            |            | 1,868機 |

特攻の定義や用いられた資料により、出撃回数・出撃機数・帰還機数・戦果といった算定は変わる。航空特攻の命中率に関しては以下のような主張がある。全期間を通じての命中率一六・五％とする説、出撃総数約3,300機、敵艦船への命中率11.6％、至近突入5.7％、命中32隻、損傷368隻とする説、出撃機数2,483機、奏功率16.5％、被害敵艦数358隻とする説などがある。

#### 日本軍の戦時中における戦果判定
大本営は1945年3月23日から4月16日までの特攻における戦果を、393隻撃沈破、うち空母21隻、戦艦19隻、戦艦もしくは大型巡洋艦16隻、大型軍艦26隻、巡洋艦55隻、駆逐艦53隻、このうちで巡洋艦以上85隻を含む217隻撃沈確実とし、沖縄に侵攻してきた連合軍艦艇の60％を沈没させたか深刻な損害を与えたと発表しているが、これは、特に太平洋戦争後期に横行した大本営の過大戦果判定であった。

#### 特攻と通常攻撃との有効率の比較
特攻の有効率は、特攻に一番近い攻撃法とされた急降下爆撃の日本軍が主張していた命中率と比較して著しく低く、特攻の戦術としての有効性は低かったとする意見もある。ただし下表のとおり、日本軍が主張していた急降下爆撃の命中率は、攻撃を受けたアメリカ軍やイギリス軍の被害報告に基づく実際の命中率とはかけ離れている過大なものであった。 
太平洋戦争初期の主要海戦における急降下爆撃命中率
|                                            | 艦爆出撃機 | 日本軍主張命中弾 | 日本軍主張命中率 | 実際の被弾数 | 実際の命中率 |
| ------------------------------------------ | ---------- | ---------------- | ---------------- | ------------ | ------------ |
| セイロン沖海戦で2隻の重巡洋艦に対する攻撃  | 53機       | 46発             | 88％             | 19発         | 35.8％       |
| 珊瑚海海戦で2隻の空母に対する攻撃          | 33機       | 18発             | 53％から64％     | 3発          | 9%           |
| ミッドウェー海戦でヨークタウンに対する攻撃 | 18機       | 6発              | 33.3％           | 3発          | 16.6%        |

日本軍主張の命中率は過大ではあったが、それでも太平洋戦争の序盤は多大な成果を上げていたことにかわりはなく、アメリカ軍も「彼ら（日本軍）の開戦初期の成功は、非常によく訓練され、組織され、装備された航空部隊が連合軍の不意をついて獲得したものであった」と評価していた。しかし、ミッドウェーの敗戦からソロモン諸島などでの航空消耗戦で弱体化していく日本軍航空戦力を「日本軍の航空戦力がソロモン諸島、ビスマルク諸島、ニューギニアで消耗されると、それらに匹敵する後継部隊を手に入れることができなくなり、日本の空軍力は崩壊しはじめ、ついに自殺攻撃が唯一の効果的な戦法となった。」と評価していた。
日本軍の航空戦力の弱体化に対して、アメリカ軍側の防空システムは1943年までの日本軍との諸海戦の戦訓により各段に進歩しており、特に1943年以降大量に就役したエセックス級航空母艦の艦隊配備が進歩を加速させた。エセックス級空母各艦は航空母艦群の旗艦となり、搭載された対空捜索用SKレーダー、対水上捜索・航空機誘導用SGレーダー、航空管制用の測高用SMレーダー、予備の対空捜索用SC-2レーダー、射撃用のレーダーとしてMk.37 砲射撃指揮装置と一体化した距離測定用Mk.12レーダーと、高度測角用Mk.22レーダー を活用した戦闘指揮所 (CIC) が、迎撃戦闘機の誘導や新兵器VT信管を駆使した対空射撃など、対空戦闘を総合的に統制し、マリアナ沖海戦では一方的に日本軍通常攻撃機を撃墜し、殆どの日本軍通常攻撃機がアメリカ軍艦隊に到達することができず、命中弾は戦艦サウスダコタへの1発のみと、のちに「マリアナの七面鳥撃ち（The Marianas Turkey Shoot）」と揶揄されたぐらいに、対空システムは完成の域に達していた。
日本軍が特攻を主要戦術として採用した背景をアメリカ軍は、マリアナ沖海戦以降の航空作戦の苦境で「大本営に、陸海両空軍が正規の航空軍としては敗北したことが明白になったとき絶望的戦術として使用した」「自殺攻撃が開始された理由は、冷静で合理的な軍事的決定であった。」と分析していた。
こうして、敵機動部隊に有効な攻撃を行うには必殺体当たり攻撃しか道は残されていないと判断した日本軍は特攻に舵をきっていくことになるが、特攻の開始によりアメリカ軍艦隊の損害は激増していった。アメリカ軍は大戦末期となるフィリピン戦から沖縄戦までの、アメリカ艦艇の対空装備の射程内に入った日本軍航空機による特攻攻撃と通常攻撃の有効率の比較をしている。
1944年10月 - 1945年4月（沖縄戦初期）アメリカ艦艇の対空装備の射程内に入った特攻機と通常攻撃機の有効攻撃数（U.S.NAVY Anti-Suicide Action Summary Table I）
|                                      | フィリピン戦（1944年10月 - 45年1月） | 硫黄島戦・沖縄戦初期（1945年2月 - 4月） | 1945年4月までの合計  |
| ------------------------------------ | ------------------------------------ | --------------------------------------- | -------------------- |
| 対空装備の射程内に入った日本軍機合計 | 1,616機                              | 1,320機                                 | 2,936機              |
| その内、特攻機                       | 376機                                | 408機                                   | 784機                |
| その内、通常攻撃機                   | 1,240機                              | 912機                                   | 2,152機              |
| 特攻機命中                           | 120機（命中率31.9%）                 | 96機（命中率23.5%）                     | 216機（命中率27.6%） |
| 通常攻撃命中                         | 41機（命中率3.3%）                   | 17機（命中率1.9%）                      | 58機（命中率2.7%）   |

攻撃機数は特攻が約1⁄3の機数であるが、攻撃命中数は約4倍であり、命中率は10倍であった。
フィリピン戦において同じ命中弾（12機）を与えるために必要な総攻撃機数と損失数の比較（Suicide Vs Conventional Attacks　TABLE I・II）
|                        | 爆撃機と雷撃機     | 特攻機            |
| ---------------------- | ------------------ | ----------------- |
| 日本軍機総数           | 300機              | 60機              |
| 迎撃機で撃墜           | 180機（60％）      | 36機（60％）      |
| 艦船を攻撃した日本軍機 | 120機              | 24機              |
| 対空砲で撃墜           | 40機（33.3％）     | 12機（50%）       |
| 命中もしくは有効至近弾 | 12機（命中率10%）  | 12機（命中率50%） |
| 結果                   | 220機損失 12機命中 | 60機損失 12機命中 |

1944年10月 - 1945年6月（沖縄戦末期）特攻機と通常攻撃機の有効性の比較（U.S.NAVY Anti-Suicide Action Summary Table VI）
|                        | 特攻機 | 通常攻撃機 |
| ---------------------- | ------ | ---------- |
| 命中までの平均攻撃回数 | 3.6回  | 37回       |
| 命中率                 | 27%    | 2.7%       |
| 命中までの平均損失機数 | 3.6機  | 6.1機      |

以上、統計を取った時期によって多少の数字の違いはあるが、通常攻撃に対し特攻の方が、命中弾を与えるのに必要な攻撃機数は1⁄5、命中までに要する攻撃回数1⁄10、実際に攻撃できた場合の命中率5倍 - 10倍、命中を与えるまでの損失機数は約1⁄3 - 1⁄2と、攻撃の有効性は圧倒的に上回っていた。

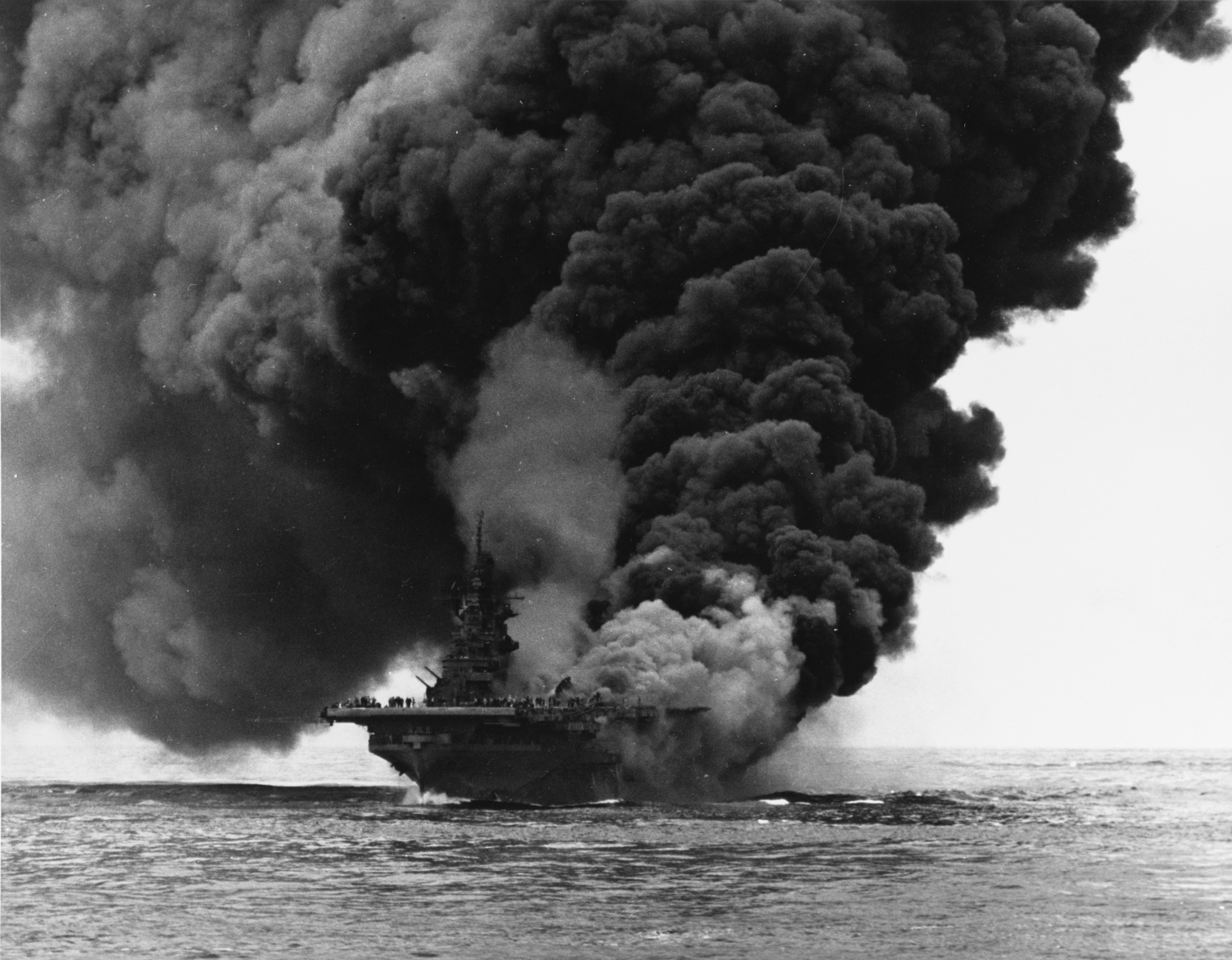
1945年5月11日、2機の特攻機に攻撃された空母バンカー・ヒル、特攻単独では最多となる戦死者402名、負傷者264名の甚大な損害を受けた

アメリカ軍も、マリアナ沖海戦当時の日本軍の航空通常攻撃に対して特攻の命中率は7倍から10倍以上であると分析しており、非常に深刻な脅威になると懸念していた。特攻が通常攻撃より有効であった理由として、アメリカ軍は特攻を「自爆攻撃（特攻）は、アメリカ軍艦隊が直面したもっとも困難な対空問題」指摘した上で下記のように分析していた。
- 従来の対空戦術は特攻機に対しては効力がない。
- 特攻機は撃墜されるか、操縦不能に陥るほどの損傷を受けない限りは、目標を確実に攻撃する。
- 目標となった艦船の回避行動の有無に関わらず、損傷を受けていない特攻機はどんな大きさの艦船にでも100%命中できるチャンスがある。

また、他の資料では下記のようにも分析している。
- 特攻機は片道攻撃で帰還を考慮しないため、攻撃距離が長い。
- 突っ込む直前まで操縦できるため、命中率が高い。
- 特攻機パイロットは精神的にタフである。
- 特攻機は爆弾を積んでいなくてもその搭載燃料で強力な焼夷弾になる。

米国戦略爆撃調査団作成の公式報告書『UNITED STATES STRATEGIC BOMBING SURVEY　SUMMARY REPORT　(Pacific War) 』では「日本軍パイロットがまだ持っていた唯一の長所は、彼等パイロットの確実な死を喜んでおこなう決意であった。 このような状況下で、かれらはカミカゼ戦術を開発させた。 飛行機を艦船まで真っ直ぐ飛ばすことができるパイロットは、敵戦闘機と対空砲火のあるスクリーンを通過したならば、目標に当る為のわずかな技能があるだけでよかった。もし十分な数の日本軍機が同時に攻撃したなら、突入を完全に阻止することは不可能であっただろう。 」と述べられている。従来の対空戦術では護衛機や対空砲火によって牽制すれば相手に爆撃を諦めさせることもできたが、生存を意図しない特攻機は敵が見えたならば必ず攻撃するため、牽制に効果がなかった。通常の航空爆撃と異なり、対空攻撃によって特攻機の乗員が負傷したり死亡したり翼が破損するなどしても、いったん命中コースに入ってしまったならば、その攻撃を止めることはできなかった。特攻機は命中するまで操舵を続けるため、投下する爆弾や魚雷を避けることを前提とした艦船の回避行動はほとんど意味がなかった。
特攻の有効率の高さを、対零式艦上戦闘機空戦戦術「サッチウィーブ」の考案者でもあった、第38任務部隊航空参謀のジョン・サッチ少佐は「我々が誘導ミサイルを手にする以前の誘導ミサイルであった」「人間の脳と目と手で誘導され、誘導ミサイルよりさらに優れていた」「時代の先を行く兵器であった」と分析していた。
1999年作成アメリカ空軍報告書『PRECISION WEAPONS, POWER PROJECTION, AND　THE REVOLUTION IN MILITARY AFFAIRS』において、特攻機は現在の対艦ミサイルに匹敵する誘導兵器と見なされて、当時の連合軍艦船の最悪の脅威であったと指摘されている。そして特攻機は比較的少数でありながら、連合軍の作戦に重大な変更を強いて、実際の戦力以上に戦況に影響を与える潜在能力を有していたとも評価している。
台湾沖で、神風特攻新高隊の零戦2機の特攻攻撃を受け大破炎上、144名戦死203名負傷の甚大な損害を被り、自らも重傷を負った空母タイコンデロガのディクシー・キーファー艦長は、療養中にアマリロ・デイリー・ニュースの取材に対して「日本のカミカゼは、通常の急降下爆撃や水平爆撃より4 - 5倍高い確率で命中している。」と答えている。また、「通常攻撃機からの爆撃を回避するように操舵するのは難しくないが、舵を取りながら接近してくる特攻機から回避するように操舵するのは不可能である。」とも述べている。 またイギリスの著名な戦史・軍事評論家のバリー・ピッドは「日本軍の特攻攻撃がいかに効果的であったかと言えば、沖縄戦中1900機の特攻機の攻撃で実に14.7%が有効だったと判定されているのである。これはあらゆる戦闘と比較しても驚くべき効率であると言えよう・・・米軍の海軍士官のなかには、神風特攻が連合軍の侵攻阻止に成功するかもしれないと、まじめに考えはじめるものもいたのである」との評価をしている。

### 威力

#### 航空特攻検討時における議論
特攻の威力については、航空特攻の開始検討前に激論が交わされている。主に特攻開始反対派は航空機の体当たり程度では艦船を撃沈させる威力はないと主張しており、陸軍で特攻反対派であった鉾田陸軍飛行学校校長藤塚止戈夫中将（当時）と教導飛行研究部福島尚道大尉らは以下の主張を行って航空特攻の開始に反対している。
1. 急降下爆撃の場合は、敵戦闘機や防御砲火による損害が多く、接敵占位するまでに困難が多い。しかし、一旦目標をとらえて、急降下にはいれば、爆撃の目的を達する率が多い
2. 体当たり攻撃のばあいは、武装、戦闘行動で劣り、結果として不利である
3. 体当たり攻撃の最大の欠点は落速の不足にある。爆弾の落速に比較すれば、飛行機はその二分の一程度であるから装甲板を貫通することができない。従って体当たり攻撃では、一般として撃沈の可能性はない
4. 軽量の飛行機が重量の軍艦に突入すれば、それによるエネルギーは、軍艦を貫通するより先に、飛行機自体を破壊してしまうことは明らかである
5. 体当たりでは船は沈まない、卵をコンクリートにたたきつけるようなものである

逆に特攻推進派からは対策次第では十分な威力があるとの分析が出されている。陸軍の特攻兵器の研究を担当していた第3陸軍航空技術研究所所長正木博少将は、各界の研究者に分析を要請しているが、中でも東京帝国大学建築科浜田稔教授は「甲板にぶつかってこわれてしまう陸用爆弾でも、飛行機が爆弾をつけたまま体当たりすれば、爆弾自体の爆発力は弱くとも、飛行機自体の自重で三層の甲板を貫くことは可能」とする理論を公表している。
正木は、1944年7月11日にこれまでの研究成果を集約し「捨て身戦法に依る艦船攻撃の考案」として対艦船特攻の6つの方法を提案した。その6つの方法のなかで5番目にあげられた「1トン爆弾を胴体下に装備し、上甲板又は舷側に激突するか、水中爆発を期する方法。この方法は弱艦船を撃沈でき、強艦船に対してもかなりの効果が期待できる」という提案が即刻対応可能ということになり、陸軍の破甲爆弾では重量は1トンであっても貫通力不足が懸念されたため、海軍から800kg通常爆弾の支給を受けて、「九九式双発軽爆撃機」に同爆弾を1発装備して特攻機とすることとした。同時に四式重爆撃機「飛龍」も特攻機にすることに決定し、800kg爆弾2発を搭載することとし、のちに両機種を装備した陸軍初の航空特攻隊「万朶隊」と「富嶽隊」が編成された。
その後の海軍による神風特別攻撃隊の攻撃成功によって「体当たりでは船は沈まない」などとする主張は根拠を失うこととなった。特攻の威力に否定的な意見を出していた鉾田陸軍飛行学校校長の藤塚は、のちの沖縄戦では第6航空軍参謀長として特攻作戦を指揮し、「万朶隊」に同情的だった教導飛行研究部の福島も特攻容認に転じて、同僚の倉澤清忠少佐と協同で「敵艦を撃沈する」手法として「跳飛爆撃訓練を徹底的に行わせることによって、特攻隊攻撃に転用できるのではないか。1,000mの高度から、跳飛爆撃と同じ角度で突っ込み、その勢いをかって直接体当たりすれば成功する」という特攻訓練方法を参謀本部に提案している。

#### 航空特攻開始後の分析
日本海軍軍令部が1945年3月2日に海軍省に対して説明した特攻の威力は下記の通りであった。
特攻機の威力
| 特攻機と搭載爆弾 | 桜花 （炸薬量1300kg） | 800kg爆弾を搭載した特攻機 | 500kg爆弾を搭載した特攻機 | 250kg爆弾を搭載した特攻機 |
| ---------------- | --------------------- | ------------------------- | ------------------------- | ------------------------- |
| 威力点           | 5点                   | 3点                       | 2点                       | 1点                       |

撃沈に要する威力
|            | 正規空母                | 巡改（軽）空母          | 護衛空母       | 戦 艦   | 巡洋艦  |
| ---------- | ----------------------- | ----------------------- | -------------- | ------- | ------- |
| 所要弾薬   | 桜花1機と800kg特攻機1機 | 桜花1機と800kg特攻機1機 | 800kg特攻機1機 | 桜花2機 | 桜花1機 |
| 所要威力点 | 8点                     | 8点                     | 3点            | 10点    | 5点     |

ただこれは目安であって、実戦でこの通りになるというわけではない。
護衛空母セント・ローは1機の250kg爆弾搭載零戦、ビスマーク・シーは同2機の特攻で撃沈されているし、排水量であれば重巡洋艦クラスの艦隊随伴給油艦ポーキュパイン (艦隊給油艦)（排水量14,245トン）や、駆逐艦アブナー・リードやキャラハンも1機の特攻機で撃沈され、ウィリアム・D・ポーター (駆逐艦)については特攻機1機が至近海中で爆発した衝撃で転覆して沈没した。
逆に、それぞれ5機の特攻を受けて深刻な被害が出たが沈まなかった駆逐艦ニューコムやラフェイのような例もあるし、対空砲火で撃墜された特攻機1機の破片が、一旦海面にバウンドしてから側面鋼板に衝突して飛行機型の傷を残したイギリス軍重巡洋艦サセックスのような特攻に威力がないとする例も出てくるので、撃沈に至った特攻機の命中機数で一概に特攻攻撃の威力を測ることはできない。

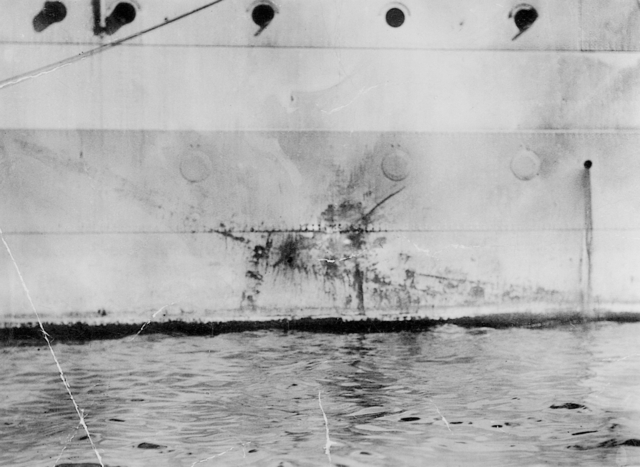
1945年7月26日対空砲火で撃墜された特攻機1機の破片が側面鋼板に衝突して飛行機型の傷を残したが、死傷者は出なかったイギリス軍重巡洋艦サセックス。

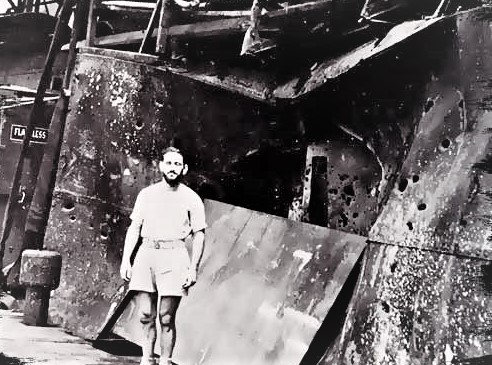
イギリスケント級重巡洋艦オーストラリアの特攻による損傷カ所、特攻機が貫通した場所に応急処置で鋼鈑を設置している。同艦は艦長以下多数の死傷者を被った

アメリカ軍の統計によれば、特攻による艦内部の破壊は、平均すると通常の魚雷攻撃を含んだ航空攻撃よりは軽く、駆逐艦においては、通常の魚雷攻撃を含んだ航空攻撃での被害艦の沈没比率は28.9％であったのに対して、特攻による沈没率は13.7％と約半分であったが、これは、第二次世界大戦中のアメリカ軍の駆逐艦の撃沈破艦の約半数が、わずか10か月間の特攻による損害であったという事実でも解るとおり、その攻撃有効性の高さも相まって、多くの特攻機が多種多様な角度や速度で命中したことによるものであった。
日本陸軍の特攻の威力に対する評価は、戦後に米国戦略爆撃調査団の事情聴取に対し、第6航空軍の高級参謀が、「特攻は通常攻撃より効果が大きい、その理由は爆弾の衝撃が飛行機の衝突によって増加され、また航空燃料による爆発で火災が起こる、さらに適切な角度で行えば通常の爆撃より速度が速く、命中率が高くなる」と供述している。

#### 特攻機の貫通力

1945年3月11日、特攻機陸上爆撃機「銀河」の突入で飛行甲板に大穴が開き、艦内が大破した空母ランドルフ。

日本海軍は鹿島爆撃場にて1935年4月頃から半年間に渡って、50mmの鋼板を張ったレキシントン級航空母艦の一部を想定した実物大標的を作り、急降下爆撃で250kg爆弾を投下しその貫通力を調査すると共に、高速度写真撮影機を持ち込み、撃角（貫通する爆弾の命中角度）と均衡撃速（鋼板を貫通できて、貫通後は速度が0になる速度、つまり鋼板を貫通可能な最低速度）を測定する実験を行っている。
また25m2の爆撃目標に50mm - 70mmの鋼板を張り戦艦に見立てて、500kg爆弾と800kg爆弾で同様な実験をしているが、その結果が下記の表となる。
250kg爆弾 - 800kg爆弾の貫通力、撃速、撃角、投下高度実験（昭和10年　日本海軍鹿島爆撃場）
| 弾種      | 艦種（想定） | 鋼板厚 | 均衡撃速  | 撃角    | 投下高度 |
| --------- | ------------ | ------ | --------- | ------- | -------- |
| 250kg爆弾 | 空母         | 50mm   | 496.8km/h | 69.3度  | 900m     |
| 500kg爆弾 | 戦艦         | 50mm   | 378km/h   | 67.11度 | 600m     |
| 500kg爆弾 | 戦艦         | 70mm   | 468km/h   | 67.6度  | 750m     |
| 800kg爆弾 | 戦艦         | 70mm   | 450km/h   | 66.52度 | 700m     |

角度次第では400km/hでも50mm以上の鋼板を貫通することもでき、チーク材と薄い鋼板でできているアメリカ軍空母の飛行甲板であれば、もっと浅い角度でも十分に貫通する事もでき、戦艦などの戦闘艦でもバイタルパート以外の装甲板であれば貫通できる可能性はあった。実際に、大戦中に数多く損傷を受けながらもオーバーホール・改修以外は長期戦線離脱をしなかった空母エンタープライズが沖縄戦中に富安中尉の爆装零戦1機の突入を受け大破し長期戦線離脱したり、神風特攻金剛隊の零戦1機が戦艦ニューメキシコの航海艦橋に突入して破壊し、艦長以下本艦幕僚の殆どが死傷したり、少数の特攻機の突入で主力艦に深刻な損害を与えた事例は枚挙に暇がない。
特攻に主に使われた零戦は、もともと空戦用にできているため急降下すると機首が浮き上がり、速度で舵も鈍くなるため正確に突入するのは難しかった。それが原因で、特攻機の爆弾が敵艦を貫通しないケースも少なからずあった。戦果確認機からの過大戦果報告に疑念を感じていた軍令部次長大西中将が、第一航空技術廠長の多田力三中将に特攻の効果についての実験を要請している。その要請を受けて、第一航空技術廠と横須賀海軍航空隊は1945年5月に協同で、250kg爆弾を搭載した無人の零戦をカタパルトで射出し、様々な角度で鋼板に衝突させる実験を行った。その結果、30度以上の角度では爆弾も機体も鋼板を貫通するが、30度未満の角度では鋼板の上を滑って機体も爆弾も跳躍してしまうことが判明した。この実験結果を見て大西は、搭乗員の心理作用で突入角度が浅くなるケースがあることを認識したが、実際は深い角度での突入はかなり困難であり、沖縄戦時の菊水作戦中に第5航空艦隊参謀に就任していた中島正中佐が出撃する特攻隊員に「ダイブ（急降下）角は45度」という訓示をしているが、中島の訓示の後に第七二一海軍航空隊の林富士夫大尉が「中島中佐は自分が飛ばないからわからない。高い角度のダイブで突入することは不可能で、せいぜい20から30度である。突入は舷側を狙え」と中島の指示を訂正している。
しかし、沖縄戦で富安俊助中尉が空母エンタープライズを大破させたときの最終突入確度は50度に達しており、深い角度で突入した事例もある。一方で、フィリピンにおいて護衛空母のセント・ローに命中した敷島隊の零戦は、まるで着艦でもする様な高度(30m)で接近してきてそのまま時速480km/hで浅い角度で体当たりしたが、搭載爆弾は甲板を貫通、格納庫で爆発し、燃料や弾薬を誘爆させ合計7回の爆発を経たのちに、特攻機命中からわずか32分後に爆沈したように、いずれにしても、実戦においては、爆撃も特攻もその状況に応じて、終速や命中角度や効果は大きく異なるため、一律に爆撃が速いとか、特攻の突入角度が浅いとか評価する事はできない。

#### 威力向上の検討
一方で、アメリカ軍の分析は特攻という攻撃方法そのものではなく、「45隻の艦船が沈没したが、その多くは駆逐艦だった。日本は大型艦を沈めたという膨張された主張に彼等自身騙され、大型艦を沈めるにはより重量のある爆発弾頭が必要であるという技術者達の忠告を無視した」 と特攻機に搭載された爆弾の威力不足を指摘していた。
大本営も特攻機に搭載される爆弾の威力不足は認識しており、海軍省軍務局長・海軍航空本部・海軍艦政本部両総務部長に対して、現用特攻機の装備と攻撃法では大型艦に致命的打撃威力を発揮できないとして、画期的威力増大策の研究を指示している。
その概案としては
1. 特攻攻撃により爆弾を敵艦船の水線下に確実に命中させる方法。
2. 特攻機突入時の撃速増大の方法、突撃時攻撃機の翼を切断し速力を急増し、敵の迎撃を局限すると共に撃速を増大させる（キ115の開発と増産）。
3. 成形炸薬弾頭であるV爆弾の実戦配備（成形炸薬弾頭とはモンロー/ノイマン効果を利用した弾頭）。
4. 液体酸素、過酸化水素、黄燐等の炸裂威力助成剤を搭載し爆発威力を増大させる
5. 旧型魚雷に過酸化水素を充填し代用爆弾とする。

などが考えられた。
この内、3の成形炸薬弾の開発のために、未完成で建造中止された空母阿蘇で威力実験されることとなった。
1945年7月に、倉橋島大迫特殊潜航艇基地沖で実施された実験で、海軍はV弾頭の250kg爆弾、V弾頭500kg爆弾を空母阿蘇艦上に設置し爆発させている。250kg爆弾では飛行甲板が大きくめくれ上がり使用に耐えない損傷を負わせ、500kg爆弾では防御甲板が破壊され、舷側より浸水が始まり、かなりの効果が認められたが、V弾頭の爆弾は更なる実験中に終戦を迎えた。その後に陸軍の対艦大型成型炸薬爆弾桜弾を艦上で爆発させた。桜弾の爆発は艦底まで達したが、爆発時点での浸水は限定的で5度傾いただけであった。しかし、その後次第に浸水し最終的に着底した。
桜弾は単体で2.9トンもあり、当実験前より陸軍の四式重爆撃機飛龍に桜弾を搭載した特攻専用機、さくら弾機　キ-167が運用されていたが、あまりの重量に離陸すらあやうかった。桜弾は飛行第62戦隊で運用されており、同飛行隊には6機のさくら弾機が配備されたが、3機は事故で墜落し、残りは福岡大刀洗基地より出撃したが2機が未帰還で戦果は確認されていない。
搭載爆弾を大型化すれば、威力向上するのを日本軍も理解し様々な対策を講じたが、爆弾が大型化すればするほど特攻機の搭載重量は増え運動性は低下するため、飛行が困難になるばかりでなく敵の迎撃の好餌となってしまった。特に大重量爆弾を搭載できる双発機は、アメリカ軍の特攻対策マニュアル「Anti-Suicide Action Summary」にて「桜花母機及び、潜在的な母機となりうる双発機を最優先で攻撃すること。」と徹底されており、アメリカ軍戦闘機の優先攻撃目標となっていたために、敵艦への接近が非常に困難になっていた。
アメリカ軍は戦後に「大型機を別にすれば、陸海軍機のすべては、威力不十分な爆弾を使用していた。連合軍の主力艦が自殺機によって、1隻も撃沈されなかった理由のひとつも、このあたりにあった」と総括し、日本側も「中央当局の努力にもかかわらず終戦までに具体的に搭乗員の崇高なる特攻精神にふさわしい威力を具備した特攻機は出現しなかった。」と総括している。

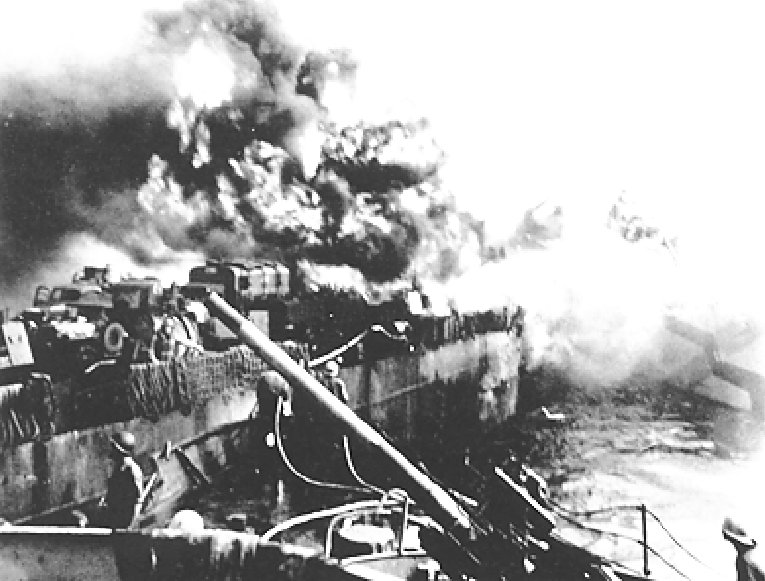
1944年12月15日LST472号に特攻機が命中し火災が発生、積載されていた戦車や車両に次々と引火し沈没した。特攻機により発生する火災はアメリカ海軍の大きな脅威となった。

搭載した爆弾に加えて、特攻機は機体自体が破片兵器であり焼夷兵器だった。航空燃料は焼夷兵器となり 火災や艦船搭載弾薬への誘爆を引き起こした。特攻機が爆発することによって破片が散らばり艦船の乗員を殺傷した。爆弾のみを投下する場合と威力は比較にならず、いわば爆弾とナパーム弾が同時に命中したような効果が生じた。特攻機の命中によって生じた火災は、被害艦を沈没まで至らせなくても重篤になることが多く、艦の損傷を拡大させ、多くの人員に重篤な火傷を負わせて戦闘不能にさせ、適切な消火に失敗すると艦を再起不能の損傷に至らせている。そのためアメリカ軍は、特攻機は爆弾を搭載していなくとも、極めて強力な焼夷弾となったと評している。沖縄戦においては、特攻により生じた大量の損傷艦のために慶良間列島の泊地は常に満杯であり、損傷艦は工作艦により応急修理がなされると、随伴艦と一緒に群れを成して太平洋を横断してアメリカ本国に帰還した。

### 速力
特攻の威力に関し、一部で特攻が連合国軍主力艦を撃沈できなかったのは特攻という攻撃方法に威力がなく、それは特攻機の突入速度が空中投下される爆弾と比較して遅いのが原因と指摘される場合がある。
日本軍は通常爆撃の爆弾や特攻機の終速（目標に命中時の速度）や貫通力についてさまざまな実験や推計をしている。
特攻が開始された後、日本海軍第五航空艦隊参謀野村中佐が、爆戦の零式艦上戦闘機による、投下爆弾の終速（目標命中時の速度）と零戦本体の終速を推計している。
爆戦による投下爆弾と爆戦本体の終速の推計（突撃角度を35度 - 55度、攻撃開始速度を360km/hと設定）
| 投下高度 | 終速      |
| -------- | --------- |
| 2,000m   | 1,027km/h |
| 1,000m   | 860km/h   |
| 500m     | 713km/h   |
| 零戦本体 | 720km/h   |

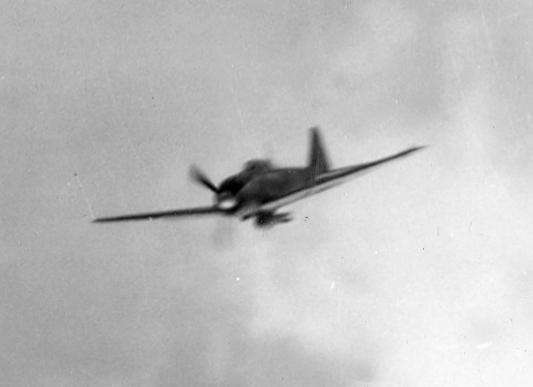
1945年5月14日、米空母エンタープライズに急降下で突撃する富安俊助中尉の爆戦零戦六二型

実戦においても11月29日に戦艦メリーランドに突入した特攻機は、突入時点で速度500マイル以上（時速800km/h）以上に達しており、その速度が恐るべき貫通力を生じさせ、戦艦の分厚い装甲甲板2層を貫通、3層まで達し、バイタルパート内の医務室を完全に破壊し多数の死傷者を被っている。
高高度よりの爆撃（水平爆撃）との比較
日本海軍の試算の通り、2,000mの高度から投下した爆弾は時速1,027km/hにも達する。日本海軍は、艦船への水平爆撃を他国と比較しても熱心に取り組んでおり、停泊中の目標については真珠湾攻撃で停泊中の戦艦アリゾナを轟沈するなどの戦果を挙げている。一方で航行中の艦船に対してはマレー沖海戦では陸攻25機が、戦艦2隻合計で2発 - 3発の命中弾を得たが、 続く珊瑚海海戦では九六陸攻19機が米機動部隊に水平爆撃を行ったものの 1発の命中弾もなかった など、大戦中目ぼしい成果を挙げることができず、航行中の目標への水平爆撃の兵術的価値を判定できる戦例は、少数ながらも命中弾があったマレー沖海戦のみとなってしまった。
このような戦績も踏まえ、戦後に桑原虎雄元中将以下、多数の元海軍航空隊関係者で組織された日本海軍航空史編纂委員会が、その著書『日本海軍航空史』にて、日本軍の水平爆撃に対して「大東亜戦争開戦前に至ってようやく訓練方法も確立し、その精度も向上して用兵的に期待し得る練度に達したものの、なおその程度は艦船攻撃における急降下爆撃並びに雷撃に比すれば、その期待度ははるかに低いものであった。」と総括し、アメリカ軍が動的水平爆撃をする環境（優勢な航空戦力、優秀な照準器）は整っていたのに、動的水平爆撃を実施した戦例がなかったことも指摘し、航行中の艦船への水平爆撃の有効性に疑問を投げかけている。そのため爆弾の速度が速くても、有効性に乏しいのが高高度よりの水平爆撃であった。
急降下爆撃との比較
日本海軍において、航空隊要員の教育・練成や戦技研究を担当した横須賀海軍航空隊が、急降下爆撃の投弾高度に対し「しかるに800m以上にては命中率著しく低下するをもって」と所見を述べており、1939年の横須賀航空隊並びに航空本部の所見では「基準投下高度を700mとし、本高度をもって訓練するを適当と認む。」とされていた。
真珠湾攻撃以降、急降下爆撃の理想的な攻撃法は「緩降下しつつ接敵し、高度2000mから角度45度以上の急降下で突入、高度400mで投弾、ただちに引き起こし、海面より200m程を高速で退避する」と投下高度が引き下げられた。以上の通り、急降下爆撃は400m - 700mで投弾されるため、日本海軍の推計の通り、急降下爆撃と同じ前提（角度や初速）で突入した特攻機（零戦）は、急降下制限速度内かつ、急降下爆撃で400m - 700mの高度で投弾された爆弾単体より、突入速度の方が遅いということはない。
特攻に主に使われた零戦の降下制限速度
| 零戦型式     | 零戦52型  | 零戦52型甲乙丙型 | 零戦62型  |
| ------------ | --------- | ---------------- | --------- |
| 降下制限速度 | 666.7km/h | 740.8km/h        | 740.8km/h |

### 効果の具体例

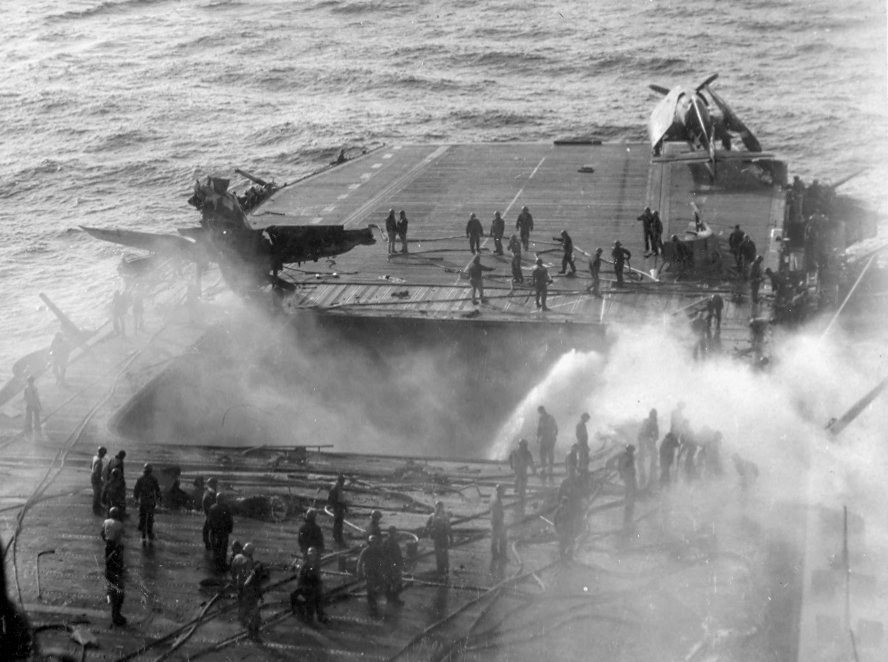
富安中尉搭乗の零戦の特攻でエンタープライズの前部リフトは120mもの上空に吹き上げられた。

巡洋艦以上に対する効果
特攻機が撃沈したとされるアメリカ海軍の護衛空母は3隻であるが、セント・ローはフィリピン上陸作戦、オマニー・ベイはフィリピン攻防戦、ビスマーク・シーは硫黄島上陸作戦において撃沈されている。空母は特攻作戦の全期間を通じて最重要目標とされたが、その理由は日本軍守備隊への最大の脅威が航空攻撃であったためであり、護衛空母は攻略目標近傍においてCAP（戦闘空中哨戒）を形成し、アメリカ軍の地上部隊の援護を行うため特攻機の目標とされた。碇泊中のアメリカ軍機動部隊への奇襲も計画され、3月11日、第五航空艦隊の「銀河」24機（7機故障脱落）・二式飛行艇3機（誘導）の梓隊がウルシー泊地の空母ランドルフを中破させた。
しかし、特攻機が撃沈できた正規空母や戦艦などの主力艦は1隻もないとの指摘もあり、その事が特攻の成果に対する低評価につながっている。
特攻により、巡洋艦以上の主力艦が沈まなかったことには、以下の要因が挙げられる。
- 大戦後半期のアメリカ海軍艦艇は、卓越した対空能力と戦訓により進化したダメージコントロール技術により撃沈が困難になっていた[481]。太平洋戦域で1944年以降終戦までに特攻以外の航空通常攻撃で撃沈したアメリカ軍水上艦（除潜水艦）は、特攻より攻撃機数が多かったにもかかわらず（詳細は#有効率の1945年2月14日から菊水十号作戦〈6月22日〉までの、日本海軍航空隊の出撃機数を参照）下記の通りわずか8隻に過ぎない。また、通常航空攻撃も含めた特攻以外の戦闘（天候要因や事故を除く）で失った水上艦は軽空母1、重巡1、護衛空母1、駆逐艦8、戦車揚陸艦1、輸送艦4、その他小型艦艇8　合計24隻で、特に大戦末期の沖縄戦で特攻以外で沈んだ水上艦は、駆逐艦ロングショウ（陸上砲撃）艦隊掃海艦スカイラーク（魚雷艇）の2隻に過ぎない、特攻の沖縄戦での戦果は、駆逐艦（各用途の駆逐艦の合計）17隻、戦車揚陸艦1、中型揚陸艦5隻、輸送艦3隻、その他艦艇6隻、合計32隻（水中・水上特攻を含む）と特攻の戦果が上回っている[103][385][482]。

1944年以降通常航空攻撃で撃沈されたアメリカ軍艦艇
| 沈没日         | 艦名                   | 艦種             | 場所       |
| -------------- | ---------------------- | ---------------- | ---------- |
| 1944年10月24日 | プリンストン           | 軽空母           | フィリピン |
| 1944年11月5日  | PT-320                 | 魚雷艇           | フィリピン |
| 1944年11月17日 | オーガスト・トーマス   | リバティ型輸送船 | フィリピン |
| 1944年12月6日  | アンソニーソーグレイン | リバティ型輸送船 | フィリピン |
| 1944年12月28日 | LST-750                | 戦車揚陸艦       | フィリピン |
| 1944年12月29日 | パーマー               | 掃海駆逐艦       | フィリピン |
| 1944年12月9日  | ホバート・ベイカー     | リバティ型輸送船 | フィリピン |
| 1945年1月7日   | ホーヴェイ             | 掃海駆逐艦       | フィリピン |
| 合計           | 8隻                    |                  |            |

- アメリカ海軍の正規空母の飛行甲板の装甲防御や、艦内のレイアウト等のダメージコントロールのノウハウが日本軍との戦闘を通じて飛躍的に向上していた。特に艦に致命的な打撃を与える火災への対応については、現役の消防士を教官とした消防学校が各海軍基地に設立され、ダメージコントロール要員は繰り返し訓練された。水を霧状に細分化できる消防ホースや、泡沫による消火システムや、艦内が停電しても使用できるガソリン駆動の移動式ポンプや、ダメージコントロール要員が着用する耐火服などの防火装備一式など、現代並みの消火設備を各艦に装備させた[484]。アメリカ軍は戦前よりダメージコントロールに熱心であり、開戦時には応急班員（予備員を含む）をヨークタウン級航空母艦各艦に約350名を準備させていたが、これは日本軍の加賀の56名、蒼龍の40名と比較すると圧倒的に多く、この応急人員の差がアメリカ海軍艦船の頑強さに直結したが、それでも実戦により想定を上回る損傷を被り沈没艦が相次いだため、エセックス級空母ではさらに応急班員を増加させて700名としていた[485]。
- 大戦後半は、アメリカ海軍が制空権・制海権を握っていたため、甚大な損傷を被っても曳航退避が可能だった。例えば南太平洋海戦で沈んだホーネットは、アメリカ軍が絶対的な制空・制海権を把握していなかったため、日本軍機の反復攻撃と水上艦艇の追撃により、曳航を断念して放棄された。
- 特攻は攻撃の性質上、艦艇の上部構造物は破壊できるが、喫水線以下に大きなダメージを与えることが困難であり、中型以上の艦艇を沈没まで至らせるほどの効果があるのか当初から懸念されていた。また、特攻機は零戦などの小型機が主力であり、搭載爆弾は250kg - 500kg爆弾となるが、主力艦は250kg - 500kg爆弾1 - 2発程度の命中では、積載弾薬や燃料の連鎖的な誘爆でもない限りは簡単に沈むものではなかった。ただし、以上の問題は特攻のみの固有の問題でなく、航空機による艦船攻撃全体についても同じ事が言えた。小沢郁郎が著書『つらい真実―虚構の特攻隊神話』で、特攻の戦果は誘爆に助けられたもので「エビで鯛が釣れた」と記述しているが、これは通常の航空攻撃でも状況は同じであったと言える[486]。下記のように航空攻撃で沈没した主力艦は例外なく、喫水線以下に大ダメージを与える魚雷が多く命中したか、大量の爆弾の直撃を浴びたか、弾薬・搭載爆弾や魚雷・航空燃料が誘爆して沈没に至っている。また誘爆で沈没に至った艦船の多くが、最終的に自軍・敵軍の水上艦により処分されている。
  - 真珠湾攻撃で沈んだ戦艦オクラホマには8本の魚雷が命中し転覆、横転中にもう1本命中[487]。戦艦アリゾナは積載していた火薬が誘爆して爆沈した。その際に水平爆撃機が投下した800kg爆弾が装甲を貫通し、弾薬庫が誘爆したという説と、爆弾は貫通しなかったが、黒色火薬庫のハッチが開放されたままで、爆弾で生じた火災が黒色火薬に引火し、その後に砲弾用の無煙火薬が誘爆したという説があるが、結論は出ていない[488]。
  - マレー沖海戦で沈んだ戦艦プリンス・オブ・ウェールズには日本軍主張7本[489] イギリス側記録6本[490][491] 巡洋戦艦レパルスには日本側主張13本[489] イギリス側記録5本[492] の魚雷が命中。
  - セイロン沖海戦で沈んだ軽空母ハーミーズは37発もの大量の250kg爆弾の直撃を受けている。また重巡洋艦コーンウォールとドーセットシャーには2隻で合計46発（イギリス軍側の記録では18発[424]）もの大量の250kg爆弾が命中している。
  - 珊瑚海海戦で沈んだ空母レキシントンは日本軍航空機より爆弾2発魚雷2本の命中弾を受けるが致命的損傷でなく、ダメージコントロールの結果火災は鎮火、一時は7度に達した傾斜も水平に戻り、速度も回復し航空機の発着も可能となり通常作戦に復帰出来るようになったが、攻撃の衝撃でタンクが緩み航空燃料漏れが起こっており、それが気化して大量に蓄積していた。攻撃を受けた90分後に、気化燃料に発電機の火花が散って引火し大爆発、この爆発で発電設備も壊れ消火活動が難しくなり、2度目の誘爆を防ぐことができず、総員退艦命令となった。それでも沈まず駆逐艦の魚雷により処分されている[493]。
  - 南太平洋海戦で沈んだ空母ホーネットは日本軍航空機により、800kgを含む爆弾5発・魚雷3本及び体当たり攻撃2機を受けるも沈まず、更に自沈させようとしたアメリカ軍の魚雷6本、5インチ砲無数を撃ちこまれるも沈まず、放棄された後に追撃してきた日本軍駆逐艦による酸素魚雷3本12.7cm砲24発によりようやく沈没。
  - レンネル島沖海戦で沈んだ重巡洋艦シカゴには6本の魚雷が命中[494]。
  - レイテ沖海戦で沈んだ軽空母プリンストンには艦上爆撃機「彗星」の急降下爆撃で500kg爆弾1発命中、第2甲板上の乗組員のギャレーで爆発。損傷自体は軽微であったが、爆発の衝撃で航空燃料の供給パイプを切断され燃料火災が起こったのに対し、プリンストンのスプリンクラーが損傷により作動せず、消火が難航した。軽巡バーミンガム、軽巡リノが消火の支援をした結果、ほぼ火は鎮火したように見えたが、爆撃を受けた5時間後に残った火が弾薬庫に達し、爆弾と魚雷が誘爆し大破炎上、接舷して消火活動を支援していたバーミンガムが巻き込まれて大破するほどの大爆発であった。夜になっても火災が収まらず、日本軍の夜間攻撃の目印になることを懸念した第58任務部隊司令ミッチャー中将の命令で駆逐艦により処分[495]。

機動部隊に対する効果
撃沈に至らなくても、正規空母等の主力艦が特攻により甚大な損傷を受け、修理のために長期間にわたって戦線離脱することがアメリカ軍にとって作戦上の大きな痛手となっていた。海軍反省会においても、元海軍将校の視点より同様な指摘がある。
例えば、アメリカ海軍の主戦力であった主力機動部隊第58任務部隊の所属正規空母・軽空母はほとんどの艦が特攻攻撃を受けて損傷し戦線離脱に追い込まれたことがある。
※所属は沖縄戦開始時、ただし離脱艦は損傷を受けた時点での所属。
- 【第58任務部隊第1群】[TG58.1]
  - ホーネット　なし
  - ベニントン　なし
  - ワスプ　1945年3月19日九州沖航空戦で大破　戦死者101名　負傷者269名[497][498][499][500] 急降下爆撃によるものという説もあり。
  - ベローウッド　1944年10月30日フィリピン戦で大破　戦死者92名　負傷者56名
  - サン・ジャシント　1945年4月6日沖縄戦で損傷　戦死者1名　負傷者5名
- 【第58任務部隊第2群】[TG58.2]
  - レキシントン　1944年11月5日フィリピン戦で中破　戦死者50名　負傷132名（沖縄戦開始時は本土でオーバーホール・改修中）
  - エンタープライズ　1945年4月11日及び5月14日、沖縄戦で損傷と大破、合計戦死者18名　負傷者86名
  - ランドルフ　1945年3月11日ウルシー環礁で中破　戦死25名　負傷者106名
  - フランクリン　1944年10月30日フィリピン戦で大破　戦死者56名　負傷者14名（九州沖航空戦1945年3月19日、陸上爆撃機「銀河」の緩降下爆撃で大破、戦死者739名　負傷者264名を出しウルシー環礁曳航中）
- 【第58任務部隊第3群】[TG58.3]
  - タイコンデロガ　1945年1月21日台湾沖で大破　戦死者144名　負傷203名（沖縄戦開始時は本土で修理中）
  - エセックス　1944年11月25日フィリピン戦で中破　戦死者15名　負傷者44名
  - ハンコック　1945年4月7日沖縄戦で中破、戦死者62名　負傷者71名
  - バンカーヒル　1945年5月11日沖縄戦で大破、戦死者402名　負傷者264名
  - カボット　1944年11月25日フィリピン戦で損傷、戦死者36名　負傷者16名
  - バターン　1945年4月18日沖縄戦で損傷、戦死者9名　負傷者50名
- 【第58任務部隊第4群】[TG58.4]
  - ヨークタウン　なし
  - イントレピッド　フィリピン戦1944年10月30日損傷、1945年11月25日大破、九州沖航空戦1945年3月18日損傷、沖縄戦1945年4月16日大破、戦死者合計97名　負傷者236名
  - ラングレー　1945年1月21日台湾沖で損傷
  - インディペンデンス　なし
- 【第58任務部隊第5群】[TG58.5]※硫黄島戦時に編成
  - サラトガ　1945年2月21日硫黄島戦で大破、戦死者123名、負傷者192名（沖縄戦開始時は本土で修理中）

以上の通り第58任務部隊の20隻の正規空母・軽空母の内、特攻で損害を受けたことのない艦はわずか4隻である。
特に以下の艦は甚大な損傷を負っている。
- 空母サラトガ
1945年2月21日に香取基地を飛び立った海軍第二御楯特別攻撃隊より硫黄島沖にて集中攻撃を受けた。4機の特攻機の体当たりと、撃墜された2機の特攻機の爆弾がサラトガの喫水線と舷側に跳弾して命中、最後に特攻機が投下した800kg爆弾が命中し、合わせて2発の爆弾が命中した。搭載されていた艦載機が次々と誘爆すると共に、艦内の航空燃料にも引火して大破炎上したが辛うじて沈没は逃れた。サラトガは本土にて大修理の後に1945年6月3日に真珠湾へ戻り練習空母として復帰したが、戦後に日本軍の戦艦長門などと原爆実験艦として処分された[501]。

- 空母エンタープライズ
1945年5月14日に富安俊助中尉搭乗の零戦がほぼ垂直に前部エレベーターに突入、エレベーターを吹き飛ばした特攻機は、そのまま5層の甲板を貫通して爆弾は艦の奥深くで爆発した。エンタープライズにとって幸運だったのが、爆弾が爆発した場所に弾薬や燃料がなく誘爆しなかったことだが、船体に破孔ができ大量に浸水し船首が一時3m沈下した[502]。その後、修理のためにピュージェット・サウンド海軍工廠に帰還、海軍工廠で修理とオーバーホール中に終戦を迎えた。太平洋戦争をほぼ全期間戦い抜き「ビッグE」という称号で呼ばれたり、日本側より6回も沈没と報じられたため「オアフ島の岸壁を走る幽霊」というあだ名が付けられたエンタープライズをようやく長期間離脱に追いやり[503]、米海軍関係者から、エンタープライズに特攻した富安中尉に対して「これまで日本海軍が3年かかってもできなかったことを、たった一人で一瞬の間にやってのけた。」と称賛の言葉が送られている[504]。エンタープライズはその後、復員船として運用された後に除籍された。

- 空母バンカー・ヒル
1945年5月11日に小川清少尉と安則盛三中尉搭乗の零戦2機が、それぞれ搭載していた500kg爆弾を投下後に突入。甲板上の艦載機が次々と誘爆、また給油作業中の航空燃料ホースにも引火し、大火災となり船体に深刻な損傷を受けて戦線離脱を余儀なくされた。バンカー・ヒルはピュージェット・サウンド海軍工廠で修理を受けた艦船の中では最悪の損傷レベルであり[505]、修理後に復員船として運用された後は退役された。他のエセックス級空母が近代化改装を受け後年まで活躍する中、通常爆撃で大破した同型艦のフランクリンと共に近代化改装されることもなく、埠頭に係留されたまま電子実験のプラットフォームなどに利用された後に解体された[506]。

## 特攻対策
1944年11月24日から26日までアメリカ本土で、アメリカ海軍省首脳、太平洋艦隊司令部、第三艦隊司令部による特攻対策会議が行われた。その席で、アメリカ海軍諜報部航空諜報部が特攻の成功の要因を「日本軍はアメリカ軍がこれまで遭遇した最も新しく、かつ最も恐るべき問題を提起した。この捕捉しがたい接近と自殺攻撃は、ジャップの狂信的精神のみならず、それより遥かに危険な事には、防空や航空管制のレーダーと複雑性について完全に理解しているパイロットや戦闘要員が（特攻）志願している事である。」と分析した。海軍省のトム・ブラックバーン少佐は「カミカゼに対する最も有効な手段は、敵がパイロット切れになることだ」とも述べており、特攻作戦開始当初のアメリカ海軍の苦悩ぶりがうかがえる。
その後も、第三次ソロモン海戦で勝利に貢献した、レーダー砲術の権威ウィリス・A・リー中将を責任者とする特攻対策研究の特殊部隊を編成するなど、アメリカ軍は特攻対策に大きな力を注いだ。
整備された主な航空特攻対抗策としては以下が挙げられる。
- レーダーピケットライン
- 戦闘機による迎撃
- 射撃指揮レーダーや近接信管を駆使した対空砲火
- 回避運動
- 特攻機の出撃基地に対する攻撃

沖縄戦において、これらの特攻対策が実現されて一定の効果を示したが、十分なものではなく、結果的に多数の特攻機がアメリカ軍の警戒網を突破してアメリカ軍艦船を攻撃した。沖縄戦で特攻機により受けた大きな損害によって、戦後にアメリカ海軍の防空戦術が大きく見直されることとなった。

### レーダーピケットライン

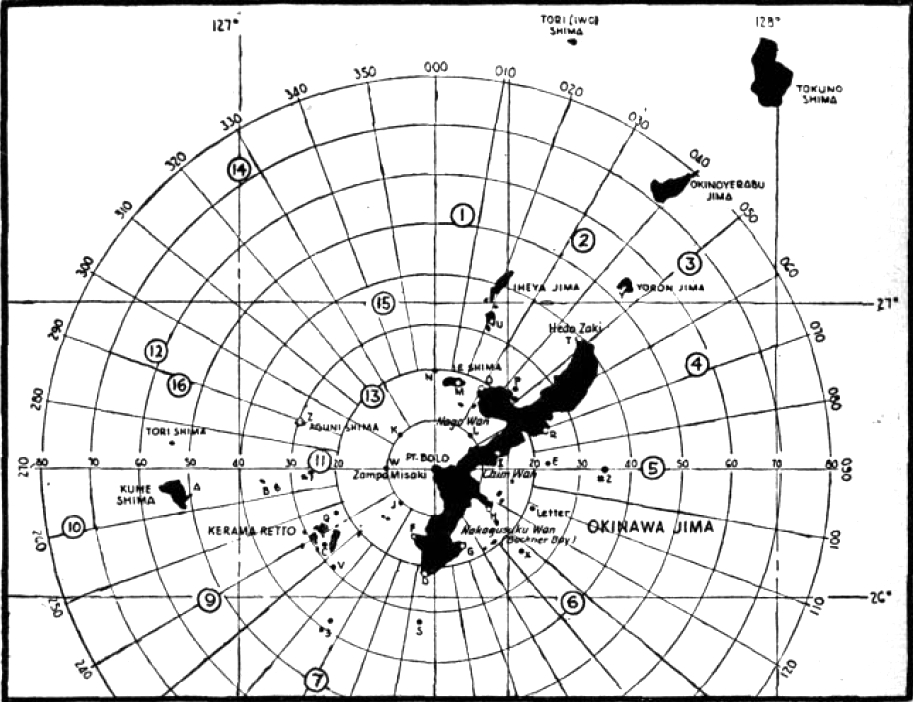
沖縄本島残波岬（米軍呼称BOLO）を起点としたレーダーピケットライン

アメリカ海軍はこれまで特攻に痛撃を浴びせられてきたこともあり、沖縄侵攻に際しては従来から展開してきたピケットライン（前衛哨戒線）をより強化することとし、専門部隊として第51.5任務部隊（司令官フレデリック・ムースブラッガー代将）を編成した。同任務部隊は駆逐艦103隻を主力とする206隻の艦艇と36,422人の水兵で編成されている大規模なものであり、このなかで19隻の駆逐艦がレーダーピケット艦任務のために対空レーダーと通信機器が強化されて、専門の戦闘指揮・管制チームが配置された。各特別艦の戦闘指揮・管制チームは、上陸支援艦隊第51任務部隊司令官リッチモンド・K・ターナー中将が座乗する揚陸指揮艦エルドラドに設けられた戦闘指揮所（CIC）と連携し、第51任務部隊の護衛空母群や第58任務部隊の正規空母・軽空母群の艦載機及び陸軍や海兵隊の地上機による戦闘空中哨戒（CAP）の管制・指揮を行った。
第51.5任務部隊は、沖縄本島の残波岬（米軍呼称BOLO）を中心点とし、沖縄本島を取り囲むように16ブロックの海域に分けて、各ブロックに配置された。
さらに各ブロックは、中心点より70 - 100km離れた遠距離ブロックと、15 - 50kmの近距離ブロックに分けられた。そのブロックに、駆逐艦数隻と駆逐艦より多数の補助艦艇で編成されたピケットチームが配置されたが、各艦は警戒網に穴が出来ないように、ブロック海域内に円状に展開していた。
また沖縄本島から離れた海域に展開していた第58任務部隊周囲にも、多数のピケット艦を配置した。ピケット艦が特攻機の接近を探知すると、その情報を旗艦の空母に連絡して艦隊の警戒を強化、やがて空母の充実したレーダーが特攻機を探知すると、設置された戦闘指揮所（CIC）で対空戦闘の指揮をとる戦闘機指揮管制士官（FDO）が、艦隊に所属する迎撃戦闘機を最適位置に迎撃に向かわせた。FDOは太平洋戦争開戦時から各空母に配属されていたが、それまでの戦訓からより権限が強化されて、指揮系統を一元化して効果的な対空戦闘の指揮ができるように、艦隊旗艦のFDOが艦隊全体の迎撃戦闘機の指揮権限を有することとなっている。また同時に、ピケット艦と戦艦・巡洋艦を特攻機進入海域に集中させ、対空砲火を濃密にした。
その為に沖縄戦では、常に多数の敵戦闘機が待ち受け、その追撃は執拗であったと海軍航空隊参謀安延大佐が回想している。
しかし、一部で誤解されているように レーダーピケットラインに対して特攻機が何ら対策を取らず無力化されたわけでなく、以下の対策をこらしてアメリカ軍のピケットラインに対抗している。
- ピケットライン分断のためにレーダーピケット艦を攻撃目標とする。
- 船首・船尾まで超低空飛行で接近し、突入直前に急上昇し目標の艦橋に突入を図る。
- 陸地を利用しレーダー探知を避けながら目標に接近する。
- レーダー探知範囲の死角（海面スレスレなど）から接近する。
- 識別を困難とする為、アメリカ軍機の近くや後方からアメリカ軍機に紛れて接近する。
- 雲に隠れて進入するまたは太陽の方面から進入する。
- 最高速で一気に進入する。
- 複数機で接近し、囮機が迎撃や対空砲火を引き付けている間に他の機が突入を図る。

菊水2号作戦時の第5航空艦隊の作戦報告書に「艦上電探哨戒艦艇を利用し我が攻撃隊を邀撃する方法を執りつつありて」との記述があり、日本軍がレーダーピケット艦と管制を受けている戦闘空中哨戒（CAP）の戦闘機を、特攻作戦の大きな脅威であると認識していたことがうかがえる。日本軍が明確にレーダーピケット艦を優先目標として攻撃を命じたかは確認できないが、攻撃を受けたレーダーピケット艦は、明らかに自分たちが狙われていたと確信している。九三式中間練習機で編成された神風特別攻撃隊「第3龍虎隊」に撃沈された駆逐艦キャラハンの艦長A・E・ジャレル大佐は「レーダーピケットステーションの位置は煩雑に変えており、夜間と昼間で違う場所にいることが推奨されていたが、日本軍が（キャラハンのいる）レーダーピケットステーションの位置を知っていたことは明らかだ」と報告し、同じく特攻機の突入で大破し戦線離脱を余儀なくされた駆逐艦ダグラス・H・フォックス (駆逐艦)の艦長R・M・ビッツ中佐も「低空から直接日本軍機が接近していることで、敵がレーダーピケットステーションの正確な位置を把握しており、これを除去する任務を与えられていたことは明らかである」と報告している。
しかし、多くの特攻機が結果的にレーダーピケット艦を攻撃目標として選んだという指摘もある。特攻隊員は最低限の訓練しか受けていなかったので、経験豊富で数も勝るアメリカ軍機を相手をかわして沖縄まで飛行することは困難であると判断し、沖縄より離れた場所で警戒し、真っ先に接触するレーダーピケット艦を目標としたと考えられている。本来であれば目標は空母や戦艦といった大型艦が望ましかったが、駆逐艦や補助艦であれば、特攻機1機の命中でも当たり所がよければ撃沈も十分可能であり、特攻機の理想的な目標となってしまった。
このように様々な要因が重なって、特攻機の目標となってしまったレーダーピケット艦であったが、搭載されていたSkレーダーは、性能的に50マイル以上の遠距離の目標を探知することに優れていたものの、航空機が艦艇に近づいてくると見失ってしまうことがあった。特に低空飛行してくる航空機が25マイルまで接近すると探知が困難になり、戦闘機の管制を事実上不可能にした。また、航空機がさらに接近すると状況はさらに悪化し、Skレーダーと自動追尾の射撃制御レーダーであるSMレーダーが相互干渉してSMレーダーのシステムが遮断されてしまううえ、他の艦艇のレーダー信号も互いに干渉しあったり、またアメリカ軍航空機との敵味方識別が困難になってしまった。特攻機はこれらのアメリカ軍レーダーの弱点を巧みについて、レーダーピケット艦を攻撃した。レーダーピケット艦への激しい攻撃により、第51.5任務部隊の19隻の特別装備の指揮駆逐艦のうち4隻が撃沈、8隻が大破して戦線離脱、3隻が損傷という壊滅的な損害を被った。やむなくアメリカ軍はさらに14隻の特別艦を投入したが、その後も損害は増え続けた。アメリカ海軍は駆逐艦と上陸用舟艇などの小型艦艇に共同行動を取らせ、対空戦闘が開始されると、駆逐艦が沈められた時に生存者の救出を図るため、駆逐艦の周りを小型艇でびっしりと囲ませていた。そのためアメリカ海軍兵士はそのような小型艦艇のことを『棺桶の担い手』と呼んでいたが、実際にレーダーピケット艦の駆逐艦はつぎつぎと特攻で粉砕されていった。
沖縄戦中にアメリカ海軍は駆逐艦16隻を沈められ、18隻が再起不能の損傷を受けて除籍される甚大な損害を被ったが。その中で、第51.5任務部隊の損害が最も大きく、11隻の駆逐艦と付属艦5隻の計16隻が沈没、50隻が損傷し、水兵1,348人が戦死、1,586人が負傷した。これは第51.5任務部隊でピケット任務に就いていた駆逐艦のうち42％が沈没もしくは損傷するといった甚大な損害となった。レーダーピケット艦は文字通り自らを犠牲にして主力艦隊や輸送艦隊を特攻から守り切った。その働きぶりはアメリカ海軍より「光輝ある我が海軍の歴史の中で、これほど微力な部隊が、これほど長い期間、これほど優秀な敵の攻撃を受けながら、これほど大きく全体の為に寄与したことは無い」と賞されている。
日本軍のこれらのレーダーピケット対策に対し、アメリカ軍はピケット艦自身に護衛機を付けたり、更なる早期警戒能力強化のため、沖縄本島の北部と沖縄周辺の小島に、レーダーサイトを多数設置するなどして対抗するなど 日米両軍の間で激しい駆け引きが行われた。特にレーダーサイトについては、これまで特攻で痛撃を被っていた海軍からはアイスバーグ作戦検討時から早急な設置を求めていたが、作戦立案者たちはその重要性を全く認識しておらず、レーダーピケット艦の甚大な損害を見てからようやく本格的な設置が開始されたため、特攻機の猛威を十分に防ぐことはできなかった。いくら、軍上層が後からレーダーピケット艦の敢闘を称賛しても、甚大な損害を被ったことには変わりはなく、そのことに憤りを覚えた第51任務部隊司令官ターナーは「将来の作戦計画作成時には、脆弱な艦艇を攻撃に曝してでも設置するレーダーピケットステーションの数を必要最小限にするため、可能な限り早期に離れた土地または島を確保して、適切な陸上レーダーと戦闘機指揮・管制部隊をそこに設置することに注力することを勧告する」という勧告書を上申している。

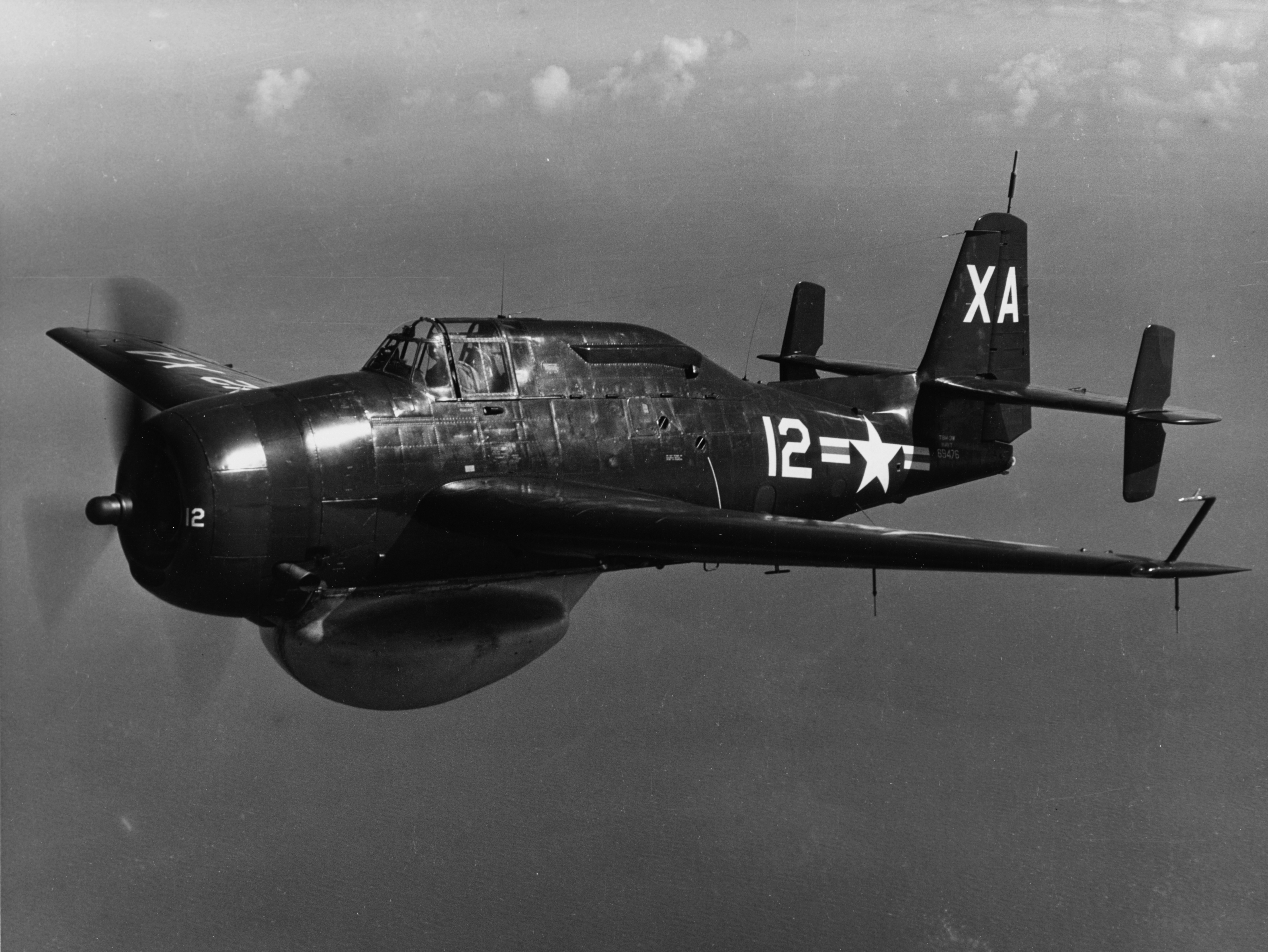
特攻対策の一環として開発された早期警戒機TBM-3W

陸上レーダーをいくら設置しても、レーダーピケット艦を早期警戒網に組み入れている限りは、レーダーピケット艦の犠牲は避けられず、アメリカ海軍はより有効な特攻対策を迫られることとなった。その対策とは『CADILLAC』と呼ばれた早期警戒機とデータリンクシステムを結合させた新システムであり、これまでレーダーピケット艦が担っていた役割を早期警戒機が担い、機上レーダーで特攻機を探知すると、そのデータをビデオ信号に変えて、旗艦空母のCICの受信機上にリアルタイムで投影するようにした。このデータリンクにより、旗艦空母は自らのレーダーが探知できていない目標に対しても効果的な対策を講じることができた。早期警戒機としてAN/APS-20早期警戒レーダーを搭載したTBM-3Wが開発され、データリンクシステムも1945年5月にはテストを終えて、1945年7月からエセックス級空母各艦に設置されていったが、本格的に運用する前に終戦となった。この必要に迫られて開発された極めて先進的なシステムは、その後もさらに洗練されて現在のアメリカ軍空母部隊にも受け継がれている。

### 戦闘機による迎撃

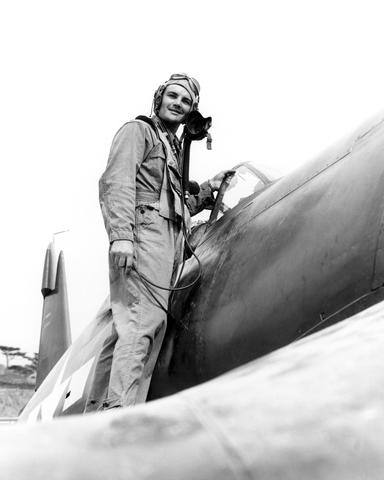
沖縄戦でF4U コルセアに搭乗し5機の特攻機を撃墜してエースとなったウィリアムL.フッド海兵隊中尉

第38任務部隊司令ミッチャー少将は特攻対策には艦載戦闘機の増強がもっとも効果が大きいと考え、会議で各方面に訴えた。
その提案を受けて、正規空母の標準搭載機の艦上爆撃機と艦上攻撃機を減らし、艦上戦闘機を倍増した。
艦爆・艦攻減による攻撃力低下は、艦戦（VF）の一部を戦闘爆撃機（VBF）として運用することによって対応し、増加搭載する戦闘機は海兵隊戦闘機（VMF）より補充した。しかし、海兵隊のパイロットは空母の発着艦ができないため、急遽集中訓練が行われたが、事故が多発し、空母エセックスだけでも、最初の9日間で13機の戦闘機が訓練中の事故で失われ、7名の海兵隊パイロットが事故死している。
空母エセックスの標準搭載機数の変遷。
|                           | F6F（艦上戦闘機） | SB2C（艦上爆撃機） | TBF（艦上攻撃機） | F4U（艦上戦闘機） |
| ------------------------- | ----------------- | ------------------ | ----------------- | ----------------- |
| 1944年7月（特攻開始前）   | 39機              | 36機               | 20機              | －                |
| 1945年4月（沖縄戦開始時） | 38機              | 15機               | 15機              | 36機              |

沖縄では増強された大量の艦載戦闘機と、占領した沖縄の飛行場に進出した海兵隊の戦闘機部隊が前述の戦闘指揮所（CIC）や戦闘機指揮管制士官（FDO）に誘導されて、特攻機を優位な位置で迎撃する事ができたのに対し、一方の特攻機は、重い爆弾を搭載していた上に、操縦訓練も十分に行っていない促成搭乗員が増えたせいもあり、アメリカ艦隊にたどり着く前に次々と撃墜された。
アメリカ軍戦闘機対特攻機の空戦を見た従軍記者ロバート・シャーロッドは「特攻機は退避運動も満足にできず、真っ直ぐ飛ぶだけだった。」「ジャップ撃墜は赤ん坊の手をねじる様に簡単な事だった。」と報道したほどであった。
ユージン・A・バレンシア・ジュニア中尉の12.5機撃墜（総撃墜数23機　アメリカ海軍3位の撃墜数）を初めとして、沖縄だけで5機以上撃墜したエースが93名も出ている。特に特攻対策として増強されたF4U コルセアが特攻機撃墜に威力を発揮し、「カミカゼ・キラー」とも呼ばれた。F4U コルセアの日本軍機との空中戦によるキル・レシオは、アメリカ軍側の主張によれば1:11であるが、撃墜した多くの日本機が特攻機であった。
しかし、沖縄戦における特攻機の来襲はアメリカ軍の予想を遥かに超えていた。アメリカ軍は戦闘空中哨戒（CAP）の戦闘機を、常時56機から76機を飛行させておき、必要に応じて陸上基地から増援を出撃させることとしていたが、戦闘空中哨戒（CAP）の戦闘機を超える特攻機が来襲して、警戒網をすり抜けてアメリカ軍艦船を攻撃した。例えば、1945年4月6日 - 4月7日の菊水一号作戦においては、特攻未帰還機356機の内200機までに沖縄周辺海域への突入を許している。そのため、アメリカ軍は戦闘空中哨戒（CAP）の戦闘機の機数を120機に増やしている。また出撃機数が減った沖縄戦後半以降は、複数の編隊による陽動作戦や、早暁や日没前後の視界が十分でない時間に攻撃の軸を移すなどの対策で、アメリカ軍戦闘機の迎撃を分散させている。
アメリカ軍戦闘機パイロットは、艦隊まで進入を許した特攻機に対して、艦隊上空でも味方からのフレンドリー・ファイアも恐れず徹底的に追い回した。とあるF4U コルセアは特攻機を追撃しすぎて駆逐艦ラフィーのレーダー・アンテナに接触し、それを叩き落としたこともあった。
日本軍は、沖縄の飛行場から出撃するアメリカ海兵隊機を特攻作戦の大きな支障になると考え、陸軍の重爆撃機で執拗に攻撃した。主要目標は沖縄本島上の嘉手納飛行場と読谷飛行場となり、読谷飛行場では、海兵隊機が戦闘空中哨戒（CAP）任務を開始して以降、ほぼ毎日、日本軍機の空襲があり、その回数は4月15日から月末まで9回にも及んだ。4月末には、芙蓉部隊などの海軍機も加わり、攻撃は続いたが、飛行場機能に支障をきたす様な損害を与えることはできず、逆に、5月には伊江島飛行場にアメリカ陸軍のP-47 サンダーボルトが展開するなどアメリカ軍の航空戦力は強化される一方であった。
第6航空軍司令官菅原道大中将は、空襲だけではアメリカ軍飛行場に打撃を与えるのは困難なため、義烈空挺隊を突入させて飛行場に大打撃を与えることを計画、海軍の第5航空艦隊司令官宇垣纏中将も、陸軍に呼応して陸上攻撃機や夜間戦闘機を送り込むこととし、5月24日の夜から翌日にかけて、沖縄のアメリカ軍飛行場を巡っての最大の激戦が戦われた。義烈空挺隊が突入した読谷飛行場では、大打撃を受けた海兵隊戦闘機隊が一時作戦遂行不可能となるなど、かなりの成果をあげたが、これまでアメリカ軍飛行場を攻撃してきた海軍の芙蓉部隊が、慰労会や酒宴を開催しており攻撃に参加していないなど、初めから陸海軍連携の足並みは揃っておらず、また5月25日から沖縄の天候が崩れてしまったため、日本軍は攻撃成功の効果を十分に活かすことはできなかった。
この後、陸軍は本土決戦準備のため航空戦力の温存を図ることにし、アメリカ軍飛行場攻撃から撤退したが、海軍は方針が決まらないまま、アメリカ軍飛行場攻撃を継続、戦果は挙がらないなかで損害だけが増えていき、7月2日には、台湾の第七六五海軍航空隊もアメリカ軍飛行場攻撃から撤退し、残ったのは芙蓉部隊のみとなった。アメリカ軍もこの頃になると、警戒を殆どしておらず、芙蓉部隊機が攻撃しても灯火管制すらしない有様であった。

### 対空砲火

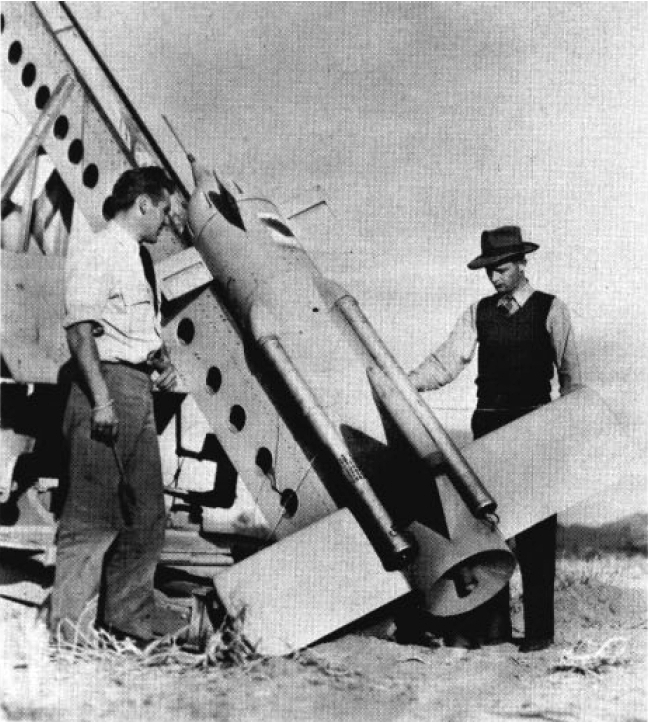
特攻対策として開発された、対空ミサイルKAN リトルジョーの実験風景

下表 はアメリカ軍が比島戦時に通常攻撃と特攻に対して、対空砲火の有効性を判定したものである。ただしアメリカ軍側からのみの判定であり、特攻と通常攻撃が一部混同されている可能性が高いことを付記しておく。
特攻機の撃墜判定記録（砲・銃弾数は1機撃墜するのに要した数、（）内の機数は実際に撃墜した機数）
| 火砲           | 1944年10月            | 1944年11月          | 1944年12月            | 1945年1月             |
| -------------- | --------------------- | ------------------- | --------------------- | --------------------- |
| 5インチ通常    | 1,479発/機 （1.5機）  | 1,213発/機 （5機）  | 493発/機 （9機）      | 2,675発/機 （3.5機）  |
| 5インチVT      | 242発/機 （6.5機）    | 324発/機 （6機）    | 218発/機 （4機）      | 402発/機 （8機）      |
| 3インチ通常    | 59発/機 （1.5機）     | 392発/機 （1機）    | 戦果なし              | 986発/機 （4機）      |
| 40mmボフォース | 2,201発/機 （23.5機） | 2,408発/機 （27機） | 1,003発/機 （33機）   | 3,576発/機 （30.5機） |
| 28mm機銃       | 戦果なし              | 戦果なし            | 戦果なし              | 2,170発/機 （1機）    |
| 20mm機銃       | 9,983発/機 （11機）   | 8,755発/機 （13機） | 3,933発/機 （23.5機） | 16,313発/機 （15機）  |
| 12.7mm機銃     | 戦果なし              | 戦果なし            | 24,942発/機 （0.5機） | 17,402発/機 （2機）   |

通常攻撃機の撃墜判定記録（砲・銃弾数は1機撃墜するのに要した数、（）内の機数は実際に撃墜した機数）
| 火砲           | 1944年10月            | 1944年11月           | 1944年12月           | 1945年1月            |
| -------------- | --------------------- | -------------------- | -------------------- | -------------------- |
| 5インチ通常    | 748発/機 （23機）     | 2,601発/機 （1.5機） | 795発/機 （5機）     | 1,765発/機 （4機）   |
| 5インチVT      | 65発/機 （9.5機）     | 798発/機 （1機）     | 179発/機 （6.5機）   | 1,083発/機 （3機）   |
| 3インチ通常    | 294発/機 （4機）      | 戦果なし             | 戦果なし             | 戦果なし             |
| 40mmボフォース | 3,672発/機 （23機）   | 1,249発/機 （6.5機） | 2,151発/機 （9.5機） | 5,633発/機 （7.5機） |
| 28mm機銃       | 戦果なし              | 戦果なし             | 戦果なし             | 戦果なし             |
| 20mm機銃       | 7,802発/機 （27機）   | 3,156発/機 （5.5機） | 6,729発/機 （8機）   | 7,935発/機 （10機）  |
| 12.7mm機銃     | 39,986発/機 （0.5機） | 875発/機 （1機）     | 戦果なし             | 9,929発/機 （1.5機） |

一般的に特攻に対して絶大な効果を挙げたと誤解されている5インチVT信管が、実際には特攻に対して大きな効果を挙げていなかった。これは、5インチVT信管の供給が潤沢ではなかったことに加え、なるべく遠距離で航空機を撃破して攻撃を撃退することに秀でていた5インチVT信管に対して、特攻機側の数々のレーダー対策や、またアメリカ軍艦船に搭載されていたSkレーダーは25マイル以内の近距離の目標を探知することが困難であったので、特攻機に5インチVT信管が得意とする距離より遙か近い距離にいきなり侵入されていることも多く、砲撃が間に合わなかったためである。
そのため、特攻機対策の対空火器の主軸はボフォース 60口径40mm機関砲やMk.IV　20mm対空機関砲（エリコン 20 mm 機関砲のアメリカ海軍仕様）の近接火器となった。しかし、通常攻撃であれば、攻撃機に損傷を与えれば攻撃を撃退することができるが、特攻機の場合は例え損傷しても、運動エネルギーによってそのまま艦船に突入してくる可能性もあり、特攻機を確実に撃墜するか、損傷によって進路を大きく変更させる必要があったのに対し、両機関砲は特攻機を出火させたり、損傷させたりすることはできても確実に撃墜するには威力不足であり、結果的に対空火器によって特攻を無力化することはできなかった。
その為、近接火力を強化すべくボフォース 40mm機関砲が大幅に増設された。エセックス級空母では、当初は4連マウント×8基＝32門だったのが、最多で18基＝72門まで増設された。ボフォース 40mm機関砲は先進的なMk.51 射撃指揮装置 により射撃管制されていた。最接近する特攻機に対してはMk.IV　20mm対空機関砲（エリコンFF 20 mm 機関砲のアメリカ海軍仕様）の大幅増設と連装化で対抗した。竣工時46門であった同機関砲も、特攻の脅威が増大した1945年には76門上と大幅増になっている。さらに、エセックス級空母では一旦は搭載が見送られたM45四連装対空機関銃架も応急的に設置して対空火力の強化をはかった。これら近接用の対空火器の大量装備によって威力不足をある程度は補うことができたが、より威力のある近接用の対空火器が必要と考えたアメリカ軍は、Mk 33 3インチ砲の開発を開始したが、配備は大戦に間に合わず、戦後にアメリカ海軍艦艇は、大半のボフォース 40mm機関砲以下の機関砲や機銃を取り外し、Mk 33 3インチ砲を装備している。
これらの対空火器を使用した対空戦闘については、対空火器の1基ないし数基が固定照準器を用いて個別射撃をしていた日本軍と違い、アメリカ軍は捜索・測定・照準用のレーダーを導入し、先進的な射撃指揮装置を使用した艦全体での統制射撃をおこなったため、射撃の精度は非常に高かった。各射撃要員にはマニュアルのほか、理解しやすいように動画を使用した教育も行われたが、個別の専門的な技術に加えて、「とにかく撃ちまくれ」と徹底されている。
沖縄戦で、特攻機を撃退しようとして大艦隊の10,000門を超す大小の火砲が信じられない速度で一斉に砲弾を打ち上げる様子は、我を忘れて見とれるほど壮観だったという。とあるアメリカ兵は夜間攻撃をかけてきた特攻機に対し一斉に打ち上げられた高射砲の曳光弾で空が真っ赤に染められているのを見て「独立記念日の花火を何百も併せたようなもので、何とも素晴らしいカーニバルだった」と感想を述べている。また白昼に攻撃してきた特攻機に何百万発という対空砲火が撃ちこまれ、その砲煙や爆煙で昼なのに空は薄暗くなっていたという。またアメリカ軍自身も想定外の量の対空砲火であったため、対空砲弾の破片が艦隊に降り注ぎ、中には艦艇が対空砲弾の破片により損傷したり火災を起こしたりすることもあった。また、その落下してきた破片により4月6日だけでアメリカ軍水兵が38名も死傷したほどだった。
特攻機の方も激化する対空砲火対策のため戦術を工夫しており、少数の特攻機で多大な戦果を挙げた硫黄島の戦いで、第2御盾隊の攻撃を受け大破した正規空母サラトガの戦闘報告によると「この攻撃はうまく計画された協同攻撃であった。攻撃が開始されたとき、4機の特攻機が同時にあらわれたが、各機は別々に対空砲火を指向させなければならないほど、十分な距離をとって分散していた。もしこれが自殺攻撃による一つの傾向を示しているのであれば、自殺機のなかには対空砲火を指向されないものが出てくる可能性があり、対空射撃目標の選定について混乱を生じさせることは確実なので、この問題はおざなりにできない」とあり、特攻機数機が連携をとりながら対空砲火を分散させる巧みな戦術で攻撃したことがうかがえる。第2御盾隊はサラトガに接近する際も、真っ直ぐサラトガには向かわず、同艦の真横35マイルに達した時点で、急角度で方向転換して、同艦の上空を覆っていた雲の中から降下し迎撃されることなく接近に成功している。
既存の対空火力では特攻対策に不十分と考えたアメリカ軍とイギリス軍は艦対空ミサイルの開発を本格的に進めた。先に開発されたのがイギリス軍のフェアリー・ストゥジ であったが、実戦への投入は間に合わなかった。アメリカ軍は1945年7月に地対空ミサイルKAN リトルジョーを試作した。これは近接信管を装備し手動指令照準線一致誘導方式の指令誘導ミサイルであったが、性能が軍の要求を下回った上に、完成後まもなく終戦となったため、その後開発が中止されている。また、より先進的なセミアクティブ・レーダー・ホーミング方式の誘導ミサイルとなったSAM-N-2 ラークの試作は太平洋戦争中に間に合わず、完成したのは1950年になってからだった。特攻対策で開発が加速した艦対空ミサイルは、その後ジェット機や対艦ミサイルに対抗するために高速化されるなど進化を続け、現在では高射砲に取って代わり艦隊防空システムの中枢に位置することとなった。

### 回避運動
航空特攻による被害が問題になると、アメリカ海軍のオペレーションズ・リサーチ部門はただちに特攻機の攻撃を受けた艦のデータ収集に着手した。短期間のうちに477件が収集され、このうち有効なデータは365件であった。分析に当たっては、攻撃を受けた艦を大型艦（空母・戦艦・重巡洋艦）と小型艦軽巡洋艦・駆逐艦等に層別化して、まず艦の回避運動の有無に応じて、特攻機の突入成功率と、対空砲火による撃墜率を分析して、下表のような結果が得られた。
| 回避運動 | 大型艦 | 小型艦 |
| -------- | ------ | ------ |
| あり     | 22%    | 36%    |
| なし     | 49%    | 26%    |

| 回避運動 | 大型艦 | 小型艦 |
| -------- | ------ | ------ |
| あり     | 77%    | 59%    |
| なし     | 74%    | 66%    |

要すれば、大型艦では回避運動をとった方が突入を受けにくいのに対して、小型艦ではむしろ回避運動をとった方が突入を許しやすく、かつ、これは対空砲火による撃墜率と相関しているとの結果であった。この結果は、下記のような理由に基づいていると考えられた。
1. 特攻機の阻止には回避運動よりも対空砲火による効果のほうが大きい
2. 大型艦では回避運動中でも艦が安定しているため、対空砲火に与える影響が小さいのに対して、小型艦では艦の動揺が激しく、対空砲火の射撃精度への悪影響が大きい

また特攻機の攻撃経路（急降下か低空か、艦のどの方位から攻撃してきたか）に応じた突入成功率を分析した結果、艦首・艦尾方向から急降下突入を受けた場合には突入を許す危険性が増大すること、また艦の真横方向から低空突入を受けた場合にも同様の傾向が見られるとの結果が得られた。
急降下突入の場合は艦首・艦尾方向から入射すると対空砲火が減少すること、低空突入の場合は対空砲火が減っても突入面積が減る艦首・艦尾を向けた方が有利であることが理由だと思われる。
これらの分析結果に基づき、下記のような勧告がなされたことにより、勧告に従った艦艇に対する突入成功率は29%に低下した。なお勧告に従わなかった艦艇に対する突入成功率は47%という高率を保っていた。
- 大型艦には回避運動を推奨する一方、小型艦には対空砲火に悪影響を与える回避運動を避けさせる。
- 特攻機が高空から攻撃してきた場合には艦腹を、低空から攻撃した場合には艦首尾線を向けさせる。

## 特攻隊員
主として特攻隊に所属し、体当り攻撃に従事する部隊の構成員を指す。
特攻隊員を指した造語として「特攻兵」という言葉が戦後の著作物に使用されたが、「特攻兵」という兵種は陸軍・海軍とも存在しない。

### 構成と戦死者数
1945年1月25日までのフィリピンでの航空特攻は、特攻機数は海軍333機、陸軍202機。戦死者は海軍420名、陸軍252名であった。沖縄への航空特攻は海軍1026機、1997名、陸軍886機、1021名を数える。
特攻隊は主に現役士官/将校（含む海軍特務士官）と予備役士官（将校）と准士官、下士官で構成されていた。
海軍では現役士官は主に海軍兵学校卒業生と下士官からの昇進者である特務士官からなり、陸軍では主に陸軍士官学校・陸軍航空士官学校（士官候補生）の卒業生と准士官・下士官のうち陸士に短期間学び少尉に任官した者（少尉候補者）で構成されていた。予備役士官は海軍は主に飛行予備学生、陸軍は主に甲種幹部候補生と特別操縦見習士官出身者から構成されていた。下士官は主に海軍は海軍予科飛行練習生、陸軍は主に陸軍少年飛行兵出身であり、特攻出撃人数は圧倒的に多く、特攻隊編成上の主軸となった。
特攻隊員で最年少は海軍甲種飛行予科練習生第12期後期生の西山典郎2飛曹であり、1945年3月18日に所属の762空攻撃262飛行隊で編成された「神風特別攻撃隊・菊水銀河隊」の一員として、指揮官松永輝郎大尉の乗機銀河の電信員で特攻出撃した時の年齢は16歳であった。最高齢且つ最高位は、玉音放送後に沖縄に突入して消息不明となった宇垣纏中将で、享年55歳であった。
第4航空軍司令官として特攻を含むフィリピン航空戦を指揮した冨永恭次陸軍中将の長男である冨永靖を始め、阿部信行朝鮮総督（陸軍大将、第36代総理大臣）、松阪広政司法大臣といった陸軍および政府高官の子息も特攻隊員ないし特攻で戦死している。
海軍の全航空特攻作戦において士官クラス（少尉候補生以上）の戦死は769名。その内飛行予備学生が648名と全体の85%を占めた。これは当時の搭乗員の士官における予備士官の割合をそのまま反映したものといえる。
あ号・捷号・天号作戦期間中の海軍搭乗員の戦死者数を下表 に挙げる。比島戦期間中の数字には同時期に行われた501特攻隊・第一御盾隊の戦死者数が含まれる。
| 階級     | あ号作戦期間中の戦死者数 | 構成比率 | 捷号作戦期間中の戦死者数 | 構成比率 | 天号作戦期間中の戦死者数 | 構成比率 | 搭乗員戦死者合計 | 構成比率 |
| -------- | ------------------------ | -------- | ------------------------ | -------- | ------------------------ | -------- | ---------------- | -------- |
| 現役士官 | 99名                     | 6.5%     | 185名                    | 9.9%     | 190名                    | 6.6%     | 474名            | 7.6%     |
| 予備士官 | 23名                     | 1.5%     | 163名                    | 8.7%     | 963名                    | 33.6%    | 1,149名          | 18.3%    |
| 特務士官 | 38名                     | 2.5%     | 30名                     | 1.6%     | 55名                     | 1.9%     | 123名            | 2.0%     |
| 准士官   | 115名                    | 7.5%     | 124名                    | 6.6%     | 67名                     | 2.3%     | 306名            | 4.9%     |
| 下士官兵 | 1,257名                  | 82.0%    | 1,371名                  | 73.2%    | 1,591名                  | 55.5%    | 4,219名          | 67.2%    |
| 合計     | 1,532名                  | 100.0%   | 1,873名                  | 100.0%   | 2,866名                  | 100.0%   | 6,271名          | 100.0%   |

※海軍の戦死者の内、特攻戦死者として認定されたのは捷号作戦期間中戦死者数1,873名中419名（22.4%）、天号作戦期間中戦死者数2,866名中1,590名（55.5%）。
顕著に増加したのは天号作戦期間中の予備士官の戦死である。これは、海兵・陸士出身の現役航空士官がそれまでの激戦で多大な戦死者を出し枯渇していたのに対し、この頃から予備士官の実戦配備が軌道にのり、天号作戦時点では士官の数的主力を占めていた為である。
下表 は昭和20年4月1日と7月1日現在の海軍航空隊の搭乗員構成比率である。すでに予備士官は現役士官の5倍近い数に達しており、この後さらに終戦までに海兵出身士官の補充0名に対して予備士官は実に6279名が新たに戦列に加わった。終戦時点で海兵出身士官1034名に対して予備士官は8695名にも及んでおり、全体の9割を占めるに至っていた。
一部で海兵や陸士の現役士官/将校は、予備役士官/将校と比較し温存されていたとの指摘があり、なかには、特攻隊員の70％が学徒出陣のエリートであったなどと、下士官や兵卒の特攻隊員を無視した誤った認識を持つものもいるが、特攻主体の作戦となった、捷号作戦や天号作戦の搭乗員戦死者の現役士官と予備士官の構成率は、上記の通りの大戦末期の海軍航空隊士官における、現役士官と予備士官の構成率と変わらず、数字を比較する限りでは現役士官が温存されていたという事実は読み取れない。特攻に限らず海兵卒業生の戦死率は非常に高く、海兵68期卒業生288名の内191名が戦死し戦没率66.32%、海兵69期卒業生343名中222名戦死し戦没率64.72%、70期は433名中287名戦死し戦没率66.28%と高水準となっている。特に、航空士官の死亡率が高く、例えば1939年に卒業した第67期は全体では248名の同期生の死亡率は64.5%であったが、そのうち86名の航空士官に限れば66名死亡で死亡率76.6%、特に戦闘機に搭乗した士官は16名のうちで生存者はたった1名、艦爆搭乗の士官の13名に至っては全員死亡しており、温存という言葉とはかけ離れている。これらは陸軍でも同様である。
| 階級     | S20.4.1現在数 | 構成比率 | S20.7.1現在数 | 構成比率 |
| -------- | ------------- | -------- | ------------- | -------- |
| 現役士官 | 1,269名       | 5.3%     | 1,036名       | 4.7%     |
| 予備士官 | 5,944名       | 25.0%    | 5,530名       | 24.8%    |
| 特務士官 | 675名         | 2.8%     | 901名         | 4.0%     |
| 准士官   | 827名         | 3.5%     | 714名         | 3.2%     |
| 下士官兵 | 15,114名      | 63.0%    | 14,096名      | 63.3%    |
| 合計     | 23,829名      | 100.0%   | 22,277名      | 100%     |

なお、回天搭乗員については、海軍兵学校と海軍機関学校卒の現役士官の戦没者数が予備士官の戦没者数を上回っており、戦没率も約2倍に達している。
| 階級           | 搭乗員数 | 戦没者数 | 戦没率 | 戦没者内構成比率 |
| -------------- | -------- | -------- | ------ | ---------------- |
| 海軍兵学校卒   | 89名     | 19名     | 21.3%  | 17.9%            |
| 海軍機関学校卒 | 32名     | 12名     | 37.5%  | 11.3%            |
| 予備士官       | 196名    | 26名     | 13.2%  | 24.5%            |
| 一般兵科       | 9名      | 9名      | 100%   | 8.4%             |
| 予科練習生卒   | 1,035名  | 40名     | 3.8%   | 37.7%            |
| 合計           | 1,361名  | 106名    | 7.8%   | 100%             |

特攻隊員戦死者数。
航空特攻
- 海軍航空特攻隊員：2,531名
- 陸軍航空特攻隊員：1,417名
- 合計：3,948名

海中特攻
- 回天特攻隊員：106名
- 特殊潜航艇（甲標的・海竜）隊員：440名
- 合計：546名

海上特攻
- 震洋特攻隊員：1,081名
- 海上挺進戦隊員（マルレ）：263名
- 合計：1,344名

### 選抜方法

#### 日本海軍

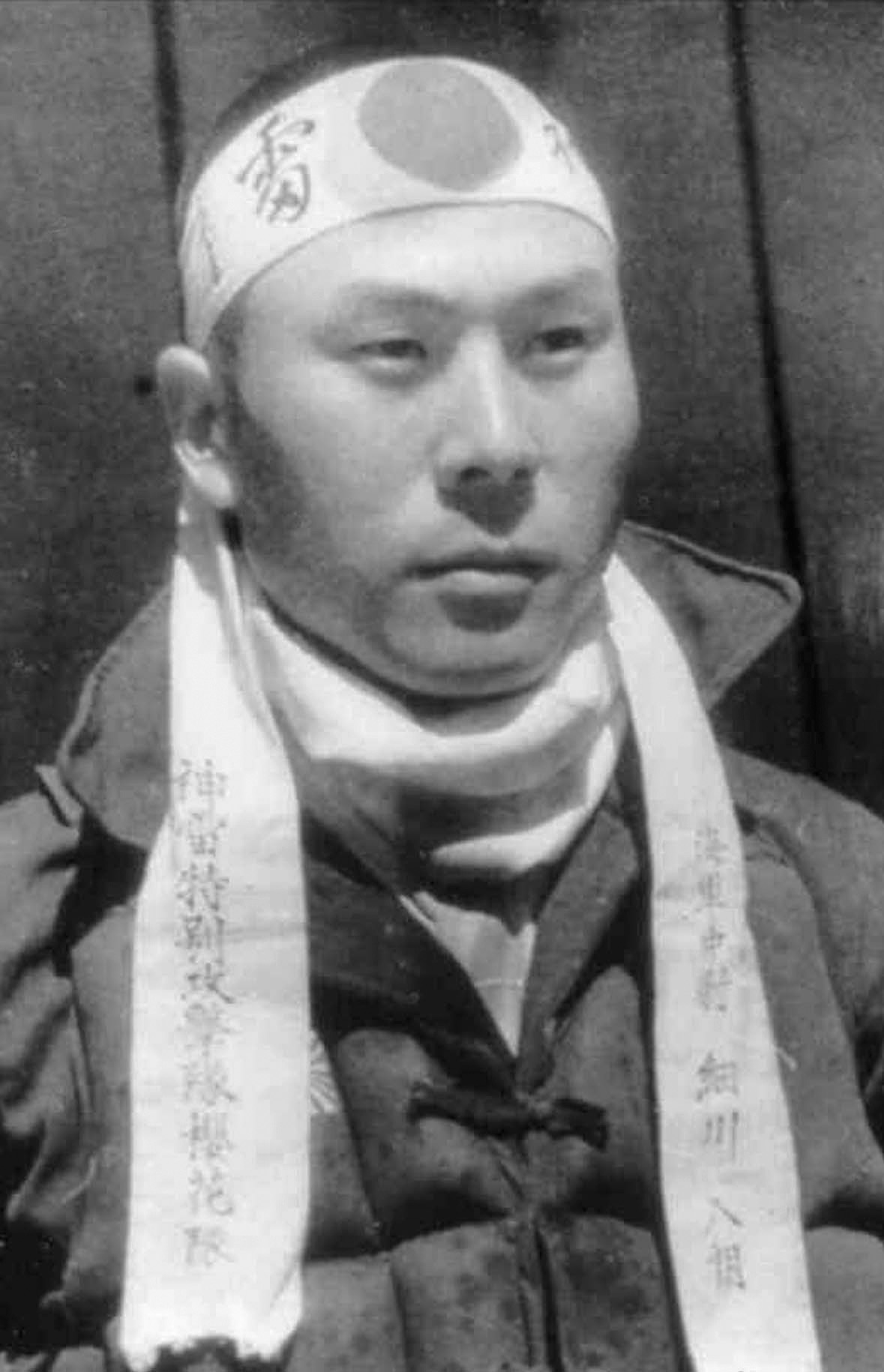
神雷部隊桜花戦闘機隊指揮官細川八郎中尉。連合艦隊豊田副武司令長官視察の際に、「桜花」の模範訓練を要求されたが「あと桜花に乗るのは死ぬときだけです」と拒否している

海軍では、特攻は志願を建前に編成していたが、募集方法や現場、時期、受け取り方により実態は異なっていた。中島正飛行長によれば、特攻の編成はだいたいこれだと思うものを集めて志願を募っていたという。「たとえ志願者であっても、兄弟の居ない者や新婚の者はなるべく選考から外す」とされたが、戦局が極度に悪化した沖縄戦後半頃の大量編成時には、その規定が有名無実化した部隊もあった。フィリピン戦においては特攻基地に不時着した搭乗員や隊長を失った部隊の搭乗員を強引に指揮下に入れ、特攻機の空輸、さらに特攻隊欠員の穴埋めで特攻を命じた例があるほか、銀河9機を美保基地から宮崎基地へ空輸せよの命令に従ったところ「明朝4時に発進し、沖縄周辺の敵艦船に対し体当たり攻撃を実施せよ」と、9機の搭乗員がいきなり特攻隊員にされた例もある。また大戦末期には、飛行隊そのものが「特攻隊」に編成替えされた。
終戦後のアメリカ戦略爆撃調査団の事情聴取で、海軍兵学校卒の現役士官4名、学徒出陣の予備士官2名が、アメリカ軍ヘラー准将の「特攻は強制であったか、志願であったか？」との質問に対し、兵学校出身の現役士官は「全て志願であった、しかしフィリピンでは戦況によって部隊全部が特攻出撃したこともある。」「内地で募集した際も殆ど全員が熱望し、中には夜中に学生から何度も起こされて自分を第一番にしてもらいたいと言われたこともある。また一人息子だから対象者から外したら、母親から息子を特攻隊員にしてほしいとの嘆願書が来たこともあった」と答えている。また学徒出陣の予備学生の2名も「学徒出陣の我々は軍人精神を体得した者とは言えないが、一般人として戦況を痛感し、特攻が最も有効な攻撃法と信じた。我々が身を捧げる事により、日本の必勝を信じ、後輩がよりよい学問を成し得るようにと考えて志願した」と答えている。このやり取りの中で「アメリカの青年には到底理解できない。生還の道を講ずることなく、国家や天皇の為に自殺しようとする考え方は考える事ができない」と言っていたヘラー准将も、最後には「特攻隊の精神力をやや理解できた。君らのいう事は理に適っており、アメリカ人にも理解できると思う」と話している。
特攻兵器の部隊は比較的早い段階から特攻要員が集められ、実験や訓練に従事していた。
坂本雅俊（回天要員）は戦局を挽回する兵器とだけ知らされ志願したという。竹森博（回天要員）によれば、志願は希望する者は○を、しないものは白紙を出し、志願したのに選出されなかったものは教官に詰め寄ったという。決まった後も回天を見せられ、特攻の説明があり、もし嫌なら原隊へ返すと説明されたという。
桜花搭乗員の募集は、1944年8月中旬から始まっており、海軍省の人事局長と教育部長による連名で、後顧の憂いのないものから募集するという方針が出されている。台南海軍航空隊では、司令の高橋俊策大佐より、搭乗員に対して「戦局は憂うべき状況にあり、中央でとても効果が高い航空機が開発されているが、それは死を覚悟した攻撃である」との説明があり、「確実に命を落とすが、現状打破にはこの方法しかない、海軍としてはやむを得ない選択であり志願を募る」と告げた。ただし妻帯者、一人っ子、長男はその中から除外された。3日間の猶予を与えられたが、鈴木英男大尉は「自分の命を引き換えに日本が壊滅的な状況になる前に、有利な講和交渉に持ち込める一助になれば」という気持ちで志願したという。他の桜花搭乗員では、佐伯正明によれば一人ずつ呼ばれ説明を受け行くか聞かれて志願したという。湯野川守正によれば、詳細は伏せられて、必死必中兵器として募集があり、志願したという。
最初の神風特攻隊編成では、編成を一任された玉井浅一によれば、大西の決意と特攻の必要性を説明して志願を募ると、皆喜びの感激に目をキラキラさせ全員もろ手を上げて志願したという。しかし当時の志願者の中には、特攻の話を聞かされて一同が黙り込む中、玉井中佐が「行くのか行かんのか」と叫び、さっと一同の手が上がったと証言するものもいる。志願した浜崎勇によれば「仕方なくしぶしぶ手をあげた」という。志願者した山桜隊の高橋保男によれば「もろ手を挙げて志願した。意気高揚した。」という。志願した佐伯美津男によれば強制ではないと説明されたという。志願者の井上武によれば、中央は特攻に消極的だったため現場には不平不満がありやる気がうせていた、現場では体当たり攻撃するくらいじゃないとだめと考えていた、志願は親しんだ上官の玉井だからこそ抵抗もなかったという。
特攻第一号の隊長関行男大尉は海軍兵学校出身者という条件で上官が指名したものであった。人選に関わった猪口力平によれば副長の玉井浅一が関大尉の肩を抱くように軽く叩きながら「零戦に250kg爆弾を搭載して敵に体当たりをかけたい（中略）貴様もうすうす知っていると思うが、この攻撃隊の指揮官として貴様に白羽の矢を立てたい」と涙ぐみながらたずねると、関大尉は両肘を机の上に付き頭を両手で支え、5秒程度黙止熟考した末に、静かに頭を持ち上げながら「ぜひやらせてください」とよどみのない明瞭な口調で答えたという。 しかし、その玉井浅一によれば関は「一晩考えさせてください」と即答を避け翌朝受けると返事をしたという。報道官に関は「KA（妻）をアメ公（アメリカ）から守るために死ぬ」と語った。
フィリピンの201空の奥井三郎は志願は氏名を書き封筒に入れ提出する方法で募集されたという。クラーク基地で神風特攻隊の志願者は前へと募集がかかると全員志願したため、多いので選考し連絡するということになった。志願者杉田貞雄によれば葛藤もあったが早いか遅いかの違いで行くものは誇るように残るものは取り残された気分になったという。
菅野直大尉は特攻に再三志願したものの技量が高く直掩、制空に必要なため受理されなかった。杉田庄一は笠井智一とともに、玉井浅一司令に特攻を志願したが、却下され、代わりに墓参りを頼まれて内地への帰還命令があった。
角田和男少尉によれば特攻出撃前日の昼間に喜び勇んで笑顔まで見せていた特攻隊員たちが、夜になると一転して無表情のまま宿舎のベッドの上でじっと座り続けている光景を目の当たりにし、部下に理由を尋ねたところ、目をつぶると恐怖から雑念がわいて来るため、本当に眠くなるまであのようにしている。しかし朝が来ればまた昼間のように明るく朗らかな表情に戻ると聞かされ、どちらが彼らの素顔なのか分からなくなり割り切れない気持ちになったという。角田少尉は1944年11月11日に神風特別攻撃隊「梅花隊」「聖武隊」の誘導任務に就く予定であったが、搭乗予定の零戦のエンジンが不調で飛行できないために、僚機に「俺が行くから、お前が残ってくれ」と何機かに声をかけたが、どの特攻隊員も出撃を譲らなかった。仕方なく航空隊指揮官に隊長名で誰か交代する者を指名して欲しいと申し出したが、隊長の尾辻中尉は「我々は死所は一つと誓い合ってきた者同士です。今ここで誰かに残れと言う事は私にもできません。分隊士（角田少尉の事）は他部隊からの手伝いですから残ってください。（中略）長い間ご苦労さまでした。」と征く者の方からご苦労さまと言われた角田少尉は、「梅花隊」「聖武隊」の不動の決意を思い知らされ、出撃を見送る時は、自分の不甲斐なさを一生後悔すると言う気持ちがわき上がったという。
高知海軍航空隊は練習機白菊による搭乗員訓練の航空隊であったが、戦局も逼迫した1944年末に横須賀鎮守府より特攻隊編成の訓示があり、航空隊司令加藤秀吉大佐から各員に「特別攻撃隊を編成するから、志願する者は分隊長に申し出るように」との指示があった。一応は各人の意志に委ねられた形式で積極的に志願した者もいたが、搭乗員である以上は勇ましい志願をせざるを得なかったと言う。それでも分隊長代理木村芳郎大尉は、一人息子や長男は“技量未熟”との名目で特攻隊に編成せず訓練隊になるべく残すようにした。司令の加藤秀吉大佐は終戦後の1945年8月20日の高地空解隊まで司令として残務をこなすと、8月30日に責任をとって自決している。
桑原敬一は、民間航空機搭乗員を希望して乙種海軍飛行予科練習生第18期生として土浦海軍航空隊に入隊したが、ある日他の搭乗員と共に講堂に集合させられ、参謀より「戦局悪化により特攻隊編成を余儀なくされたので、諸君らの意思を確認したい。各人に用紙を渡すから明日までに特攻志願する場合は所属部隊名と氏名を用紙に書き、志望しない場合は白紙で出すように」と言われた。各隊員は来るべきものが来たという気持ちで、複雑な心境ながら翌日に大多数は志願したが、一部白紙で提出した隊員もいたという。しかし参謀からの言葉は「諸君の意思は全員熱望であり、一人の白紙もなかった」という意外なものであった。その言葉を聞いた桑原は憤りで頭にカアッと血が上ったと言う。桑原はこの自分の体験により、末期の特攻志願は似たような「志願の強制」事例が横行していたと推量している。
早稲田大学より学徒出陣した江名武彦少尉は、ある日突然に黒板に特攻隊に指名すると書いてありそれを見て血の気がサーッと引いたという。その後上官より訓示があり、日本のため家族のためと覚悟し命令した軍を恨む気持ちはなかったが、やはり死について割り切れず未練が出てきたとのこと、江名は以上の経緯より自分に関しては特攻出撃は「命令」であったと証言している。
末期にはパイロットはすべて特攻要員に下命されたが、田中国義は何度でも行くからせめて爆撃をやらせてほしかったが誰にも言えることではなかったという。清水芳人によれば、海上特攻は否応なしの至上命令であったという。

#### 日本陸軍
陸軍は、特攻隊を志願者をもって充当することを根本方針とし、必死の攻撃であるから要員は特攻実施の熱意が旺盛で家庭的にも係累の少ない若年者を選ぶという考え方が基本的となった。特攻隊の志願は増大に伴い、調査が形式的になり、その場の空気に押されて表面的に志願であっても内心は熱意が乏しいものも含まれていた。第6航空軍司令官菅原道大中将によれば、特攻の志願は、部隊の状態、時期、部隊長の性格などによって千差万別であり、時日の経過に従い減少したが、反面に時局は要員の増加を要求し、志願を建前とする中央と指示の部隊数を編成しなければならない部隊長の間に問題が生じる余地があり、各隊各様の状態を生んだという。また、「いずれの場合も家庭の事情を十分に考慮するのは一般的であった」「有形無形の雰囲気の中で起居する関係者は少なからぬ圧迫を感じたことであろう」という。
陸軍初の特攻隊の1つ富嶽隊の選出方法は「志願を募ればみんな志願するので指名すればそれでいい」というものであった。終戦後、アメリカ戦略爆撃調査団からの質問に対して、陸軍航空本部次長の河辺虎四郎中将は「志願者に不足することはなかった」と証言している。
もう1つの万朶隊については、1944年10月4日、鉾田教導飛行師団長今西六郎中将に特攻部隊編成の準備命令があったが、今西中将は特攻に批判的であり、この命令に苦悩していた。その後10月13日に隊員の人選方法について部隊幹部と協議したが、結論は出なかった。しかし10月17日にレイテにアメリカ軍が来襲し捷号一号作戦が発令されると、20日には編成命令があり、今西中将は苦悩の末、最初の特攻は確実を期さなければいけないと判断し、陸軍航空隊きっての操縦技量を持ち、特攻には批判的で跳飛爆撃（海軍名称では反跳爆撃）の研究に携わっていた岩本益臣大尉（53期）を中隊長とした精鋭16名を指名し、飛行隊長が面接を行い志願を募っている。岩本ら士官には今西ら司令部から特攻についての説明はあったが、下士官以下には「特殊任務」という曖昧な説明しかなかった。のちに、風防ガラスから3本の角を突き出すような異様な姿に改造された九九式双発軽爆撃機を前にして、士官らから「特殊任務」とは体当たりのことで、突き出た3本の角が搭載爆弾の信管であると説明を受けて動揺している。万朶隊隊長の岩本はフィリピンに移動した後、マニラの第4航空軍司令部に出頭する際に操縦機がアメリカ軍の戦闘機に撃墜され出撃前に戦死した。岩本大尉は新婚であったが、未亡人となった妻和子は亡くなるまで岩本大尉の遺品を大事に保管していており、死後に有志により、岩本大尉の故郷である福岡県豊前市に遺品が寄贈された。
藤井一中尉は、熊谷陸軍飛行学校生徒隊第二中隊長であったが、特攻出撃をする事を願い陸軍に二度に渡り特攻を志願するが、歩兵より転科した整備及び高射機関銃(地上対空小火器は、陸軍飛行学校が担任した)を履修した将校のため、いずれも却下された。(空中勤務者としての適性、飛行隊指揮官としての勤務未経験等の理由があったものと思われる。)夫の固い決意を知った妻女は「私たちがいたのでは後顧の憂いとなり、十分な活躍ができないと思いますので、一足先に逝って待ってます。」という趣旨の遺書を遺し、子供2人と入水自殺を遂げた。その後3回目の志願を血書で陸軍に提出、陸軍もようやく藤井中尉の志願を受理し、特攻隊長要員となって昭和20年2月鉾田教導飛行師団にてと号第45飛行隊が編成され、航空総軍直轄を経て第六航空軍司令部隷下5月28日出撃し戦死している。振武隊名簿および功績資料によれば、名目上は航法将校、特業は軽爆・操縦者として掲載されている。
陸士57期の吉武少尉は九九式軍偵察機の搭乗員であったが、軍偵班全員に特攻隊編成の命令が下っている。従って「志願」ではなかったが、当時の気持ちを同僚の軍偵班・市原哲雄少尉の言葉を借りて「戦局いよいよ最高潮に達し皇国の興廃を決せんとする時、選ばれてその一戦力となり得るは、誠に栄光の至りにして男子の本懐たり」と感じ、軍偵班全員同じ気持ちであったと述べている。吉武少尉は石腸隊として1944年12月12日に出撃したが、途中でF6Fに迎撃され被弾しながらも巧くかわし、その後どうにか海軍基地に不時着し九死に一生を得ている。そのような経験をしてもなお当時の思いを振り返り、戦後に平和な時代の価値観で特攻隊員に向けられた「特攻隊員は軍国主義の被害者だ」とか「国家に騙された可哀想な人たち」という評価を真っ向から否定し、「当時は国の為に命を捧げる事に大いなる価値があった」とし「現代の若者も、もしあの時代に生きていれば、我々と同じ心境になったはず」と述べている。
同じく陸士57期堀山久生中尉は、躊躇なく特攻志願しているが、その理由を「陸軍士官学校では、戦争が危急の際は率先して陸軍士官学校出の将校が危険な任務に就くべきと叩きこまれており、それが現役士官の取る道と考え、全員が志願した」と述べている。

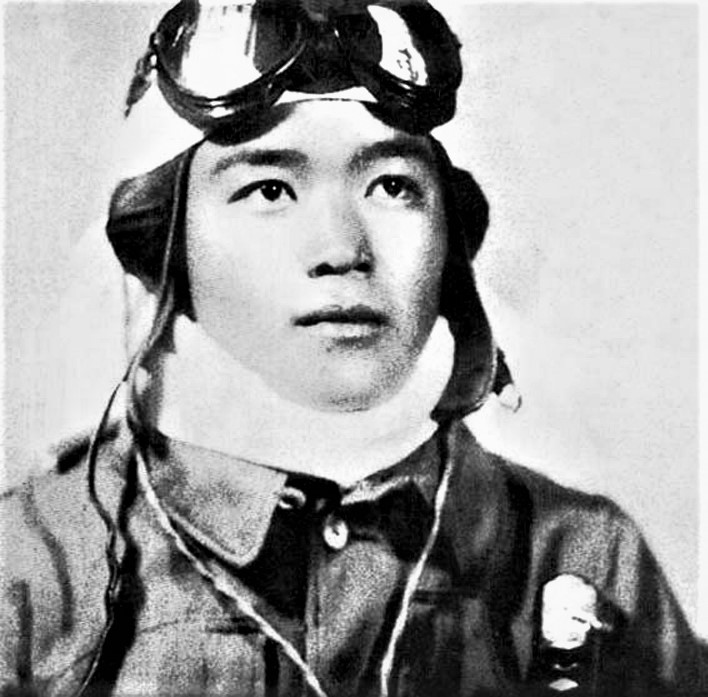
父親である富永恭次中将の汚名返上のため、特攻に志願した富永靖陸軍少尉（特攻にて大尉に特進）

第4航空軍司令官富永恭次中将の長男である富永靖少尉は、フィリピンの戦いで父親が敵前逃亡の汚名を着せられていたことから、その汚名返上のために特攻に志願している。富永は中学生のときから、英語の教育者でもあった祖父の影響もあって英語に堪能で、親友の鈴木啓正と、将来、英語の普及のため英語の弁論大会を開催しようと約束をしていた。のちに鈴木は陸軍士官学校卒業し任官、富永は慶應義塾大学卒業後に特別操縦見習士官1期生となったが、いずれも特攻隊員に志願した。富永は、第58振武隊員(特攻隊員)として、1945年5月25日、父恭次から貰った日章旗と母セツが準備した千人針を携えて、四式戦闘機「疾風」爆装機に搭乗し都城飛行場より出撃し特攻戦死した。富永の戦死後、親友の鈴木には「出撃のときは父から贈られた日の丸で鉢巻し、母から頂いた千人針を身につけて行きます。敵艦に突入するとき、君の名を叫びながら。さようなら」という富永の遺書が届けられている。鈴木はこのときの気持ちを「神様、自分は国のために死ななければならない。でも生きたい。もし、生き残ることができたら私が富永君と中学時代から計画していた英語弁論大会の事業を必ずやります」と記している。鈴木は、特攻に志願しながらも戦後まで生き残り、親友富永との約束通り英語弁論大会の開催に尽力、日本学生協会を設立し、高松宮宣仁親王にはたらきかけるなど、大変な苦労をしながら1949年に第1回目の開催にこぎ着け、この後も設立者として大会の運営に尽力した。この英語弁論大会は、学生の英語弁論大会としては日本最高峰とも称される｢高円宮杯全日本中学校英語弁論大会｣に発展していった。
満州で搭乗員の訓練を行っていた関東軍第5練習飛行隊は、8月15日の玉音放送の後に関東軍司令部より戦闘停止命令が届いたが、ソ連軍による葛根廟事件などの虐殺事件を目の当たりにし、「このまま降伏すれば葛根廟の悲劇がここでも繰りかえされる」や「戦いもせずにおめおめとソ連軍に降伏できるか」との思いで結束し、ソ連軍に一撃を加え居留民の避難する時間を稼ぐこととしたが、練習飛行隊に残った練習機ではソ連軍の重戦車相手に体当たり攻撃しか通用しないため、異例の戦車に対する特攻を計画した。計画の中心であった二ノ宮清准尉が賛同者を募ったところ士官である少尉ばかり10名が賛同し（二ノ宮をいれると11名）二ノ宮らは自らを「神州不滅特別攻撃隊」と名付けた。その中の谷藤徹夫少尉は妻の朝子を、大倉巌少尉は婚約者のスミ子を同乗させての出撃を申し出た。一般女性を作戦機に搭乗させるのは軍規違反であったが、二ノ宮らは敢えて同乗を許している。2人の女性が特攻機に同乗を希望した経緯は不明だが、特攻出撃当日の8月19日に、2人の女性は白いワンピースを着て日傘をさして飛行場に現れ、それを見送りと勘違いした基地の兵士が日傘をさしていることを咎めると、朝子は涼しい顔で「女性ですから、日焼けはしたくないんです。」と冷静に切り返したとこから覚悟はできていたものと思われる。神州不滅特別攻撃隊は故障で墜落した1機を除き、2人の女性を乗せた10機でソ連軍の戦車部隊に向かったが、特攻が成功したかは不明である（ソ連側の記録は#対陸特攻参照）。
太平洋戦争当時、東京大学文学部より学徒出陣で陸軍の二等兵となった後の読売新聞グループ本社会長・主筆渡邉恒雄は、太平洋戦争終盤に行われていた特攻に関して、従来よりほとんどが暴力による強制であったという認識であり、ニューヨーク・タイムズのインタビューに答えて、「彼らが『天皇陛下万歳!』と叫んで勇敢に喜んで行ったと言うことは全て嘘であり、彼らは屠殺場の羊の身だった」「一部の人は立ち上がることが出来なくて機関兵士達により無理矢理飛行機の中に押し入れられた」と語っている。
戦後に多数の特攻隊指揮官から隊員の生存者まで尋問した米国戦略爆撃調査団の出した結論は「入手した大量の証拠や口述書によって大多数の日本軍のパイロットが自殺航空任務に、すすんで志願した事は極めて明らかである。機体にパイロットがしばりつけられていたという話 は実際にそういうことが起きたとしても、一度だけだったであろう。また、戦争最後の数週間前までに、もっとも熱心なパイロットは消耗されつくしたか、あるいは出撃を待っている状態だった事も明らかである。陸海軍両軍とも、新米で訓練不足のパイロットを自殺部隊に割り当てる、つまり志願者を徴集する段階に到達していた。」と原則志願制ながら、それが既に限界に達しつつあったと分析していた。

#### 反対・拒否

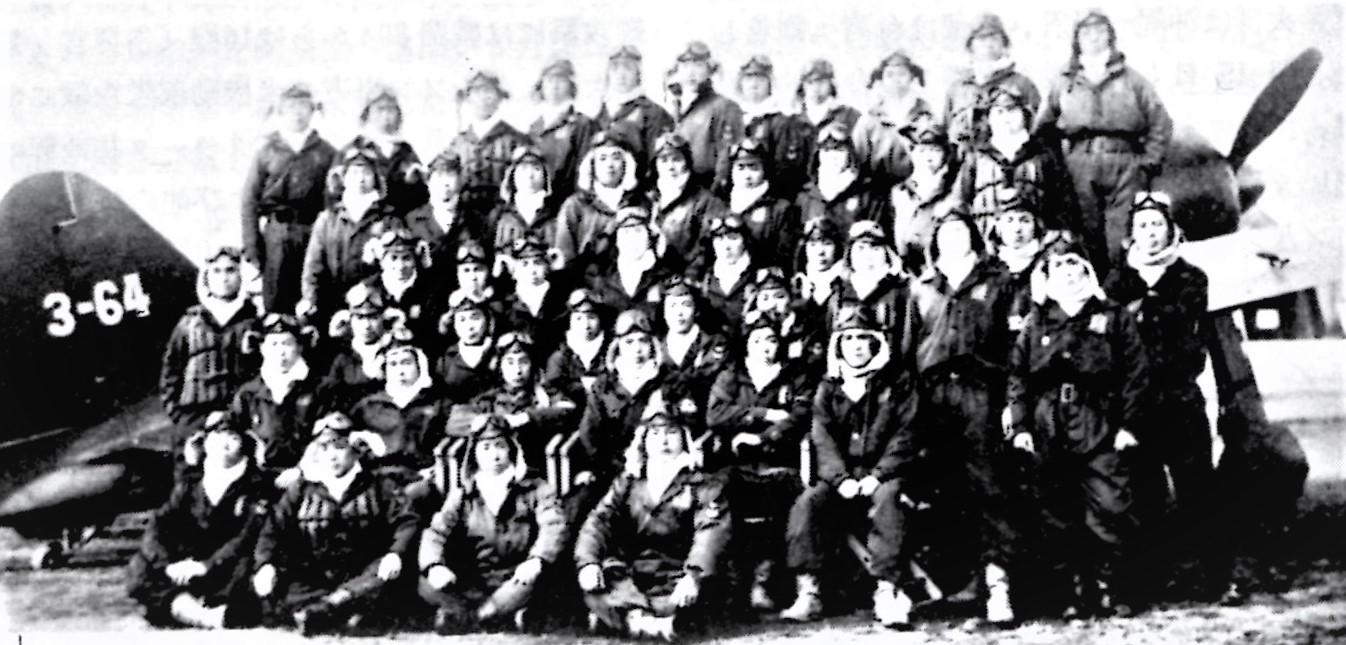
特攻を拒否し、特攻機の護衛任務に従事していた戦闘303飛行隊の集合写真、前から2列目右から4人目が飛行長の岡嶋清熊少佐

第三四三海軍航空隊では特攻を出していない。司令の源田実大佐は空戦による制空権奪回を目指し特攻の指導をせず、空中特攻の命令にも司令自らが特攻することを決めている。また、特攻の打診があった際も、行けと言ってくる参謀が最初に来るならやると上に伝えてほしいという飛行長志賀淑雄少佐の意見に源田司令も賛同している。
歴戦の戦闘機指揮官の戦闘303飛行隊の飛行長岡嶋清熊少佐は、フィリピンで特攻を推進する大西ら第一航空艦隊司令部に強く反発し、「特攻は邪道である。内地に帰り再編成の上、正々堂々と決戦をすべきである。自分の隊からは一機の特攻も出させぬ」と頑張り、士官室で全搭乗員総特攻を唱える第201海軍航空隊飛行長の中島正少佐と、互いに軍刀の柄に手をかけて激論を交わしていたという。岡嶋は「戦闘機乗りというものは最後の最後まで敵と戦い、これを撃ち落として帰ってくるのが本来の使命、敵と戦うのが戦闘機乗りの本望なのであって、爆弾抱いて突っ込むなどという戦法は邪道だ」という信念の持ち主であり、上層部のなかには岡嶋を国賊と呼ぶ者もいたという。その後、岡嶋率いる戦闘303飛行隊は日本本土に転戦し、主に特攻機の護衛任務で戦い続けて、沖縄戦中に89名の戦闘機搭乗員のうち38名を失ない戦死率は43％にも上った。これは特攻隊として編成された第二〇五海軍航空隊の103名の特攻隊員中戦死者35名（戦死率34％）と比較しても、護衛任務に従事した戦闘303飛行隊の戦死率の方が高くなっているほどであった。戦後に岡嶋は「参謀が特攻の話をしたときです。わたしは拳銃を握っていた。『この野郎、ぶち殺してやろう』と思いました。戦死を拒みはしないが、搭乗員を虫けらのように言うのがたまりません。その男は特攻に出ないのに」と振り返っている。
特攻の志願が募られた際、岩本徹三海軍少尉は「死んでは戦争は負けだ。戦闘機乗りは何度も戦って相手を多く落とすのが仕事だ。一回の体当たりで死んでたまるか。俺は否だ。」と志願しなかった。203空の飛行長進藤三郎少佐も司令に反対意見を述べた。第三四一海軍航空隊の飛行隊長藤田怡与蔵少佐も新鋭機の部隊であることを理由に特攻に反対した。
芙蓉部隊の指揮官の美濃部正少佐は、夜間攻撃を重視し、練習機で特攻を行う計画に反対したとされる。しかし、美濃部は特攻そのものを拒否をしていたわけではなく、硫黄島の戦いや沖縄戦で度々部下に特攻を命令して戦死者も出している。美濃部は、対敵機動部隊の戦術として「敵の戦闘機隊が十分な行動ができない未明に、まず芙蓉部隊機が敵空母甲板上の敵機をロケット弾で攻撃し、発艦前に打撃を与えて友軍特攻機突入を援護する。最後には、芙蓉部隊機も搭乗員諸共敵空母甲板上に特攻し、敵空母甲板上の艦載機を一掃する。」との特攻戦術を考案しており、終戦間際に特攻を計画した際には自ら指揮官として出撃する予定であった。
青島航空隊では、未熟な練習生を含め全隊員が特攻を志願する中、ただひとり東秋夫飛曹長（甲種予科練一期、飛行四千時間のベテラン）だけが志願を拒否している。士官室に呼び出され司令、副長、飛行長、飛行隊長から叱責を受け分隊長から殴られ、隊内で白眼視され孤立させられたが信念を貫き通した。
陸軍航空隊初の特別攻撃隊となった万朶隊のうち、佐々木友次伍長が敵艦に体当たりせずに通常攻撃を行い、ミンダナオ島のカガヤン飛行場に生還している。この後も帰還を続ける佐々木に第4航空軍第4飛行師団参謀長の猿渡篤孝大佐が「爆撃で敵艦を沈めることは困難だから、体当たりをするのだ。体当たりなら確実に撃沈できる」と次回出撃時は確実に体当たりするよう諭したが、佐々木は「私は必中攻撃で死ななくてもいいと思います。その代わり、死ぬまで何度でも行って、爆弾を命中させます」と反論している。上官に対する明白な反抗で本来であれば軍法会議行きでもおかしくなかったが、この時はさらに諭されただけで不問とされている。佐々木はこの後も合計9回出撃を命じられたとも言われるが、敵艦に突入することなくいずれも生還している。航空機を失った第4航空軍の他の操縦士は台湾に撤退したが、公式には戦死扱いであった佐々木には台湾への撤退許可は出なかったため、ルソン島山中に立てこもり終戦を迎えている。佐々木は特攻しなかった理由として「日露戦争で金鵄勲章を受賞した父親や、戦死した万朶隊隊長岩本大尉の死ぬなという言葉が支えになった」「乗機（九九式双発軽爆撃機）が乗りやすい飛行機で、これに乗って自爆はしたくないという気持ちがあった」と述べている。
しかし、戦後に第4飛行師団参謀の辻秀雄少佐が語ったところによれば、最初の出撃で帰還した佐々木への対応について、佐々木が所属した第4飛行師団では判断がつかずに第4航空軍に協議したところ、第4航空軍参謀より「行って、それが命中して効果をあげたんなら、もう1回やらせてもいいんじゃないか」という提案があり、その後も佐々木が帰還を繰り返すと、「もう1回やるんだから、2回でも3回でもやれば、それだけ戦果をあげるんだから、それだけこっちに利があるんじゃないか」「こういう風な状況になったんだから、やむを得ない。彼（佐々木）にいい死に場所を与えようじゃないか」ということで、第4航空軍司令部が佐々木の帰還を容認していた。この第4航空軍の佐々木に対する方針は、司令官の富永恭次中将の裁量であったとも言われており、富永は佐々木が特攻出撃から帰投するたびに「おお、佐々木、よく帰ってきたな」「よくやった。これぞという目標をとらえるまでは、何度でも帰ってこい。はやまったりあせってはいかん」と親しげに声かけをし、「昼飯を一緒に食べようと思ったら、他に予定があるそうだ。せっかくだから、お土産を進呈しよう」と上機嫌で缶詰を手渡したりと佐々木に好意的であり、また出撃前には特別に一房のバナナを渡して佐々木を感激させている。また、特攻に批判的で佐々木に生還を指示したとも言われる隊長の岩本であるが、報道班員には｢万朶隊の攻撃はたった1度です。1度で必ず成功しなければなりません。死ぬことは、そんなにやさしいものではありません｣と特攻を覚悟した発言をしている。
陸軍飛行第62戦隊隊長石橋輝志少佐は、大本営作戦課から第62戦隊を特攻部隊に編成訓練するよう要請されると「部下を犬死にさせたくないし、私も犬死にしたくない」と拒否した。石橋少佐はその日のうちに罷免された。この後、第62戦隊は特攻専用機に改造された四式重爆撃機を装備して特攻攻撃に駆り出されている。

#### 特攻隊員の心情
当時の常識、価値観は現代のそれとは大きく異なっており、個人主義、人命第一主義の物差しでは推し量れない一面を持つ。
共に学び、厳しい訓練を乗り越えて切磋琢磨した同期生（海軍兵学校、予備学生、予科練ほか）は結束が強く、バラバラに配属された後も顔を見れば他の同期生の消息（誰々は今何処で戦っている、誰々は何処で戦死した等）について情報交換し合うものだった。海兵73期の松永榮も、特攻隊員になった同期生と会い、かける言葉に窮する場面も経験したが、いざ自分が特攻隊員になってみると、自分の消息を語り継ぐ者もなくただ消え去るのは残念だったようで、特攻即時待機の命令のもと爆弾搭載の順番待ちをする間に、わざわざ会いに来てくれた同期生の顔を見て「これで自分の死に様を伝えてもらえる奴が出来た」と一安心している。
攻撃第三飛行隊”K3”庶務主任であった和田良信は飛行しない立場から特攻隊員を見て「当時の状況として出撃する時はまず特攻になるのが常識で、K3の搭乗員としてもみな死を覚悟していたと思われる。K3に対しても2度ほど（即時待機）の命令は出たが、その都度追いかけるように（中止）の命令が入るというわけで、これくらい搭乗員の神経をピリピリさせるものはなかった。（出撃する時は体当たり）という覚悟の点では全員とも立派であった。それだけに出撃命令は（1回限り）にしてもらいたかった。中止と分かった時の搭乗員たちの表情はまことに複雑で（今日ハ助カッタカ）という安堵の気持ちと、一度は断ち切ったはずの（生への執着）がよみがえってくるのであろうが、（何トカ生キタイ）という人間の根源的欲求とが混じり合い、中止と決まった日の夜はとかく荒れることが多かった」と書いている。
また201空の飛行長中島正少佐が、特攻出撃しても突入せず爆弾を落として帰ってくる二木弘一飛曹を叱責した際、二木は悪びれもせずこう答えたという「今死ねば2階級特進しても兵曹長ですが、11月1日に進級して上飛曹になってから死ねば少尉になれます。士官と准士官では本人ばかりでなく遺族への待遇も大きく違います。いま私にできる親孝行はこれだけなのです。これから先、いくら親孝行をしたいと思っても、もう出来ないからです」。普段、突入せずに帰った搭乗員を厳しく叱る飛行長もこれには何とも叱りようがなかった。なお二木弘は進級後の11月18日第八聖武隊として特攻戦死している。そして1945年正月にマバラカットの士官室で中島飛行長より「特別攻撃隊員は、成功すれば士官は今まで通り2階級特進されるが、下士官は上飛曹、一飛曹、二飛曹共に少尉に特進され、兵は兵曹長に一律特進される事になった。これは第一回の敷島隊まで逆上って適用されることになった」と発表されたという。

### 特攻隊員の待遇

#### 日本海軍
特攻隊は、各部隊から原則は志願により選抜された特攻要員が予定戦力となり、特攻配置の部隊、あるいはそれに準じる部隊に移動して、出撃が決まると隊名が付されて特攻隊員となり、特攻隊が編成される。特攻により戦死した搭乗員は、特別進級（特進） の栄誉を受けることが原則であった。大西瀧治郎中将は特攻隊員の心構えの厳粛化に特に注意しており、宴会に招いたりして特別な待遇はしないことや、正式な特攻隊として編成された者以外の勝手な体当たりの禁止などを強く指導した。
出撃当日は、時間帯によっては出撃前にも食事が出されることがあったが、ある日、昼過ぎに特攻出撃が決まっていた部隊が、急遽時間を繰り上げて出撃したことがあり、特攻隊員は準備されていた昼食も食べずに出撃した。それを知った飛行長が激怒し主計長を呼び出し「これから敵艦に突入しようとする隊員を空腹のまま出撃させたとは何事か！最後の飯ぐらいゆっくり腹いっぱい食わしてやれんのか。お前らは我々戦闘員を何と心得ているのか」と特攻隊員みんなの前で大喝した事もあった。出撃時には海苔巻きやサイダーなどの軽食が機内食として支給された。夜間出撃の際には緑茶の粉末を砂糖で固めた『居眠り防止食』も支給されている。
特攻隊が編成されるまでは隊員は特攻基地にて待機することとなるが、出撃がいつ命じられるかは解らず、早い隊員で2 - 3日で出撃していったが、なかなか出撃とならない隊員にとっては毎日が昼夜の区別もなく極度の緊張だったという。出撃待機中は基本的に食事以外はすることがなく単調な毎日であった。ある程度の自由はあったようで、海軍特攻串良基地より九七式艦上攻撃機で2度も特攻出撃しながら、いずれも機体の故障で九死に一生を得た桑原敬一によれば、緊張をほぐすためか串良基地ではコックリさんが流行しており、戦争の行方や自分の出撃日などを占って気晴らししていたとのことであった。また飲酒も自由で麻雀や花札で遊ぶ隊員も多かった。また、しばしば外出をして他の特攻隊員と共に深夜まで酒宴を開いていたという。
高知海軍航空隊は練習機白菊による搭乗員訓練の航空隊から、白菊を爆装しての特攻隊となったが、特攻隊員たちは飛行科を志望した時に死を覚悟していたが、実際に死が現実的になると、ちょっとしたことで腹を立てたり、些細な事で喜んだりケンカ早くなったりと情緒不安定になったという。それでもしばらくすると覚悟を決めて落ち着いたように見えたが、眼光が人を射抜くような鋭さになっていたという。また特攻隊員は夜目を鍛えるため、黒い眼鏡をかけることが命じられたり、遺髪を遺すために丸刈りにせず頭のてっぺんに少しだけ髪を残しておく風習があったので、眼光の鋭さもあって人相・風体が悪くなり愚連隊と間違えられ、小料理屋に行っても仲居さんが近付いてこないほどになり、当時は人気があった海軍の搭乗員であったのに全く女性からモテなかったという。天候不良が続き訓練飛行ができないときは、近所の農家で農作業の手伝いを行い、お礼に卵や果物をもらったが死を覚悟した隊員にとってはよい息抜きになった。特攻出撃が決まると、子供を残すために結婚すべきか否かについて隊員らで熱っぽく討論を行ったが、結局終戦までに誰も結婚しなかったということであった。
江名武彦少尉は早稲田大学在学中に学徒動員で海軍航空隊の特攻隊員となったが、江名によれば海軍での生活は、物資は十分だったので食事には事欠かず、金曜日には海軍カレーが出され、ウィスキーも倉庫に沢山あり酒に困ったことはなかったとのこと。また手紙についても軍事郵便で出せば検閲があったが、一般の郵便局から郵送すれば検閲もなく、大半の兵士は一般の郵便局から手紙などを郵送していた。
東京大学より学徒出陣した手塚久四によれば、食糧も酒も豊富であったが献立で出てくるサメの煮つけがアンモニア臭くて不味かったとのこと、本土決戦での特攻要員として香川の観音寺基地に配属される途中で終戦となったが、その前には5日間の休暇が与えられ実家に帰省を許されたという。
桜花を運用する神雷部隊では、司令の岡村基春大佐の方針で放任主義であり、隊員は出撃まで自由に生活していた。それを見かねた中島正中佐が岡村大佐にもっと規律を厳正にするよう苦言を呈したが岡村大佐は「自分は部下を信じている。私の指導・指揮は間違っていない。いざという時はみんな黙って命令に従ってくれる」と取り合わなかった。桜花搭乗員の鈴木英男大尉によれば、出撃までは毎日の日課があったが、内容としては航空機の操縦訓練と座学（机の学習）があり、座学ではアメリカ艦艇のシルエットを見て艦名を覚える学習をしたり、精神訓話と称して各人がスピーチをしたが、特に内容の制限もなく、くだけたスピーチでみんなが笑うことも多かったという。また空いた時間にはバレーボールや野球といったスポーツも盛んに行っていた。桜花隊員は他の特攻隊員と異なり純粋な志願者ばかりだったので、訓練所も落ち着いた感じだったと言う。休日もあり、みんなで映画を観に行ったり下宿でのんびり過ごしたり、遠くの親戚を訪ねる隊員もいた。また、近隣の街の軍の後援者が自宅を隊員に開放しており（海軍は下宿やクラブと呼んでいた）後援者の家で御馳走になったり、世間話をしたり、各々が自由に休日を楽しめたという。
特攻隊の軍律の乱れが蔓延していたとの指摘もある。特攻第一号となった関大尉ら敷島隊以来、特攻隊員の取材を続けてきた従軍記者の小野田記者によれば、大戦末期の九州の特攻基地の雰囲気は、関大尉らの当初の様な純粋さは無くなり、参謀らは戦意高揚のための芝居っ気ばかりが先行していたと指摘している。また、一部の特攻隊員は白昼から酒に酔い抜刀して暴れるものもいたが、憲兵は参謀らより、特攻隊員は明日なき命なのだから好きなことをさせよとの指示を受けており、見て見ぬふりをしていた状況を目撃している。また第256飛行隊の清水正邦一飛曹によれば、海軍串良基地の特攻隊員については、軍律が乱れ、無断外出が大っぴらに行われており、番兵も咎めなかったが、明日をも知れない命だから、どうしても足が自然と外に向いてしまったと回想している。また、服装は乱れ、好きな時に起き好きな時に食事をするなど、自由気ままに生活していたと言う。厳正だった出撃の際にも軍律の乱れが及び、中には真偽不明ではあるが無線で「海軍のバカヤロー」叫びながら出撃した隊員や、出撃後に司令官室に向けて突入するふりをした隊員もいたという。

#### 日本陸軍

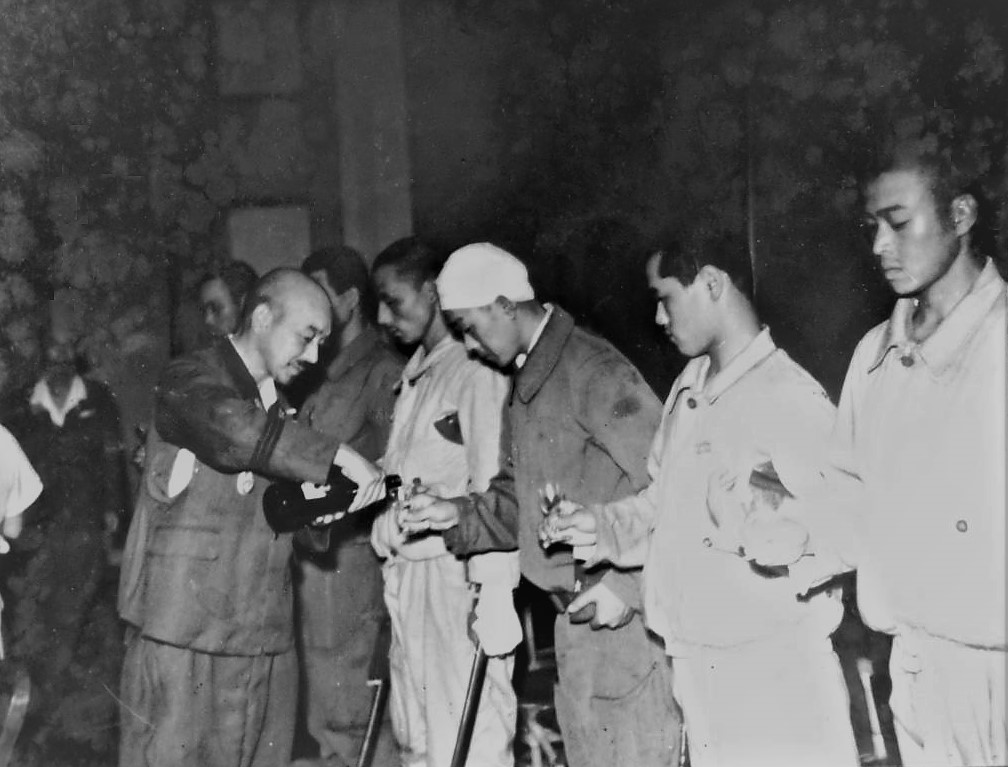
陸軍特別攻撃隊万朶隊隊員にお酌をする第4航空軍司令官富永恭次中将

フィリピンの戦いで陸軍の特攻を指揮した第4航空軍司令官富永恭次中将は、特攻隊員をよく可愛がっており、富永自身は下戸で、自ら好んで飲酒をすることはなかったのにもかかわらず、軍司令官官舎に特攻隊員を招待すると、酒宴や会食の席を設けて歓待して、冗談を交えた声かけをしていた。富永は、毎夜のようにマニラの料亭で芸者を交えて宴会をしていたなどと主張する者もいるが、そもそも、富永が陸軍次官時代に「高級享楽停止に関する具体策要綱」を定めて、料亭などの高級享楽は全面的に停止を決めており、レイテの戦いが開始される前の1945年9月の時点で、マニラ市街地では、激化する空襲とゲリラの跳梁による治安の悪化で、不要な外出は禁止されていた。また、近くのパラオ諸島で激しい戦いが繰り広げられ、フィリピンへの連合軍侵攻の懸念が高まると、富永は第4航空軍参謀たちの危機意識のなさに危機感を覚えて、自らが毎日早朝5時30分に司令部に出勤するようになった。参謀たちからは「これから、いくさになると眠る暇がなくなりますから、今のうちごゆっくりしてください」と全く危機感のない申し出があったが、それを聞いた富永は激怒して「貴様らがたるんでいるから、鍛えなおしてやるために、早くくるのだ。日が高くなってからくるような参謀だから負けてばっかりいるんだ」と呑気な参謀たちに危機感を植え付けている。
第4航空軍の軍司令官官舎は洋館を接収したもので、大広間にはピアノが置いているような大邸宅であったが、富永はその官舎を特攻隊員歓待のために活用しており、特攻隊員を官舎に招くと、ゆっくりと入浴させて、お菓子を食べさせながらピアノで遊ばせるなどして寛がせた。富永自身は軍司令官でありながら、平素は一般将兵が食べる兵食の白米の割合が少しだけ多い程度の質素な食事をしており。さらに、連合軍のルソン島進攻が迫り、マニラ付近に陸海軍の部隊が集まるようになると、補給がひっ迫して、ますます食糧事情が悪くなっており海軍の司令長官クラスでも、毎日の食事は白米に薄いサツマイモを並べたものや、単に白米と芋を混ぜ合わせたかて飯という粗末なものになっていたが、富永は特攻隊員を接待する時には豪華な献立を準備させた。南方ならではのバナナ、パパイヤ、ヤシといった果実をふんだんに用意して、食べ過ぎた特攻隊員に「甘い物はもう見るのも嫌」と言わせてみたり、さらには南方最前線では珍しい刺身をわざわざ準備して特攻隊員を喜ばせた。
そして、特攻機の出撃時には頻繁に見送りに来て、ひとりひとりと固い握手をかわした。富永が特攻隊の出撃を見送るさいには、将官用の黄色い標識がついている富永の軍用車のトランクに、いつも菊の紋のラベルの日本酒が入っており、富永はその一升瓶を持ち出すとひとりひとり酒を注いで回り、そして小さな体で大きな体の搭乗員たちをじっと見上げながら、「しっかりたのむ」と息をつまらせるようにして語りかけた。
以上のような富永の特攻隊員への接し方は、同じくフィリピンで特攻を指揮した海軍の大西とは対照的で、大西は特攻隊員の心構えの厳粛化をはかるためとして、特攻隊員を招いての宴会は厳禁とし、特別扱いもしないように指示するなど一線を引いていた。陸軍の特攻隊員は、自分たちに目をかけてくれている富永をよく慕い厚い信頼を寄せて、「参謀も部隊長も信用出来ぬ、ただ（富永）司令官だけは俺たちの気持をわかつてくれると思ふ」と報道班員に話している。また出撃前には直接富永宛てに、有り金全部を国防献金として託した特攻隊員も多かった。
フィリピンで陸軍の特攻を取材していた報道班員の読売新聞記者辻本芳雄によれば、富永は特攻隊員に対する想いとして「戦争しているのは兵隊だよ、私がここでいくら力んでみても勝てやしない。ただ、私のする仕事というのは兵隊を働かせることなんだ」「感状なんてものは死んでからではないとくれはせん、死んでもらって、それが何になる。兵隊は生きているうちに励まさなければダメなんだ」「昔の戦場で武将はお墨付きというのを出している。また、自分の刀をやったりした。あれでなければならぬのだ」「ただ、私は、若いものを励まして死地に追いやっている。それが私の仕事だから仕方がない。だから私は苦しい」と語っている。そのときの富永の目は、辻本が取材などでよく見る、戦友を失った若い兵隊たちの怒りと悲しみに満ちたギラギラとした目つきと同じであり、辻川は富永の精神状態を懸念したが、こののち富永は、特攻機を見送り続ける精神的負担で心身に変調をきたし、将兵を置いて大本営に無断でフィリピンを脱出している。
マニラには、軍高官や高等文官しか利用できないような高級料亭「廣松」があった。「廣松」は台湾の嘉義でハワイ出身の日系二世の夫婦が開業した料亭であったが、日本軍の支援によって、マニラのリサール・メモリアル・スタジアム近隣のパサイ区ドナダ街1755番地に2号店を開店している。軍の予算をふんだんに使うことができたので、75畳の大広間を有する3棟建ての豪華なもので、普段から軍や政府高官たちが会合や会食につかうため、30台駐車できる駐車場はいつも満杯だったという。
特攻隊員も兵舎代わりに宿泊することもあり、1944年11月にも14から15名の特攻隊員が「廣松」に宿泊したが、特攻隊員はまだ20歳であった女将（源氏名　雛千代）を「お母さん」「お姉さん」と呼んで慕い、他の同世代の芸者たちとも意気投合したという。「廣松」はフィリピンを統括する第14方面軍の指揮下で、女将自身も陸上部隊所属士官の婚約者がおり、富永ら第4航空軍司令部とは懇意ではなかったので、他の芸者と一緒になって特攻隊員に同情して、第4航空軍の上官たちが自分たちで特攻すればいいのに姑息だ、と口々に批判していたという。
「廣松」が第4航空軍専用の料亭であり、富永や参謀たちが専用の芸者を囲っており、毎晩、富永や参謀が盛大な宴会を行い、自分たちの都合で「廣松」のマニラ撤退を許さなかったなどと主張する者もいるが、そのような事実はなく、「廣松」の芸者たちは、第14方面軍の指示で野戦病院を回って、日本舞踊を踊るなどの傷病兵の慰問活動に従事していたため、連合軍がルソン島に迫るまで撤退することができなかった。ようやく第14方面軍から撤退指示が来たのは、ルソン島に連合軍が上陸した1945年1月6日で、撤退指示に際して第14方面軍から女将たちに「3ヶ月後には戻れる」という説明があり、女将たち20から30名の女性たちは、第14方面軍の軍属が準備した2台のトラックに着の身着のままで押し込まれると、そのままマニラを後にしてダバオに移動したが、「3ヶ月後には戻れる」という約束が守られることはなかった。その後は第14方面軍の保護もない中でジャングルの中を逃げ回り終戦を迎えたが、創業者や芸者3人が死亡している。

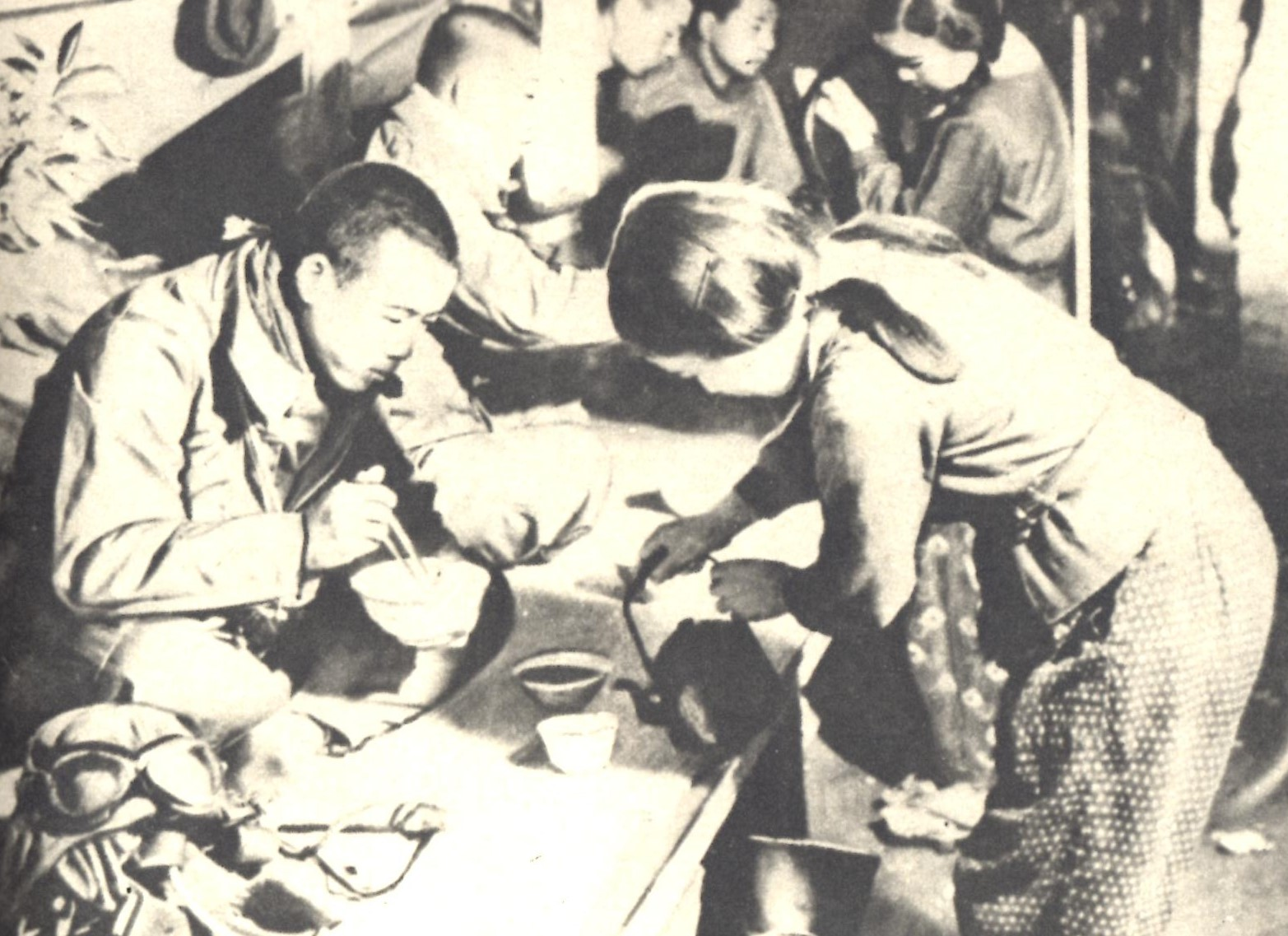
知覧高等女学校生による出撃当日の朝食の給仕

沖縄戦においても、特攻隊員ら航空機の搭乗員は普段から、白米、肉、魚など特別メニューが与えられていたが、特攻隊員の出撃前日の食事はさらに豪勢になることもあり、菊水作戦初期には、何段も重なった豪華な幕の内弁当やデザートのゼリーの他に、酒もワイン、ウィスキーの角瓶などが準備され、沢の鶴の樽酒も軍司令官から届けられた。また皇室からは菊の御紋入りの煙草も支給された。しかし、そのような豪勢な食事でも喉に通らず、ただ酒をあおる特攻隊員も多かったという。
知覧には鳥濱トメが営む陸軍指定の食堂「富屋食堂」があり、多くの特攻隊員が食事に来店していた。トメはできうる限り特攻隊員の面倒を見ようと思い、家財を処分してまで食材を仕入れて隊員のどのような注文にも応えようとし、多くの隊員も足繁く富屋食堂に通っていた。また隊員もそんなトメを慕っており、いつしか「特攻の母」と呼ばれるようになった。特攻隊員は富屋食堂で出撃の数日前から盛大な酒宴を催したが、トメに家族への遺書や言付けを預ける隊員も多かった。トメは、戦後に放棄された知覧基地跡に知覧特攻平和観音堂の建立の旗振り役となったり、遺族へ特攻隊員の言付けを伝えたり、生前の姿を聞かせたり、知覧を訪れる遺族のために旅館を買い取って宿泊させたり、知覧基地の語り部になったりと特攻隊員の慰霊に尽力している。
特攻隊員の多くが訓練を受け、後に特攻隊も編成された下志津教導飛行師団の搭乗員らは、銚子の馬場町にあった「伊藤屋」という料亭に毎日のように入り浸っていたという。この料亭の女将の大塚蝶子は当時30半ばであり、若い軍人らを我が子の様に可愛がり、食糧事情の悪化で乏しくなった中でも、酒や食糧をどうにかやりくりしながら搭乗員たちに饗し、特攻隊員らに親身になって応対し、将校相手にでも歯に衣を着せず厳しいことを言ったりしていたので、搭乗員らも大塚蝶子を「お蝶さん」と言って母のように慕ったという。
陸軍航空隊の特攻隊「振武隊」の知覧基地では知覧高等女学校の女生徒が勤労奉仕隊として振武隊員の寝床作りから食事、掃除、洗濯、裁縫、などで身の回りの面倒を見ていた。女学校の校章がなでしこの花であることから、彼女らは、戦後に同窓会として「なでしこ会」を結成したことにより、彼女達奉仕隊が「なでしこ隊」と呼ばれる事になった。当初は18人であったが、振武隊員が増えるに従って順次増員され延べ人数は100人になったという。なでしこ隊には「特攻班」「戦隊班」があり、それぞれが居住する三角兵舎を担当した。打ち解けるに従って隊員は彼女らを妹の様にかわいがり、彼女らも隊員と一緒に談笑したり、手作りのマスコットを送ったりと隊員の心の支えになっていた。彼女らに家族への遺書を託したり、自分の夢や本心を打ち明けたりする隊員もいたという。海軍にはなでしこ隊の様な女性の勤労奉仕隊はいなかったため、特攻出撃しながら機体の不調で知覧基地に不時着した海軍の江名武彦少尉は、なでしこ隊ら女性が知覧基地で働いているのを見て部下と「陸軍はいいな」と羨ましかったという。「なでしこ隊」の勤労奉仕は3週間で終了となったが、打ち切られた理由は、女学生の一人が特攻隊員にぜひ一緒に特攻機に乗せていってほしいと懇願し、あまりの熱意にほだされたその特攻隊員が女学生を特攻機に乗せようとして問題となったことがあり、急遽勤労奉仕を中止にしたとも言われている。
沖縄戦の頃には陸軍でも特攻隊員の士気低下が顕著になっており、大刀洗陸軍飛行場に隣接した料亭経の娘は、黙々と酒を飲む組と、軍指導部を批判して荒れる組の二種類に分かれ、憲兵ですら手が出せず、朝まで酒を飲んで出撃していったと証言している。そんな中で特攻隊員の精神的な動揺も広がっており、1945年5月に陸軍航空本部が六航軍の特攻隊員へ面接やアンケート調査を行ったところ、1⁄3の隊員が特攻に対して決心が固まっておらず、精神に動揺をきたしていると判定されている。
陸軍特攻振武隊員1,276名のうち、機体故障などの理由によって帰投した605名の内の一部が福岡県の振武寮（福岡女学院女子寮）に収容された。振武寮は、小説月光の夏でその存在が広まったが、存在した期間は1か月余、収容された人数も最大で80名 とされている。またその振武寮に滞在した期間は、第6航空軍参謀で、振武寮運営の中心人物とされる倉澤清忠が保管していた「振武隊異動通報」によれば、1945年6月5日 - 6月19日までの間に“在福岡”（振武寮行きの事）となった振武隊隊員のほとんどは1945年6月23日 - 6月25日に、明野教導飛行師団や鉾田教導飛行師団へ本土決戦に備えて異動となっているが、“在福岡”の期間が一番長い隊員で18日、一番短くて3日であった。振武寮では、収容者は担当者だった倉澤らによって再教育と称し、反省文の提出、軍人勅諭の書き写し、写経などをさせられ「人間の屑」「卑怯者」「国賊」と罵倒されるなど、差別的待遇を受けた者もいたが、そのような待遇を受けていたのは重謹慎の処罰を受けていた者に限られており、他の入寮者は通常の生活を送っていた。その存在は秘匿されていたとされ、軍の公式資料では詳細を確認できないが、当時の陸軍では飛行兵を居住させる兵舎を「寮」と呼称しており、この「振武寮」も特別な施設ではなく「振武隊員」の兵舎なので「振武寮」と呼称していたにすぎないという指摘もあり、実際に山口県防府市の防府飛行場の「振武隊員」兵舎も「振武寮」と呼ばれていた。振武寮の中心的人物とされ多くの証言を残している倉澤ですら、「振武寮」という名称の特別な施設の存在を否定している。
また、倉澤は「当時航空軍としては、決死の特攻隊員が目的を果たさずに生きて帰って来るなどとは、考えていなかったのです。」と証言したとされるが、振武隊が編成される前のフィリピン戦や九州沖航空戦で、陸軍航空隊の特攻機多数が天候の問題や会敵できず帰還していた上に、陸軍航空隊の特攻隊員らを教育・訓練していた下志津教導飛行師団が1945年5月に作成した「と號空中勤務必携」という特攻隊員の教本により、「中途から還らねばならぬ時は」や「中途から還って着陸する時は」など、隊員らは帰還の際の心得や具体的手順について教育されており、倉澤の証言と矛盾する。その運用状況も、隊員らが反省文の提出を強要されたり、激しい罵倒を浴びせられたり、外部との接触は一切禁止されていたという証言もある一方で、収容された隊員が福岡女学院の女子学生の慰問を受け、休日に女子学生とデートを楽しんだり、日本発送電福岡支店の女子社員とお茶会をして、後日、隊員が会社に大挙して押しかけたり、病院に通院すると嘘をついて自由に外出したりと、戦闘行動中の軍施設とは思えないような自由な運営状況でもあった。

#### 支給品
陸軍は航空医学に基づく「航空糧食」に力を入れており、航空病を予防し、パイロットに能力を最大限発揮させる栄養食品を作る事を目的に陸軍第七技術研究所を中心として莫大な陸軍予算を投じていた。当時の東條英機首相もかなり期待していた模様で、首相以下 近衛文麿、広田弘毅、若槻禮次郎といった元老らなど、軍や政治の中枢を首相官邸に集めて、航空糧食の講演会が開かれており、当時の政府や軍の期待度の大きさが覗える。東條失脚後も陸軍の方針は変わらず、陸軍航空技術研究所が東京大学などの協力も受けて「航空ビタミン食」「腸内ガス無発生食品」「航空元気酒」「疲労恢復酒」「防吐ドロップ」「早急出動食」「無火無煙煙草」など多数の栄養食品や機能付食品や嗜好品が作られ、前線のパイロットに支給されていった。特攻隊員でも、1944年12月14日にクラーク基地からパラワン島近海に出撃した、陸軍特攻菊水隊一〇〇式重爆撃機の搭乗員が出撃時に、疲労回復のため、甘味の酒に和漢生薬約20種の成分とビタミンBを混合した「航空元気酒」の小瓶や、酸素不足予防のための鉄分を含む「活性鉄飴」を支給され出撃している。「航空元気酒」は『特攻隊振武寮』(大貫健一郎・渡辺孝　著)により「ヒロポン入りの酒」という解説を加えられているが、成分は前記の通りであり、昭和15年の皇紀2600年記念式典における会食でも出席者に対して供されている。
特攻隊員が出撃に際して覚醒剤（ヒロポン）を投与され、判断力や恐怖心を強制的に失わせた上で出撃させられていたという話が一部で広まっているが、これは正確な表現ではなく、日本軍事史や日本軍の戦争犯罪に詳しい日本近現代史学者吉田裕教授からも「よく戦後の特攻隊に関する語りの中で、出撃の前に覚醒剤を打って死への恐怖感を和らげて出撃させたんだという語り・証言がたくさんあるんですけれども、これは正確ではないようです。覚醒剤を使っていたのは事実のようです。日本のパイロットは非常に酷使されていて（中略）疲労回復とか夜間の視力の増強ということで覚醒剤を大量に使っていて」との指摘もあっている。これを内地錬成中の特別攻撃隊に当て嵌めると、特攻訓練は燃料貯蔵量の関係もあって制限されており、休養・給養等が充分に与えられ、疲労の度を考慮すると実戦部隊の身体的疲労にはほど遠い。
戦後の参議院予算委員会の質疑において、厚生省の政府委員によれば「大体、戦争中に陸軍・海軍で使っておりましたのは、全て錠剤でございまして、飛行機乗りとか、或いは軍需工場、軍の工廠等におきまして工員に飲ませておりましたもの、或いは兵隊に飲ましておりましたものはすべて錠剤でございました、今日問題になっておりますような注射薬は殆ど当時なかったと私は記憶しております。」との答弁通り、戦時中の覚せい剤は広い範囲で使用されており、特攻隊員に限定的に使用されてはいなかった。
また、軍による覚醒剤の使用目的についても、厚生省薬務課長が戦中の覚醒剤の製造認可についての質問に対し「ヒロポン等につきましては、特別に製造許可をいたしました当時は、戦争中でありましたので、非常に疲労をいたしますのに対して、急激にこれを回復せしめるという必要がございましたものですから、さのような意味で特別な目的のため許したわけでございます。」と答弁しており、軍による覚醒剤の使用目的は「疲労回復」であったとしている。従って、他の日本軍兵士や労働者と同様に、特攻隊員の一部も鹿児島から沖縄までの飛行時間が3時間ほどかかることから、「疲労回復」や「眠気解消」を目的として、ヒロポンを投与されたという証言も散見される。
特攻隊員への特別な航空糧食として、包装に菊の御紋が描かれた、「ヒロポン入りチョコレート」が製造されていたという証言がある。
この製造にかかわったとする証言者は、先輩からチョコレートに「何か入っているみたい」と言われたこと、食べたところ「カーッとした」としたことと、そのことを聞いた父親が「ヒロポンでも入っていたのでは？」と話したという部分のみを報じたのであって、これが本当に「ヒロポン入りチョコレート」であったのかは断片的な回想で判定することは困難である。陸軍で「ヒロポン入りチョコレート」が製造されたのは事実ながら、他にも他にも栄養剤やブドウ糖を混合したチョコレートも製造されているうえ、アルコールと唐辛子入りで体を温めるチョコレート「航空耐寒食」も製造・支給されている。一方で海軍においては「ヒロポン入りチョコレート」の製造は確認できないが、戦前からチョコレートを製造販売していた大東製薬工業（戦後に大東カカオに商号変更）が、海軍省からの要請で「居眠り防止食」と称した、眠気覚醒のためにチョコレートにカフェインを混ぜたものを製造しており、これを「ヒロポン入りチョコレート」と混同されている可能性もある。これはドイツ空軍のパイロットが好んで口にしていたショカコーラと同じようなものであった。いずれにしても、陸海軍のこれらのチョコレートについては、特攻隊員用に特別に製造されていたものではなく、航空兵全体用に製造されていたものである。
特攻隊員が覚醒剤を使用していたという話が蔓延した経緯として、戦後のGHQによる日本軍の貯蔵医薬品の開放指令により、旧日本軍の貯蔵医薬品と一緒に大量に開放された覚せい剤は、一般社会へ爆発的に広まり中毒者が激増し社会問題化したが、他の多くの社会問題と同様に覚せい剤も暗黒時代であった戦時中の象徴であったとする主張がなされるようになり、事実とは異なる証言や回顧が巷に氾濫する事となった。その一例として、自らも薬物中毒で苦しんだ経験を持つフランス文学者平野威馬雄が、戦時中に軍需関係の会社の従業員していた人物より戦後の1949年に聞いた「頭がよくなる薬が手に入った。これは部外秘というやつで、陸海軍の特攻隊の青年だけに飲ませる“はりきり”薬で、ヒロポンという名前だ。長くない命に最後まで緊張した精神を維持させる薬だ。」という話を紹介しているが、一般に流通していたヒロポンを「部外秘」としたり、特攻隊の青年だけに飲ませていたといったような事実に反した話が広まっていたことがうかがえる。これは軍部を非人道的機関と位置づけ、覚醒剤禍の元凶として批判すべき対象とした際に、特攻隊員がその象徴として利用されていたことの例の一つであったと思われる。
第二次世界大戦参戦各国の覚せい剤使用状況を見ても、同じ枢軸国側のナチス・ドイツは、日本のヒロポンより先に1938年より市販されていたメタンフェタミンの錠剤「Pervitin」と「Isophan」を1940年4月 - 7月のわずか4カ月の間に3,500万錠を製造しドイツ陸海空軍の兵士に大量に支給するなど熱心に使用していた。連合軍のアメリカ・イギリスも、メタンフェタミンを使っており、主にドイツや日本への本土戦略爆撃機パイロットに、長時間飛行の疲労回復剤や眠気解消剤として支給していた。またアメリカ軍は、覚醒剤のアンフェタミンを現代に至るまで主にパイロットに使用している。最近でもアフガニスタン紛争 (2001年-2021年)での誤爆事件（ターナックファーム事件）で、アメリカ空軍が疲労回復剤として、アンフェタミンの錠剤の服用をパイロットに強制していたことが明らかになっている。
日本軍の覚醒剤の使用用途は、当時の日本では一般的な用途であった。

#### 特攻隊員の思想
大日本帝国とナチス・ドイツは、共に枢軸国として特攻隊を有し、敗戦国となったこともあって比較されてきた。バード大学教授イアン・ブルマおよびヘブライ大学名誉教授アヴィシャイ・マルガリートの研究書『反西洋思想』によると、特攻隊志願兵たちは、大多数がエリート大学の人文学系の学生だった（理系の学生は文系よりは重宝されていた）。志願兵たちの手紙が示すところでは、彼らはドイツの哲学、文学、社会主義、マルクス主義、さらにはロマン主義や自殺の哲学、「死に至る病」に通じており、少数の隊員はキリスト教徒でもあった。
確かに日本では、「切腹」という自己犠牲の儀式的形が存在していたが、それは武士階級のみに許された特権であり、しかも戦争行為ではなかった。特攻隊員たちの自己犠牲は、武士道や天皇崇拝の結果というより、ロマン主義的なナショナリズムの表れとなっていた。例えば隊員の佐々木八郎は
なお旧資本主義態制の遺物の所々に残存するのを見逃すことはできない。急には払拭できぬほど根強いその力が戦敗を通じて叩きつぶされることでもあれば、かえって或いは禍を転じて福とするものであるかも知れない。フェニックスのように灰の中から立ち上がる新しいもの、我々は今それを求めている。
と述べている。文化人類学者の大貫・ティアニー・恵美子によると、「破壊の灰の中から立ち上がるフェニックス」という隠喩は、佐々木など当時の知識人がしばしば用いていた。かつて神話・哲学・文学などにおける「破壊の後の復活」は、「第三帝国」と関連付けられており、ナチズム（国家社会主義）の中でヒトラーやゲッベルスが多用していた。例えばゲッベルスの主張は、「破壊の後の奇跡的な復活」や、自国再生のための「衛生的な破壊」などだった。
もともと日本では、「復活の前提としての暴力的な死」を掲げるナチズムやドイツロマン主義とは縁薄かったが、日本ロマン派（日本浪漫派）はこうした「テーゼ」を重視した。特攻隊員の日記にはこのテーゼや「フェニックス」の象徴が続出しており、佐々木はその一例となっている。また、特攻隊員以外の学徒兵にも同様の傾向があり、例えば「熱心なマルクス主義者」を自称していた林尹夫は、詩で「フィナーレ、タブー、崩壊」を切望し、「カオス」「破壊」「再生」という表現も多用していた。林はまた、ドイツ語混じりの「絶望」についての論考で、「唯心論者」と自称している。
読書はこうした学徒兵たちの生活の核心にあった。主だった四人である佐々木、林尹夫、中尾、和田の鑑賞した作品としては、確認できる文献だけでも1355冊あり、洋楽や映画もある（キリスト教徒の特攻隊員だった林市造の場合、聖書や『死に至る病』について、日記・手紙で頻繁に言及していた）。とりわけ隊員たちが言及した作品の中でも、ドイツの戦争宣伝映画は日本に浸透していた。
特攻隊員は、「近代」（西洋）から影響されると同時に、「近代」を超越する動きを体現していた。そうした彼らの体験の大部分は、ドイツなどで大流行し、日本にも届いたロマン主義だった。世界各地でロマン主義はマルクス主義と同様、「資本主義や物質主義に対抗する運動」でもあった。このため、「マルクスやレーニンはロマン主義の中の少なくともいくつかの要素を重視していた」という。様々なロマン主義は各社会で、「近代の超克」の一部を担い、かつ、国民国家間の武力衝突に向き合っていた。
特攻隊員に選抜されながら戦争を生き残った元隊員らの多くは、戦後の復興に大きく貢献したが、ごく一部に戦後に目標を見失い自暴自棄となり反社会的行為に身を染める元隊員も出ていた。彼らは「特攻くずれ」と呼ばれたが、戦中は多くの国民から特攻隊は「軍神」と崇められたのに、敗戦による国民の価値観の激変により、特攻は軍国主義の象徴として叩かれる対象となり、いわれのない差別を受ける事なったのも、「特攻くずれ」が一般社会に適合できない大きな要因となった。その内、特攻とは関係のない無法者が、特攻隊員の軍装をし元特攻隊員と偽り犯罪を起こすケースも増えて「特攻くずれ」は新聞等でも激しくバッシングされることとなり、特攻隊員の印象の悪化させることにもなった。

## 評価

### 日本軍
日本軍では、東条内閣発足以来「生きて虜囚の辱めを受けず」（「戦陣訓」）という、捕虜に対する強い否定的意識が兵隊に訓育されていたことや、真珠湾攻撃時に日本軍捕虜第一号となった酒巻和男少尉の存在を隠匿した海軍上層部（海軍省）に見られるように、陸海軍共に捕虜となることは恥であるとされ、負傷や乗機の損傷によって帰還が絶望的な場合は、自爆や敵への突入を選択をする者が多かった。
航空特攻を開始した大西瀧治郎海軍中将は、機材、人数から餌食にされるだけの戦局で部下に死所を与えるのは主将としての役目で大愛と考えていた 一方でこんなことしなければならないのは日本の作戦指導がいかにまずいかを表している。統率の外道とも考えていた。軍需局の要職にいたためもっとも日本の戦力を知っておりもう戦争を終わらせるべきだと考え講和を結ぶ必要を考えたが、戦況も悪く資材もない現状一刻も早くしなければならないため一撃レイテで反撃し講和を結び満州事変のころまで日本を巻き戻す。フィリピンを最後の戦場とする。特攻を行えば天皇も戦争を止めろというだろう。またこの犠牲の歴史が日本を再興すると考えていた。
昭和天皇の特攻に対する思いは複雑なものがあったようで、特攻開始当初は、戦果を上奏した米内海軍大臣に、「かくまでせねばならぬとは、まことに遺憾である。神風特別攻撃隊はよくやった。隊員諸氏には哀惜の情にたえぬ。」と発言するなど、戸惑っていた。1945年の元旦に宮中恒例の晴れの御膳が大膳職からだされたが、その後に軍からも白布に包まれたお膳が届けられた。そのお膳は白く四角の形をしており、中には尾かしら付の鯛と赤飯と栗金団が入っていて二合ビンの清酒がそえられてあった。軍からそのお膳について「連日のごとく出撃している特攻隊員に対し、その壮途にはなむけて出す料理でございます」という説明を聞いた昭和天皇は長い間何も言わずそのお膳を見つめていたが、手をつけることはなくそのまま侍従武官に下げた。下げられた武官たちはこのお膳を見せられた昭和天皇の胸の内を察して胸がつまる思いになったという。
しかし『一撃講和』を考えていた昭和天皇は、アメリカ軍に一撃を加える手段としての特攻に期待を抱き始めており、神風特別攻撃隊『第2御盾隊』が硫黄島戦で護衛空母ビスマーク・シーを撃沈し正規空母サラトガを大破させる大戦果を挙げたことを上奏した梅津参謀総長に対し、硫黄島へ再度の特攻出撃をと述べている。
その後の沖縄戦では日本軍は多数の特攻機を出撃させ、毎日夕刻に侍従武官から受ける特攻の戦果の上奏に対して、昭和天皇は「そうか、本当によかった」と心から喜んでいる風だったが、ある日、侍従武官が地図を広げて天皇に戦況を説明していた際に、侍従武官の髪に何か触れるものがあったので、いぶかしんで武官が顔を挙げると、昭和天皇が特攻隊が突入した地点に深々と最敬礼をしていた。その様子を見て侍従武官は、天皇が懸命に耐えている悲痛な心の一端を示したのだと察したという。昭和天皇には、軍の最高指揮官大元帥として部下将兵の戦果を褒めたたえる面と、天皇として臣民を十死零生の非情の作戦に従事させ悲しむ面の両面を、両立させざるを得ない立場にある苦悩があったという指摘もある。昭和天皇は戦後に沖縄戦への評価に関連し特攻に対して「所謂特攻作戦も行つたが、天候が悪く、弾薬はなく、飛行機も良いものはなく、たとへ天候が幸ひしても、駄目だつたのではないかと思ふ。特攻作戦といふものは、実に情に於て忍びないものがある、敢て之をせざるを得ざる処に無理があつた。」という思いを述べている。
終戦時の内閣総理大臣鈴木貫太郎は、内閣総理大臣秘書官から連合軍が特攻機のことをSuicide plane（自殺機）と呼んでいると聞かされると落胆し「こうした戦術でなければ体勢が挽回できぬとは、一体、いままで大本営はどんな戦略戦術を練っていたのか。これでは戦争は明らかに負けである。何が大和魂か。これはもう日本精神のはき違えと言うほかない」と怒りを露わにしている。
零戦の主任設計者堀越二郎は、特攻開始直後の1944年12月の初めに朝日新聞社が「神風特攻隊」という本を出版するにあたって、零戦の主任設計者として特攻を讃える短文を寄せてほしいとの依頼を受けたが、自分が設計した零戦がなんでこんな使い方をされなければならないのか？とのやるせなさや、多くの前途ある若者が、零戦に乗り込んでけっして帰ることのない体当たり攻撃に出撃していく光景を思い浮かべて胸がいっぱいとなって筆が進まず、1か月以上経った1945年1月にようやくこの戦争で肉親を失った人々全員に送るつもりで「敵は富強限りなく、わが生産力には限界あり、われは人智をつくして凡ゆる打算をなし、人的物的エネルギーの一滴に至るまで有効に戦力化すべき凡ゆる体制を整へ、これを実行しつくしたりや、内にこれを実行し、外神風特攻隊あらばわれ何ぞ恐れん・・・」という短文を朝日新聞社に寄せた。当時の時勢がらで直接的な表現はできなかったが、本当になすべきことをなしていれば、特攻という非常な手段に訴えなくてもよかったのではないか？という疑問の気持ちがこの短文には秘められていたという。
搭乗員淺村淳は当時の戦局は乾坤一擲の作戦に爆弾を落として当たらなかったと言える次元の話ではなかった、ぶつかるのが確実だったという。搭乗員岩本徹三中尉は特攻を勝算のない上層部のやぶれかぶれの最後の悪あがきで士気は低下したと語っている。
陸軍初の特攻隊の編成にあたった鉾田教導飛行師団長今西六郎陸軍中将は特攻隊の編成化は士気の保持が困難、低下するだろう。現地の決意であるべきで常時編成しておくようなものではない。慣熟や団結を考えてのことだろうが、慣熟が必要な機種（九九式双発軽爆撃機）でもないし、団結もなくなる。機材を用意しておくだけでよく、人の心の逡巡や天候不良など想定し生還可能性は残すべきだという。しかし今西はフィリピンでの特攻の成功を知ると、特攻容認に姿勢を変えており「諸士、最後の御奉公の秋至る。諸士よ征け。征きて一死を以て皇恩に酬いよ。日本男子の本懐を遂げよ」や「當部隊は全員本年を以て人生の最後の年と心得よ。本日唯今先づ死すべし。然る後、霊を以て各任務に就くべし。全員、本元日を以て生きたる命は先づ死なしめよ。霊の力のみにて、今後の御奉公を励まん。」と激烈な訓示をフィリピンに向かう特攻隊員や鉾田教導飛行師団の搭乗員にしている。
特攻に反対した美濃部正海軍少佐は「戦後よく特攻戦法を批判する人がいるが、それは戦いの勝ち負けを度外視した、戦後の迎合的統率理念にすぎない。当時の軍籍に身を置いた者にとって負けてよい戦法は論外である。不可能を可能とすべき代案なきかぎり特攻もまたやむをえないと今でも思う。戦いの厳しさはヒューマニズムで批判できるほど生易しいものではない。」と語っている。
岩井勉中尉によれば、甲飛4期生の某准士官が、特攻出撃前に宇垣纏第五航空艦隊司令のはなむけの言葉があった後に「本日の攻撃において、爆弾を100%命中させる自信があります。爆弾を命中させたら帰ってきて良いですか？」という質問をしたのに対し宇垣中将は即座に「まかりならぬ」と一喝したということであった。その准士官は宇垣中将の回答を聞くと、搭乗前に「今、聞いて頂いた通りです。あと二時間半の命です。ではお先に」と岩井中尉に言い残して出撃して行った。大戦を生き延びた岩井中尉は、宇垣中将が終戦の日に沖縄に突入し戦死したことを知り「若い特攻隊員を見送るとき、既に覚悟ができておられたので、あのような厳しい命令を下す事ができたのだ」と感じたという。

### 連合軍
特攻が開始される1944年後半のフィリピン戦前の時点では、それまでの太平洋戦域における日米航空戦の戦績により、アメリカ軍の日本軍航空部隊や搭乗員に対する評価は地に落ちており、アメリカ軍公式の評価では「1944年夏までには日本軍は何処においてもアメリカ空軍に太刀打ちできないということが、日本空軍司令官らにも明らかになっていた。彼等の損失は壊滅的であったが、その成し遂げた成果は取るに足らないものであった。」とされていた。
連合軍太平洋方面軍・アメリカ太平洋艦隊司令チェスター・ニミッツ元帥も、日本軍パイロットは未熟で訓練不足と認識しており、それがマリアナ沖海戦の勝因だったと分析し、マリアナ沖海戦でアメリカ軍艦隊を率いた第五艦隊司令レイモンド・スプルーアンス大将も、日本軍パイロットはアメリカ軍パイロットの敵ではなく、アメリカ軍は日本軍航空部隊の攻撃を打ち砕いたと評価していた。
ソロモン諸島やニューギニアで日本軍航空隊と戦ってきた、マッカーサー元帥の指揮下の第5空軍司令のジョージ・ケニー中将などは「日本国民のあまりに多くの人々が、水稲稲作者・漁師・車夫といった農民階級で、彼等はあまりにも愚鈍、余りに考え方がのろくて、機械的な知識や適応性に全く欠けている」とし、戦闘機パイロットになる素質を持った日本人はアメリカ人と比較して遥かに少ないと、人種偏見に満ち日本軍を侮った報告をアメリカ陸軍航空隊司令ヘンリー・アーノルド元帥に送っている。
その後にフィリピン戦で特攻が開始され、アメリカ軍に大きな損害が生じると、ニミッツは「特攻隊パイロットの飛行技術の明白な改善は、日本軍に対する連合軍の海軍作戦の前途に横たわる危機の不吉な前兆を示していた。」と日本軍搭乗員の技術を再評価し、今後の戦況への不安を口にするほどであった。アメリカ海軍第7水陸両用部隊司令ダニエル・バーベイ少将は「日本航空部隊の実力に対して何の疑問もなかった。オルモック湾（フィリピン戦）での特攻による戦果が日本航空部隊の実力に対する疑問を残らず拭い去った」と日本軍航空隊の操縦技術に対するこれまでの低評価に異議を唱え、また「日本軍は自殺機という恐るべき兵器を開発した。日本航空部隊がその消耗に耐えられる限り、アメリカ海軍が日本に近づくにつれて大損害を予期せねばならない。」と今後の戦局を予想し、その予想通り沖縄戦でアメリカ海軍は第二次世界大戦最大の損害を被ることになった。
またアメリカの諜報機関Office of Strategic Services（略称OSS、CIAの前身）も「日本人には視力障害があるから良いパイロットになれないという意見があるが、これは間違っている。日本人は高高度飛行ができないという意見も正しくない。（中略）日本軍パイロットが優秀な飛行技術を身に着けているということは、特攻パイロットたちが、厚木や鹿屋で受ける訓練形式によって証明されている。」と分析している。
終戦後に調査したアメリカ軍は「日本が（特攻で）より大きな打撃力で集中的な攻撃を持続し得たなら、我々の戦略計画を撤回若しくは変更させ得たかもしれない」 や「日本人によって開発された唯一の、最も効果的な航空兵器は特攻機（自殺航空機）であり、戦争末期数か月に日本全軍航空隊によって、連合軍艦船に対し広範囲に渡って使用された。」という見解を報告している。

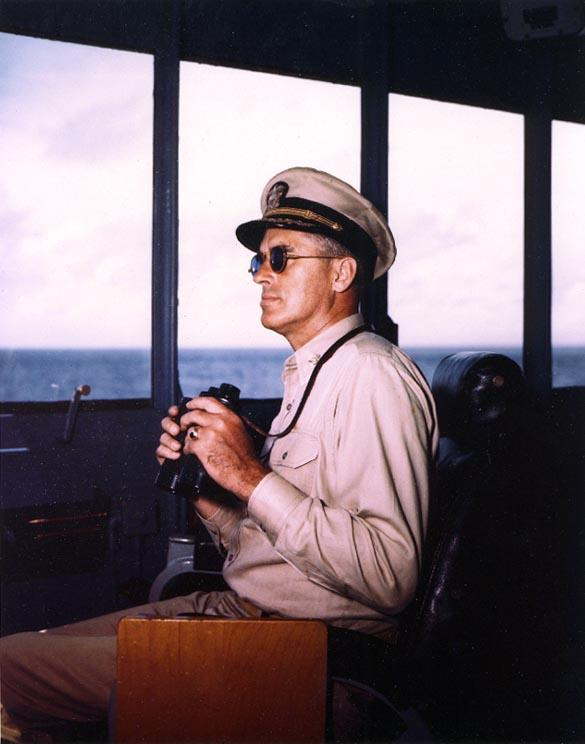
戦艦ミズーリのウィリアム・キャラハン艦長

1945年7月2日ヘンリー・スティムソン陸軍長官は、日本上陸計画を準備しているが、特攻が激しくなっており、この調子では日本上陸後も抵抗にあい、アメリカに数百万人の被害が出ると話し、天皇制くらい認めて降伏勧告をすべきと大統領に意見した。合衆国陸海軍最高司令官（大統領）付参謀長ウィリアム・リーヒ提督は、無条件降伏に固執せず、被害を大きくするべきではないと意見した。
軍や軍高官が戦術としての特攻の手ごわさについて評価する一方で、第一線のアメリカ兵の多くが、自らの西欧的価値観からは信じがたい、他人を殺すために自らも死ぬといった戦術である特攻について「不可解」や「非人間的」や「狂信的」という印象を抱き、日本兵に対する憎しみや偏見を募らせていた。特攻ほど日本軍が恐るべき敵であると思い知らせたものはなかったとの指摘もある。 第一線の兵士は特攻機に対し、「カミカゼクレイジー」「デビルズバード」「バードオブヘル」「ゾンビ」「カッツェンジャマー・キッド（酔っぱらい小僧）」等思いつく限りの蔑称や禍々しいあだ名を付けていた。台湾沖で特攻で大破した空母タイコンデロガの乗組員士官は「少数のイカれた小さな野蛮人が乗った少数の飛行機で、ジャップは我々が実戦に投入しているだけの数の水上艦艇を大破あるいは撃沈できる。カミカゼでジャップは戦争でもっとも効果的な秘密兵器を手にした。疑いなく考え得るもっとも邪悪でおそろしい兵器を」と日記に記している。
特攻機との戦闘後には、アメリカ軍艦艇上には特攻機の部品や特攻隊員の遺体の一部が散乱していたが、海軍の水兵は「日本のおみやげ」と称し、機体の部品や特攻隊員の遺品を拾い回った。中には遺体や遺骨の一部を本国に持ち帰る者もいた。軽巡洋艦モントピリアの水兵の1人は、本国の妹が欲しがっているとのことで、特攻隊員の肋骨を持ち帰っている。モントピリアの水兵ジェームズ・J・フェーイーは艦に散乱している特攻隊員の遺体を見て、特攻隊員がアメリカやアメリカ軍艦艇と一緒に自分自身も滅ぼしたがっていると感じ、日本軍を意気阻喪させたり、あきらめさせたりするのは無理で、ヨーロッパ戦線での連合軍空軍によるドイツ本土に対する戦略爆撃なんて、アメリカ海軍が特攻隊相手にやっていることに比べたらたわいのないもので、ドイツも頑張っているが日本ほどではないという思いを抱いている。
しかし軍隊における自己犠牲の精神はアメリカやドイツといった西欧諸国でも万国共通であり、特攻に近いような行為もしばしば行われていた。（詳細は#海外の場合を参照）その為、特攻隊員を称賛するアメリカ兵もおり、1945年4月11日に戦艦ミズーリに特攻し戦死した石野節雄二飛曹について、ミズーリの艦長であるウィリアム・キャラハン大佐（第三次ソロモン海戦で戦死したダニエル・J・キャラハン少将の弟）は「祖国の為に命を投げうってその使命を敢行した勇敢な男には、名誉ある水葬をもって臨むべきである。死した兵士はもはや敵ではない。翌朝、勇者の葬儀を執り行う」と石野二飛曹を称賛し、異例とも言える敵兵の水葬を行っている。その際わざわざミズーリの水兵が手作りで作った旭日旗で石野二飛曹の遺体を覆い、礼砲まで撃って礼を尽くしている。

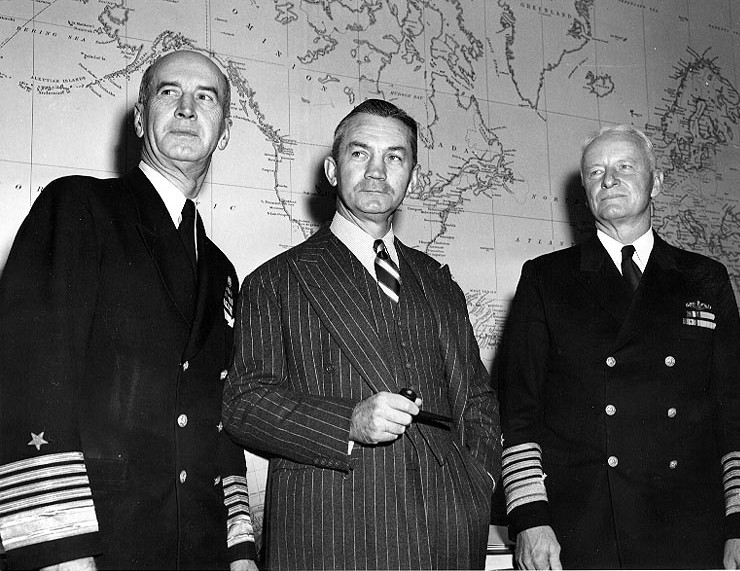
アメリカ海軍首脳3名、左からアーネスト・キング海軍作戦部長、ジェームズ・フォレスタル海軍長官、チェスター・ニミッツ太平洋艦隊司令長官

チェスター・ニミッツ元帥（太平洋方面最高指揮官・太平洋艦隊司令）
連合軍太平洋方面軍・アメリカ太平洋艦隊司令チェスター・ニミッツ元帥は、レイテ沖海戦での大勝利を第二次世界大戦でのトラファルガーの海戦と評価し、叩きのめされた日本海軍は、まともに戦えなくなったと判断していたが、その勝利ムードに冷や水を浴びせたのが特攻となった。フィリピン戦での特攻での損害を見て「神風特別攻撃隊という攻撃兵力はいまや連合軍の侵攻を粉砕し撃退するために、長い間考え抜いた方法を実際に発見したかのように見え始めた」 と特攻が大きな脅威になったと述懐している。
また、ニミッツの太平洋艦隊広報はこの後沖縄戦後に至るまで、特攻に関するニュースを全て検閲していた。特攻の成功を絶対に日本軍に知らせまいとするニミッツからの指示であった。逆に大和を撃沈した際は大々的に広報し、戦意高揚のために陸軍記念日の演説で全部隊に放送している。
沖縄戦でも、沖縄近海で特攻により激増する損害を懸念したニミッツは、日本軍の固い防衛線に苦戦し、中々進軍できない沖縄方面連合軍最高指揮官の第10軍司令官サイモン・B・バックナー・ジュニア中将の作戦に苛立ちを覚え、指揮を混乱させかねないため現場の指揮には一切口を出さないと言う自らの不文律を犯して、作戦指導への介入のために4月23日に沖縄にてバックナーと会談している。
そこでニミッツはバックナーに「海軍は、毎日1.5隻ずつ艦船を失っている。その為、五日以内に第一線が動かなければ、このいまいましいカミカゼから逃れる為に、他の誰かを司令官に変えて前進させるぞ。」と、異例とも言える更迭を匂わせての早急な進撃を促している。結局この時ニミッツはサイパンの戦いでの「スミスVSスミス」事件での陸海軍海兵隊3軍対立の二の舞いを恐れて強権は発動しなかったが、この後も陸軍の進撃速度は上がらず、予定の3倍の90日にも及んだ沖縄戦で海軍が特攻で受けた損害は莫大なものとなった。しかし、沖縄戦末期の6月上旬ごろには、日本軍の本土決戦準備による戦力温存もあって、特攻による損害も減少し「神風特攻の脅威を自信をもってはね返すとこまで来ていた」と胸を張っていたが、その要因として「カミカゼの方では、最後の突入から戻ってきてその体験を報告するパイロットがいなくなったために、改善の基礎となるデータを発展させることができなかった。」と分析していた。
沖縄戦が終わると「我が海軍が（沖縄戦で）被った損害は、大戦中のどの海戦よりもはるかに大きかった。沈没30隻、損傷300隻以上、9000人以上が死亡、行方不明または負傷した。この損害は主に日本の航空攻撃とくに特攻攻撃によるものであった。」と沖縄戦での特攻を総括している。フィリピンと沖縄で特攻に多数の艦船を奪われたニミッツらアメリカ海軍指導部は、日本本土への侵攻作戦において、多数の特攻を受け、莫大な損失を出すことを恐れ悲観的な予測に傾いていた。ニミッツは海軍作戦部長キングに「日本を侵攻する場合は、われわれは甚大な被害を受け入れる覚悟をしなければなりません。食料状態が悪く、ろくに補給も受けていない日本軍はわれわれの圧倒的な空と陸からの行動でうちのめされましたが、その成功も、敵の通信経路が短く、敵の物資がより豊富な日本本土で直面する抵抗を推しはかるただひとつの基準としては使えないでしょう」という報告書を提出している。アメリカ軍全体でも、日本本土決戦になっていた場合の想定として「オリンピック作戦（九州上陸作戦）に対抗して、九州防衛のための特攻機が準備され、これより規模の小さい準備がジッパー作戦に対抗してシンガポール防衛のためになされた。これらの特攻機の使用により、上陸作戦時の連合軍艦隊が、連合軍が計画した多様な効果的対策に関わらず大きな損害を受けたであろうことは疑問の余地はない。」と特攻により大損害を被るという予測をしていた。
しかし、ダウンフォール作戦は開始されることなく、日本のポツダム宣言の受諾により戦争は終結し、太平洋戦争後に母校アメリカ海軍大学校で講演したニミッツは「日本との戦争において起きたほとんどのことは、この教室（War Gaming Department）において多くの学生らにより想定されており驚くことはなかったが、唯一大戦末期のカミカゼだけが予測できなかった」と述べている。
レイモンド・スプルーアンス（第五艦隊司令）
第五艦隊司令レイモンド・スプルーアンス大将は「特攻は非常に効果的な兵器で、我々はこれを決して軽視することはできない。私は、この作戦地域内にいたことのない者には、それが艦隊に対してどのような力を持っているか理解する事はできないと信じる」と第五艦隊参謀長でもある親友のカール・ムーア大佐に送った手紙に書きつづっている。また、当時潜水艦の艦長だった息子のエドワードと、グアムで面会した際に「神風特別攻撃隊が沖縄の沖合で、アメリカ艦隊にあたえた恐るべき人命と艦艇の損害について非常に憂慮している。日本本土に向かって進攻することになったならば、さらに大きな打撃をうける事になるであろう」と語り、エドワードは「父は今まで会った中でもっとも憂慮している様子だった」と感想を述べている。
またスプルーアンス大将は、増え続ける特攻からの損失に音を上げて「特攻機の技量と効果および艦艇の喪失と被害の割合がきわめて高いので、今後の攻撃を阻止するため、利用可能なあらゆる手段を採用すべきである。第20空軍を含む、投入可能な全航空機をもって、九州および沖縄の飛行場にたいして、実施可能なあらゆる攻撃を加えるよう意見具申する」 という、海軍上層部への切実な戦況報告と意見具申をしている。
沖縄戦にあたって、第20空軍のB-29は海軍の強い要請により日本本土の都市や工場等への戦略爆撃任務から、九州の特攻機基地への戦術爆撃任務に振り向けられていたが、第20空軍は戦略爆撃任務に戻りたがっていた。しかしスプールアンス大将の切実な意見具申を受けて海軍作戦部長の アーネスト・キングが陸軍航空隊に対し「陸軍航空隊が海軍を支援しなければ、海軍は沖縄から撤退する。陸軍は自分らで防御と補給をすることになる」と脅迫し、引き続き第20空軍による特攻基地爆撃継続を応諾させている。その為、1か月半に渡って日本本土への戦略爆撃が特攻により軽減されることとなった。
スプルーアンス自身も沖縄戦で二度に渡って座乗していた旗艦に特攻攻撃を受けている。一度目は重巡洋艦インディアナポリス座乗中に艦尾に特攻攻撃を受け損傷、インディアナポリスは応急修理の失敗もあり航行不能となり その後本土で修理され、旗艦として復帰する帰路にテニアン島へ原爆を輸送したが、原爆を揚陸後伊号第五十八潜水艦に撃沈された。 その後、臨時旗艦戦艦ニューメキシコに座乗するが、ニューメキシコも特攻攻撃を受け戦死54名、負傷者119名の大損害を被った。スプルーアンスは艦内を移動中に、物陰に隠れて難を逃れたが、一時は行方不明になり、幕僚らが混乱状態に陥っている。スプルーアンスは沖縄戦途中で異例のウィリアム・ハルゼーへの指揮権交代をしているが、その際にハルゼーの幕僚らはスプルーアンスの幕僚らのやつれ具合にショックを受けている。
戦後に沖縄戦を振り返ったスプルーアンスは、「沖縄に対する作戦計画を作成していたとき、日本軍の特攻機がこのような大きな脅威になろうとは誰も考えていなかった。」と回想している。
スプルーアンスは、負傷もしくは機体の損傷によって死が避けられないならば、敵に損害を与える可能性が高い体当たりの方が合理的で効果がきわめて高いと分析していた。
ウィリアム・ハルゼー（第三艦隊司令）

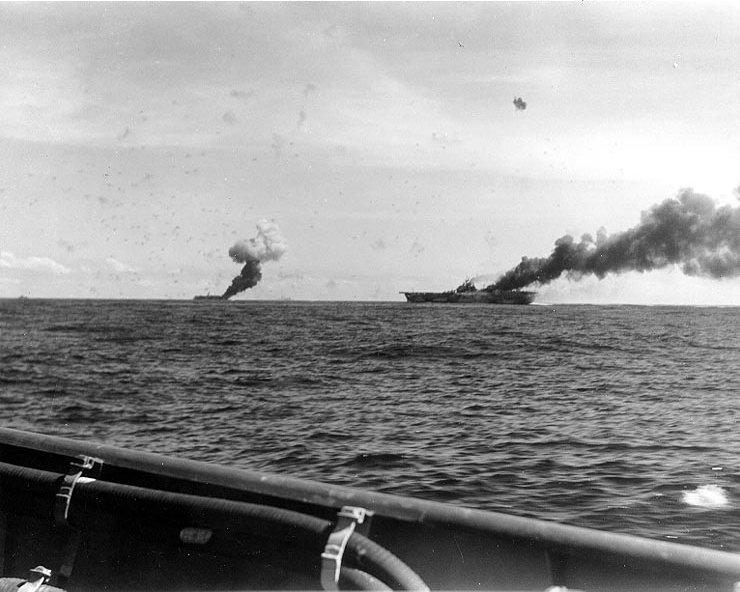
フィリピンで特攻により炎上するハルゼー指揮下の第三艦隊の正規空母フランクリンと軽空母ベローウッド

艦隊指揮官として、最初に特攻の洗礼を受けたのはハルゼー大将であった。ハルゼー大将は、1944年11月29日に配下の 第三艦隊の高速空母群に次々と特攻機が損害を与えるのを見て「いかに勇敢なアメリカ軍兵士と言えども、少なくとも生き残るチャンスがない任務を決して引き受けはしない」「切腹の文化があるというものの、誠に効果的なこの様な部隊を編成するために十分な隊員を集め得るとは、我々には信じられなかった」と衝撃を受けている。また、「情報部から我々に対して、カミカゼが編成されたという警告が送られてきたが、我々の内大半の者はそれをこけおどしやPaper tiger（張子の虎）であると受け取っていた」と自分らの見通しが甘かったとも述べている。
またこの頃にハルゼーは、指揮下の艦隊に蔓延するカミカゼショックに危機感を抱き「カミカゼの成功率は1%以下である」と事実に反する発表を部下将兵に行い（フィリピン戦での特攻有効率は26.8%）沈静化を図ったが、あまり効果はなかった。
沖縄戦では、特攻により心身疲労したスプルーアンスに代わり、5月26日より艦隊の総指揮をとることになったが、あまりの艦隊の惨状にショックを受け、特に甚大な損害を受けていたレーダーピケット艦を問題視して、なぜこのような大殺戮に遭う必要があったのか？早くにレーダーサイトを建設していれば、こんなに損害を受けることはなかったと怒りを露わにしている。
ダグラス・マッカーサー元帥（南西太平洋方面最高司令官）
海軍以外でもダグラス・マッカーサー元帥は、フィリピン戦で特攻の猛威を目のあたりにすると「カミカゼが本格的に姿を現した。この恐るべき出現は、連合軍の海軍指揮官たちをかなりの不安に陥れ、連合国海軍の艦艇が至るところで撃破された。空母群はカミカゼの脅威に対抗して、搭載機を自らを守る為に使わねばならなくなったので、レイテの地上部隊を掩護する事には手が回らなくなってしまった」と指摘している。
その後の沖縄戦では、「大部分が特攻機から成る日本軍の攻撃で、アメリカ側は艦船の沈没36隻、破壊368隻、飛行機の喪失800機の損害を出した。これらの数字は、南太平洋艦隊がメルボルンから東京までの間に出したアメリカ側の損害の総計を超えている」 と沖縄戦での特攻による大損害を回顧しているが、そのマッカーサー自身もフィリピンのリンガエン湾で、軽巡洋艦ボイシ座乗中に 特殊潜航艇の雷撃と特攻機の攻撃を受けている。
雷撃はボイシの巧みな操艦で回避し、特攻機は接近中に対空砲火で撃墜され難を逃れたが、当のマッカーサーは雷撃回避の際は甲板上に仁王立ちし戦闘を眺め、特攻機撃墜時は艦内の喧噪を他所に、居室で眠っていた。マッカーサー配下の第七艦隊の兵士らは、それまでの特攻の猛攻で恐怖が頂点に達していたのに、その指揮官のマッカーサーの剛胆ぶりに担当軍医のエグバーグ医師は驚かされている。

### その他

#### 研究者
太田久元は、上層部が命令しても簡単に特攻できるわけではなく、かなりの意志力に加えて「特攻はドイツ軍、ロシア軍などの海外における同様の例の影響があったのではないか」と述べている。池田武邦は、「特攻は大和魂の行動美学の実践」であると述べている。秦郁彦は、戦争における不条理な死として特攻死を挙げ、末期の日本軍全般についてはもはや戦略や打算を超越した別次元での発想と考えるのが適切として、阿南陸相の口ぐせは「死中自ら活あり」だったが、「頼むは石に立つ矢の念力のみ」（宮崎中将）とか「勝利か、しからずんば全軍玉砕かの信念」（原四郎中佐）に至っては、絶望の悲鳴なのか、滅亡への讃歌なのか見きわめがつかないと述べている。また、秦は特攻により日本の国体が護持されたと発言しているが、それに対して、大井篤元海軍大佐からそのような意見は「特攻礼賛」であると指摘されている。
特攻で多大な損害を被ったアメリカにおいては、特攻を戦術として前向きに評価する意見も見られる。父親が沖縄戦でレーダーピケット任務に就き、自らも海兵隊員として厚木で勤務した経験もある、アメリカ史・軍事研究家ロビン・L・リエリーは、多数の特攻関連書籍を執筆しているが、その中で「カミカゼ攻撃は気の狂った者が命令した狂信的な任務ではなかった。アメリカ人に日本侵攻が高くつくことを示して、侵攻を思い止まらせる唯一理性的で可能な方法だった。この考えで、日本人は多くの航空機とパイロットを片道攻撃に投入した。」と評している。
モーリス・パンゲは、アメリカ人や西洋人一般にみられた嘲笑や中傷を否定し、『きけ わだつみのこえ』を基に特攻隊員が軍閥の言いなりではなく「正しいものにはたとえ敵であっても、誤りにはたとえ味方であっても反対する」という崇高な念に殉じたと彼らに称賛の意を示すと述べている。ベルナール・ミロー（フランス人）は、「散華した若者達の命は…無益であった。しかしこれら日本の英雄達はこの世界の純粋性の偉大さというものについて教訓を与えてくれた」と述べている。且つ「西洋文明においてあらかじめ熟慮された計画的な死と言うものは決して思いもつかぬことであり、我々の生活信条、道徳、思想と言ったものと全く正反対のものであって西欧人にとって受け入れがたいものである」とも述べている。
多くの指揮官は特攻隊員に「自分たちも後から必ず行く」と訓示していたが、戦後は復興が重要と約束を破り、守ったのは大西と宇垣などわずかであったことに対する批判、戦後生き残った特攻隊員には、戦中に嫌だと言える空気でなかったが戦死した隊員や遺族を思い生きていても地獄と思いながら生き、特攻を命令した陸軍参謀は、自分の命は惜しいから現に生きて恩給を貰い、特攻は本人志願と語っているものもいたという批判、特攻隊員と特攻を指揮・命令した軍人を分けて特攻を研究すべきだという批判もある。特攻が通常攻撃に代わる安易な攻撃法として他部隊や陸軍航空隊にも採用され、沖縄作戦のころには、桜花（人間爆弾）・回天（人間魚雷）・震洋特攻艇などに拡大され、全軍特攻の観を呈し、志願制から強制に移行したことや米軍の対策法向上により効果は減じ、戦勢逆転の期待は裏切られたとする意見もある。戦後間もない1950年代に、交通法規を無視してスピード違反などの無謀な運転をするタクシーやトラックが神風タクシーや神風トラックと呼ばれていたのも、特攻に対する国民の印象を物語っていたという指摘もある。
2001年に発生したアメリカ同時多発テロ事件において、欧米のマスコミの中には世界貿易センタービルに突入するハイジャックされた航空機を「カミカゼ」、「パールハーバーと同じだまし討ち」と表現するものもあった。これは「生還を考えない体当たり戦法」から、「カミカゼ（＝旧日本軍の特攻隊）のようだ」と報道されたものである。実際、「（強者に一矢報いるための）自殺行為同然の突撃」を代名する表現として「KAMIKAZE」の語が用いられることは多い。
これに対し日本国内では、「特攻はあくまでも敵兵と軍事標的のみが目的。民間人を標的とする「卑劣なテロ」とは違う」という反論も生じた。しかし、日本国外では「有志による自爆攻撃＝カミカゼ」という意識がなお根強く、またミサイル駆逐艦コールへの自爆攻撃等、武装組織が正規軍へなんらかの武力抵抗を行った場合の評価、そして武装組織とテロ組織の「線引き」自体が曖昧で、国際的な議論、再評価を巻き起こすには至っていない（戦時国際法では武装勢力（含むテロ組織）は正規軍に準じる存在と位置づけられ、戦闘員の身分は基本的に保証されているが、「テロとの戦い」が「戦時」に該当するか、戦時国際法が適用されるかどうか自体が曖昧である）。また正規軍の民間人に対する武力行使は戦時国際法で厳格に禁止され、罰則対象になっているが、この条項自体が事実上空文化している（代表的なところではアメリカ軍の原爆投下や無差別絨毯爆撃、イラク戦争の掃討作戦、イスラエル軍の入植地攻撃、ロシアのアフガン、チェチェン侵攻など）ため、この辺りもテロ行為と特攻の線引きを難しくしている。さらには当の武装勢力（含むテロ組織）のタミル・イーラム解放のトラやハマスでも、なぜ自爆テロを行なうのかとの問いには「カミカゼ」の答えが返って来ることがある。

#### 公人
フランス文化相・アンドレ・マルローは「日本は太平洋戦争に敗れはしたが、そのかわり何ものにもかえ難いものを得た。それは世界のどんな国でも真似できない神風特別攻撃隊である。彼らには権勢欲とか名誉欲などはかけらもなかった。祖国を憂える貴い熱情があるだけだった。代償を求めない純粋な行為、そこにこそ真の偉大さがあり、逆上と紙一重のファナチズムとは根本的に異質である。人間はいつでも、偉大さへの志向を失ってはならないのだ」と語った。またマルローは内閣閣僚として日本を訪れた際、昭和天皇との会談で、特攻隊について触れ、その精神への感動を伝えている。
ビルマ（現：ミャンマー）元大統領・バー・モウは、タイクアン・アパイウォン首相主催の晩餐会の席上で、流暢な英語で特攻隊の崇高な精神と愛国的熱情について熱く語っているうちに涙で声が詰まり、それを聞く晩餐会出席者もまた感涙に堪えなかったという。

## 海外の場合

### ドイツ軍

#### 航空作戦

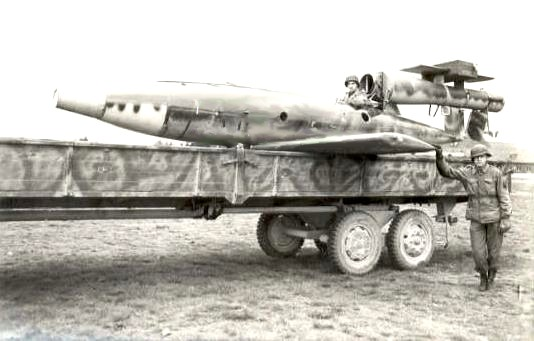
有人型V1飛行爆弾「Fi-103R ライヒェンベルク」

1941年9月23日、第2急降下爆撃航空団第III飛行大隊がキーロフを攻撃した際、大隊長エルンスト＝ジークフリート・ステーン大尉が対空砲火により被弾後、キーロフに突入して後部機銃手アルフレート・シャルノヴスキー伍長とともに戦死したことがハンス・ウルリッヒ・ルーデル著「急降下爆撃」に記述されているが、厳密に言ってこれは特攻とは異なる。1943年末には、ドイツ空軍においてフォン・コルナツキー少佐によってシュトゥルム・フリーガーと命名された作戦は、B-17、B-24に体当たりし落下傘で直前に脱出することとなっていたが、困難なため中止された。これに代わり1944年5月ヴァルター・ダールの案で、誓約書を書いた隊員で体当たりの肉薄攻撃を行おうと企てていたが、戦闘機隊総監アドルフ・ガーランド中将はこれを知り禁止命令を出した。
ガーランドは「肉薄攻撃はいいが、体当たりすることはない。体当たりしなければならないのは、技術不足、相討ちの時だけである。戦闘機パイロットは一朝一夕で養成できるものではないため体当たりは避けるべき」という考えであった。
1944年春頃、ドイツ人女性テストパイロットハンナ・ライチュにより、He 111などの爆撃機が、V1飛行爆弾を改造したV1 有人飛行爆弾を搭載して敵艦を攻撃する戦法が提唱された。有人V1は爆撃機から空中発射されると、パイロットが操縦して敵艦に接近し、最後は急降下して体当たり攻撃をおこなう計画であった。アドルフ・ヒトラーはこの計画に懐疑的であったが、試作機が作られた。通常のV1に操縦席を設置するだけではなく、機首や翼端にも改造が加えられた。最初の飛行ではライチュが自らテストパイロットを務め、2,500ｍの高度で発射された有人V1は時速644kmで330km飛行したが、脱出したライチュは地面に叩きつけられて負傷してしまった。実際の運用としては、有人V1は目標を発見すると、パイロットは頭部の信管を解除した後に、敵艦に向けて最終の急降下をしながら脱出することになっていたが、実際は脱出しても、ジェットエンジンに吸い込まれて死亡する確率が高いと思われた。実用化の目途が立たない中で175機の有人V1が生産されたが、実戦に投入されることはなかった。

#### ゾンダーコマンド・エルベ
ドイツ空軍のハヨ・ヘルマン大佐は、レイテ沖海戦より日本軍が投入した特別攻撃隊に影響され、当時の駐独大使である大島浩をデーベリッツの司令部に招き特攻について質問して情報を得た。その効果については疑問を持ちつつも、第二次大戦末期はドイツでも通常の防空戦は困難になりつつあったことや、過去にもその場の判断で敵機に体当たりを行い撃墜した事例、最新鋭のMe 262が圧倒的な速力で戦果を上げており機体生産を確保するための被害回避等の理由を挙げて「爆撃機への体当たり攻撃」を立案した。この作戦にヒトラーは難色を示し、空軍総司令官のヘルマン・ゲーリングも当初は反対したが、燃料も戦闘機も不足する中ではやむを得ない戦法だと無理矢理に説得し、ヘルマンが指揮官となって「自己犠牲攻撃」として志願者を募り、作戦が独北部のエルベ川周辺に展開したため「ゾンダーコマンド・エルベ」（Sonderkommando Elbe）と称された。
この作戦は1945年4月7日に実行され、内容はMe 109とFw 190を使用し、機関砲を撃ちながら敵機目掛けて一直線に突進するものであり、衝突と同時に落下傘で脱出することで生還の可能性は残しており、必ず体当たりすることを要求されたのではなく「敵重爆の直前で射撃し、各自1機は撃墜すること。必要とあれば激突せよ」と命じられた。
国民啓蒙・宣伝大臣のヨーゼフ・ゲッベルスはエルベ特別攻撃隊の出撃に際し「体当り戦闘機、今より攻撃に入る。90％の損耗は覚悟の上、恐るべき戦果が期待されん」というプロパガンダを発表している。
しかし、P-51を始めとする多数の護衛戦闘機群に阻まれ、推定189機が出撃したが出撃機の大半とパイロットの約半数（約80人との資料もある）を失い、8機（B-17 5機撃墜との資料 や、20数機との資料もある）の爆撃機を撃墜したにとどまり、効果への疑問から作戦はこの一度のみで終了となった。

#### オーデル川作戦
1945年4月中旬、ランガー・アルトホフ中佐が、マクデブルクの基地で、教官のエーリッヒ・クロイルとその教え子たちの若いパイロットを集めて、「諸君らが自ら志願して祖国防衛の陣列に立つときが来た。詳しくは言えないが、これは特別攻撃である。だれか名乗り出る者はいないか？」と志願を募った。かつて「ゾンダーコマンド・エルベ」に志願したこともあったクロイルであったが、アルトホフの頭ごなしの態度に反感を抱き、手を挙げなかったところ、教え子たちも手を挙げなかった。その様子を見たアルトホフは顔を真っ赤にしながらヒステリックに「祖国を守る気のある者が諸君のなかにはいないのか！」とがなり立て、次第に罵倒する勢いとなったので、クロイルは「特別攻撃」の中身はわからないものの、若いパイロットたちの手本にならなければと手を挙げて「私が志願します」と志願すると、アルトホフは安堵の表情を浮かべた。教官のクロイルが志願したことで、困惑していた教え子のなかで3名も志願した。クロイルは、志願した教え子たちはようやく教習課程を終えるレベルの技倆しかなく、普通の実戦でも無理があるのに、まして「特別攻撃」はなおさらと不安を抱いたが、「ゾンダーコマンド・エルベ」と同じであれば、パラシュートで脱出すれば生還できる可能性もあると不安を払拭した。
クロイルと教え子3名はベルリンから南に約50kmのユターボク基地に移動させられたが、ここには他にも「特別攻撃」に志願したパイロットが集結していた。1945年4月16日、ソ連軍はオーデル川に達し、渡河作戦を開始しようとしていたが、オーデル川を突破されればベルリンまでは一直線であり、いよいよ進退窮まったドイツ軍は「オーデル川作戦」を開始することとした。ユターボク基地に集められたパイロットは10名が1グループとして編成されていたが、クロイルらのグループはソ連軍が渡河作戦を開始した翌日の17日に士官食堂に集合させられ、指揮官より「今や敵の軍団はオーデル川を越え、ベルリンに押し寄せつつある。敵はオーデル川に橋をかけ、続々と後詰めを送り出しているところだ。この補給路を遮断しなくてはならない」と訓示があり、その後、各パイロットに攻撃目標が書かれた紙と航空写真が配られたが、クロイルの目標は浮き橋であった。さらに指揮官は「諸君らの機には500kgの“特殊爆弾”が搭載されている。それをもって“自己犠牲攻撃”を敢行して欲しい」との説明があった。クロイルらは“自己犠牲”の意味がわからず、そんな重い爆弾を戦闘機に搭載すれば、燃料は満足に積めないため帰ってこれないし、指揮官は冗談でも言ってるのかと思って「最初の攻撃で失敗したら、もう1度出撃しましょうか」と苦笑いしながら尋ねたところ、冗談どころか指揮官が声を荒らげて「2度目はない。これは“自己犠牲攻撃”なのだ。私はそう言ったはずだ！」と言い放った。ここでクロイルらはようやく自分たちが志願した「特別攻撃」が、実はパラシュートで脱出することができない、生還の可能性が全くない“自殺攻撃”であることを知った。
4月17日19時、クロイルたちは、残る戦友たちの軍歌に送られて出撃した。500kg爆弾を搭載したMe 109は次々と離陸すると、高度を6,000ｍまで上げてオーデル川に向かったが、護衛として2機のメッサーシュミット Me262が付き添った。やがて、目標の浮き橋が近づくと、地上はベルリンへ押し寄せるソ連軍で埋め尽くされていたが、ソ連軍が激しい対空砲火を浴びせてくる中でクロイルは、大した戦果も見込めないこのような任務で“自殺攻撃”するのが馬鹿馬鹿しくなって、爆弾を投下すると帰還することにした。しかし、このまま帰還すれば命令違反か敵前逃亡で処刑されるのは間違いなかったので、なるべく出撃したユターボクから離れたところまで飛行し、燃料が尽きたところでパラシュート脱出し、その後、数日かけてエルベ川まで歩いてアメリカ軍の捕虜となった。
結局、4月16日と17日の2日間で36機のMe 109が失われたが作戦は失敗し、17の橋梁を破壊したとドイツ軍は判断していたが、効果は限定的なもので、赤軍の進撃を止めることはできなかった。「オーデル川作戦」がどのように作戦策定され実行されたか、詳細は不明であるが、結局作戦は戦局に何ら寄与することなく、作戦が実行された2週間後の4月30日に、ベルリンの総統地下壕でヒトラーが自決し、5月8日にはドイツが無条件降伏している。

#### 水中作戦
有人魚雷

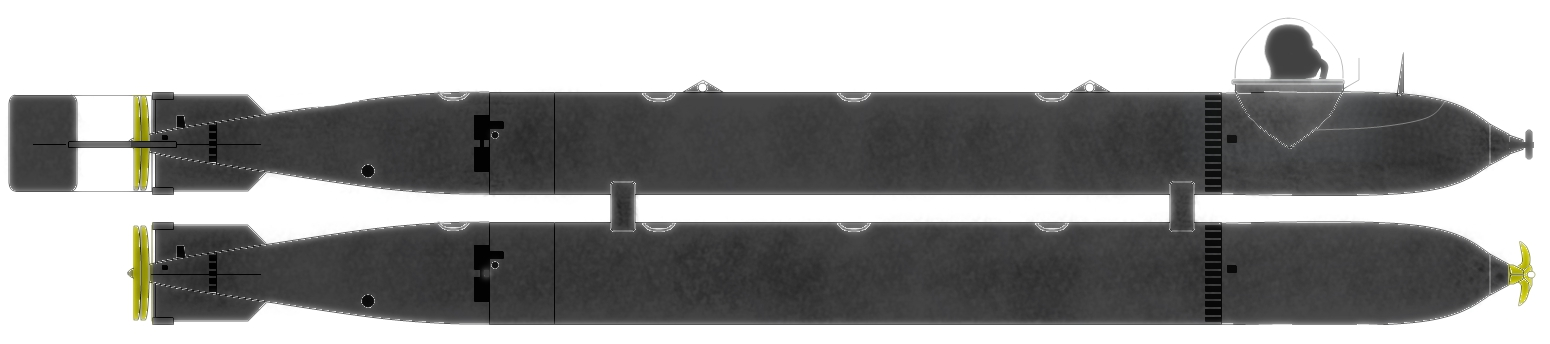
ドイツ軍の有人魚雷ネガー

ドイツ海軍は、魚雷に操縦席を設けて搭乗員が操縦できるようにし、その有人魚雷が魚雷を携行して敵艦を攻撃するネガーを実戦に投入している。ネガーは操縦席を設けたことにより潜水はできなくなっており、海面すれすれを走行したが、巡航4ノット、最大速力でも10ノットと低速であった。ネガーの搭乗員はUボートの乗組員から志願を募ったが、想定の生存率は50％であり、危険性の高い戦術であった。しかも、航行中に一酸化炭素が発生するため、空気清浄機と防毒マスクが必須であったが、中毒事故が続出、また魚雷発射時の安定性が極めて悪いため、戦闘による損失よりは事故による損失が多く、実際の損失率は想定を上回る60％から80％と高いものとなった。ネガーはイタリアやノルマンディの連合軍橋頭堡への攻撃に投入されたが、ノルマンディへの攻撃では旧型軽巡洋艦ドラゴンを大破させ、掃海艇2隻を撃沈する戦果を挙げた。後にネガーを大型化したマーダーという改良型も実戦投入されている。

### ロシア/ソ連軍

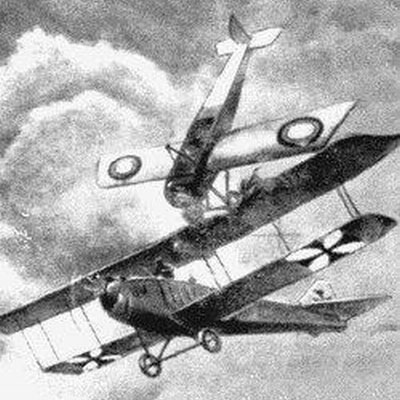
ロシア軍による世界初の航空機による体当たり攻撃を描いたイラスト

第一次世界大戦中の1914年9月8日、にロシア帝国のピョートル・ネステロフ大尉がオーストリア機に対して行った行動が、世界初の航空機による体当たり攻撃とされる。これにより墜落した2機の乗員3名は死亡している。第二次大戦初期（独ソ戦）のソ連軍には、旧式化していたI-16などの旧式機が多数存在していたが性能が劣っていたため、タラン と称される航空機による体当たり攻撃が行われた。タランが完全にパイロットの自由意志で行われたかは不明であるが、
- プロペラで敵機の方向舵を破壊して操縦を不能にする、最も安全で推奨された攻撃方法。
- 自機の翼で、敵機の方向舵や翼を破壊し操縦を不能にする。
- 敵機の胴体に体当たりする、上の2個の方法ができない場合の攻撃方法。一番危険であり、この攻撃を行ったパイロットのほとんどが戦死した。

以上の体当たり戦術が行われていたとソ連空軍のノビコフ上級大将が戦後に著書で解説している通り、体当たりの技術はかなり研究・洗練され体系化されており、軍による戦術の指導があった可能性が高く、パイロットが個別判断でその場の思い付きで行っていたとは考え難い。またタランで戦死したパイロットは国家英雄としてソ連邦英雄やレーニン勲章などで叙勲されて、大祖国戦争遂行のために兵士の士気を鼓舞することに利用された。
ソ連軍のパイロットは機体が損傷したり弾薬が尽きると、ドイツ軍の戦闘機や爆撃機に対する体当たり攻撃だけでなく（タラン攻撃をしたパイロットの一覧を参照）地上のドイツ軍の戦車などにも体当たりしたパイロットも多かった。（大祖国戦争で地上目標にタラン攻撃をしたパイロットの一覧を参照）体当たり攻撃したパイロットの多くは戦死したが、中にはボリス・コブザンのように4回も体当たりしながら生還したパイロットもいた。タランは新型機の配備が軌道に乗ってからも引き続き行われている。

### イタリア軍・イギリス軍・イスラエル軍
有人魚雷マイアーレ

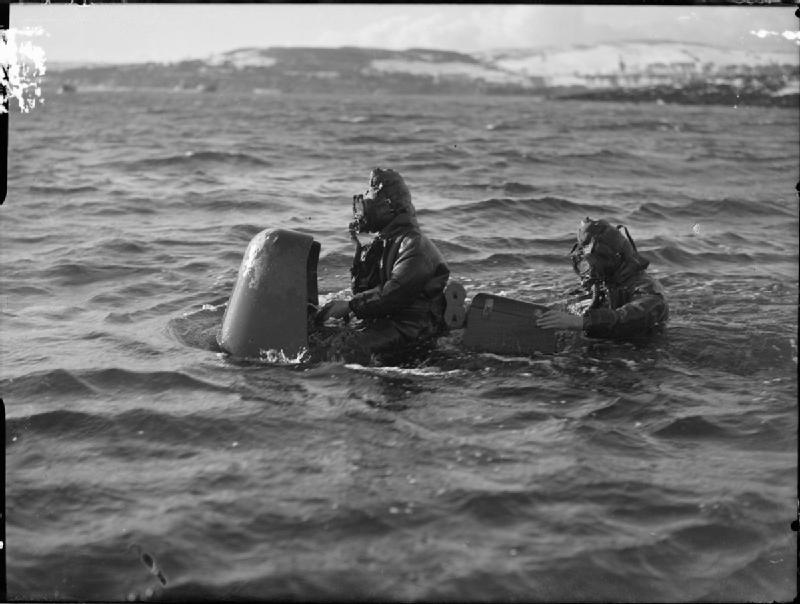
有人魚雷チャリオットに搭乗するイギリス軍フロッグマン

20世紀に入って、有人魚雷を最初に戦争に投入したのはイタリア海軍であった。イタリア海軍は第一次世界大戦で有人魚雷を巧みに使用し、オーストリア海軍の戦艦フィリブス・ウニティスを撃沈するという大戦果を挙げている。第二次世界大戦においてもその伝統は受け継がれ、1935年に有人魚雷の開発が開始されて1939年には訓練が開始された。有人魚雷はマイアーレ(S.L.C)と名付けられ、俗称でピグと呼ばれた。しかし、この兵器は後の日本海軍の回天とは異なり、魚雷はあくまでも移動手段であり、搭乗しているフロッグマンが魚雷で敵艦に接近し、敵艦に魚雷弾頭の爆薬をしかけた後に退避するといった運用法であったため、危険性は高いが特攻兵器とは本質的に異なる。
マイアーレのもっとも大きい成功は、アレクサンドリア港攻撃で2隻の戦艦を大破させたことであり、一時的に地中海の枢軸軍と連合軍の海軍力のバランスを逆転させている。その後もマイアーレは通商破壊作戦に投入され、多数の商船を撃沈している。
有人魚雷チャリオット
イタリア軍の有人魚雷マイアーレに大きな損害を被ったイギリス軍は、捕獲したマイアーレを参考に有人魚雷チャリオットを開発し、実戦に投入した。チャリオットはマイアーレより大型で、速力4ノット、航続距離3ノットといずれもマイアーレを上回っていた。
チャリオットは1942年10月に、ドイツ海軍の戦艦であるティルピッツを攻撃する任務に投入された、チャリオットを搭載した仮装漁船で、ノルウェートロンハイムに停泊中のティルピッツに接近を試みたが、ティルピッツに接近前に、嵐に巻き込まれチャリオットは仮装漁船から落下し、海中に没してしまい任務は失敗に終わった。その後、チャリオットは、1942年11月にマルタ島とシシリー島に停泊中の艦船攻撃にも投入され、軽巡洋艦ウルピオ・トライアーノを撃沈するなど一定の成果を挙げている。
MT艇

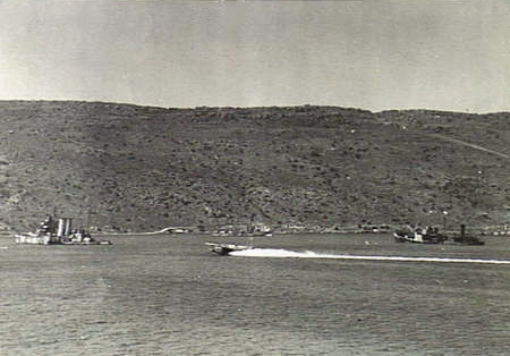
クレタ島にて、MT艇の攻撃により擱座・放棄されたイギリス軍艦船

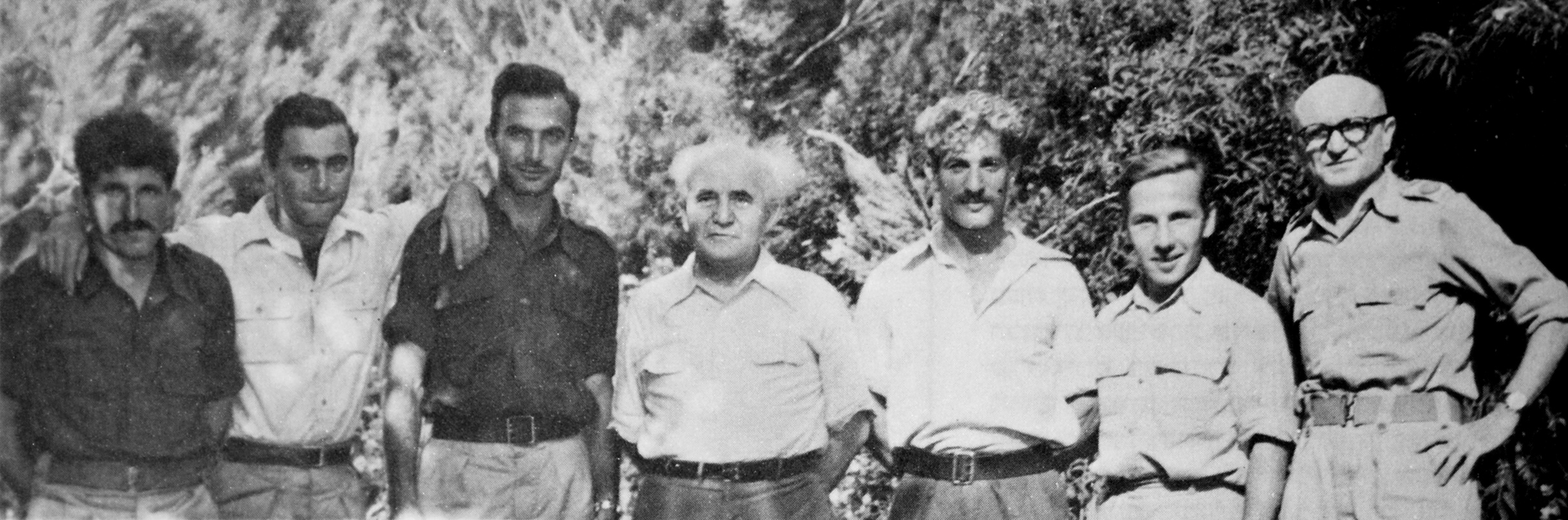
ベン・グリオン首相と記念写真に写るイスラエル海軍のMT艇搭乗員

イタリア海軍は第二次世界大戦中に自爆ボートの一種であるMT艇を運用していた。
搭乗員は目標の手前で舵を固定してから海に飛び込んで脱出するようになっていたが危険な任務であることには変わりなく、死亡率は高かった。
MT艇が上げた戦果の最大のものは1941年のスダ湾襲撃であり、重巡洋艦及び油送船各1隻沈没の戦果をあげた。
戦後MT艇は建国直後のイスラエルに渡り、第一次中東戦争でエジプト海軍の旗艦アミール・ファルークを撃沈するなどした。

### アメリカ軍
第二次世界大戦のアメリカ軍側においては、特攻とは異なる理由で体当たりが行われている。ミッドウェー海戦で、空母飛龍を攻撃した米海兵隊のSBD ドーントレス指揮官ロフトン・R・ヘンダーソンは、被弾炎上後に生還不能と判断したためか飛龍へ体当たりを試みたが失敗した。
重巡洋艦足柄の乗員、黒木新二郎によれば、1944年12月26日、フィリピン防衛戦において対空戦闘中、被弾したアメリカ軍機1機が左舷中央に激突し火災が生じたという。足柄の乗員は連合国側の体当たりと認識し、翌日、数十人の戦死者を水葬したが、その最後に艦に体当たりを仕掛けた敵機パイロット（氏名不詳）を忠勇の軍人として丁重に弔ったという。
被弾して生還の望みが薄い場合に限り、体当たりによって敵にも損害を強いるという考えがしばしばアメリカ人の間でも見られる。
。日本の特攻との明確な違いは、「初めから生還の望みがあるか、無いか」という合理性の有無である。
アフロディーテ作戦・アンヴィル作戦
1944年、アメリカ陸軍はドイツ軍がフランス北部に建造した、強固に防御され通常の爆撃では破壊できないUボートブンカーやV1飛行爆弾発射施設などを破壊するため、B-17爆撃機を無線誘導される無人機に改造し9トンの高性能炸薬を積み込んで体当たりさせるという「アフロディーテ作戦」を立案していた。改造されたB-17はBQ-7と呼ばれ、不要な装備を全て外し、コックピットにテレビカメラを計器盤と外を見るための計2台を設置して誘導母機型のB-17から無線操縦できるようにされていた。しかし、当時の技術では離陸時の操縦が遠隔操作ではできないなどの問題があったため、パイロットと航空機関士が搭乗して離陸を行い、味方領空内で誘導母機と合流し炸薬の安全装置を解除してから無線操縦装置を作動させてパラシュートで脱出するという危険なものだった。
アメリカ海軍も第1特別攻撃隊(SAU-1)を編成してPB4Y-1を改造したBQ-8を使用した作戦を行っておりこちらはアンヴィル作戦（Operation Anvil）と呼ばれた。1944年8月から計14回の攻撃任務が行われたものの途中で無線操縦の失敗により墜落してしまうことが多く、攻撃は一度も成功しなかった。
搭乗員の殉職も多く、ジョン・F・ケネディの兄ジョセフ・P・ケネディ・ジュニアもその内の一人だった。

## 年表
- 1941年11月11日、真珠湾攻撃に参加する甲標的の部隊が特別攻撃隊と命名される[831][信頼性要検証]。
- 1944年2月26日、海軍は脱出装置を条件に人間魚雷の試作を命じた[28]。
- 1944年春、陸軍航空関係者が特攻の必要に関して意見を一致し研究が開始した[60]。
- 1944年4月、海軍艦政本部で各種水中・水上特攻兵器の特殊緊急実験が開始した[29]。
- 1944年5月、陸軍で体当たり爆弾桜弾の研究が第3陸軍航空技術研究所で開始される[72]。
- 1944年6月25日、元帥会議が行われ特攻が示唆された[38]。
- 1944年7月1日、大森仙太郎少将が海軍特攻部長に発令された（正式就任は9月13日）[38]。
- 1944年8月、海軍は航空特攻に動き出し特攻兵器桜花の開発を始める[832]。
- 1944年9月28日、大本営陸軍部から航空本部に航空特攻に関する大本営指示が発せられる[77]。
- 1944年10月15日、台湾沖航空戦にて有馬正文少将が特攻出撃。
- 1944年10月17日、日本軍は捷一号作戦を発動。
- 1944年10月20日
  - 大西瀧治郎海軍中将、第一航空艦隊司令長官に着任（発令は10月5日）。神風特別攻撃隊編成命令を行う。
  - 大本営陸軍部から鉾田教導飛行師団に編成命令が下される[142]。
- 1944年10月21日、海軍、第一次神風特別攻撃隊初出撃（空振りに終わるも大和隊隊長、久納好孚中尉未帰還）。
- 1944年10月25日、神風特攻隊敷島隊（零戦6 隊長:関行男大尉）、突入に成功、米護衛空母セント・ローを撃沈、他に零戦10、彗星1が突入した。米艦船5隻を撃破し、特攻における初戦果となった。
- 1944年11月7日、陸軍、特別攻撃隊“富嶽隊”初出撃（山本中尉機未帰還）。
- 1944年11月20日、海軍、回天特攻隊“菊水隊”4基、ウルシー環礁で初出撃。戦果未確認。初の水中特攻。
- 1944年11月24日、B-29による東京初空襲。陸軍、震天制空隊第10飛行師団第47戦隊見田義雄伍長、B-29ラッキー・アイリッシュ号に体当たりによる空中特攻。ラッキー・アイリッシュ号撃墜。初の組織的空中特攻。
- 1944年11月26日、義号作戦。ブラウエン飛行場に“薫空挺隊”降下。戦果未確認。初の空挺特攻。
- 1945年1月9日、リンガエン湾にて陸軍海上挺進第12戦隊（戦隊長:高橋攻大尉）40隻（一説には70隻）が米上陸部隊に対してマルレによる攻撃。戦車揚陸艇など撃沈6隻、撃破10隻の戦果を挙げる。
- 1945年1月12日、在フィリピン陸軍航空部隊、最後の特攻出撃。
- 1945年1月25日、在フィリピン海軍航空部隊、最後の特攻出撃。
- 1945年2月19日、連合軍、硫黄島に上陸作戦開始。硫黄島戦始まる。海軍、硫黄島周辺の艦船に向け特攻作戦開始。
- 1945年3月18日、九州沖航空戦始まる（- 21日）。
- 1945年3月21日、第一神雷桜花隊（桜花15機）出撃。特攻兵器桜花初出撃。進撃中、米戦闘機に迎撃され戦果無し。
- 1945年3月26日、天号作戦発動。
- 1945年4月1日、連合軍、沖縄に上陸作戦開始。
- 1945年4月6日 - 7日、菊水一号作戦開始。菊水作戦（沖縄への大規模航空特攻作戦）、坊ノ岬沖海戦において海上特攻が行われた。
- 1945年4月10日、菊水二号作戦開始。
- 1945年4月16日、菊水三号作戦開始。
- 1945年4月17日、バギオ近郊イリサンにて、丹羽治一准尉以下11名が九五式軽戦車、九七式中戦車各一両で米M4中戦車に体当り陸上特攻。三両撃破（戦車の頭突き）。
- 1945年4月22日、菊水四号作戦開始。
- 1945年4月29日、鹿屋基地から出撃した零戦（西口徳次中尉）が沖縄近海で駆逐艦ヘーゼルウッドに突入。艦長を含む46人が死亡。[833]
- 1945年5月3日、菊水五号作戦開始。
- 1945年5月11日、菊水六号作戦開始。
- 1945年5月24日、菊水七号作戦開始。義烈空挺隊、沖縄のアメリカ飛行場に強行着陸（空挺特攻）。
- 1945年5月28日、菊水八号作戦開始。
- 1945年6月1日、菊水九号作戦開始。
- 1945年6月21日、菊水十号作戦開始（最後の菊水作戦）。
- 1945年6月23日、沖縄での組織的戦闘が終結。以後、兵力、機材、燃料の枯渇及び本土決戦のための兵力温存のため散発的な特攻攻撃となる。
- 1945年7月1日、第180振武隊が都城より出撃し、陸軍の沖縄航空特攻終わる。
- 1945年7月28日、宮古島より出撃した神風特攻第三龍虎隊が駆逐艦キャラハンを撃沈（他にも駆逐艦プリチェット、カシンヤング損傷）、特攻によるアメリカ軍最後の撃沈艦となった。
- 1945年8月13日、喜界島から海軍第2神雷爆戦隊2機が沖縄の連合軍艦船群に突入、攻撃輸送艦ラグランジを大破、戦死21名負傷89名、特攻によるアメリカ軍最後の損傷艦、沖縄への航空特攻が終結する。
- 1945年8月15日、
  - 木更津から流星1、百里原から彗星8が特攻出撃。最後の組織的特攻となった。
  - 正午に玉音放送があり終戦する。
  - 午後（夕刻）、宇垣纒海軍中将、計11機を指揮して大分基地から沖縄に特攻出撃。8機突入、戦果無し[注 29][834]。
- 1945年8月18日、占守島に侵攻してきたソ連艦艇に北千島の陸海軍航空部隊が特攻出撃、掃海艇1隻を撃沈、特攻による連合軍最後の損害となった。ウラジオストクに停泊中のソ連軍艦艇にも攻撃したが、対空砲火に阻まれ戦果なし。
- 1945年8月19日、神州不滅特別攻撃隊、大虎山飛行場から谷藤徹夫少尉ら合計11名が赤峰付近に進駐し来るソ連戦車群に体当り全員自爆を遂げた。

## 史跡

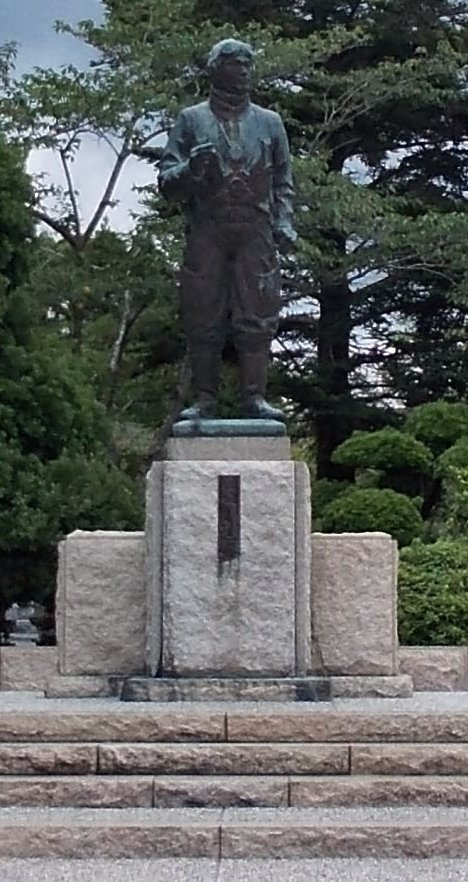
知覧特攻平和会館特攻勇士の像

日本国内の基地より多くの特攻機が出撃したこともあり、国内に特攻関連の施設・遺構・慰霊碑などが多く存在している。また特攻の基地があった土地や攻撃目標となった艦艇等に関連した国外の施設等がある。特攻指導者の寺岡謹平や菅原道大は特攻平和観音奉賛会を設立し、菅原の三男・道煕は特攻隊戦没者慰霊平和祈念協会理事長を務めている。この他、特攻部隊の発進基地として秘匿飛行場が全国で整備されており、戦争遺跡として注目されるようになってきた。
国内
- 知覧特攻平和会館
- 靖国神社遊就館
- 鹿屋航空基地史料館（特攻に関する展示の他二式大艇や退役自衛隊機が多数展示されている）
- 南さつま市万世特攻平和祈念館（陸軍航空隊万世飛行場跡に建設、建物の外観は海軍九三式中間練習機を模したもの。唯一現存する零式水上偵察機を展示。）
- 呉市海事歴史科学館（主に特攻で運用された零式艦上戦闘機六二型、回天10型（試作型）、特殊潜航艇「海龍」が展示されている。）
- 筑前町立大刀洗平和記念館（世界で唯一現存する九七式戦闘機が展示されている）
- 国分特攻基地記念碑・溝辺特攻碑（国分海軍航空隊跡地、陸上自衛隊国分駐屯地に特攻基地記念碑、霧島市溝辺上床公園内に溝辺特攻碑がある。他に上床公園内には特攻の常設展示あり。）
- 筑波海軍航空隊記念館（筑波海軍航空隊跡、映画『永遠の0』のロケにも使用された）
- 新日鐵住金鹿島製鉄所桜花公園（桜花の訓練が行われた海軍航空隊神之池基地の跡地だが、現在は新日鐵住金の敷地内であり会社の厚意で一般開放、『桜花錬成の碑』と桜花の実物大模型展示）
- 那須戦争博物館（個人運営だが15,000点にも及ぶ膨大な旧軍展示品がある。特攻関連としては震天制空隊の二式複座戦闘機屠龍のエンジンや撃墜したB-29のエンジンが展示してある）
- 大津島回天記念館（大津島は回天の訓練所があった所。記念館の他にも回天発射訓練基地跡や魚雷見張所跡などの遺構が現存している）
- 出水市特攻碑公園（出水海軍航空隊飛行場跡に整備された公園。1960年4月16日に建立された『雲の墓標』の石碑あり[835]）
- 宮崎市宮崎特攻基地慰霊碑（赤江海軍飛行場跡　現宮崎空港、鎮魂碑のほか慕銘碑が建立されている）
- 川棚町特攻殉国の碑（川棚町は特攻艇震洋の訓練所があった所、記念碑の近くに震洋の模型が展示、周囲には海軍関係施設の遺構あり）
- 香南市夜須町震洋慰霊碑（同町住吉海岸は特攻艇震洋の訓練所があった所、同訓練所では終戦翌日の1945年8月16日に爆発事故が起こり111名が死亡している）
- 楢本神社関行男慰霊之碑（初の特攻隊隊長関大尉ら敷島隊の記念碑。関大尉の出身地が西条市であったので楢本神社に建立された。日本初の「神風特別攻撃隊の記念館」も併設）
- 世田谷観音「神州不滅特別攻撃隊之碑」（終戦後に女性2名を含む12名でソ連軍の戦車に特攻した「神州不滅特別攻撃隊」の慰霊碑）

海外

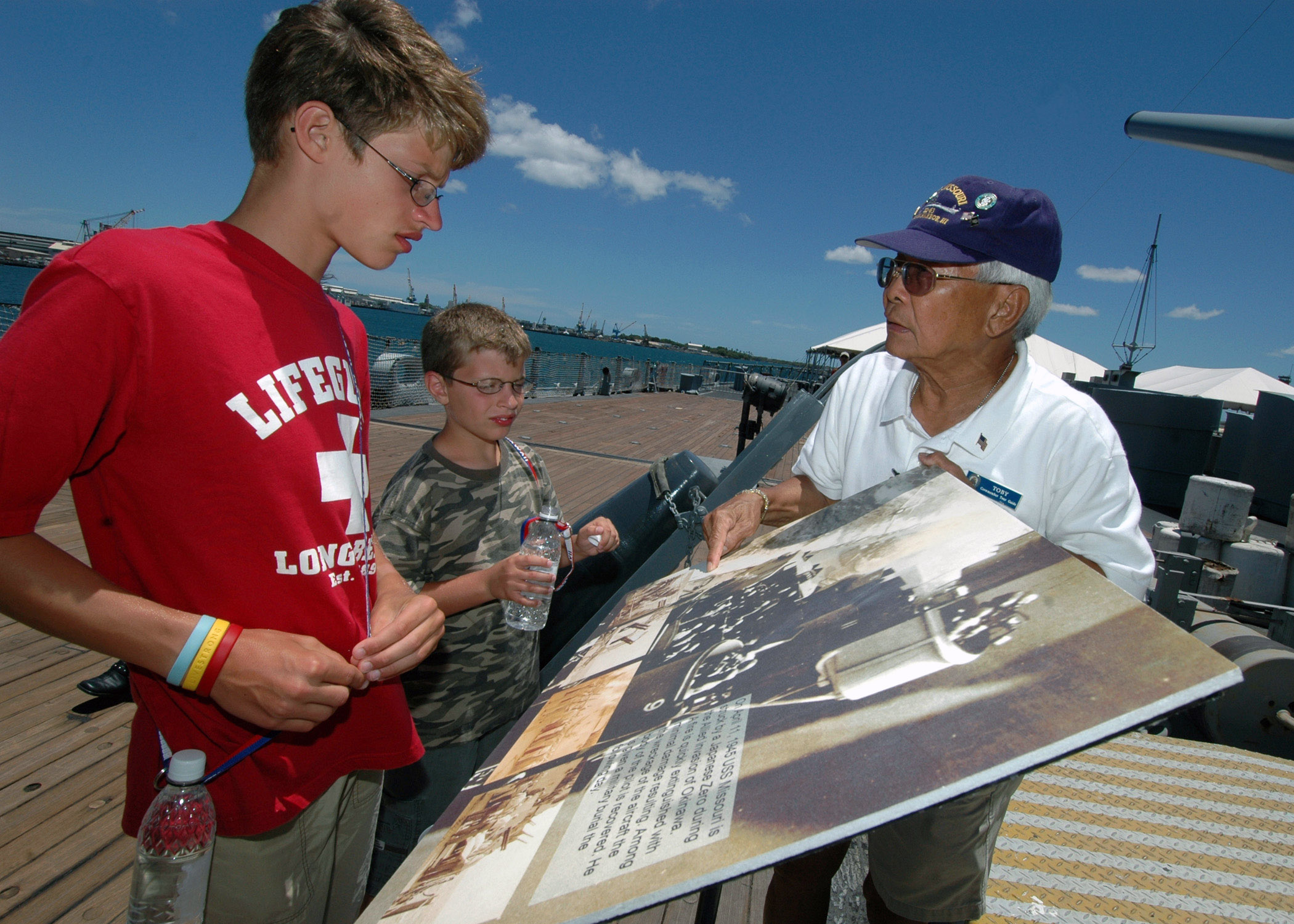
ミズーリが受けた特攻攻撃の説明を聞くアメリカの少年ら

- イントレピッド海上航空宇宙博物館（航空機展示多数。イントレピッドの歴史を説明する映像観賞では特攻機が命中した映像の際に効果音が流れスモークが焚かれる演出あり。他にも特攻に関する常設展示もある）
- レキシントン博物館（第二次世界大戦に関する展示物多数。レキシントンがフィリピン戦1944年11月5日に受けた特攻の説明展示あり）
- 記念艦ミズーリ（ミズーリが1945年4月11日に石野節雄二飛曹搭乗の零戦の特攻でできた船体の凹みをそのまま保存、その説明ボードが設置されている）
- グアム島アメリカ海軍ビジターセンター太平洋戦争記念館（グアム島でアメリカ軍に鹵獲された甲標的が展示）
- オーストラリア海軍記念館（特殊潜航艇によるシドニー港攻撃で自沈した甲標的の操縦室部分が展示、重巡洋艦オーストラリアに特攻した特攻機のエンジンとオーストラリアの部品も展示）
- アメリカ　ワシントンD.C.の国立海軍航空博物館、スミソニアン博物館、カリフォルニア州プレーンズ・オブ・フェイム航空博物館、イギリス　マンチェスター産業博物館（英語版）、コスフォードイギリス空軍博物館にそれぞれ桜花が展示
- フィリピンパンパンガ州マバラカット「神風平和記念廟」（現地のマバラカット行政府が建立したもの。マバラカット飛行場は初の特別攻撃隊が出撃した基地があった場所。特攻隊員の銅像は映画『WINDS OF GOD』の原作兼主演の今井雅之がモデル）
- 台湾宜蘭県員山郷員山機堡（台湾駐在特攻隊の航空機シェルター跡）[836]